# Westerse kostuumgeschiedenis
Dit artikel behandelt de geschiedenis van de mode en het kostuum in Europa, van de klassieke oudheid tot 1999.
De geschiedenis wordt ingedeeld naar tijdperken en periodes die toonaangevend waren. Mode staat niet op zichzelf maar is nauw verbonden met historische gebeurtenissen, godsdienst, omgangsvormen, en kunst en cultuur. Bepaalde kleding past bij een bepaalde stijl; als een stijl verandert, verandert daarmee ook de kleding. Mode kan grillig en irrationeel zijn: soms kort, dan weer lang, wijd of smal, degelijk of uitdagend, en soms is mode onpraktisch of ongezond. Mode is afhankelijk van plaats, tijd, gender en sociale klasse.
Vaak was een hof of een grootstad toonaangevend. Deze chronologische beschrijving baseert zich dus op de haute couture en toonaangevende mode. Welgestelden waren meestal de eersten die zich een nieuwe mode eigen maakten en ook konden veroorloven. De brede bevolking volgde later, droeg een eenvoudigere versie, of deed niet mee met de trends. Sinds de opkomst van de confectie-industrie aan het eind van de 19e eeuw is de mode van iedereen.

## Klassieke oudheid en vroege middeleeuwen (3000 v.C. tot 1000 n.C.)

### Het oude Egypte
De Egyptische maatschappij was gebaseerd op een streng klassenstelsel en aan de kleding was deze stand te zien. Egyptenaren in de oudheid dragen vanwege de warmte weinig kleding. Vrouwen dragen kokervormige kleden van de oksels tot de enkels. Over de jurken werd soms een soort poncho gedragen, met of zonder mouwen, of alleen maar met twee draagbanden. De mannen zijn gekleed in heupschorten (shentis), die bij hooggeplaatste personen in een driehoek zijn geplisseerd. Sieraden zijn van goud en halfedelstenen. Men loopt blootsvoets of op sandalen. Haar wordt als onrein beschouwd en bij mannen afgeschoren; vandaar de pruiken en zelfs aangeplakte baarden.

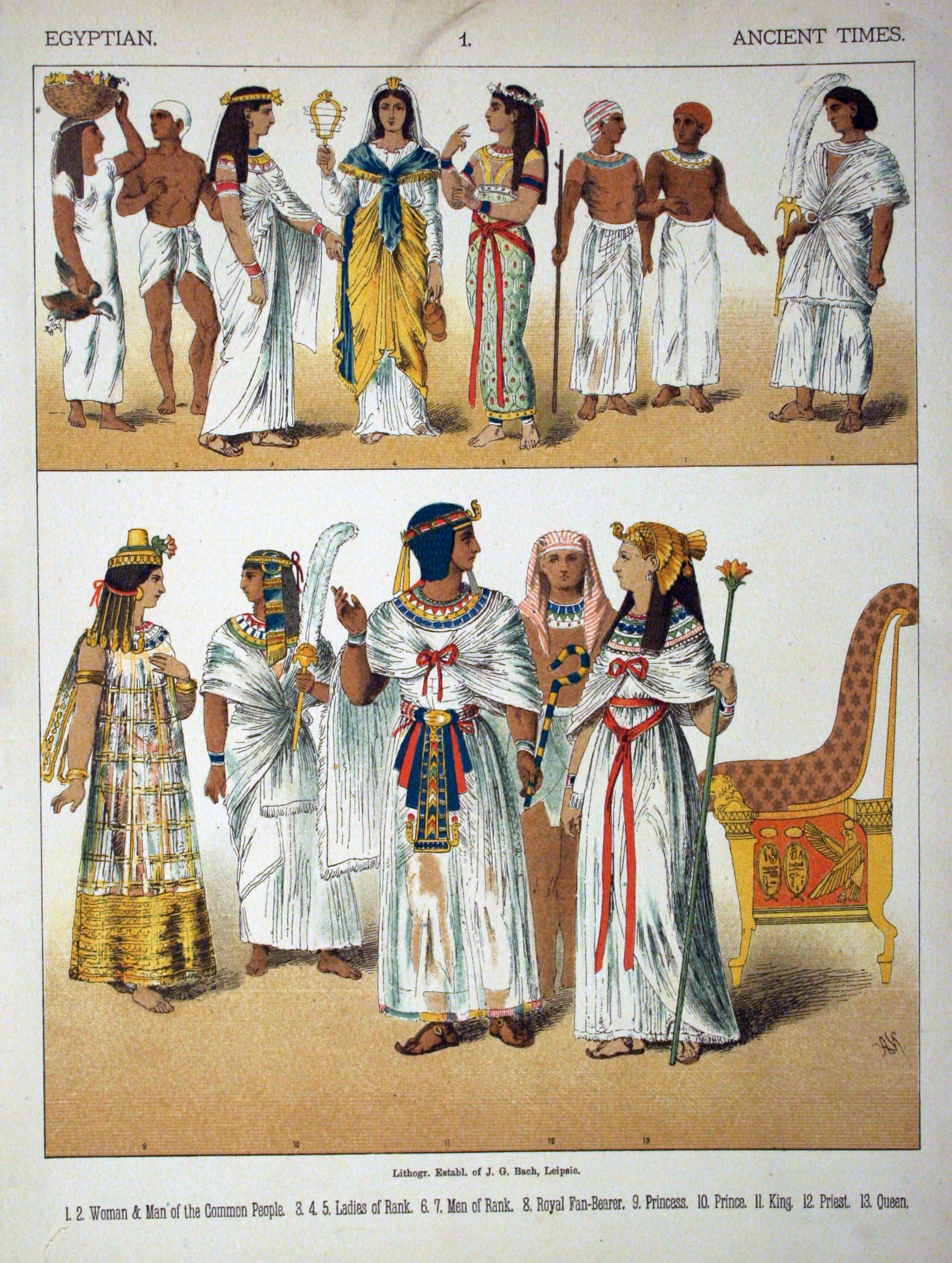
Egyptische kleding
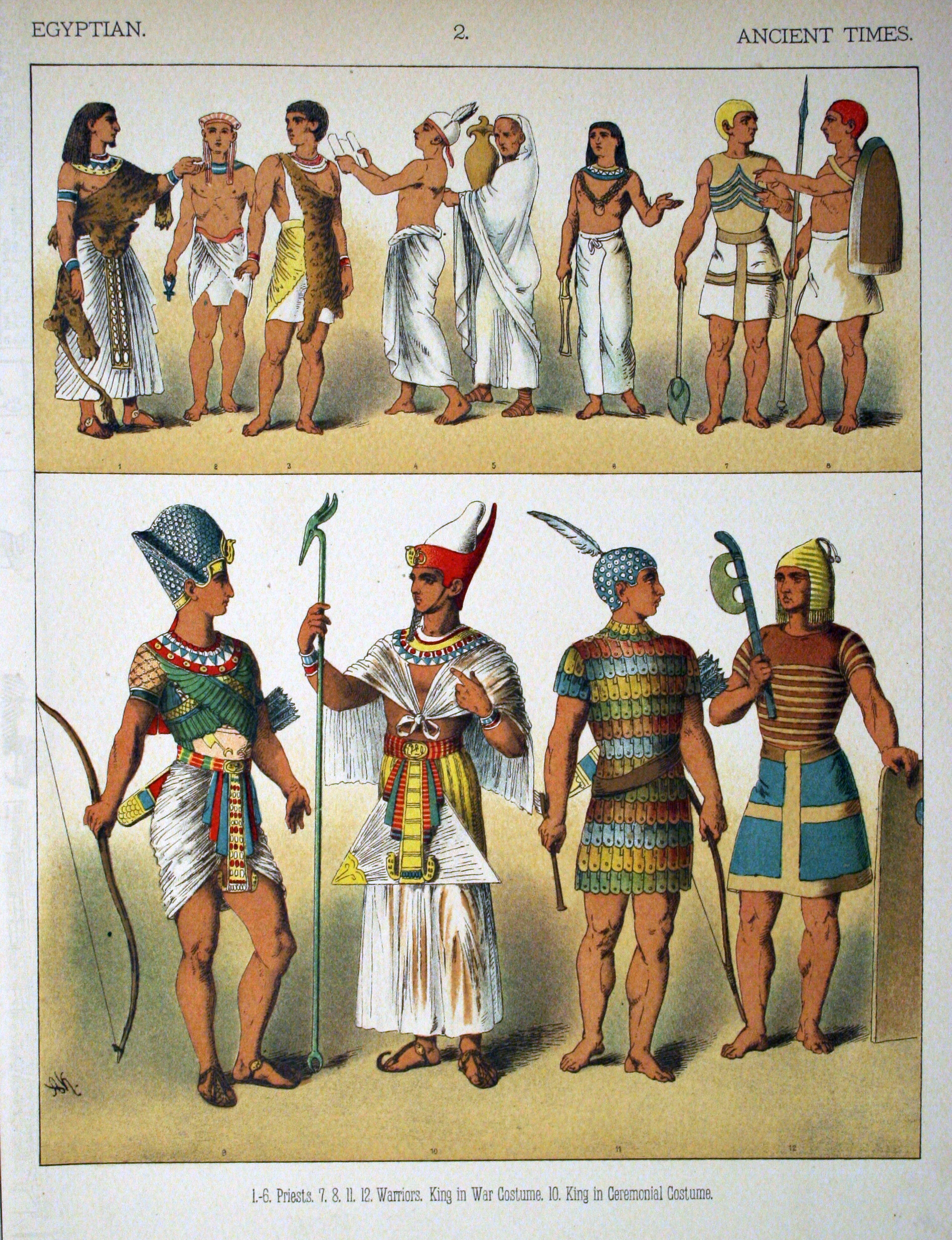

### Hellas (Griekenland)
Bij de oude Grieken is het lichaam erg belangrijk; naaktheid is normaal. De kleding bestaat voornamelijk uit gewikkelde en gedrapeerde doeken, met als basis een rechthoekige lap stof. De kleding is vaak gekleurd en gedessineerd. Vrouwen en mannen dragen de Ionisch gedrapeerde chiton: een kort of lang hemd uit twee stukken stof, vastgehecht op de schouders met een speld en gedragen met een gordel, waaroverheen de stof soms wordt opgetrokken. De vrouwen dragen ook de Dorische wollen peplos, een rechthoekige lap die zodanig om het lichaam wordt geslagen dat één zijde open blijft en waarvan de bovenzijde wordt omgeslagen en versierd tot bolero. De vrouwen dragen een pruik of kunstig kapsel, bijvoorbeeld een chignon (soort knot). Mannen dragen ook gedrapeerde lappen, of een lap werd gewoon omgeslagen en vastgespeld. Mannen hebben lang, en later kort haar. Veel (oudere) mannen hebben een baard. Bijna iedereen uit het oude Griekenland loopt op sandalen.

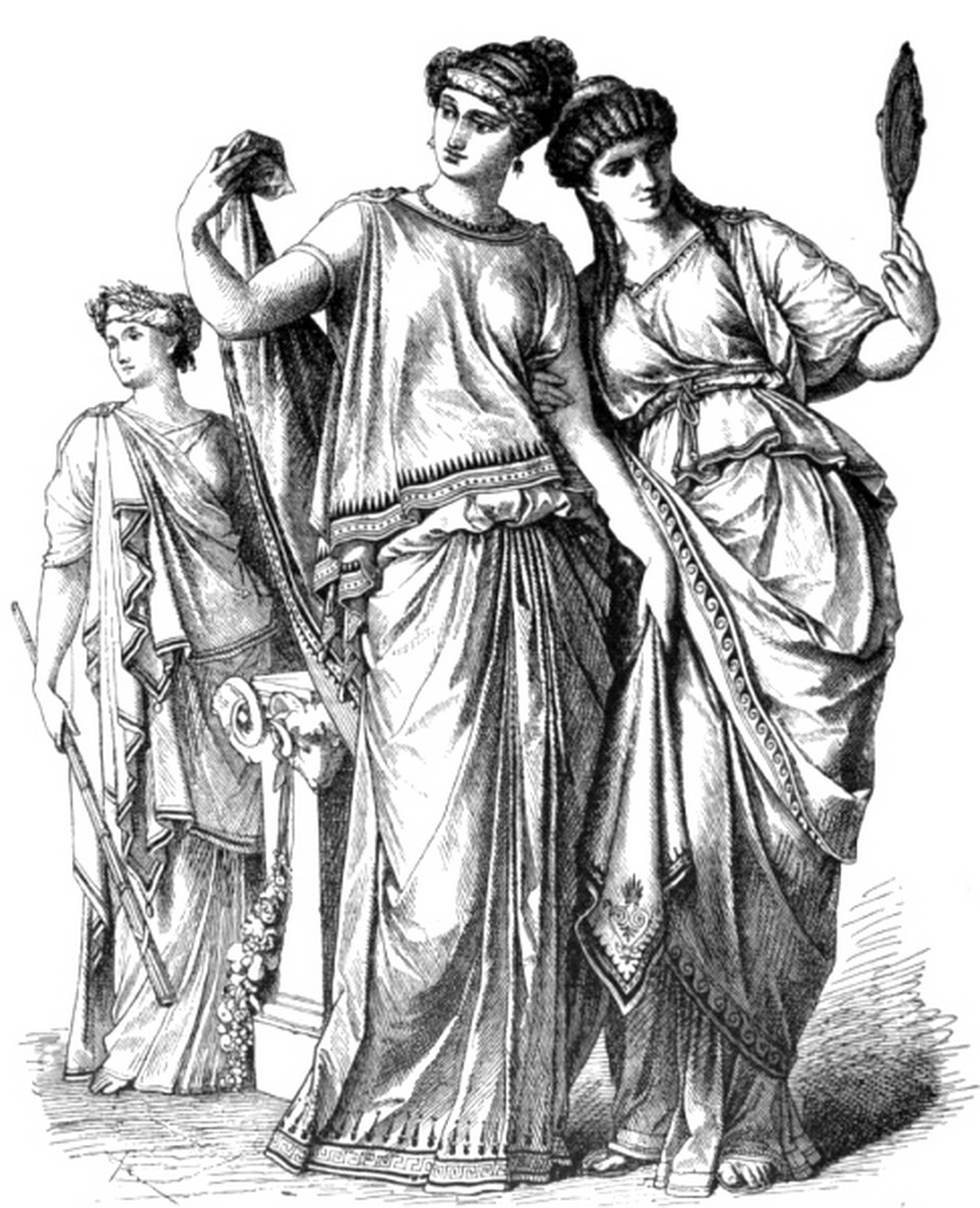
Griekse dames
Griekse damesmode
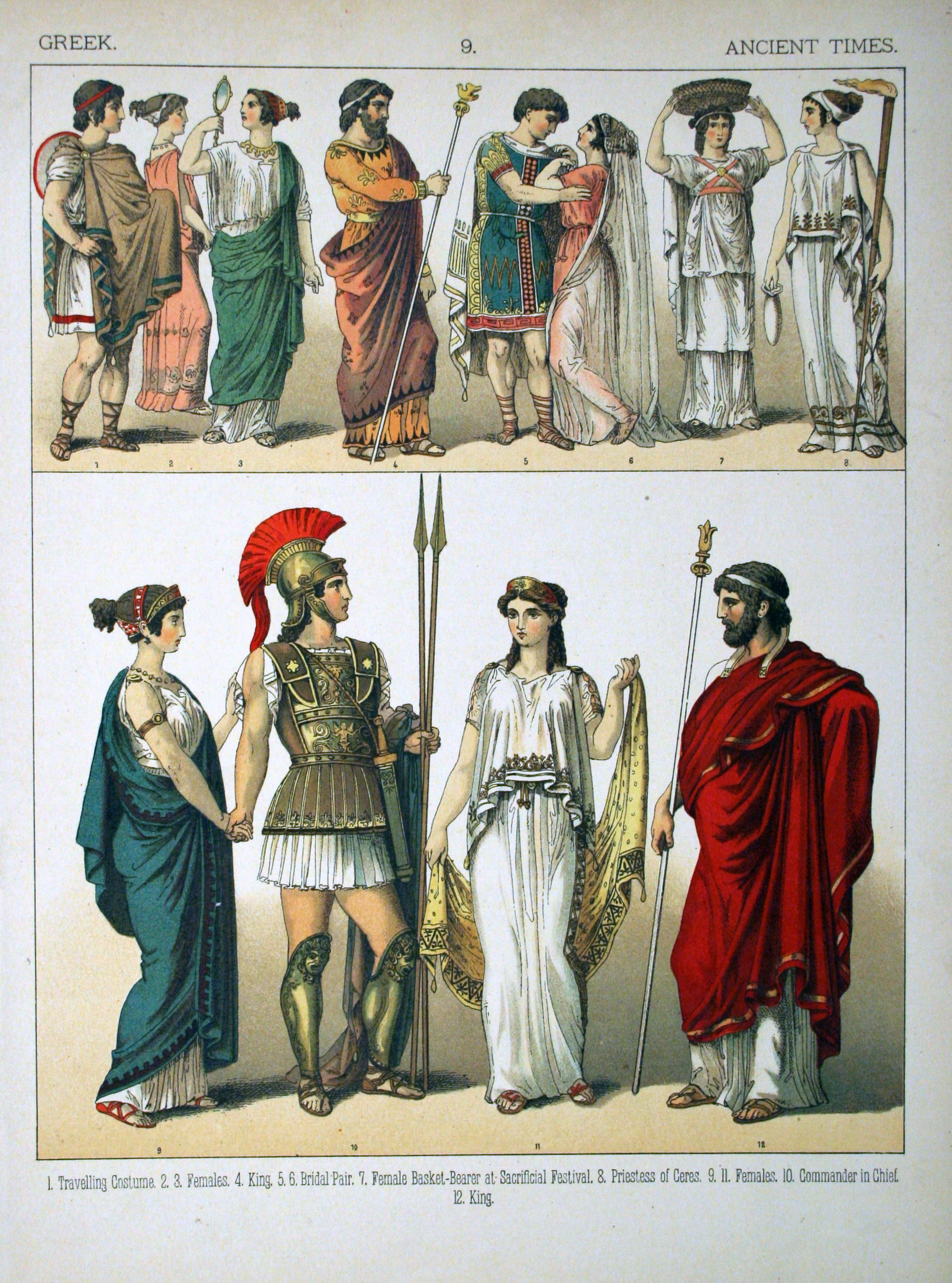
Griekse mode
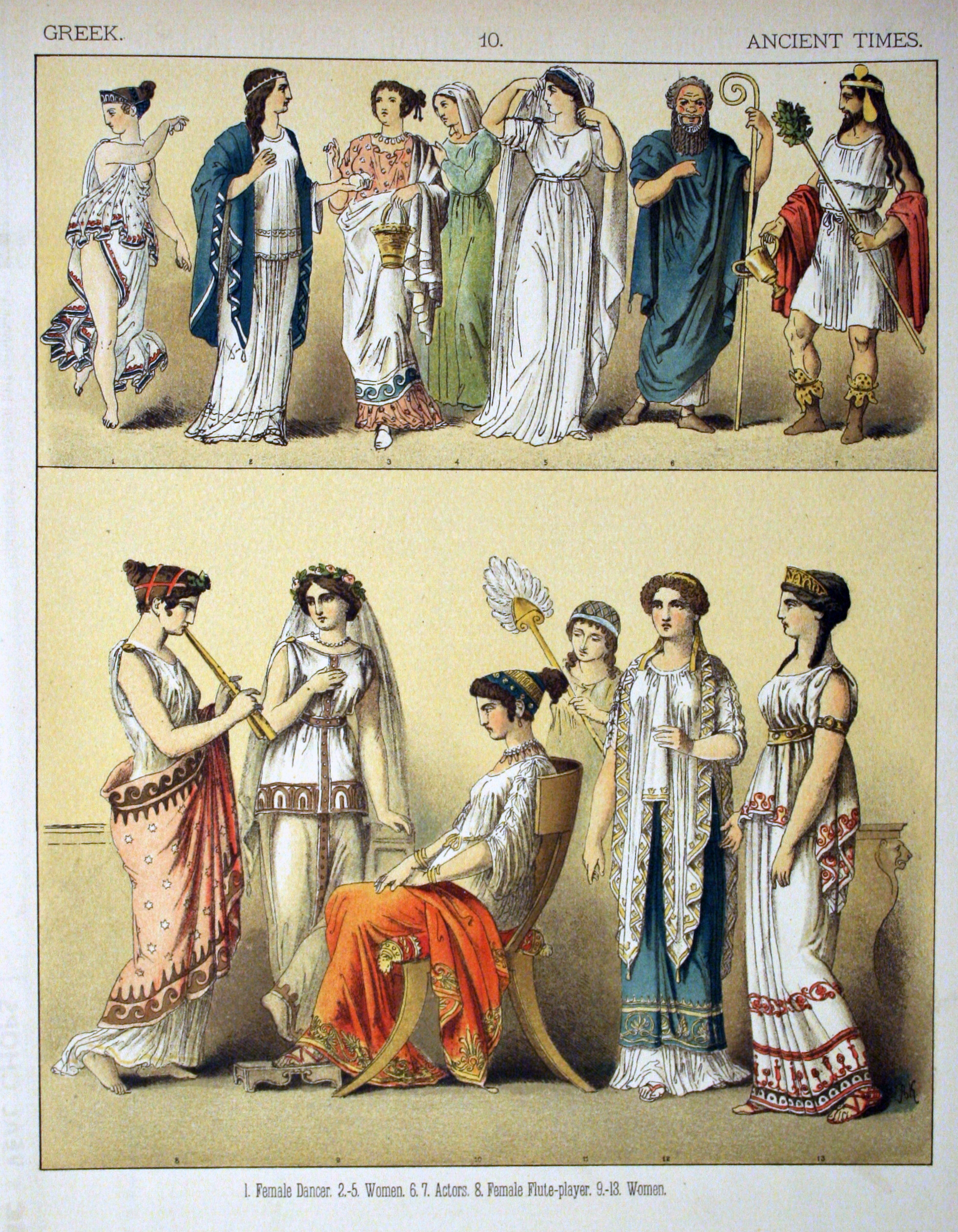
Griekse mode

### Romeins Rijk
Bij de Romeinen komt rang en stand wel tot uiting in de kleding. De basis is een tunica: een mouwloos kledingstuk, lang tot de knieën, van linnen of katoen, met een gordel. Vrouwen dragen verder een wollen gewaad (de stola), bijeengehouden met een speld, een fibula. Rijke vrouwen hebben ingewikkelde kapsels. Vrije Romeinen mogen bij officiële gelegenheden een toga over de tunica dragen: een grote lap stof die op een ingewikkelde manier om het lichaam wordt gedrapeerd. De Romeinse man draagt het haar kort en evenwijdig aan de wenkbrauwen geknipt, zonder baard. De haarverzorging is zeer verfijnd. Bijna iedereen draagt leren sandalen. Men kent vele soorten militaire kleding; algemeen is het leren kuras met metalen schubben. Aan de voeten van de Romeinen – en dan vooral soldaten – caligae. Ook de techniek van het quilten is bekend in de Romeinse oudheid. Na contacten met ‘barbaarse’ volken uit het koudere noorden worden later door soldaten ook broeken gedragen.
De vrouw draagt bij haar huwelijk een lange, witte jurk. Op die jurk draagt ze een wollen (teken van vruchtbaarheid) gordel om het middel, geknoopt met de Herculesknoop. Ze draagt ook een oranje sluier, maar haar gezicht wordt vrijgelaten. Op haar hoofd draagt ze een krans van zelfgeplukte bloemen. In haar haren draagt ze zes vlechten met wollen linten, de scheiding van de vlechten wordt gemaakt door een speerpunt gedoopt in bloed van een stervende gladiator. Over de huwelijkskleren van de man is weinig bekend. Alleen weten we dat hij ook bloemenkransen droeg, soms zelfs meerdere.

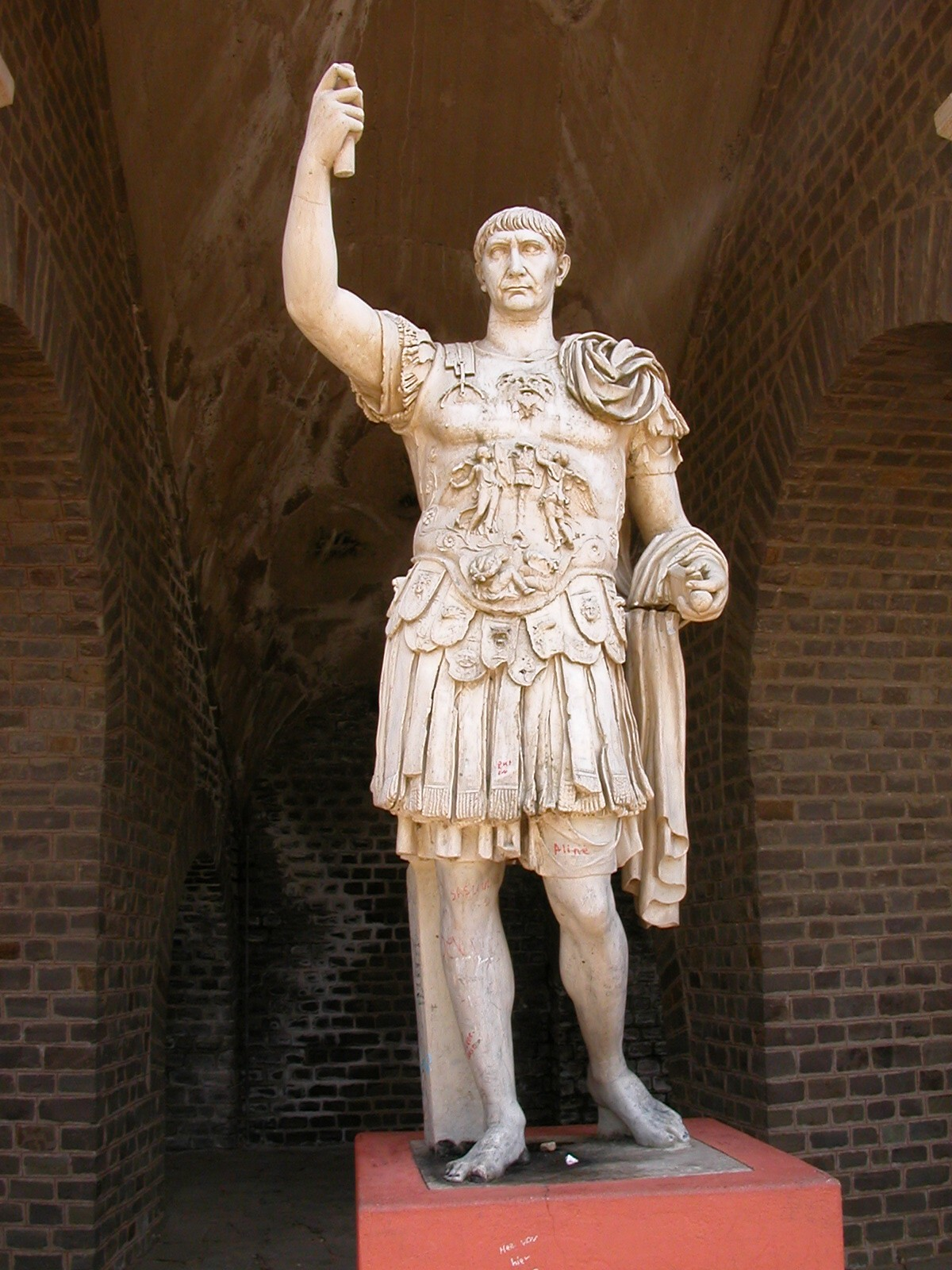
Keizer Trajanus
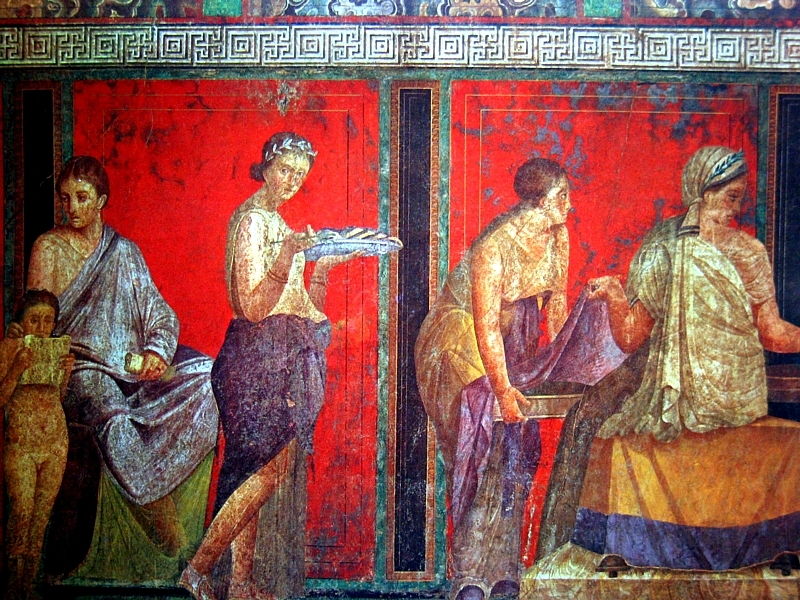
Romeins fresco
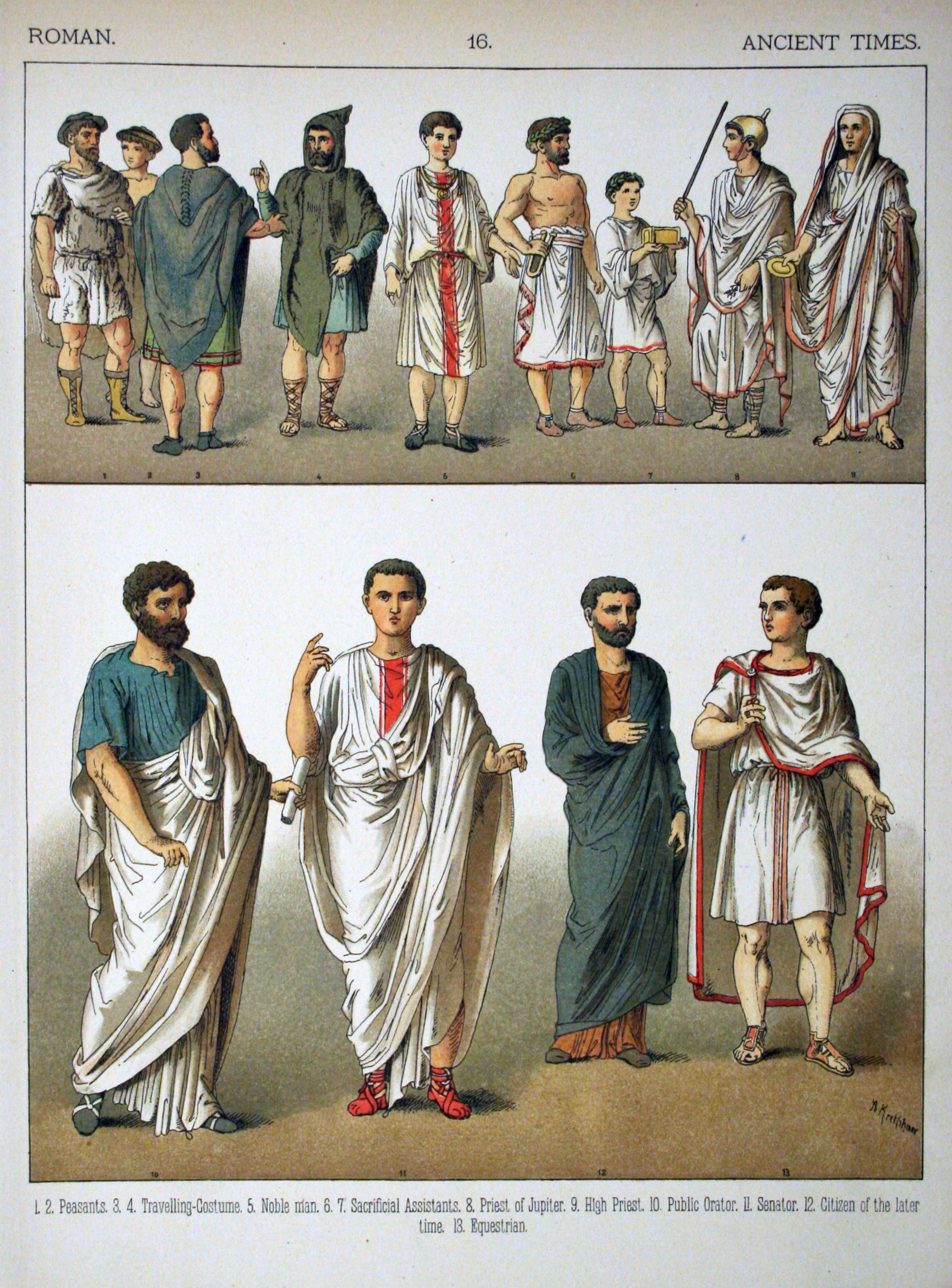
Romeinse mode
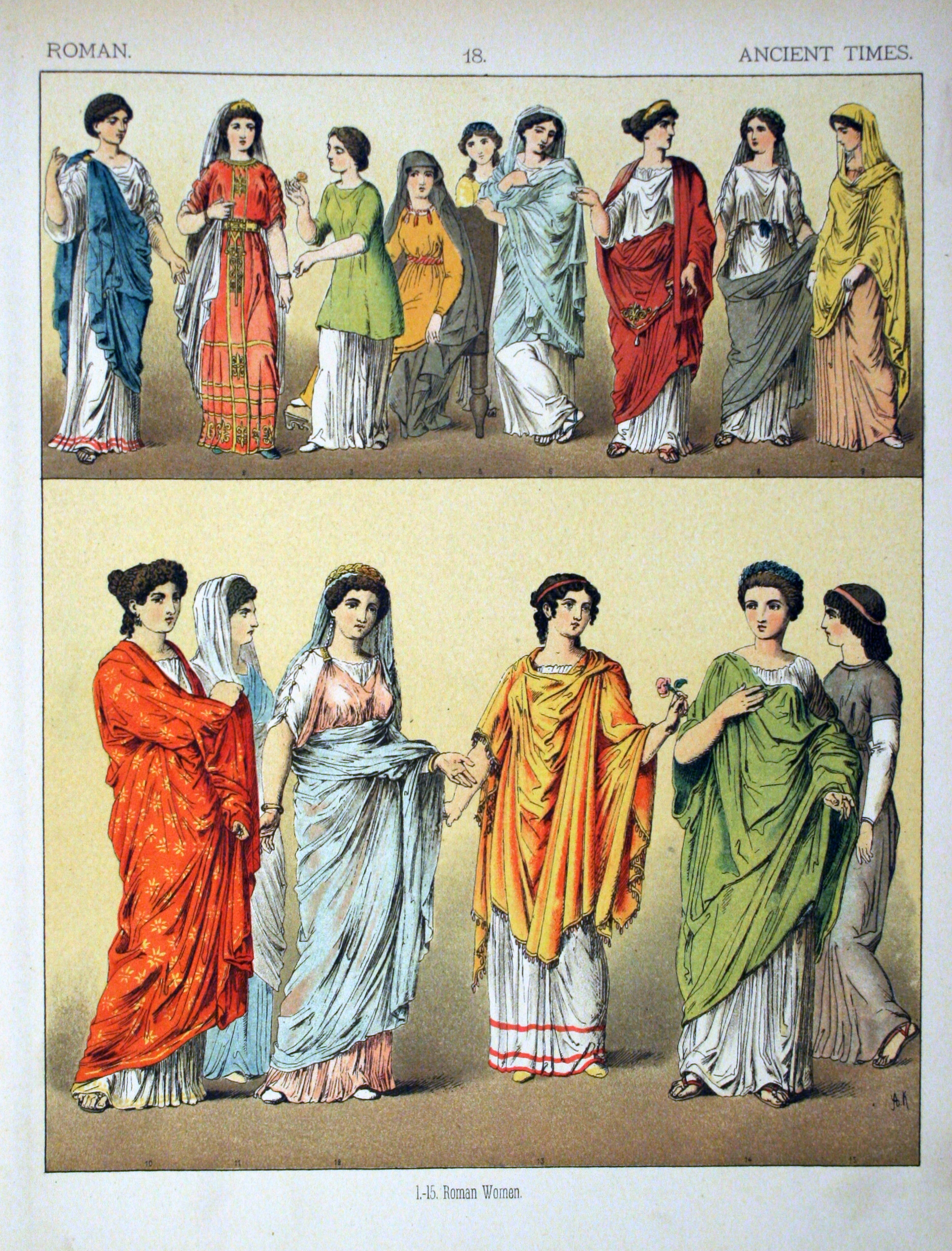
Romeinse damesmode

### Byzantium en Europese volkeren (vroege middeleeuwen)
De Byzantijnen van het Oost-Romeinse rijk dragen kleren die lijken op die van de Romeinen, maar zijn veel stijver en vormelozer door alle versieringen. Het West-Romeinse rijk valt in 476 o.a. door de inval van ‘barbaarse’ stammen. Bij de Merovingers (481 – 752) dragen de mannen een knielange tunica en broeken (braies), en de vrouwen een lange tunica (stola) met een langwerpige sjaal (palla). Iedereen heeft lang haar. Hierna komen de Karolingen aan de macht (768 – 950) en ontstaat het feodalisme, met boeren, edelen (ridders) en de kerk. De man draagt een lang broek, een kiel met mouwen, en een mantel. Het haar is kort. Vrouwenkleding bestaat uit een knielange tunica (cotte), een lange overtunnica (surcot) met gordel. Jonge vrouwen hebben los haar; naarmate het christendom meer doordringt dragen de vrouwen het haar gedekter. In Gallië (Frankrijk) en Germanië (Duitsland en Nederland) bestaat kleding uit dierenhuiden, linnen of wol. De man draagt een broek, kiel (hemd) tot de heupen, een mantel en leren schoenen. De vrouwenkleding bestaat uit een rok, jakje, mantel en schoenen. Het haar is lang en wordt los of in een knot gedragen. De sieraden van brons en koper zijn vaak spiraalvormig. In de 9e en de 10e eeuw vallen Vikingen (Noormannen op zee) Europa binnen. De man draagt een strakke wollen broek, een linnen blouse met lange mouwen, daarover een wollen shirt of vest, leren schoenen, en een helm (zonder hoorns!). Vrouwen dragen een lange linnen jurk met daarover een schort, en lang haar onder een hoofddoek. Er worden veel sieraden gedragen.

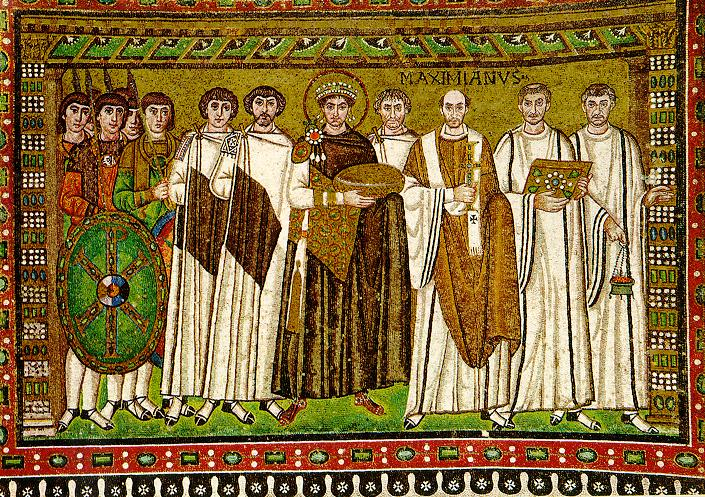
Justinianus met zijn hofhouding
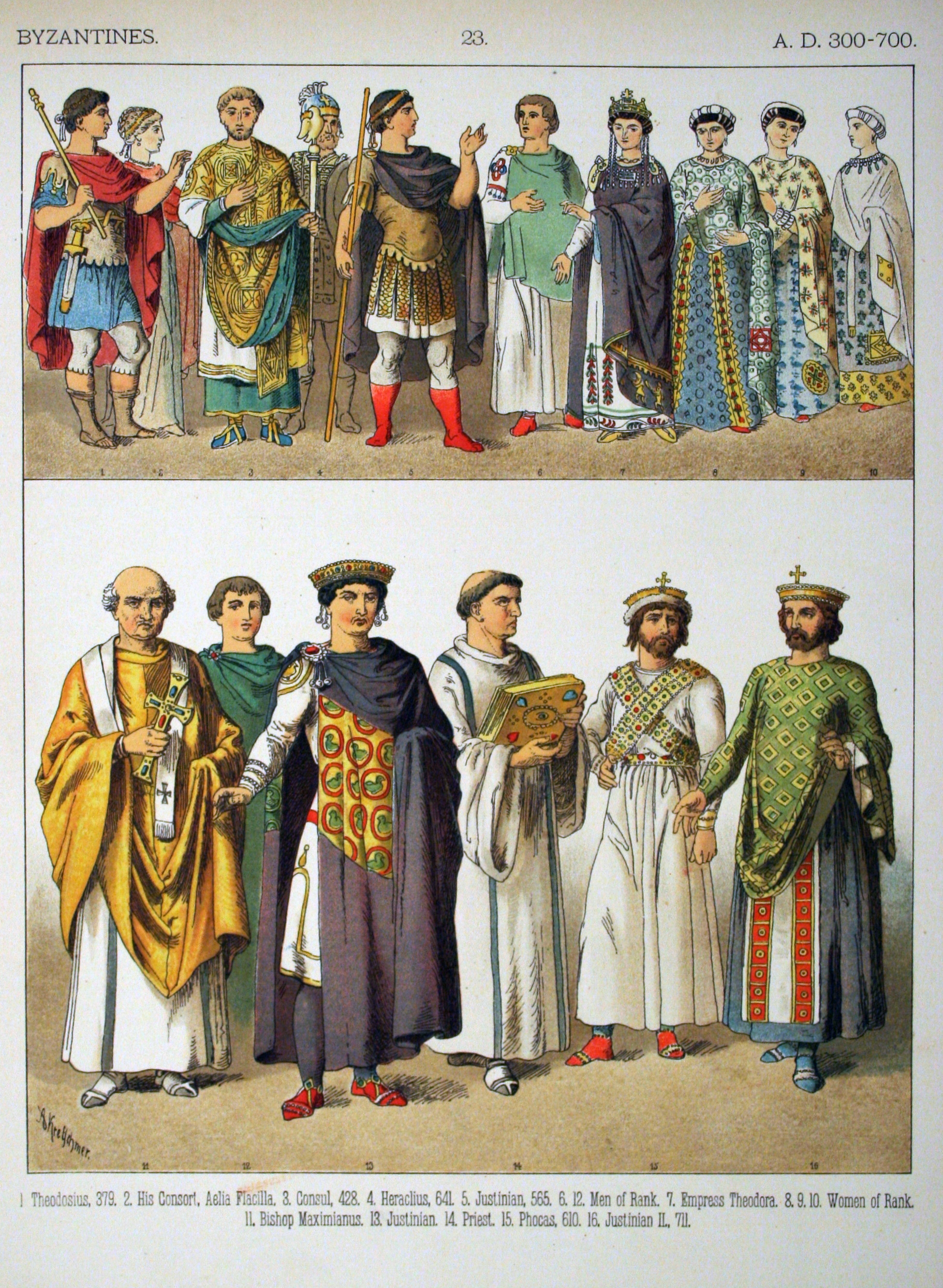
Byzantijnen 300-700
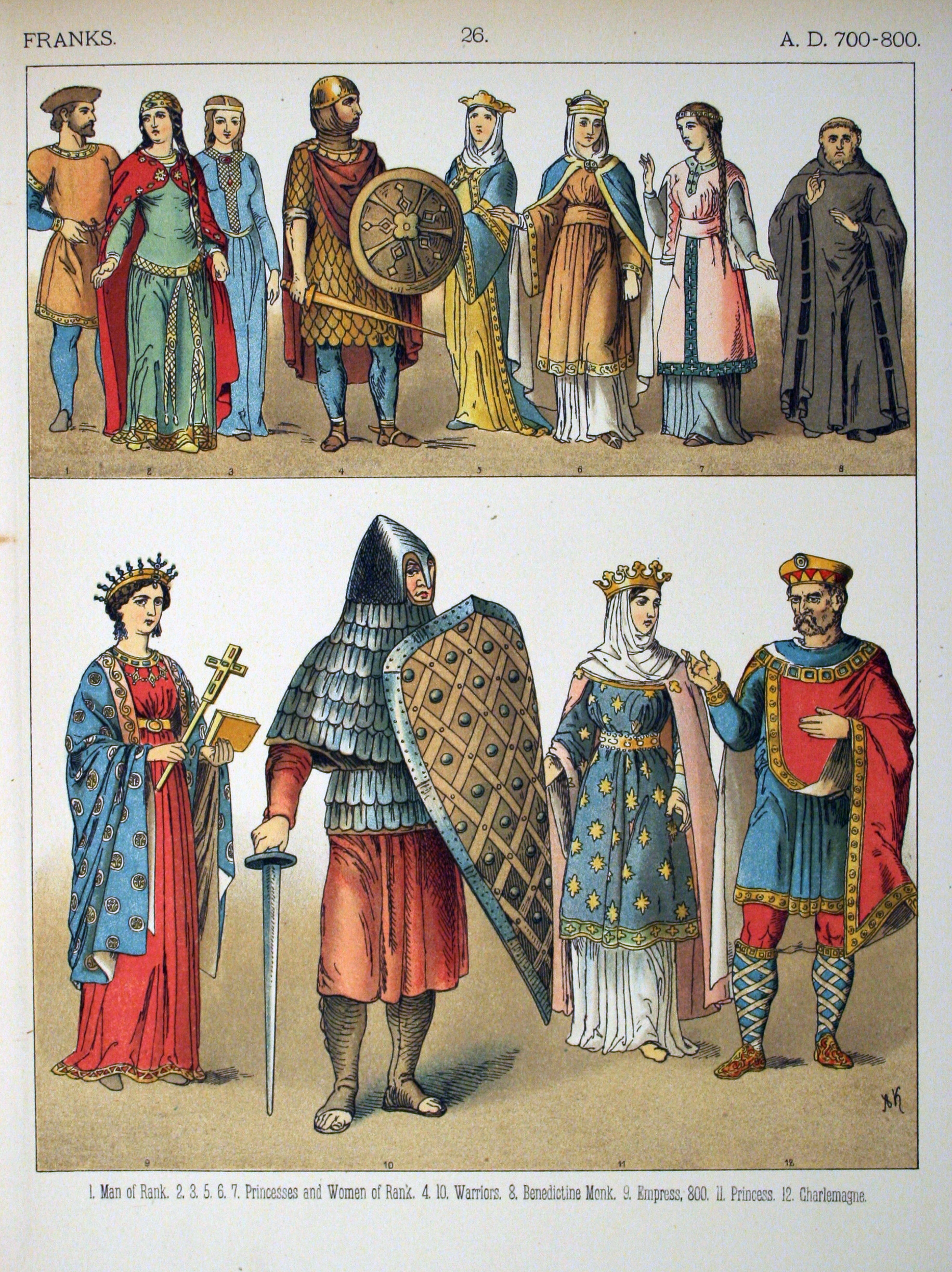
Franken 700-800
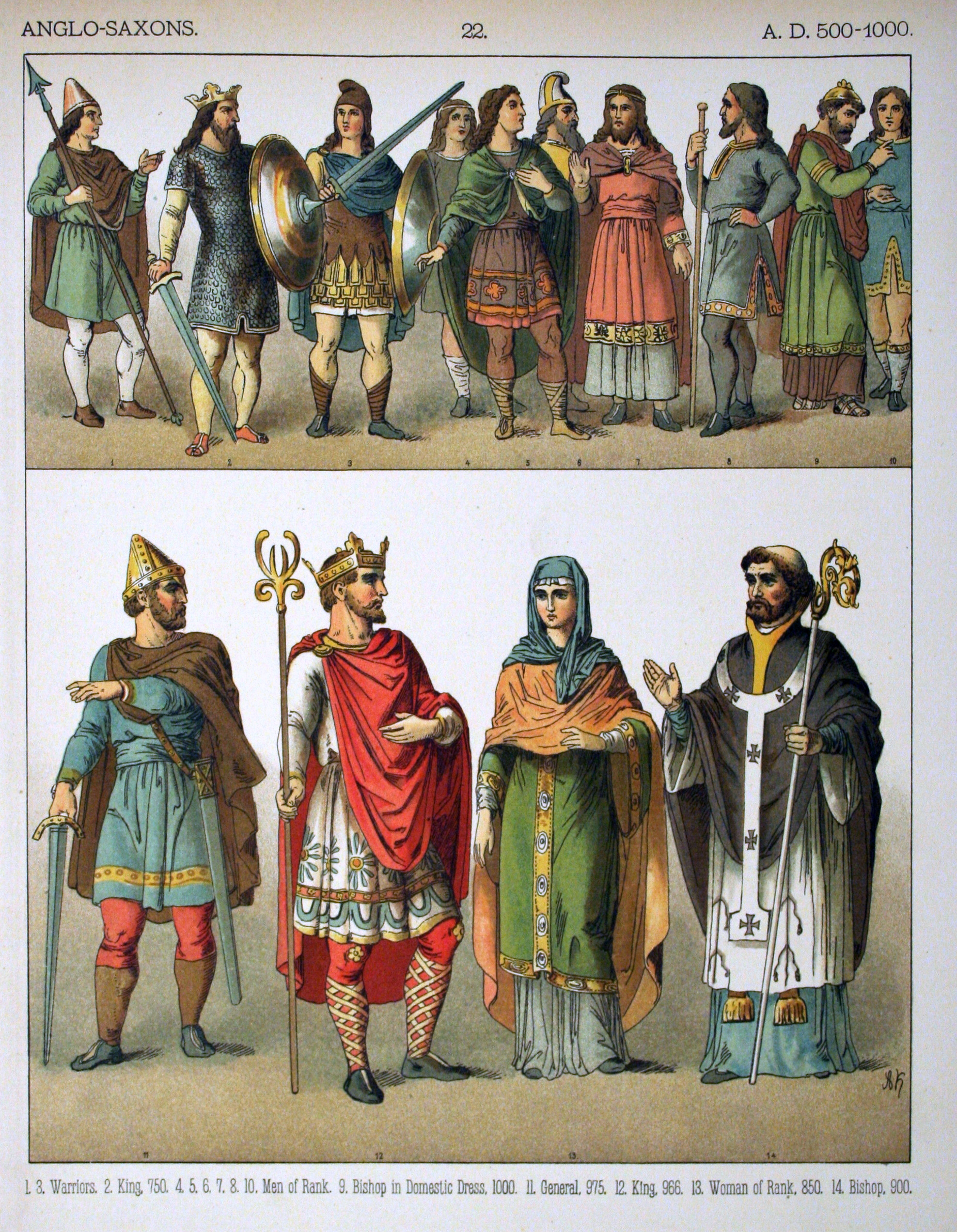
Kostuums 500-1000

## Late middeleeuwen (1000-1500)

### Romaanse tijd (1000-1200)
Als de invallen zijn opgehouden en de bevolking groeit, komt rond het jaar 1000 een herleving van economie en cultuur. Kruisvaarders (1096 – 1271) brengen stoffen en kleding mee terug. Vrije burgers vestigen zich in steden en er komen gilden. Er ontstaat een nieuwe Romaanse kledingstijl: eenvoudig, degelijk en stevig, met een verticale lijn en rijk versierd. Vrouwen dragen zedige kleding, bestaande uit een lang onderhemd (chainse), een onderkleed (cotte) en een iets korter strak overkleed (bliaud). De ronde halslijn krijgt later een diepe split. Het accent komt op de taille en boezem te liggen door een elastisch taillestuk met kruislingse koorden. De mouw wordt steeds wijder. Ongehuwde vrouwen dragen het haar in lange vlechten; gehuwde vrouwen dragen een hoofddoek of ze slaan een stuk van een mantel over hun hoofd. De mannenkleding bestaat uit hemd, kleed, een korter overkleed, een gordel en mantel, en een soort broek of kousen (beenlingen of hosen). Mannen hebben (half)lang haar met baard en snor. Rijken dragen leren schoenen of laarzen; het gewone volk loopt op blote voeten of op houten zolen met riemen (patins). Veel gebruikte motieven in de Romaanse tijd zijn cirkels, vierkantjes, palmettes (soort palmblad) en acanthus (gekruld blad). Randen zijn geborduurd. De kleuren van de kleding zijn fel en primair: rood, geel, blauw, en groen.

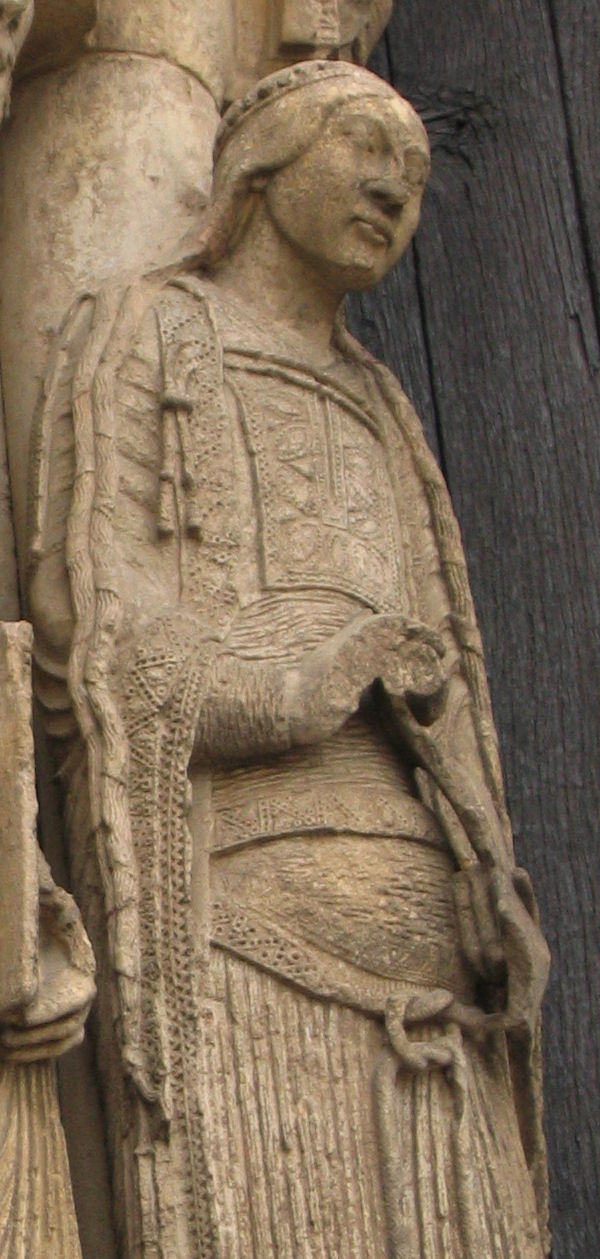
Een standbeeld van een vrouw met een bliaud
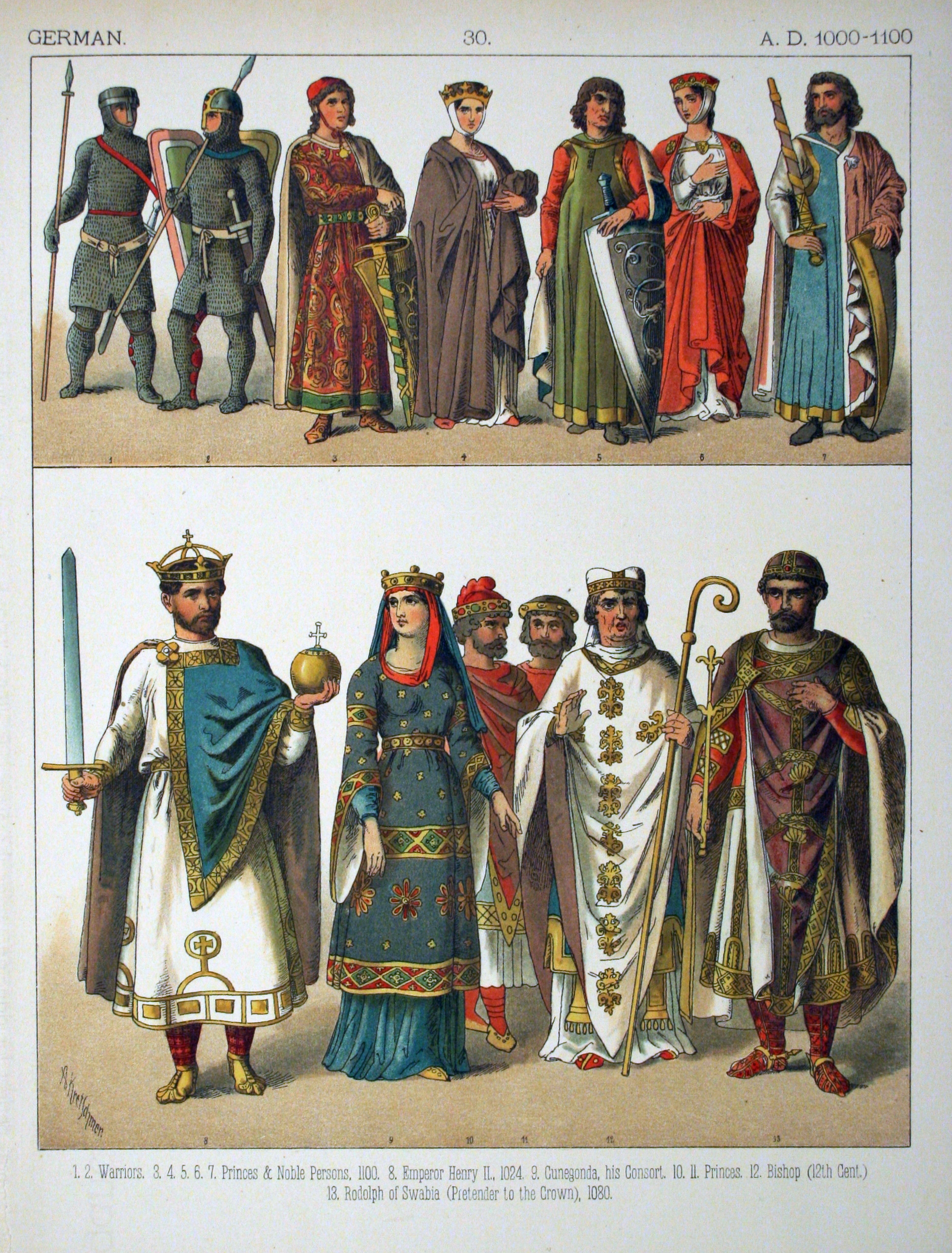
Kostuums, 1000-1100
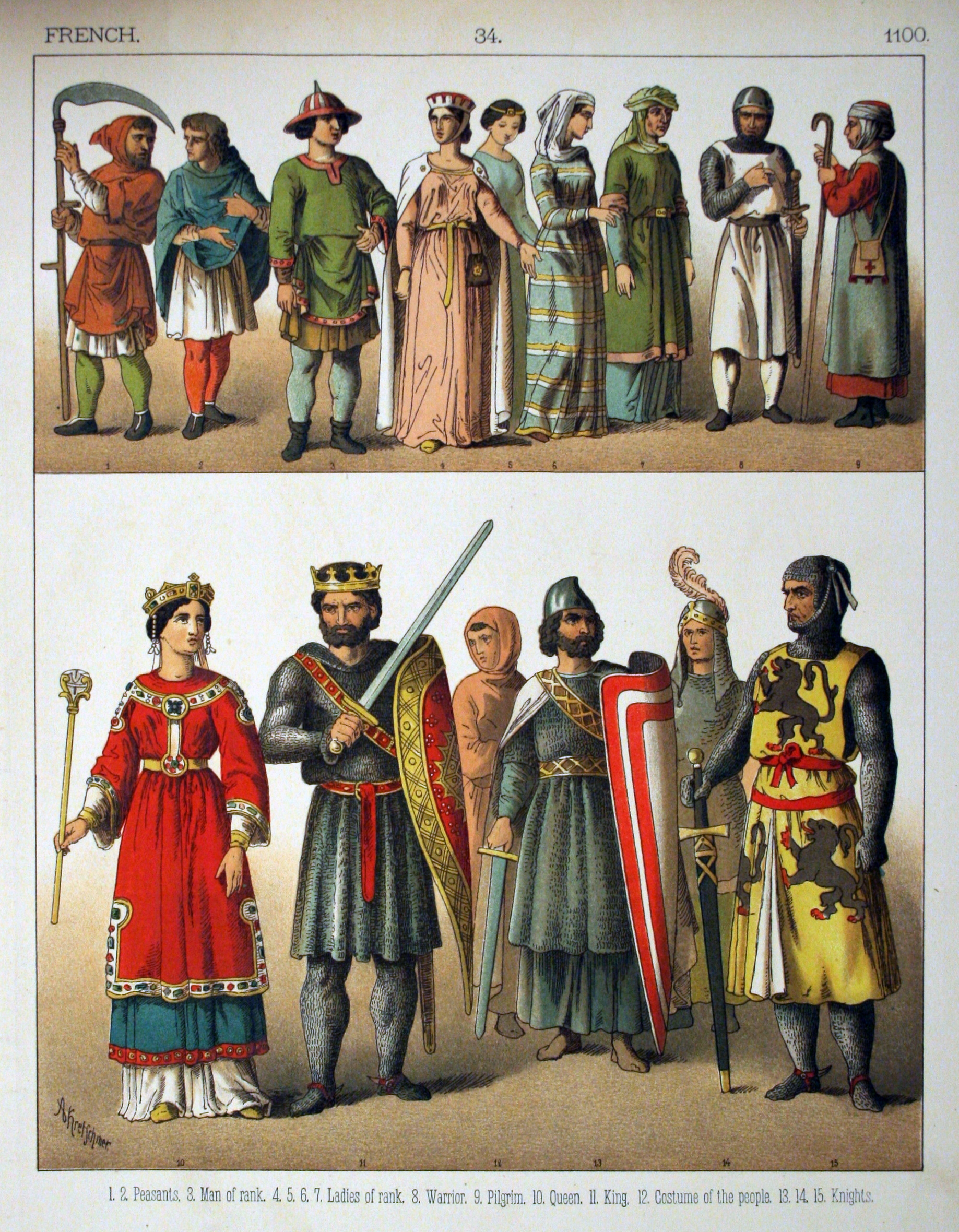
Kostuums, 1100
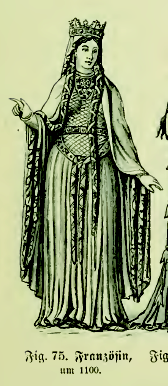
Franse vrouw, 1100

### Gotiek (1200-1500)
Vanaf ±1200 ontstaat de Gotiek, met zijn verticale lijnen die omhoog reiken naar de hemel. De kerk heeft grote invloed op het dagelijks leven. De rijken onderscheiden zich met familiewapens of heraldische emblemen op kleding in mi-parti (links en rechts verschillend). Door contacten van de adel krijgt de mode een internationaal karakter. In de 14 en 15e eeuw lijdt Europa onder een pestepidemie en de Honderdjarige oorlog. Als reactie hierop wordt de kleding luxe en verfijnd en benadrukt de lichaamsvormen. Door de bloeiende kleermakersgilden en rijk geworden burgers wordt fraaie kleding voor meer mensen beschikbaar. De adel draagt felgekleurde kleding: rood, groen, blauw, en goud. Voor het volk zijn er doffere kleuren zoals bruin en grijs.
De kleding van de vrouw bestaat uit een onderhemd, een kleed (cotte) met lange mouwen, en daar overheen een overkleed (surcot) zonder mouwen. Het silhouet is van boven smal, naar onder wijd uitlopend. In het overkleed ontstaan zeer wijde armsgaten, ook wel ‘hellevensters’ genoemd. Rond 1380 verschijnt de houppelande, een lang en wijd overkleed met hoge taille en versierde of geschulpte randen. Na 1460 worden de lijnen overdreven verticaal. De vrouw draagt een korset, een japon met decolleté en lange strakke mouwen, een hoge gordel, een punthoed (atour), en platte puntschoenen. Door het knoopsgat kan kleding strakker worden getailleerd. Er zijn veel verschillende haardrachten en hoofddeksels, zoals een haarband met kinband, sluiers, opgerolde vlechten in rollen of hoorntjes, en hartvormige of puntige hoofddeksels. De haargrens, en soms ook de wenkbrauwen, worden weggehaald voor een modieus dik en glad gezicht.
Mannenkleding is kleurig, kort en nauw. Het kleed met lange mouwen reikt tot de knie. Het overkleed is er in allerlei modellen: kort of lang, los of met gordel, met of zonder mouwen. Na ca. 1330 komen zeer wijde mouwen in de mode (liripipes). Opvallend zijn de kousen, meestal mi-parti. Verder wordt er een cape (tabbaard) gedragen. Einde 14e eeuw wordt de mode stoer en breed, en komt de houppelande in de mode. Later worden de jakken steeds korter, smal bij de heupen en breed bij de schouders, en met wijde pofmouwen. Nieuwe is de broekklep of schaamklep: een zakje om het gat aan de voorkant tussen de kousen (hosen) op te vullen. Het haar is halflang, kort op het voorhoofd en gekruld, daarna een pagekop; later wordt het haar weer wat langer. De mannen dragen een hoofdband, muts, baret, tulband, hoed, of kaproen met lange punt. Verder puntige (toot)schoenen, laarzen, patins, of een leren zool onder de hosen.

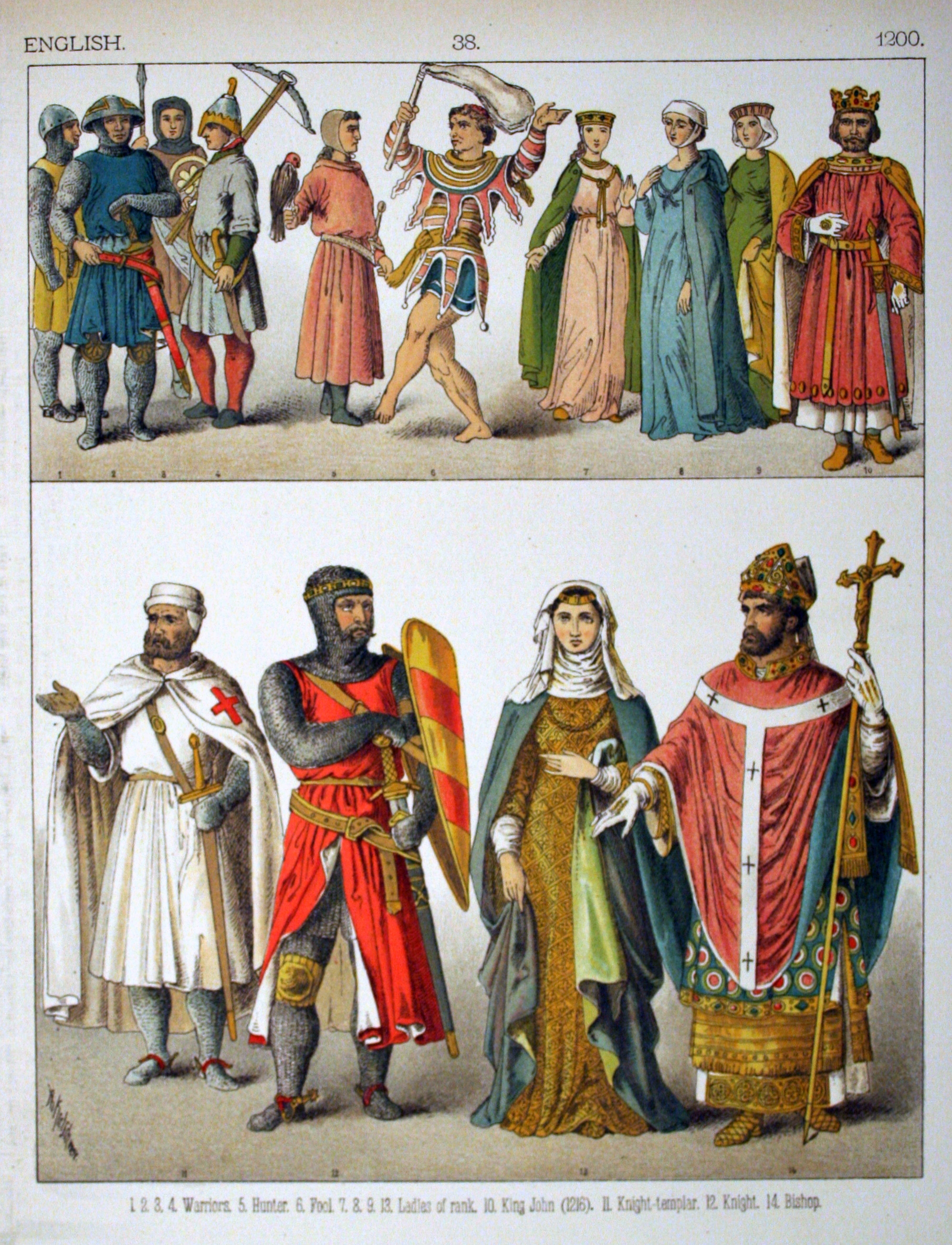
Kostuums, 1200
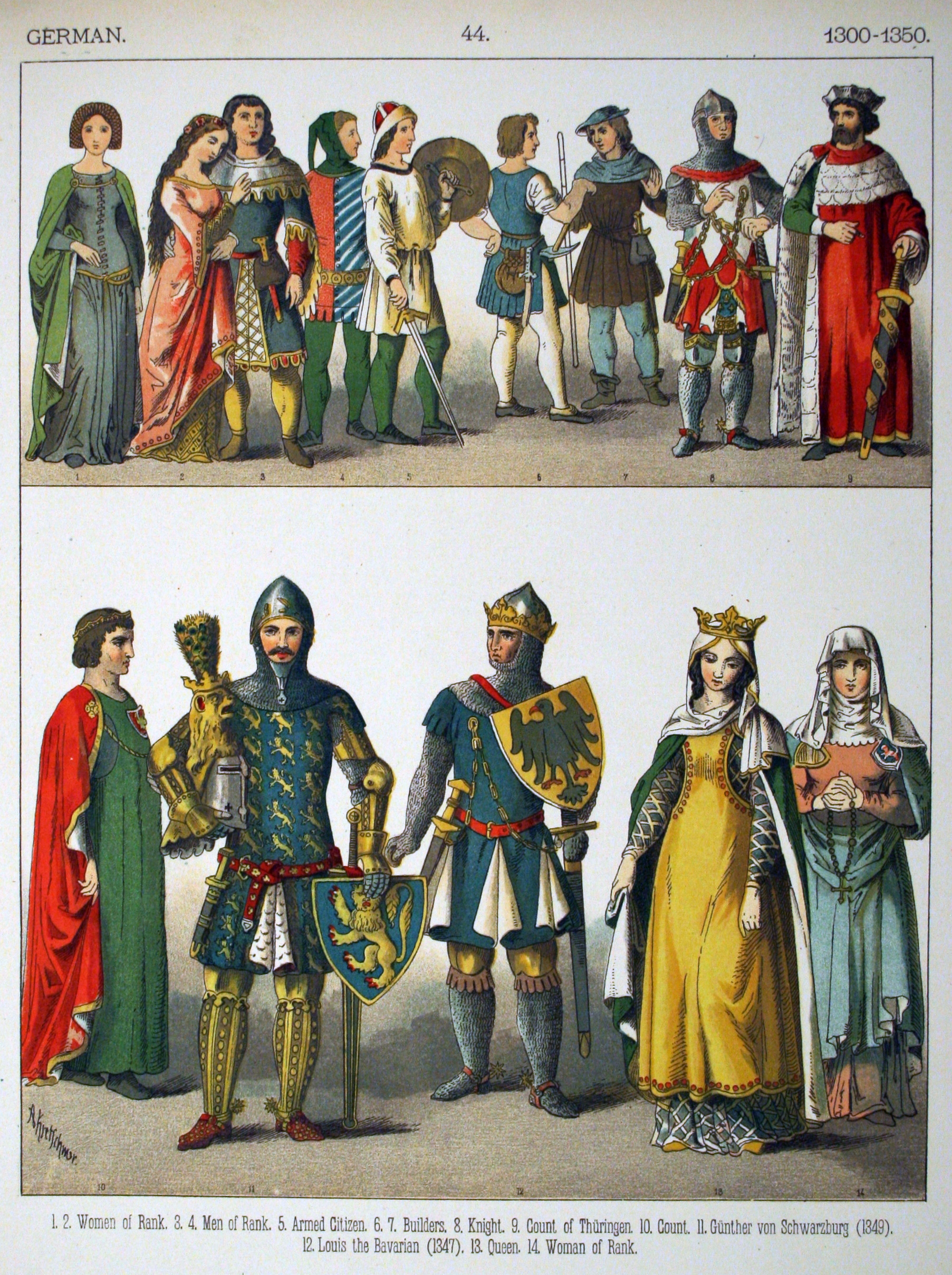
Kostuums, 1300-1350
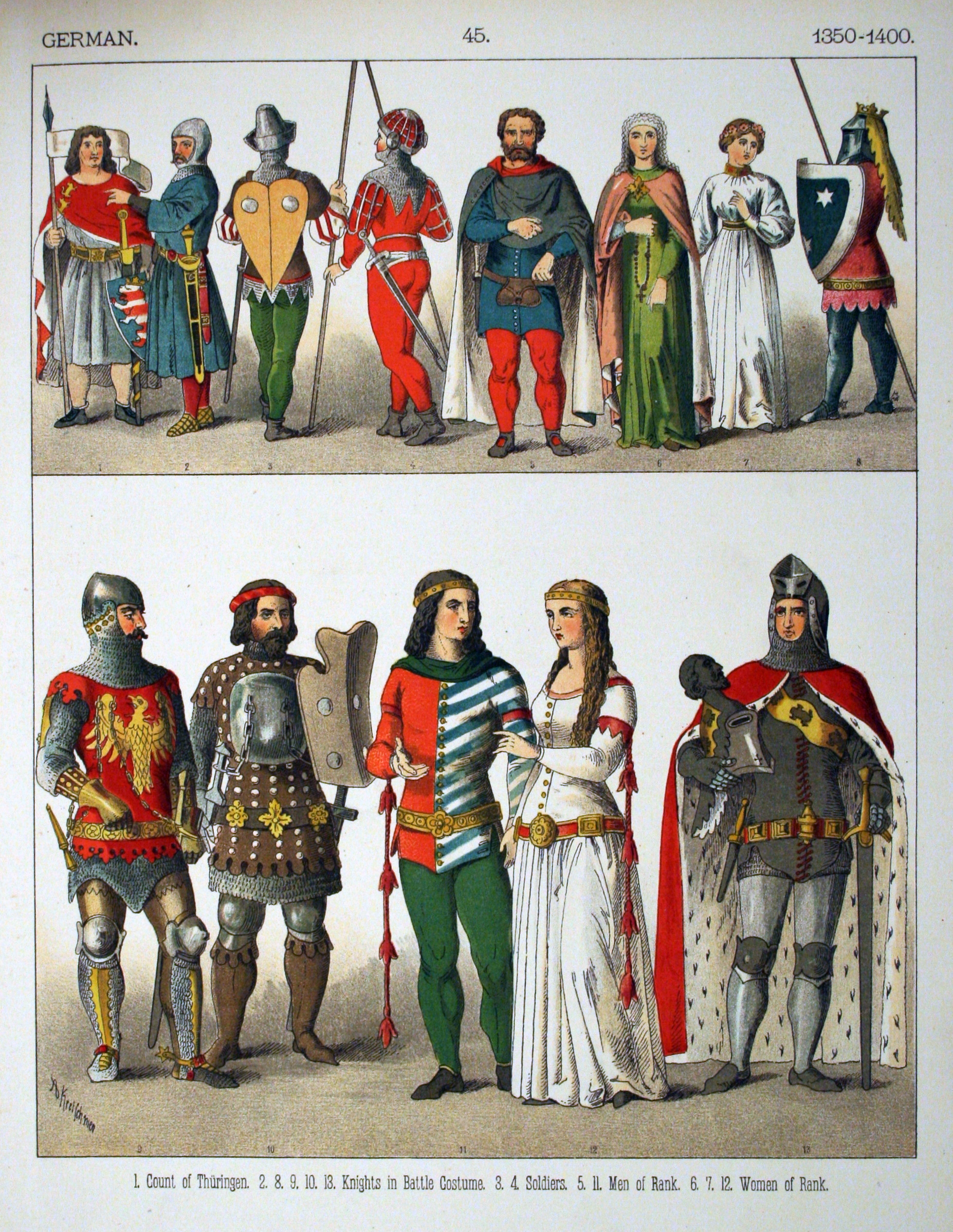
Kostuums, 1350- 1400
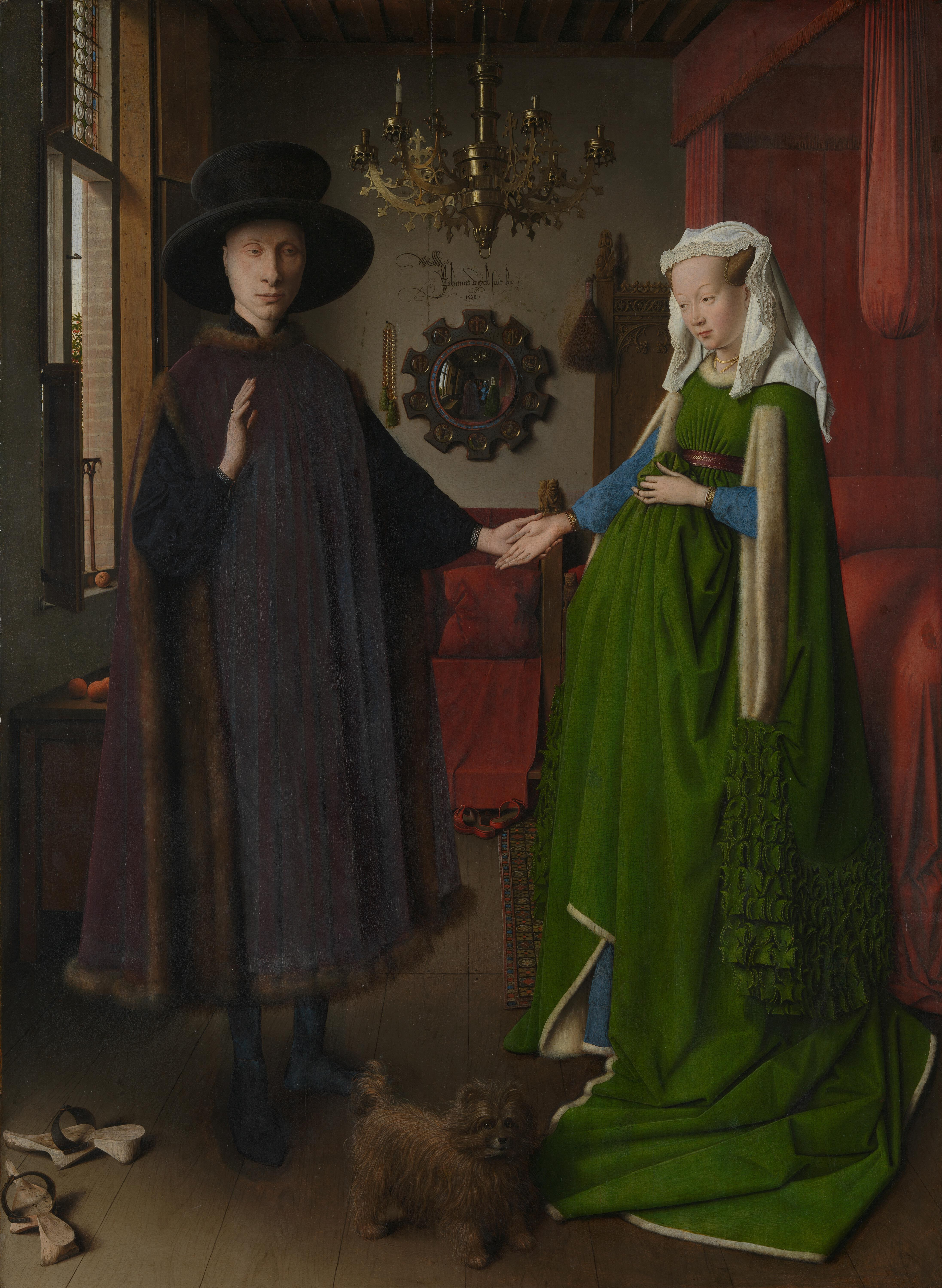
Portret van Giovanni Arnolfini en zijn vrouw door Jan van Eyck, 1434
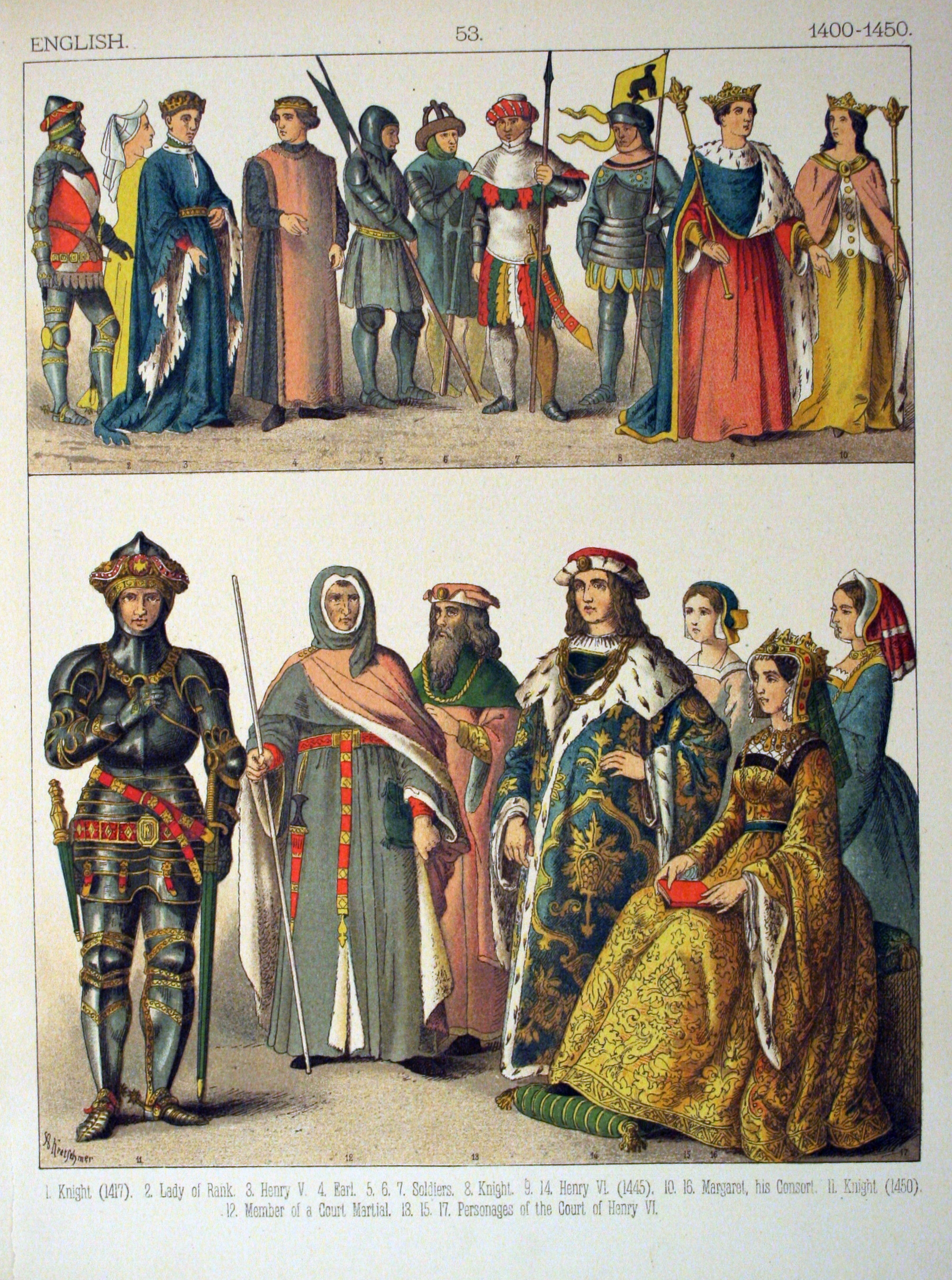
Kostuums, 1400-1450
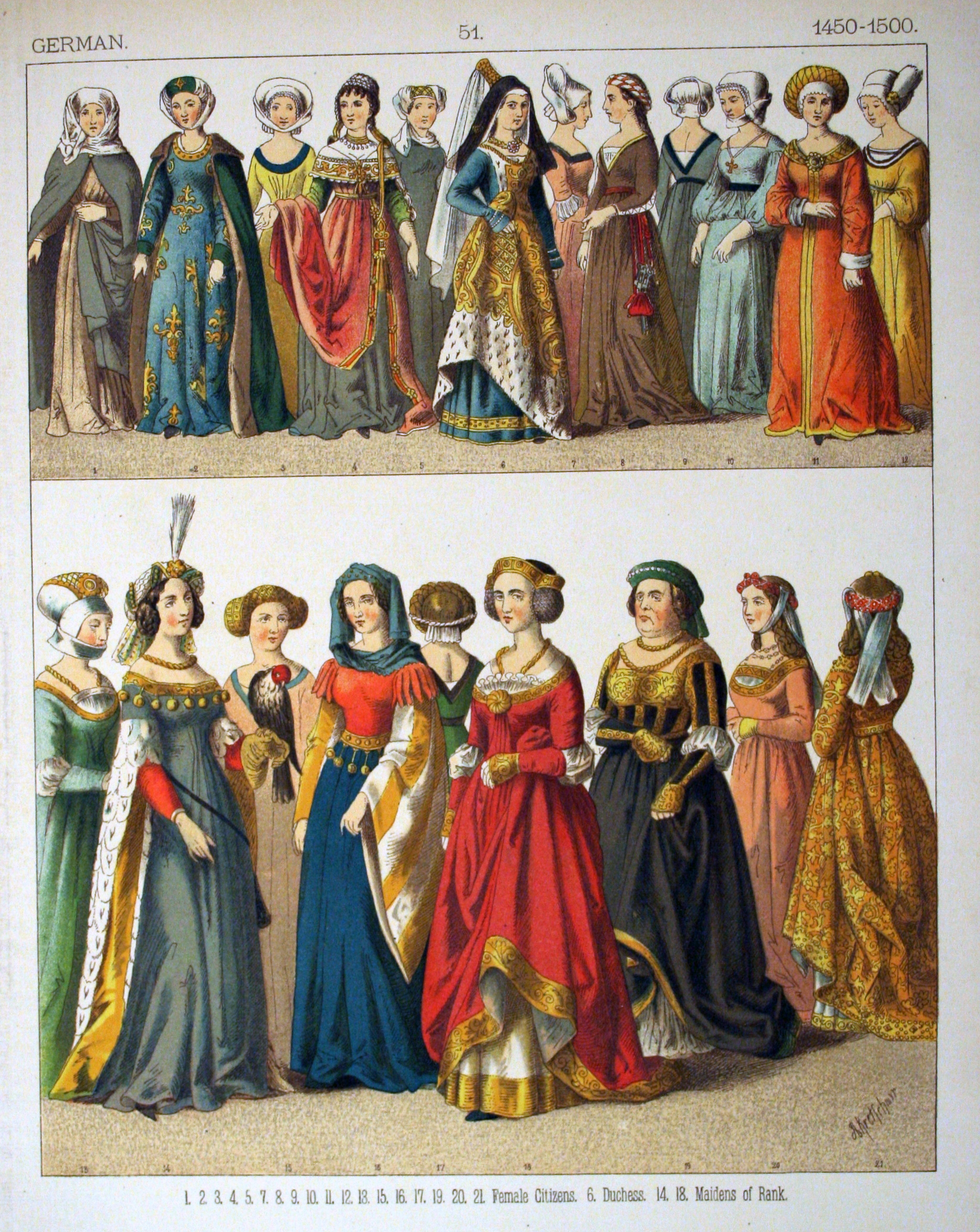
Kostuums, 1450-1500

## Renaissance (1440-1600)

### Italiaanse renaissance (1440-1500)
In het midden van de 15e eeuw begint in Italië de renaissance: de wedergeboorte van de klassieke oudheid. Kennis en kunst – en ook mode – verspreiden zich over Europa (ook door boekdrukkunst). Door nijverheid en handel wordt goed geld verdiend en ook uitgegeven aan kleding. De mens als individu staat centraal (humanisme) en men besteedt aandacht aan het uiterlijk. De mode wordt opvallender en heeft rustige, verbredende accenten. De vorm is eenvoudig, de stoffen echter zijn zwaar en luxueus. Over de onderjapon draagt de vrouw een overkleed met open zijkanten en pofmouwen. Aan het strakke lijfje zit een lange rok. Het haar wordt opgestoken, of gedragen met een haarnet, kap of sluier. De kleding van de man is breed en zwaar. Over het hemd tot aan het dijbeen wordt een jacquette gedragen. Daarover een wijde jas met brede revers. Men draagt hosen in meerdere kleuren of met een patroon. Het haar is (half)lang, en geen baard of snor. De schoenen hebben ronde neuzen. Op de kleding zit veel goudborduursel, en nieuw is kant. Ook het gewone volk gaat allerlei kleuren dragen; vooral goudgeel. De dessins zijn grote bloemmotieven, granaatappels, geborduurde randen, en familiewapens.

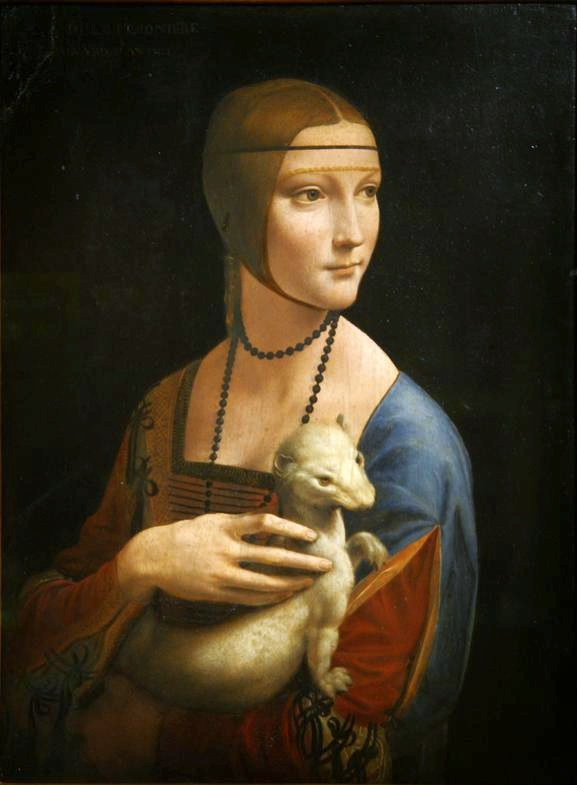
De dame met de hermelijn, portret door Leonardo da Vinci
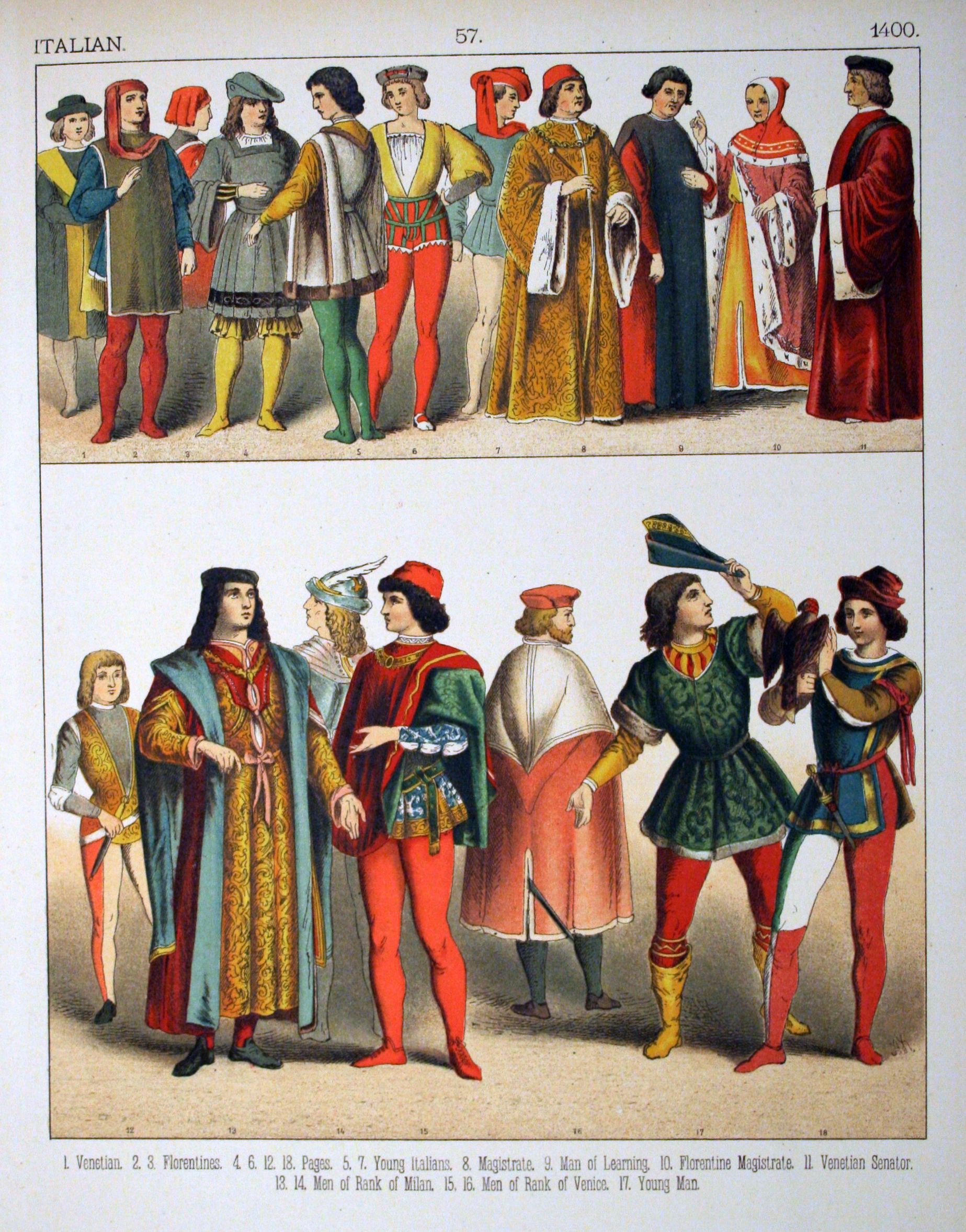
Italiaanse kostuums
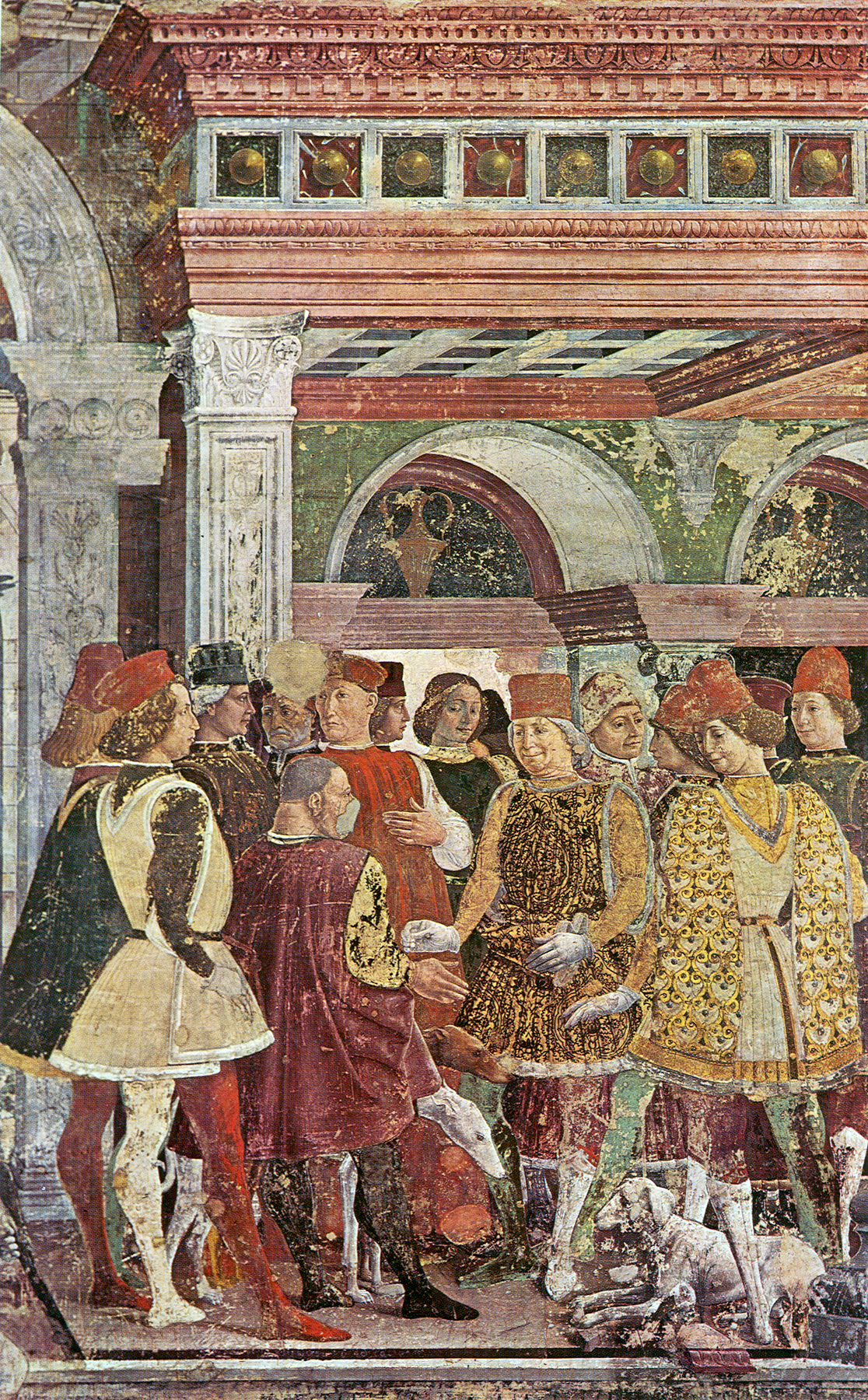
Renaissancekleding
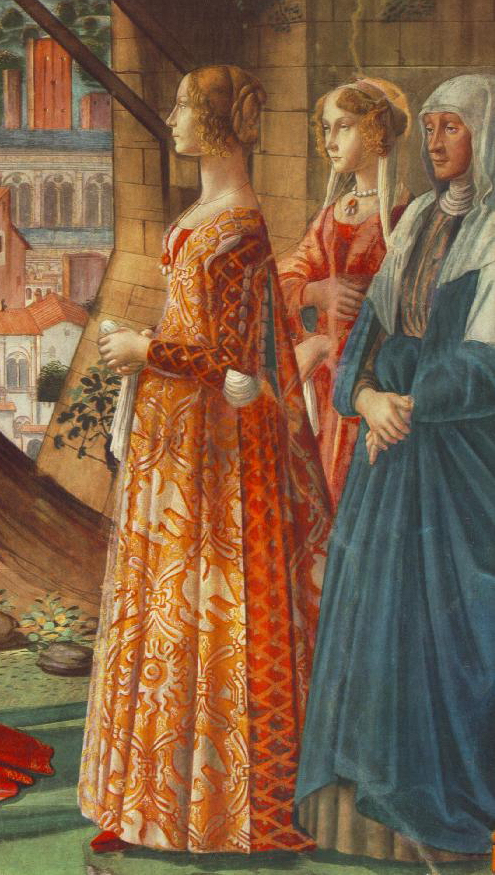
Italiaanse dames

### Renaissance (1500-1550)
In het begin van de 16e eeuw is er veel rijkdom en welvaart en de mode wordt voornamelijk bepaald door rijke kooplieden. De belangrijkste hoven zijn van Hendrik VIII van Engeland en Frans I van Frankrijk. Men toont zich graag in vol ornaat: de kleding is opzichtig en pronkerig. De mode verschilt per land: in Nederland eenvoudig, in Duitsland burgerlijk, in Frankrijk smaakvol, en in Spanje zedig (streng katholiek). Rond 1500 ontstaat bij de Zwitserse huursoldaten de nieuwe splitten- of spletenmode, waarbij de bovenkleding open wordt geknipt. Vrouwen dragen een wijduitstaande onderrok en een gespleten bovenrok met een rozenkrans als gordel. De strakke mouwen hebben zeer wijde omslagen. Het brede vierkante decolleté wordt vaak afgedekt met een ingestopte halsdoek. Het Duitse overkleed heeft een hoge ceintuur en poffende mouwen. Het haar wordt gedragen in een middenscheiding, met een gevlochten wrong, en met een haarnet, (Tudor)kap of sluier. De kleding van de man is kort en breed, met horizontale accenten (macht en mannelijkheid) en splitten. Over een kort, recht wambuis draagt men een brede jas met gepofte, opgevulde mouwen. Verder een pofbroek tot de knieën met schaambuidel, hosen en later losse kousen. Men draagt veel capes. Tot ±1525 dragen mannen lang haar en hebben ze een glad gezicht; naarmate het hemd een hoger boord krijgt, wordt het haar korter en gaat men een (ring)baard dragen. Op het hoofd draagt men een baret of een afgeknotte kegelhoed. De schoenen zijn breed (koemuilen), en mannen dragen soepele laarzen. De stoffen zijn zwaar en er is veel aandacht voor de voering, die door de splitten te zien is. Tot 1525 zijn de kleuren helder; daarna vooral purper, rood en zwart samen met goud(draad). De kleding wordt versierd met borduurwerk en grote gestileerde bloemen.

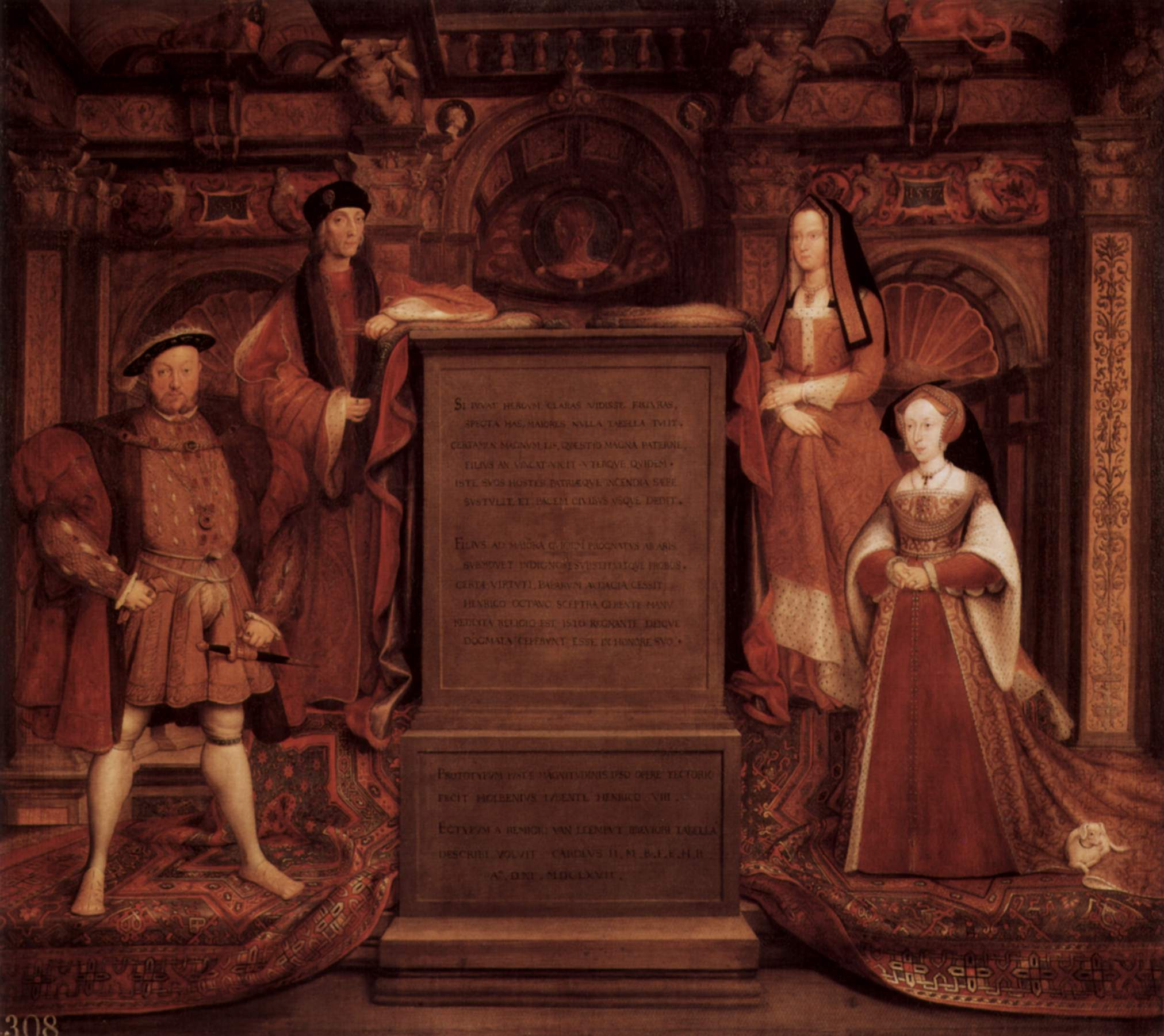
Hendrik de Achtste (links), met zijn ouders (boven) en Jane Seymour met Tudorkap (rechts)
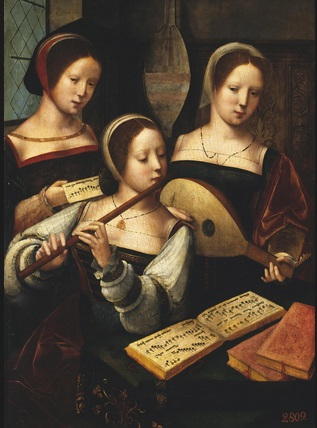
Musicerende meisjes
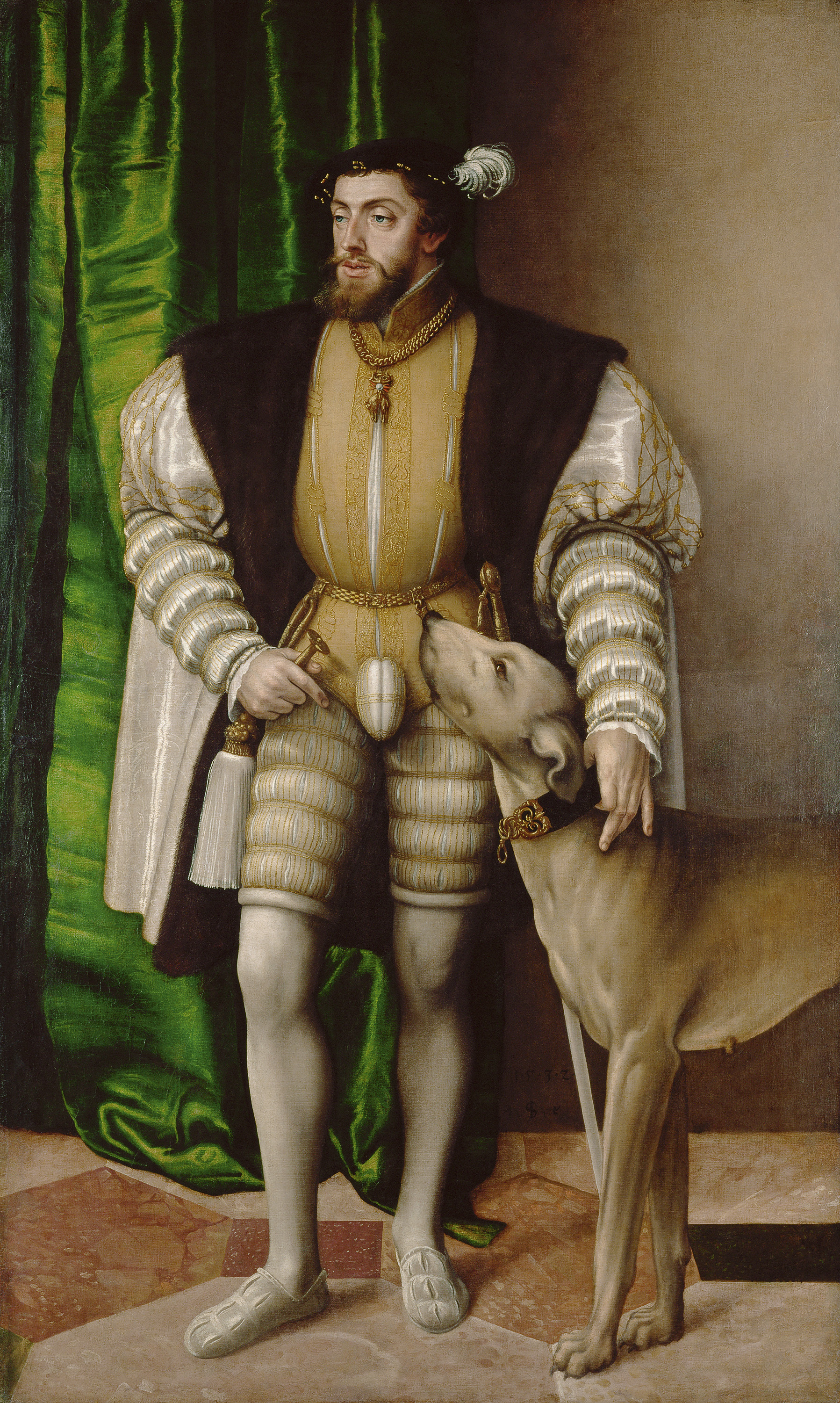
Karel V, 1532
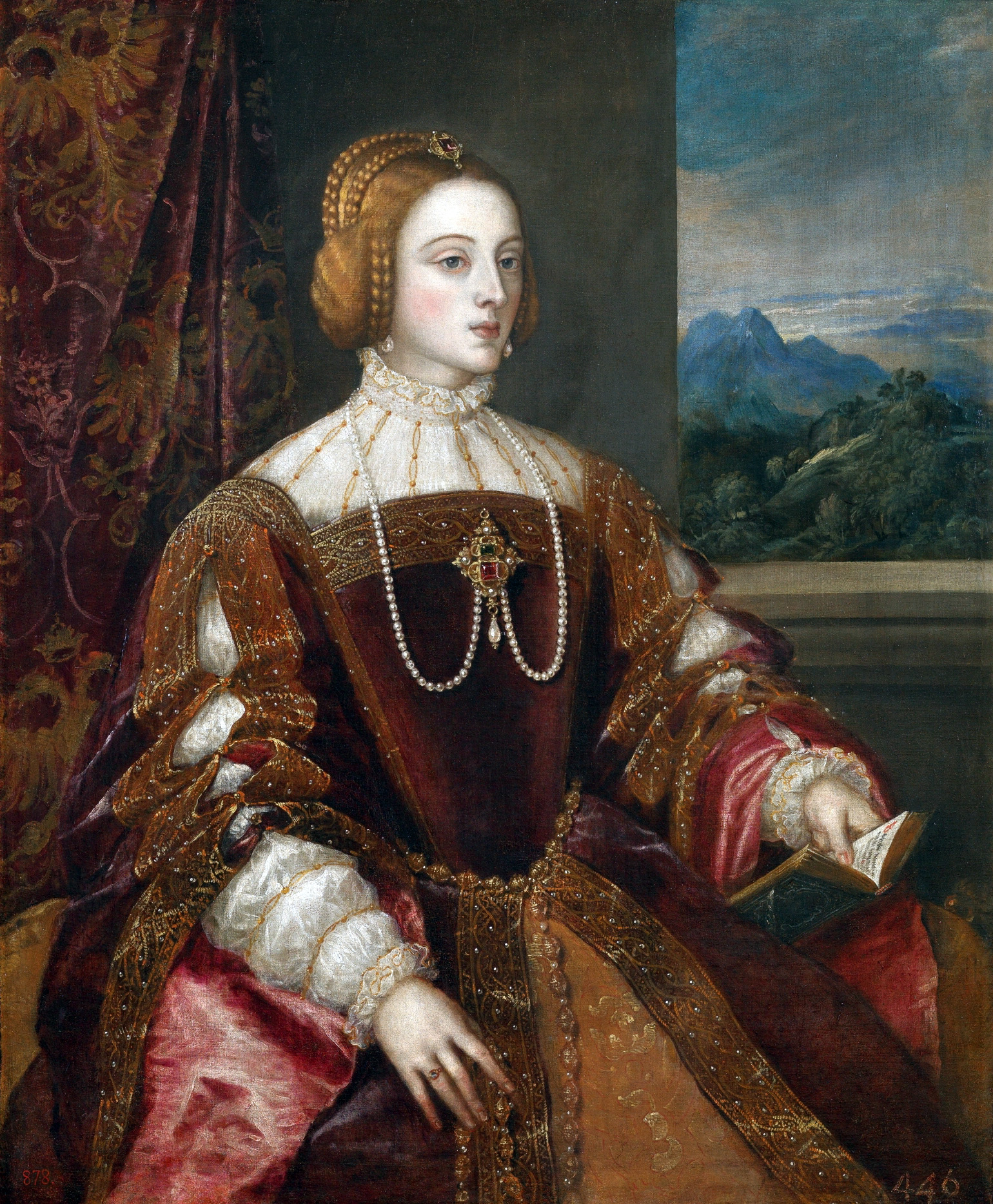
Isabella van Portugal
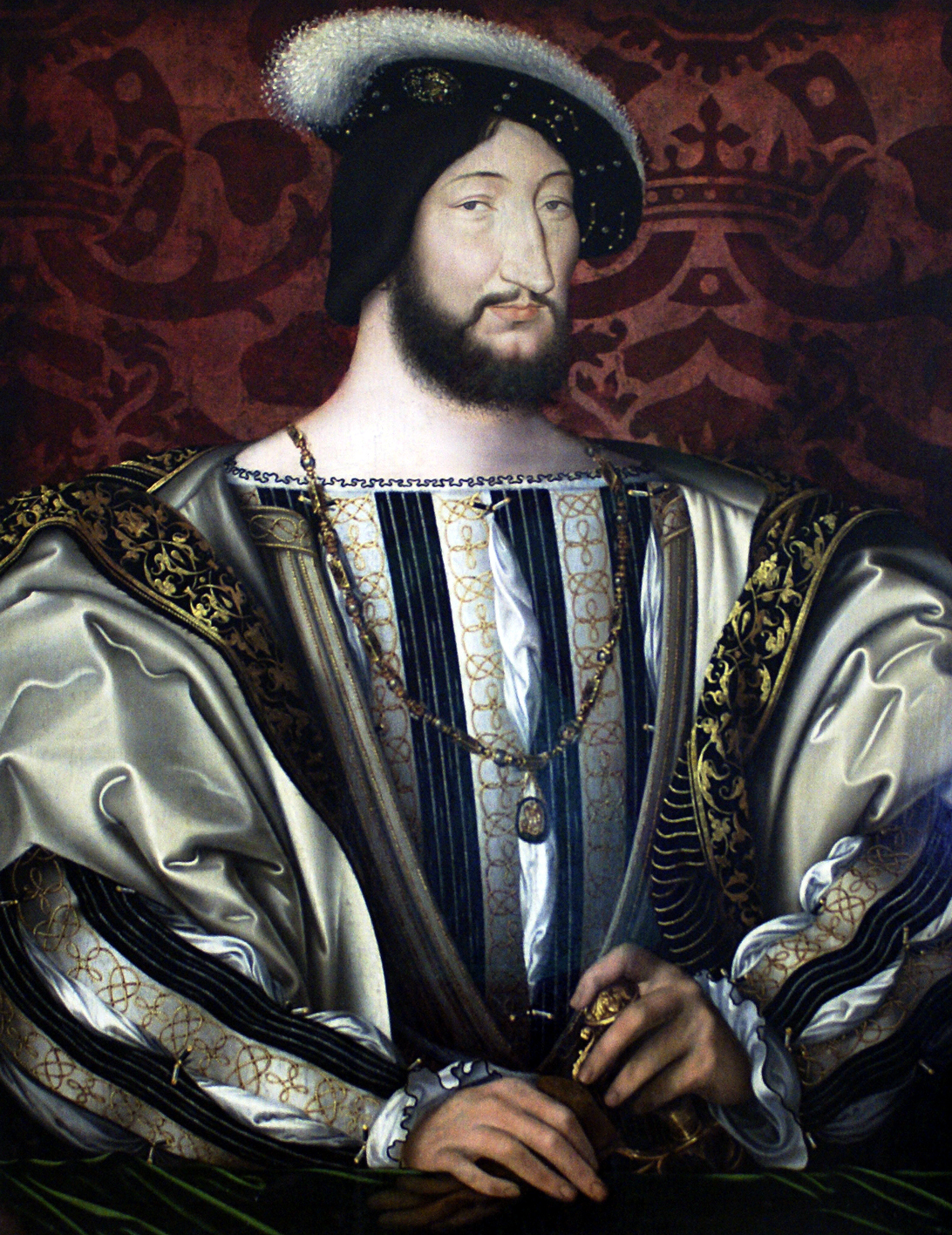
Koning Frans I van Frankrijk

### Spaanse heerschappij (1550-1600)
Het door ontdekkingsreizen rijk geworden Spanje beheerst in de 2e helft van de 16e eeuw het modebeeld. Het is de tijd van de (contra) reformatie: protestant tegenover katholiek. Spanje is onder Karel V en Filips II streng katholiek en de kostuums zijn strak, stijf en donker. De stoffen zijn kostbaar en versierd met kant en juwelen (vooral parels zijn populair). Er is een sterke druk van Spanje op de Nederlanden; zij verdedigen vurig het Roomse geloof en brengen hun gebruiken naar de gewesten. De Spaanse strengheid wordt verzacht door de wufte invloed van het Franse hof van Catharina de' Medici, en het Engelse hof van Elizabeth I. De kleding van de vrouw krijgt onnatuurlijke vormen. Het bestaat uit een strak lijfje en een wijde kegelvormige hoepelrok; de fardegalijn. Verder zijn er de Franse wielrok en de Engelse ‘ton’rok. De overjapon heeft een opengespleten rok en een V-vormig voorpand, de borstlap of maagstuk. De japon is hooggesloten, of heeft een vierkant decolleté opgevuld met een doek. De randen zijn afgezet met kloskant of goudkant. De lange mouwen hebben plooien, opvulsels, en schouderrollen. Het haar wordt slechts gevlochten of opgestoken, met een hoed, kapje of netje, of versierd met kant, juwelen of bloemen. De kraag ontwikkelt zich van een klein opstaand boordje aan het hemd naar een grote kraag van geplooide en gesteven batist: de molensteenkraag. Andere kraagtypes zijn de hoog opstaande Medicikraag en de Stuartkraag. De man draagt een wambuis met hoge hals, ingesnoerde taille, een opgevulde bolle ‘ganzen’buik, en lange rechte mouwen (later pofmouwen of schouderrollen). In Spanje draagt men een korte pofbroek; in Frankrijk en Italië een wijde pofbroek tot de knie. De broekklep wordt kleiner en verdwijnt. De man draagt verder gebreide, goed sluitende kousen, een korte schoudercape, en een baret met veren. Het haar is kort met een puntbaardje en snor. De schoenen zijn plat; eind 16e eeuw krijgen ze een hak. De modekleur is voornamelijk zwart; eind 16e eeuw meer rood, goud, en beige.

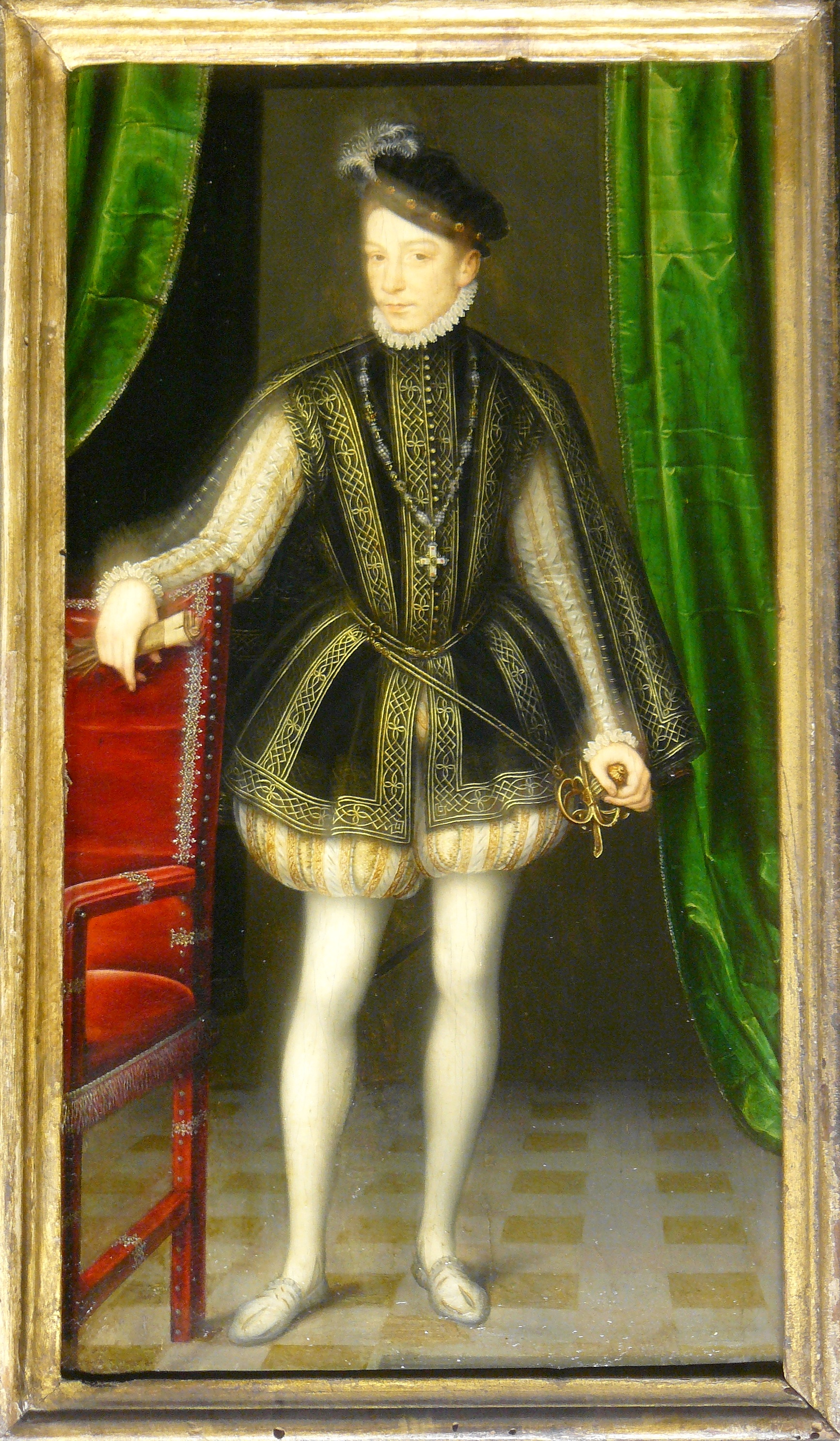
Karel IX
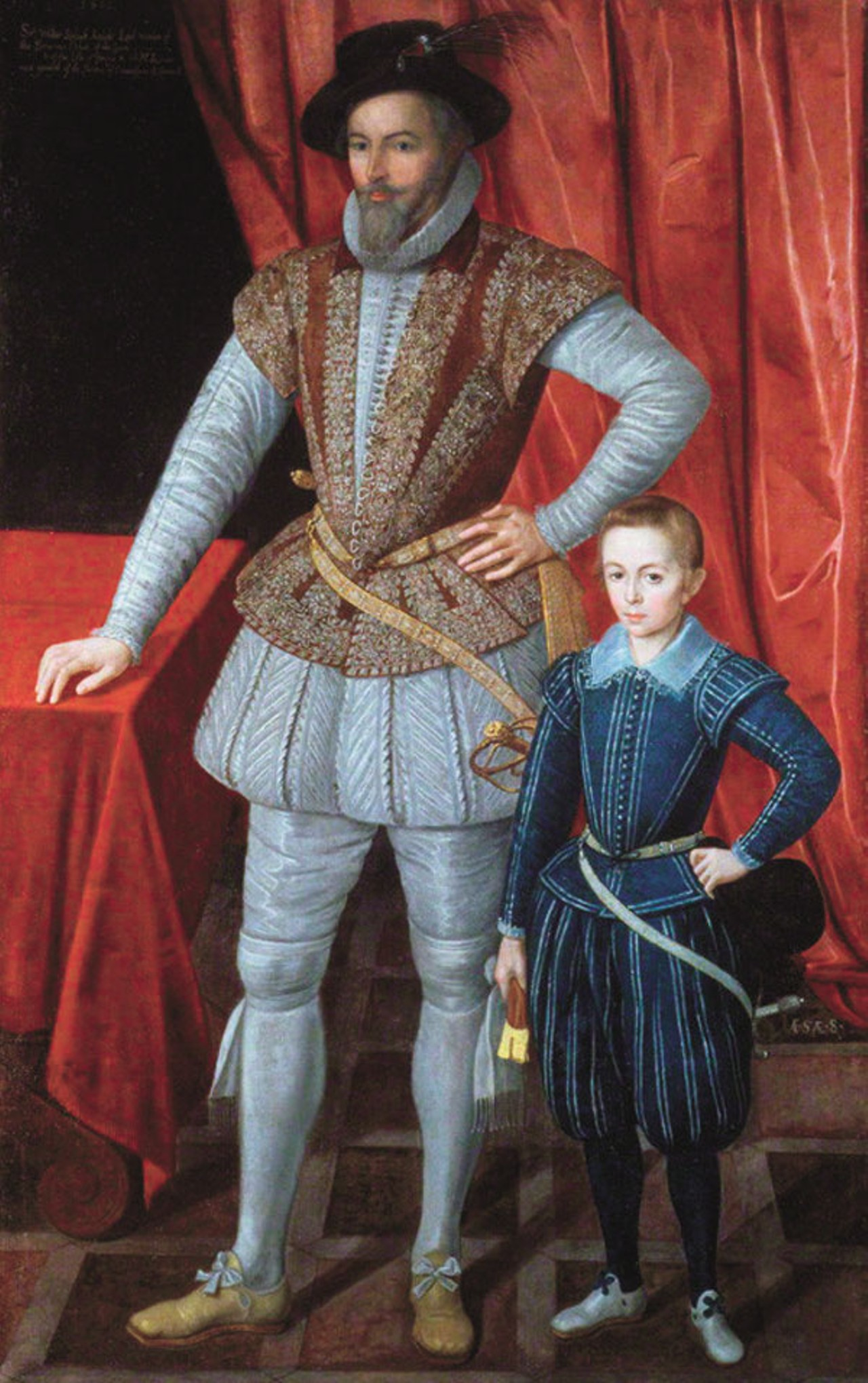
Man en kind in pofbroek
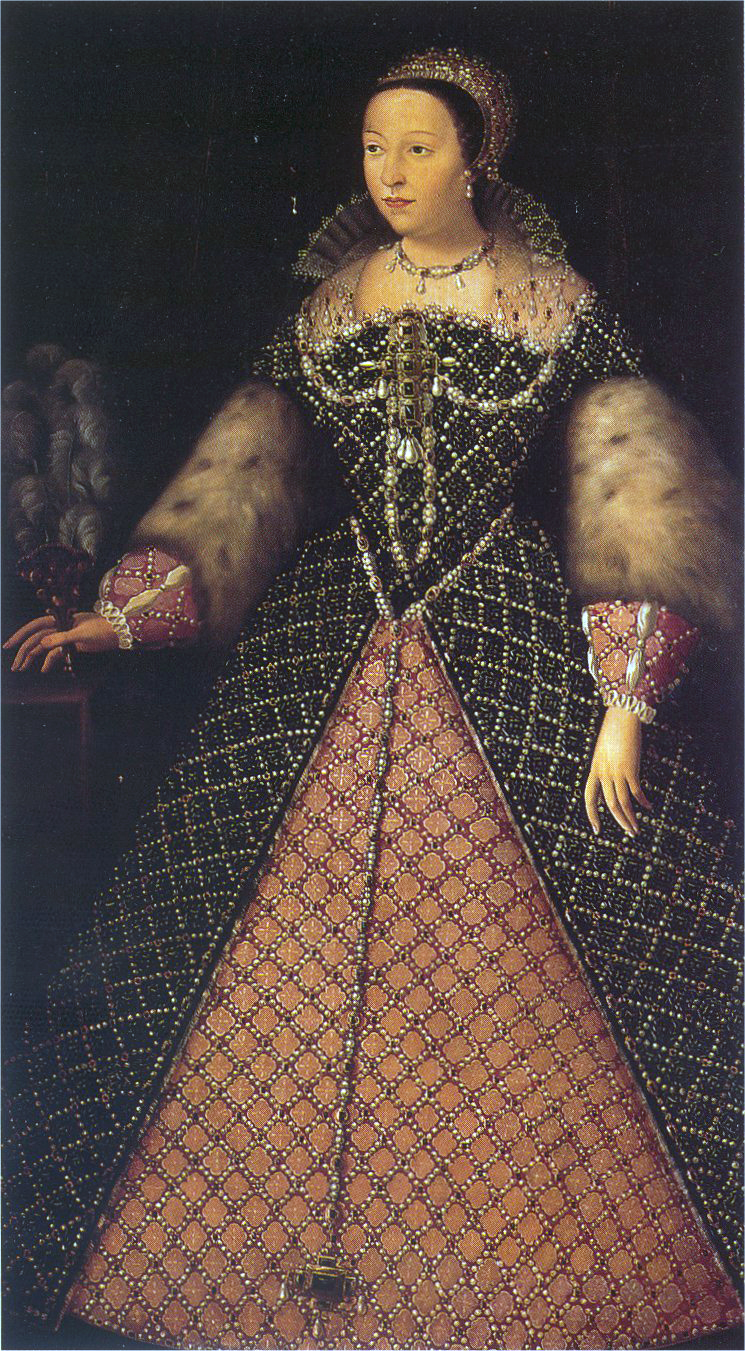
Catharina de' Medici
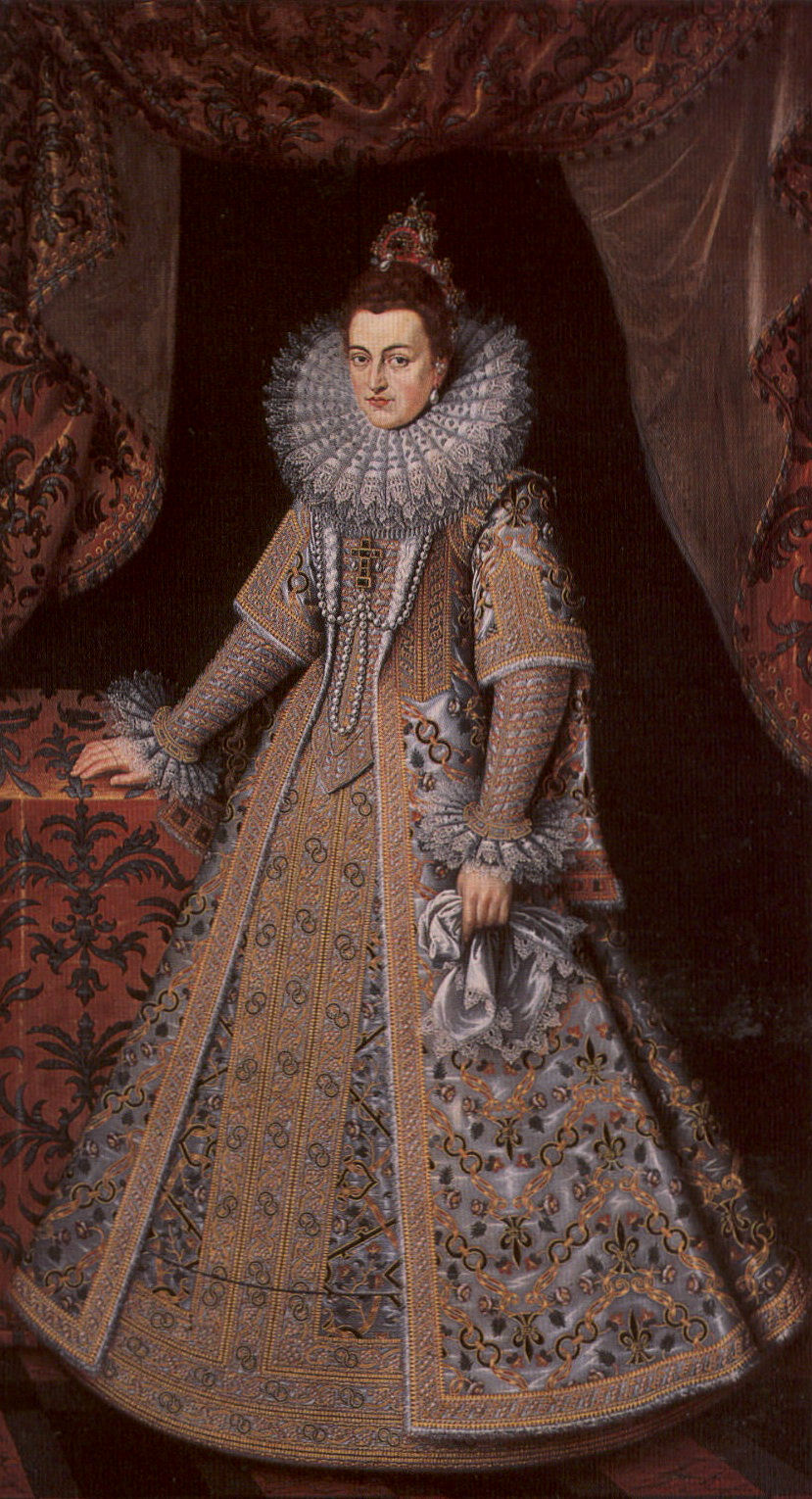
Spaanse damesmode
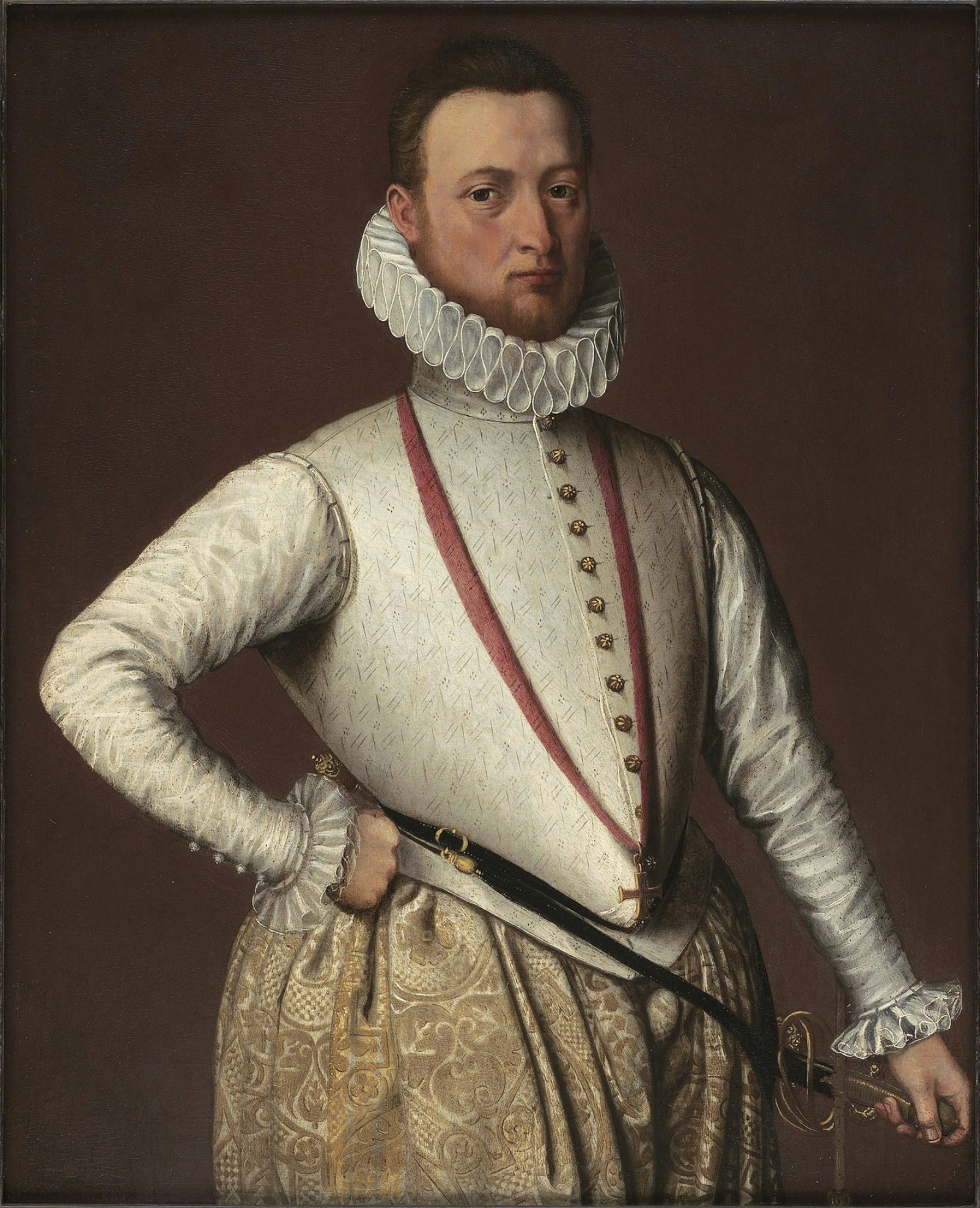
1575-80
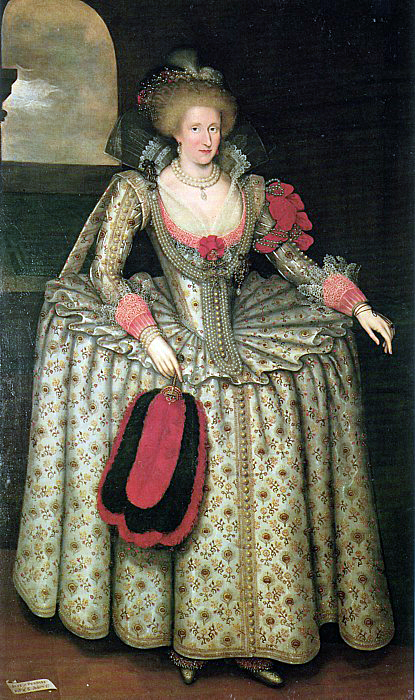
Dame in Franse wielrok

## Barok (1600-1675)

### Vroege barok (1600-1640)
Het machtscentrum van Europa verplaatst zich omstreeks 1600 van Spanje naar het noorden. De Republiek der Verenigde Nederlanden beleeft een periode van welvaart: de gouden eeuw. De kleding wordt minder stijf, maar blijft donker en bescheiden; opvallend is het grote gebruik van kant, verwerkt in kragen en manchetten. Deze mode wordt ook gedragen door de puriteinen in Engeland. In Engeland en Frankrijk daarentegen wordt de kleding soepeler en de kleuren vrolijker. De mannenkleding wordt bepaald door de zwierige officierskleding aan het Franse hof.
In Frankrijk en Engeland draagt de vrouw een lijfje, hierover een losse voorbaan of borstlap, en een minder wijde rok. De mouwen worden ruimer en opgevuld, soms met splitten. De kraag is klein en plat, maar de opstaande Medicikraag wordt ook nog gedragen. Het haar ligt glad om het hoofd met aan weerskanten volle krullen. Verder worden er veel juwelen en accessoires gedragen. De vrouwenkleding in de Nederlanden is veel donkerder en soberder. De taille is hoog en de mouwen wijd; vaak versierd met rozetten en strikken. De kraag is zeer groot (molensteenkraag)en het haar wordt (deels) opgestoken, vaak in combinatie met een hoed, muts of kapje. Later komen de kragen plat te liggen waardoor het haar langer en losser wordt gedragen. Typisch Hollandse kleding is de vlieger en de huik (beiden lange mantels). Men draagt aan de voeten eenvoudige muilen, schoenen met dikke hakken versierd met strik of rozet, en voor op straat trippen (dikke zolen).
De kleding van de man wordt kleuriger en krijgt iets elegants en krijgshaftigs. De opvullingen en broekklep verdwijnen. Men draagt een wambuis, rijk geborduurde overwambuis (roxken) met een hoge taille, met rechte vorm of in een punt. Hierbij strakke mouwen, schouderkleppen, en ponjetten (manchetten). We zien drie typen broeken: de korte Spaanse pofbroek, de langere pofbroek met kniebanden, en de rechtvallende gallaskins (broek met wijde pijpen onder de knie). Vaak wordt een zwierige cape over één schouder gedragen. De kraag wordt plat en kleiner waardoor het haar langer wordt gedragen. Soms wordt een (breedgerande) hoed met veer gedragen. In de Nederlanden is de kleding eenvoudiger, donkerder, en met veel kant. Ook hier de molensteenkraag, die later plat komt te liggen, met een langere haardracht tot gevolg. De mannen dragen eenvoudige lage schoenen met dikke hakken en strikken of rozetten, en veel hoge, wijd uitlopende laarzen met brede, met kant afgezette, omgeslagen randen.

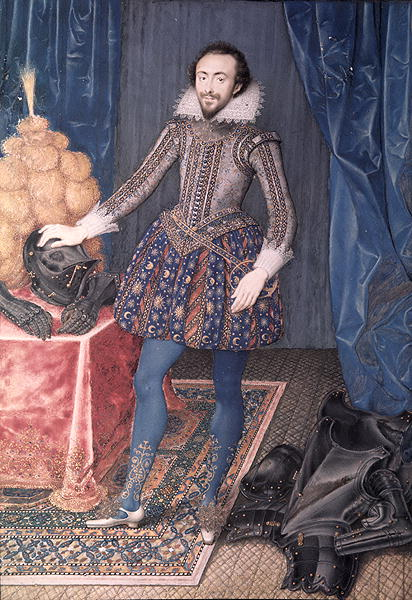
Edelman, 1616
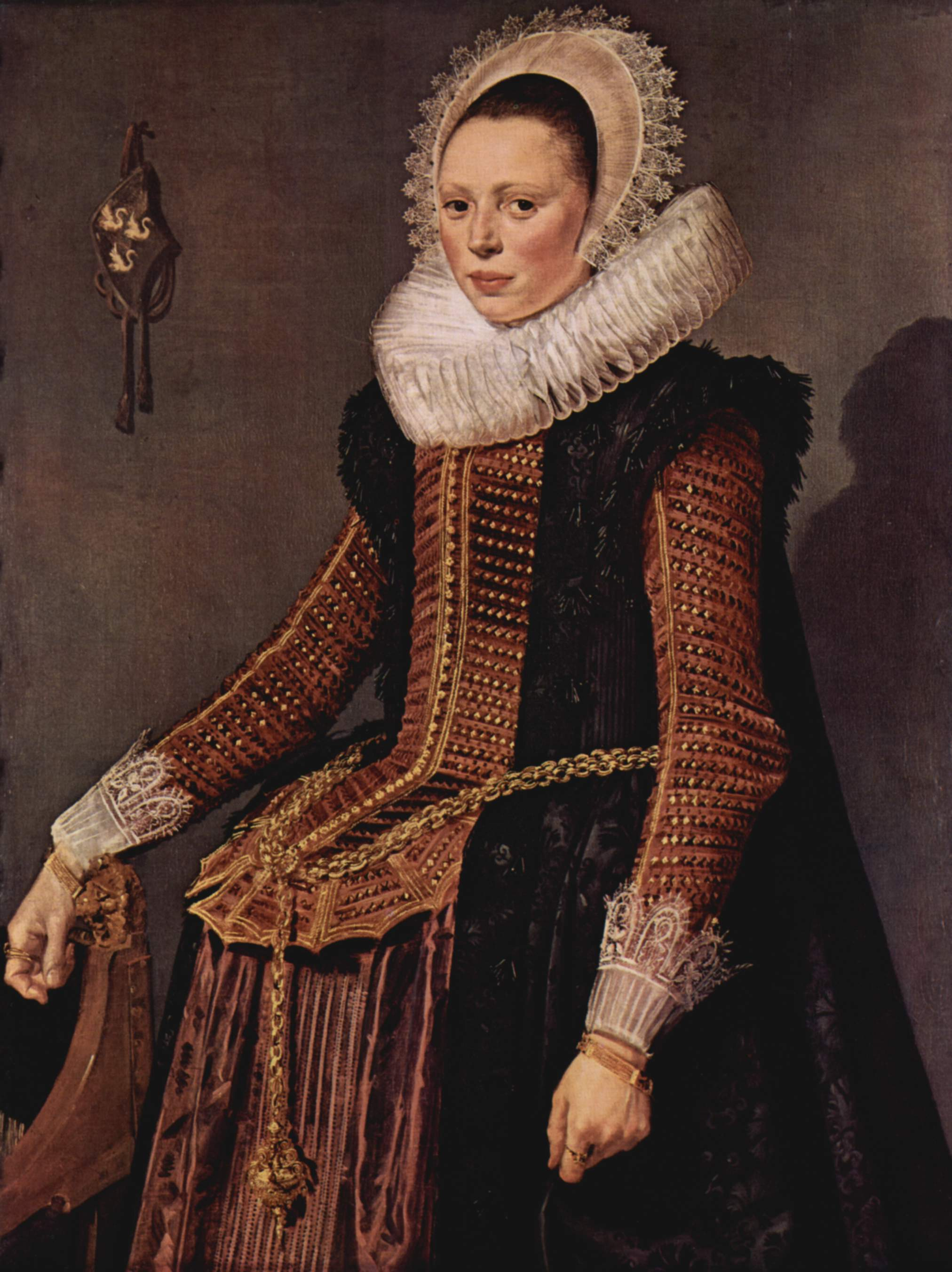
Ca. 1620
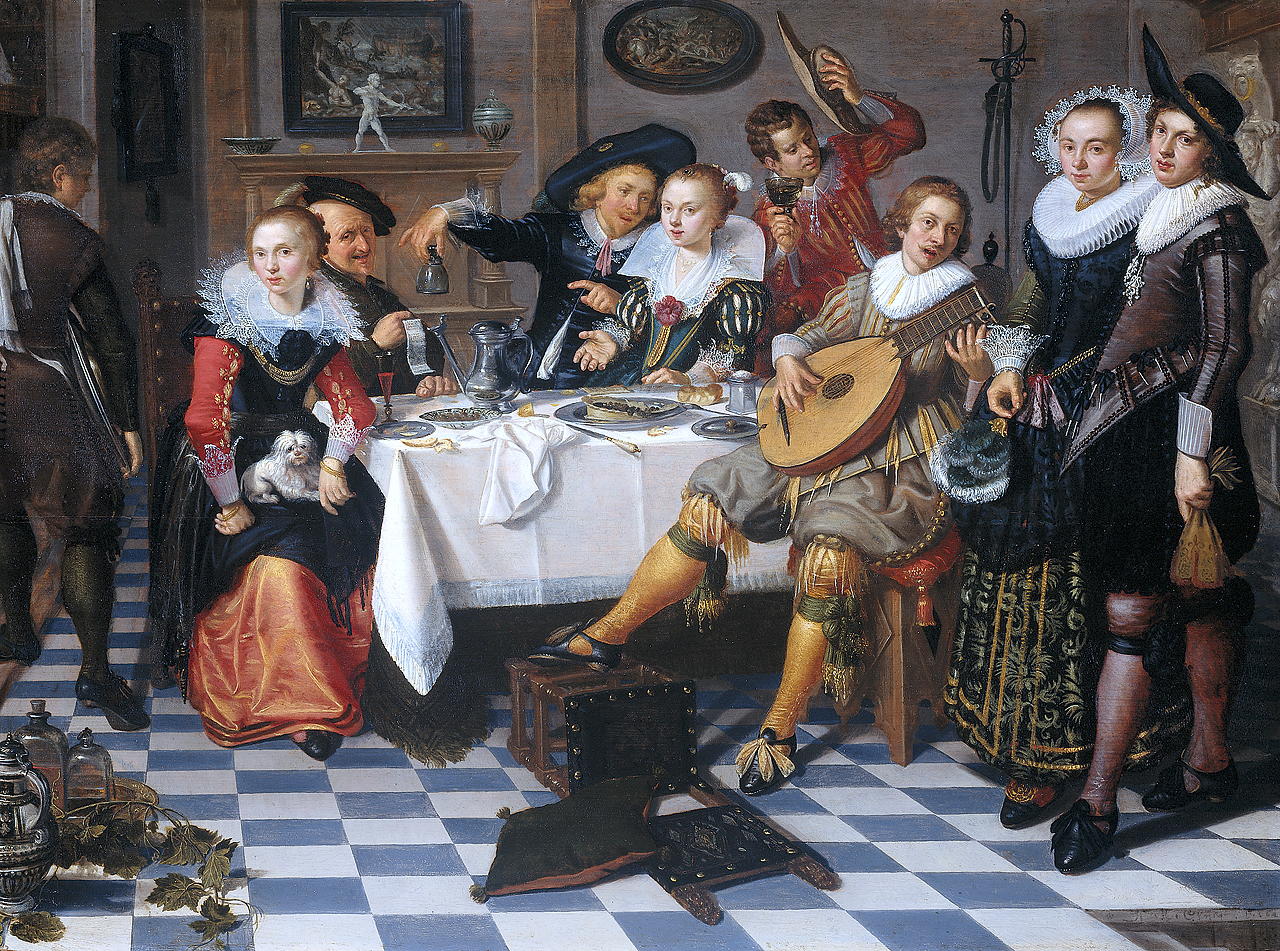
Feestend gezelschap, 1629
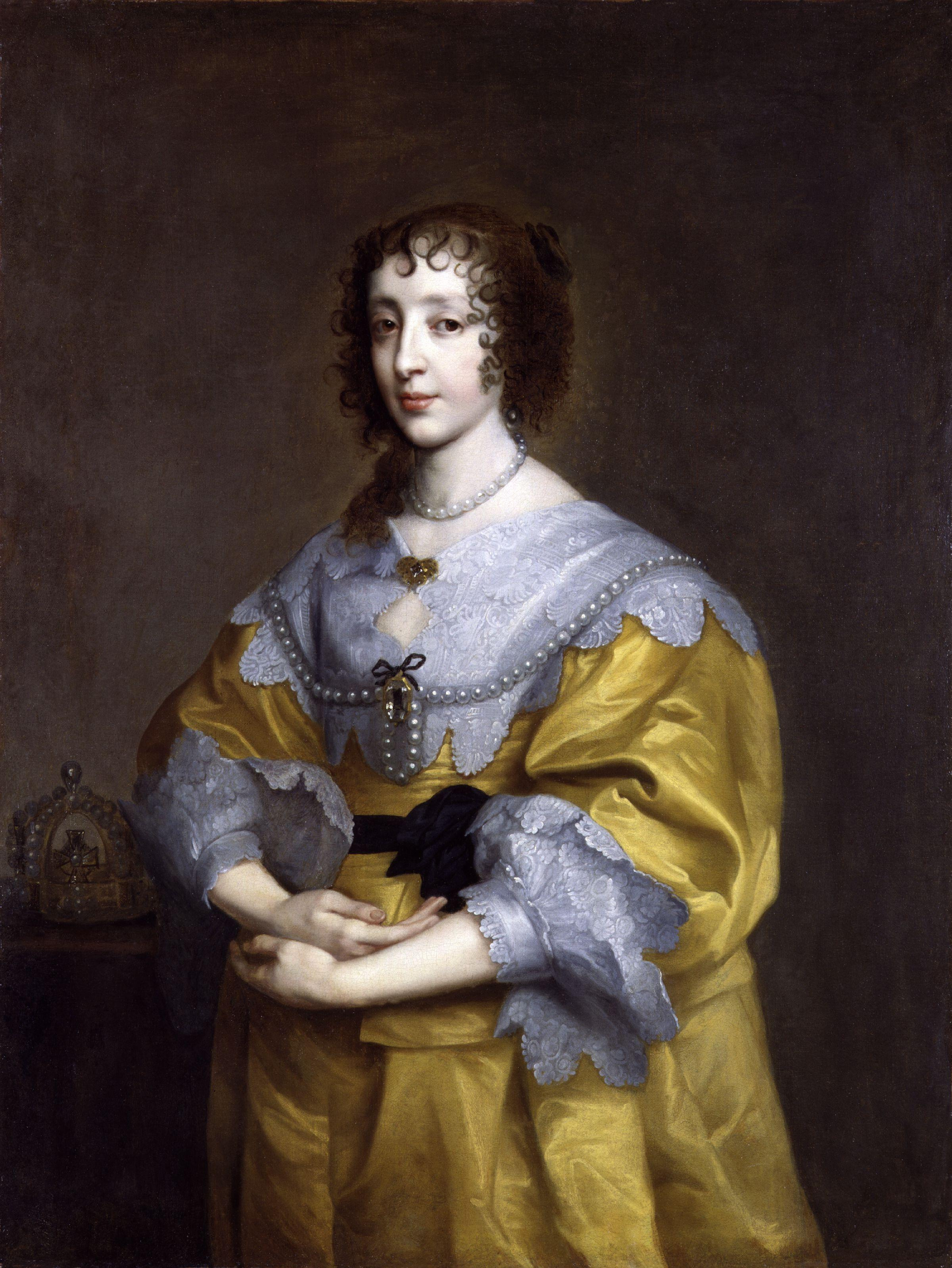
Henrietta Maria door Sir Anthony Van Dyck
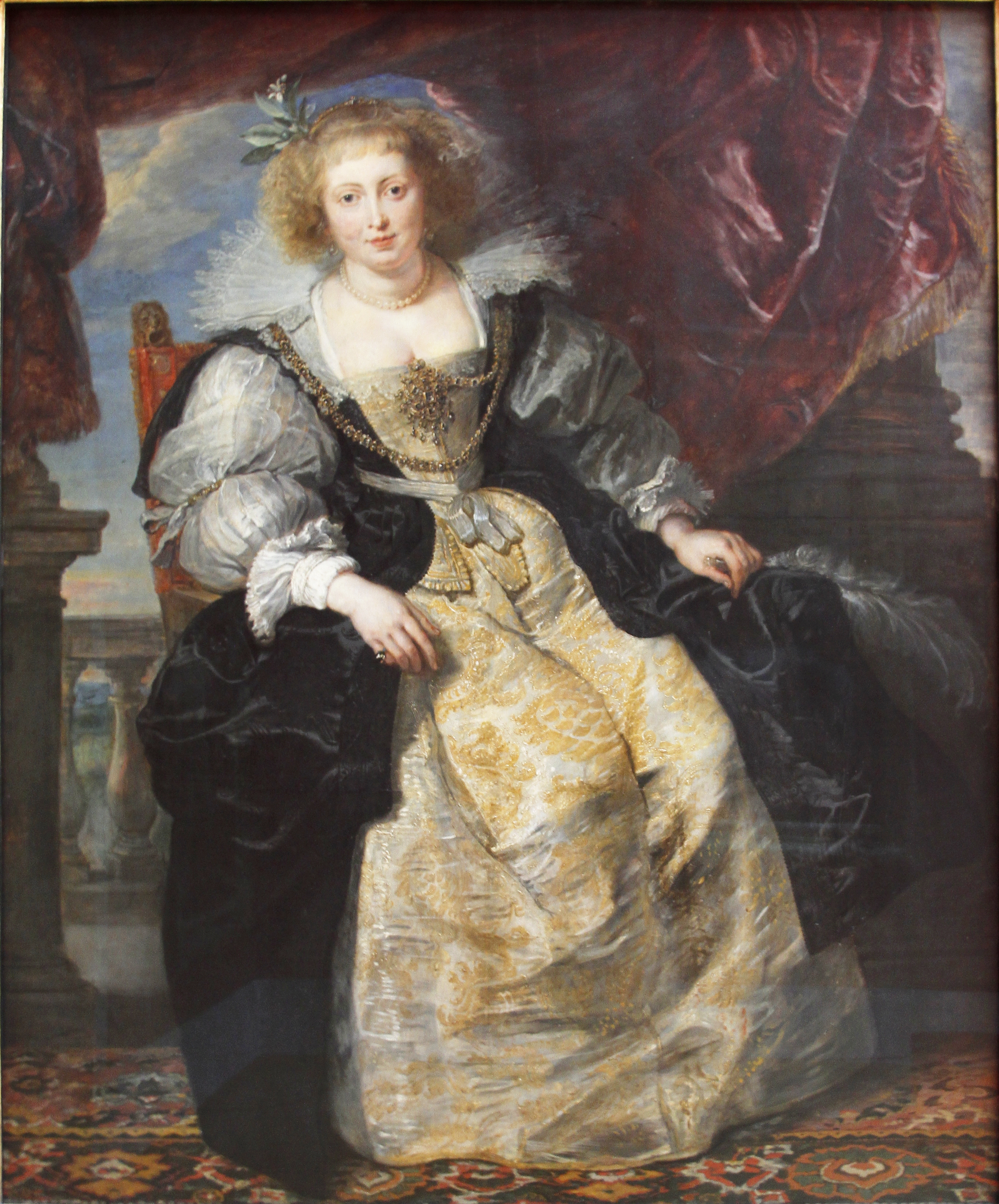
Hélène Fourment, 1630
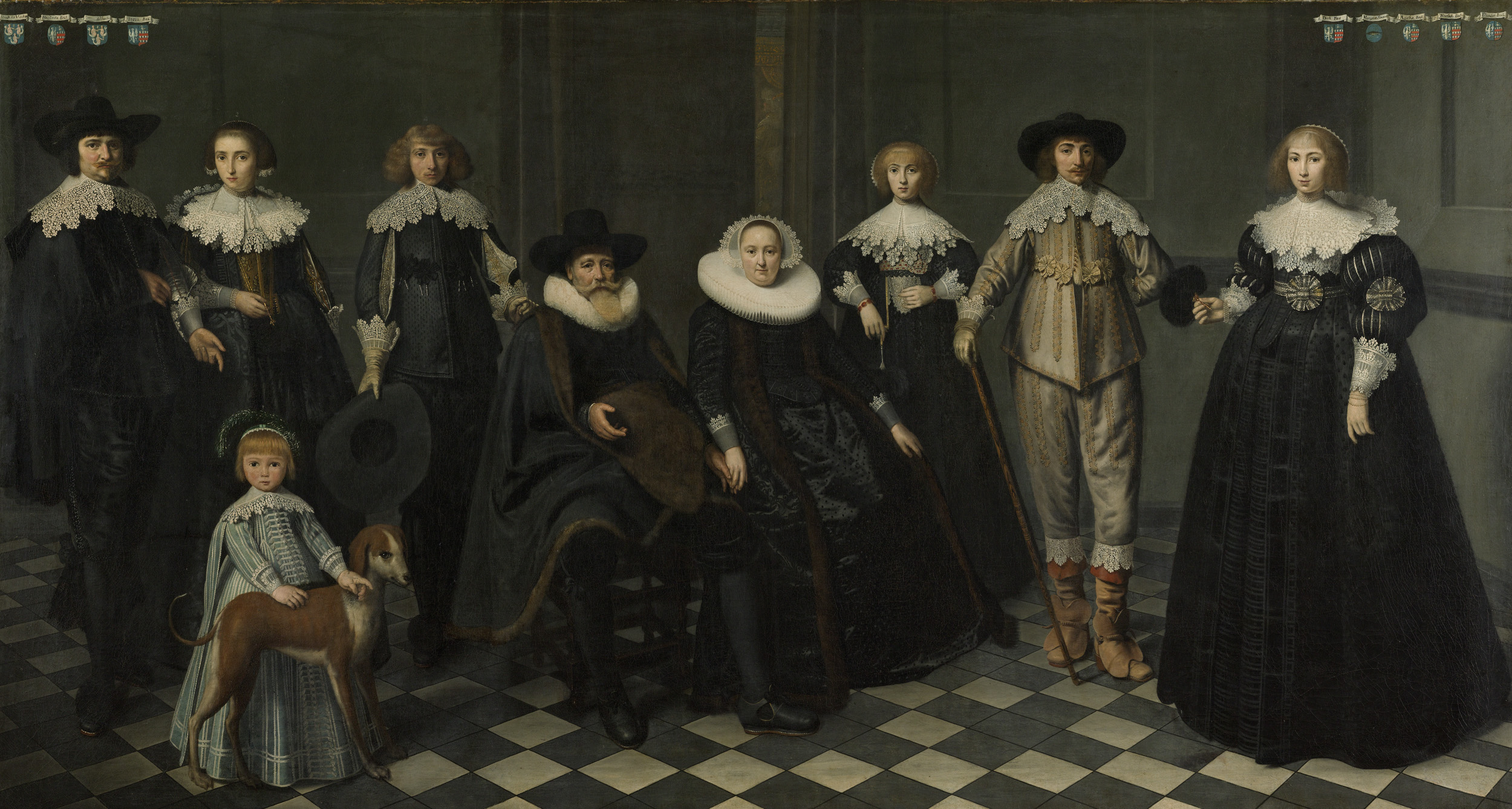
Het gezin van Dirck Bas Jacobsz
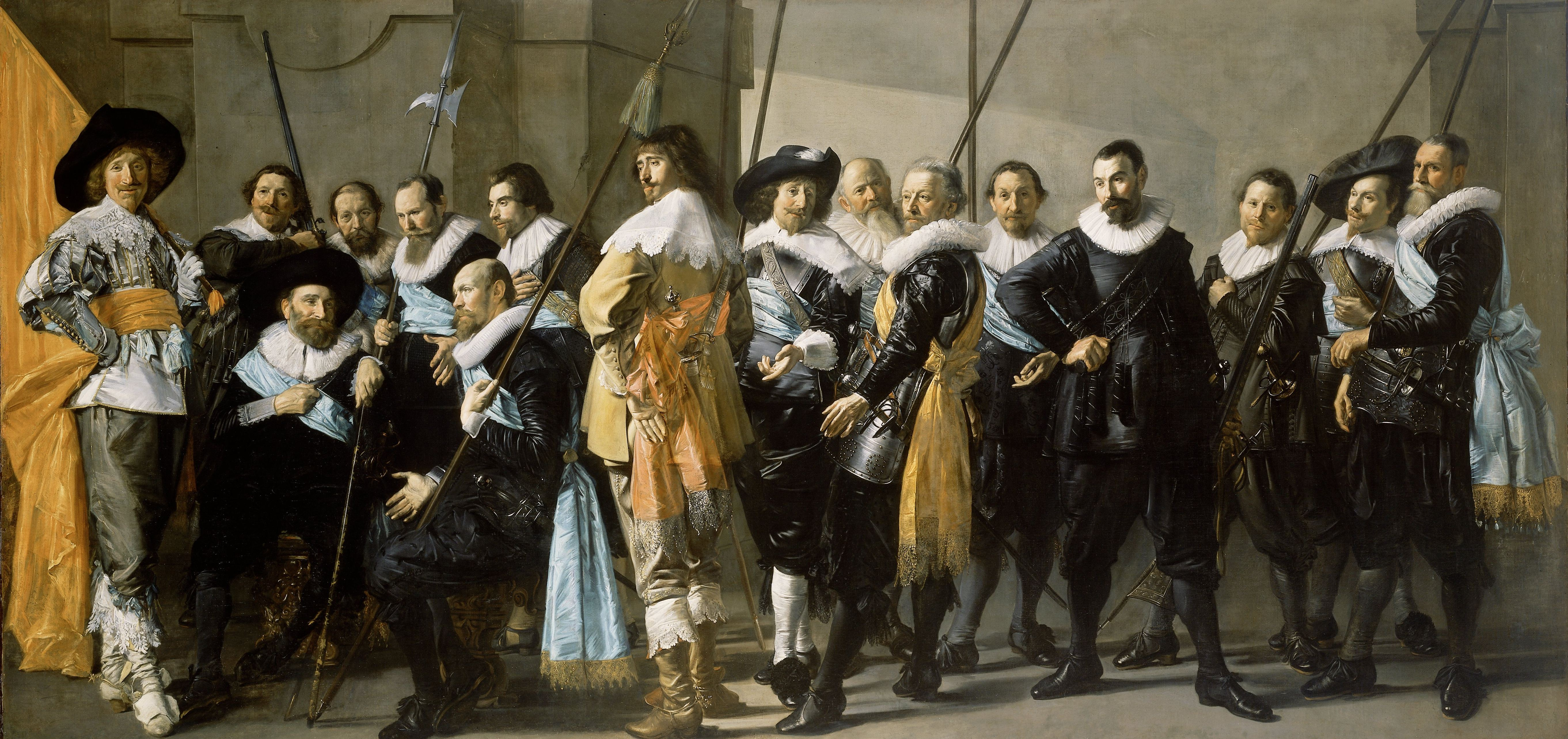
Frans Hals, ca. 1635

### Franse barok (1640-1675)
Bijna iedereen volgt de mode van het Franse hof (behalve de Hollandse regenten en de Engelse puriteinen, die eenvoudige, zwarte kleding blijven dragen). De mode is statig en elegant; het silhouet is breed. In de hogere kringen vindt men kleding en manieren erg belangrijk. In de concurrerende hoven van Karel II van Engeland en Lodewijk XIV van Frankrijk (v.a. 1660) bepaalt de maîtresse van de koning de mode.
De kleding van de vrouw is relatief eenvoudig en bloot. Over de onderkleding (hemd, keurs, onderrokken) draagt de vrouw een één- of tweedelige japon met een sleep en een wijd decolleté, soms met omgeslagen kraag of bedekt met een doek. De overdadige versiering verdwijnt: men beperkte zich tot galon langs de randen en zomen. Er wordt een zeer wijde opgevulde driekwartmouw gedragen, afgezet met kant, stroken of manchetten. Een eenvoudige verticale split in de mouw laat het hemd zien. Het haar wordt gedragen à la Sévigné met brede pijpenkrullen opzij en een knot op het achterhoofd, soms bedekt met een kapje of muts (in het noorden). De schoenen veranderen weinig en zijn laag. Een masker wordt gedragen om de teint tegen de zon te beschermen. Het is modieus om helemaal geen sieraden te dragen.
De mannenkleding is quasi slordig, met pluimen, strikken en kant. Men draagt een broek, wambuis en roxken (overwambuis). De broek heeft rechte, tot de knie vallende pijpen met kant. Verder wordt een platte kraag gedragen, een wijde korte cape, een hoed met brede rand en veren, en laarzen met wijde schacht en canons (overkousen). Het haar is lang en golvend, soms een sikje en dunne snor. In het midden van de 17e eeuw dragen modieuze heren het wonderlijke Rhingrave kostuum: Een kegelvormig kostuum met wijd hemd en broekrok, een kleine wambuis, linten en strikken, een grote hoeden met veren, en kant aan de overkousen. Make-up en mouches zijn er ook voor mannen. Karel II van Engeland draagt liever een smalle knielange jas, een vest in Perzische stijl, en een eenvoudige broek.

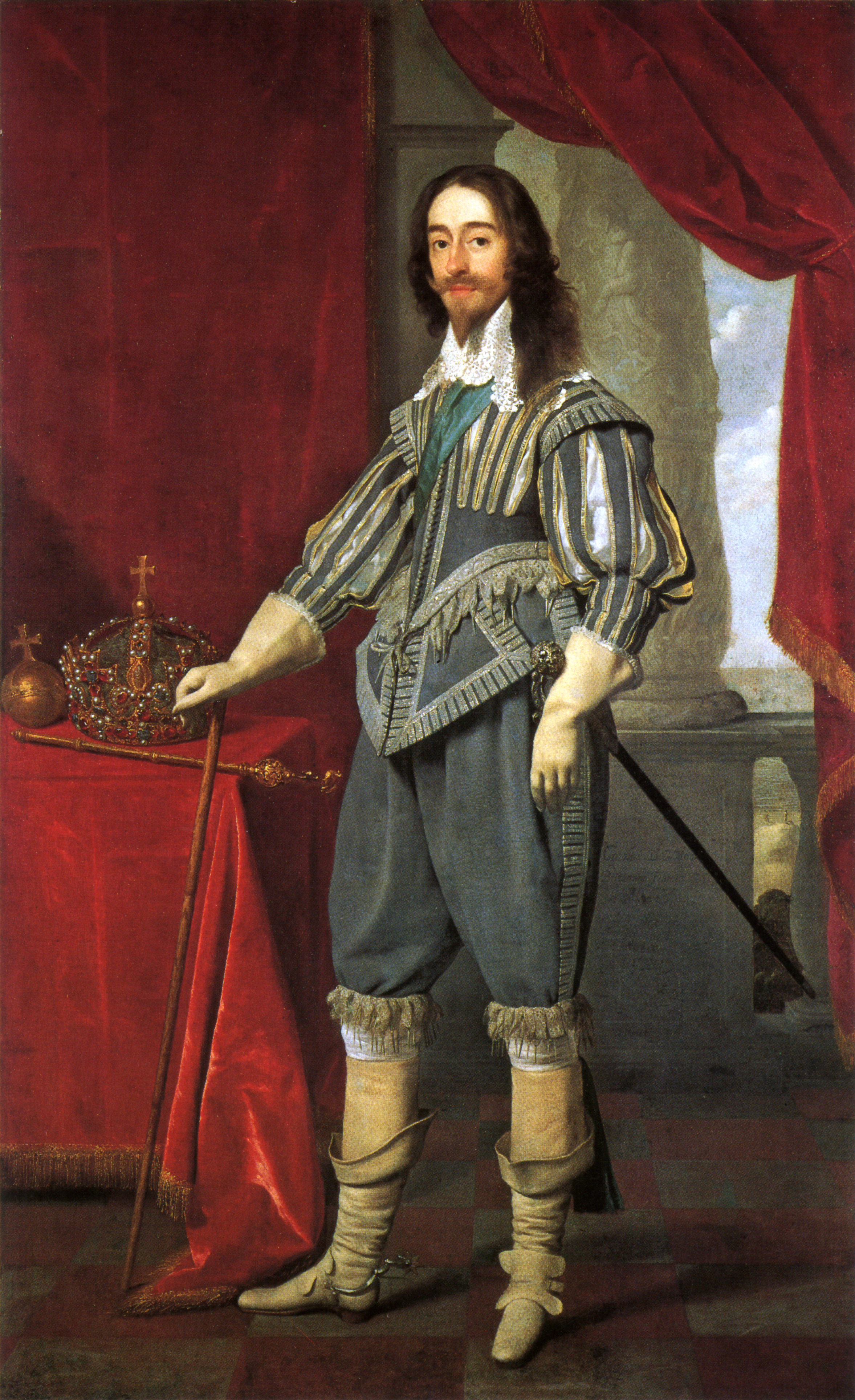
Karel I
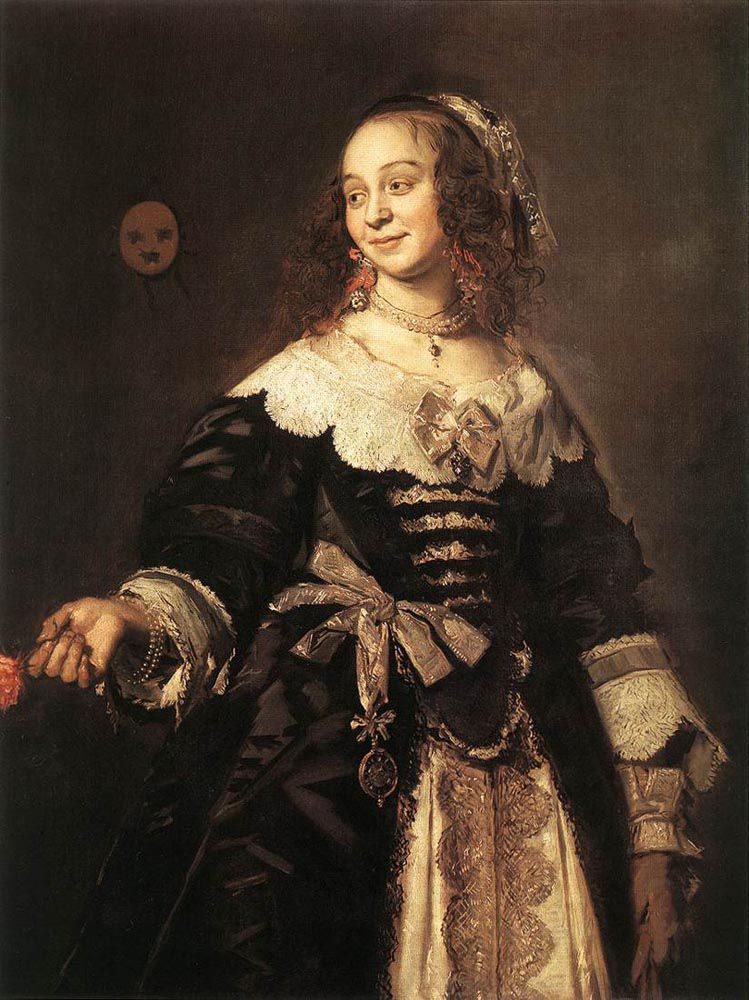
Portret van Isabella Coymans (ca. 1650)
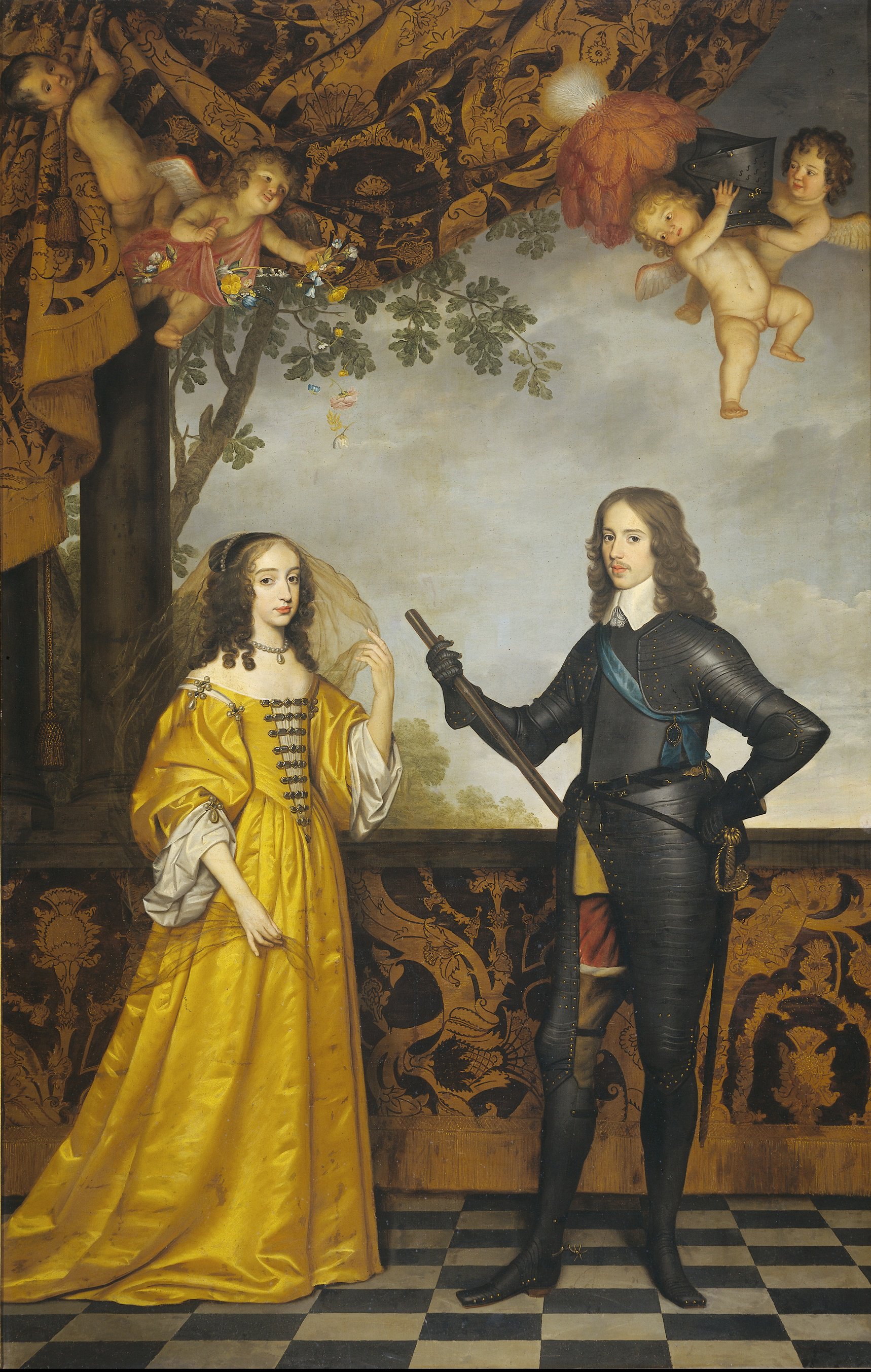
Willem II met zijn vrouw Maria Stuart
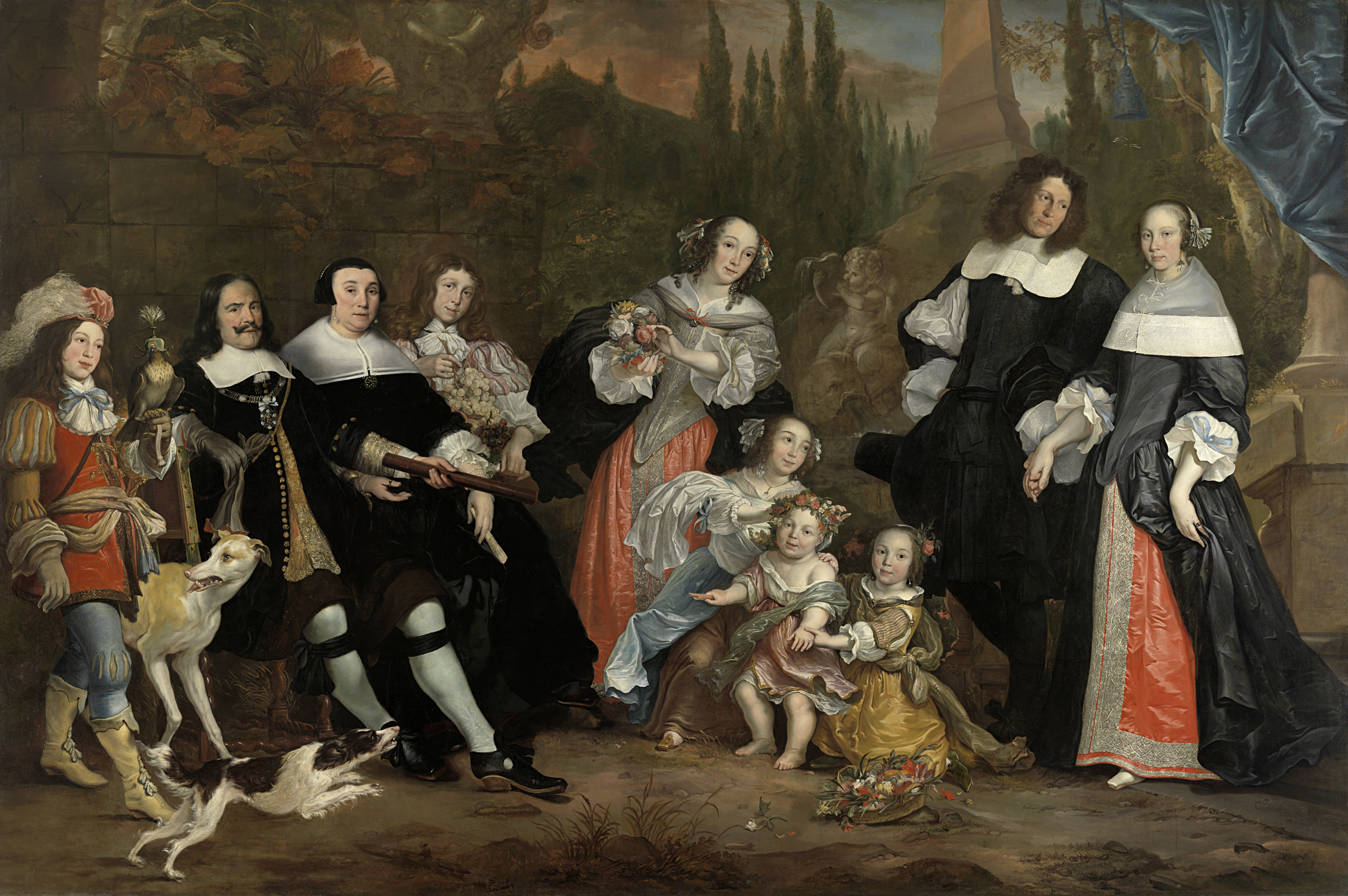
Familieportret Michiel de Ruyter, 1662
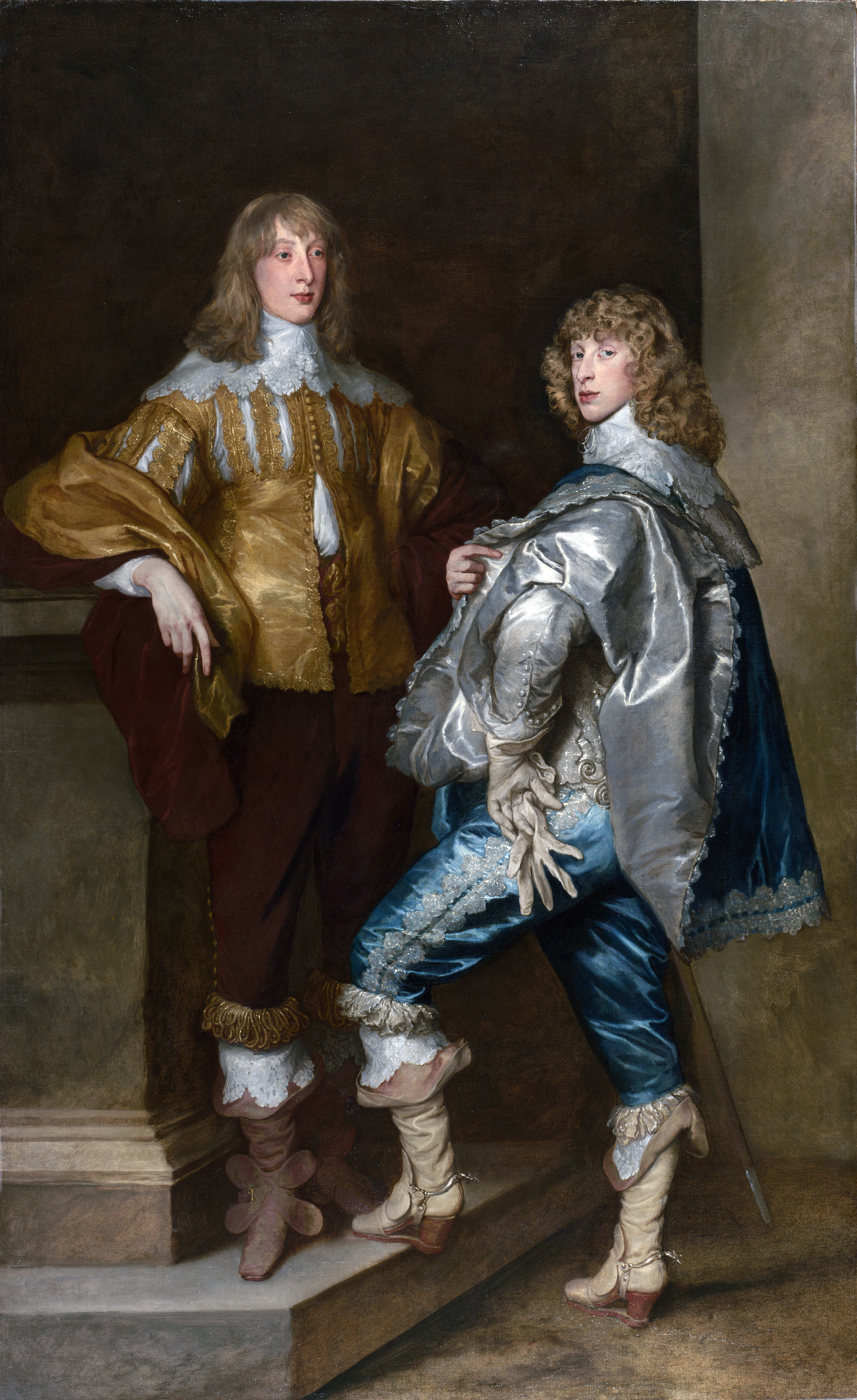
Gebroeders Stuart
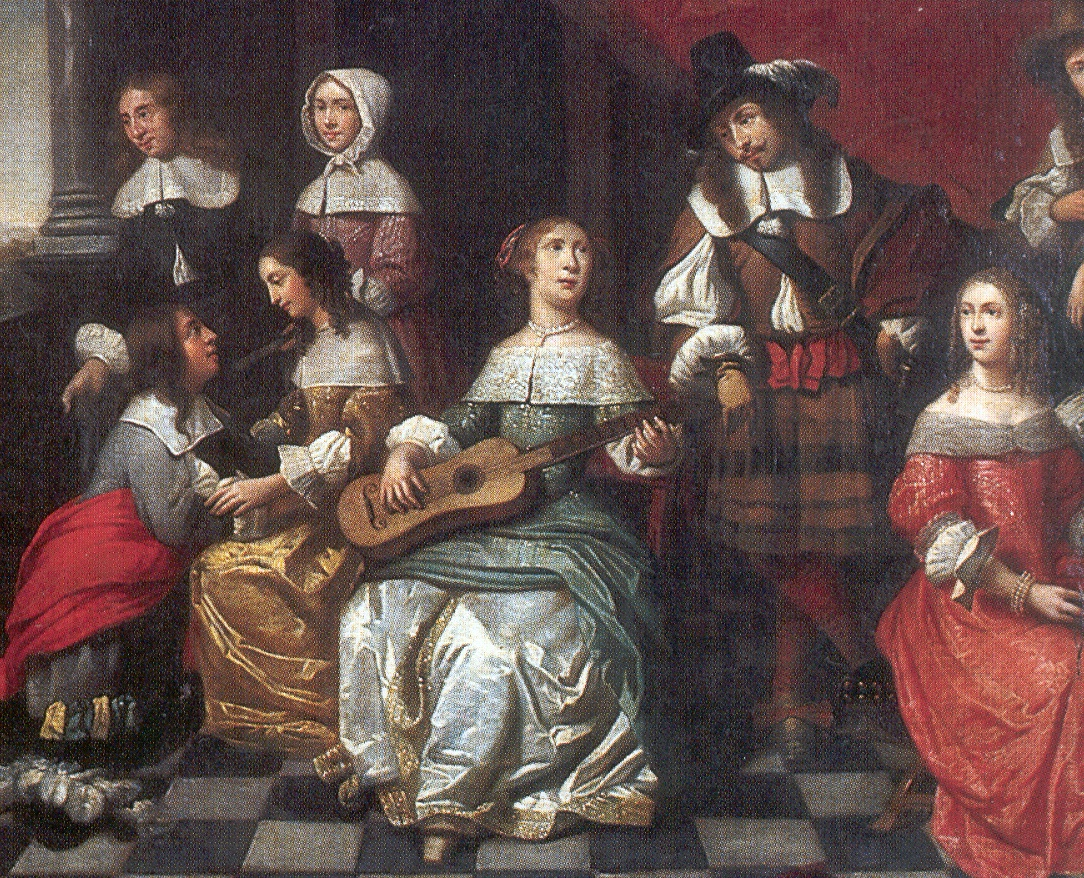
Hollandse mode uit de 17e eeuw

## Pruikentijd (1675-1789)

### Lodewijk XIV (1675-1715)
Onder Lodewijk XIV bepaalt het machtige Franse hof van Versailles de mode: deze is statig, deftig, duur en fors. Niettemin kopieerden burgers op sobere schaal de laatste mode. Lodewijks vrouw en zijn maîtresses bepalen de mode aan het hof met zijn strenge etiquette. Parijs is de hoofdstad van de haute-couture: modepoppen worden door heel Europa gestuurd. Als de koning oud en godsdienstig wordt, versobert de mode.
De kleding van de vrouw is deftig en stijf. Over het strakke korset draagt de vrouw een japon bestaande uit een lijfje met een vierkante halsuitsnijding, versierd met kant. De strakke driekwartmouwen hebben stroken kant. De rok is kegelvormig; de onderrok heeft horizontale stroken en de overrok is naar achteren omgeslagen, met een versteviging op de onderrug en met een sleep. In zo’n japon worden vele meters dure stof verwerkt; zijde uit Lyon is heel populair. Tot 1690 dragen de vrouwen losse krullen; daarna wordt het hoog gekapt en voorzien van een stoffen kapje, uitvoerig versierd met kloskant, de fontange. Als accessoires zijn er de waaier en snuifdozen. Parfum wordt royaal gebruikt om ongemakkelijke geurtjes te verdrijven. Lange handschoenen en een mof zijn ook altijd binnen handbereik. Bij de juwelen zijn vooral witte parels zeer populair; ook corsagejuwelen worden gedragen. Een rage is de mouche of de "tâche de beauté"; het fameuze schoonheidsvlekje. De huid wordt zo bleek mogelijk gemaakt met allerlei poedertjes.
Het driedelige mannenkostuum (jas of rok, broek, vest) dringt vanuit Engeland door in Frankrijk. De onderkleding is een hemd met kant aan de mouwen. De lange jas, de juste-au-corps, reikt tot de knieën, heeft grote zakken, strakke mouwen met zeer wijde omslagen, knoopsgaten, en een rugsplit. De jas wordt open gedragen. De vesten worden rijkelijk geborduurd met bloemen of afgezet met galons en is even lang als de jas. De nauwsluitende kniebroek is meestal onzichtbaar en gaat over in kousen die bij de enkels worden geborduurd. Om de hals wordt een cravate (kanten bef) gedragen met een grote strik. Om groter te lijken gaan mannen schoenen met (rode) hakken dragen. De kalende koning schaft een grote allonge-pruik aan (in de eigen haarkleur) met lange weelderige krullen en van voren hoog opgekamd. De pruik is gemaakte van dierenhaar (zoals die van beren), en buitengewoon zwaar, onhandig en duur. De hoed wordt aan 2 kanten omgeslagen en met de punt naar voren gedragen; zo ontstaat de driesteek (tricorne).

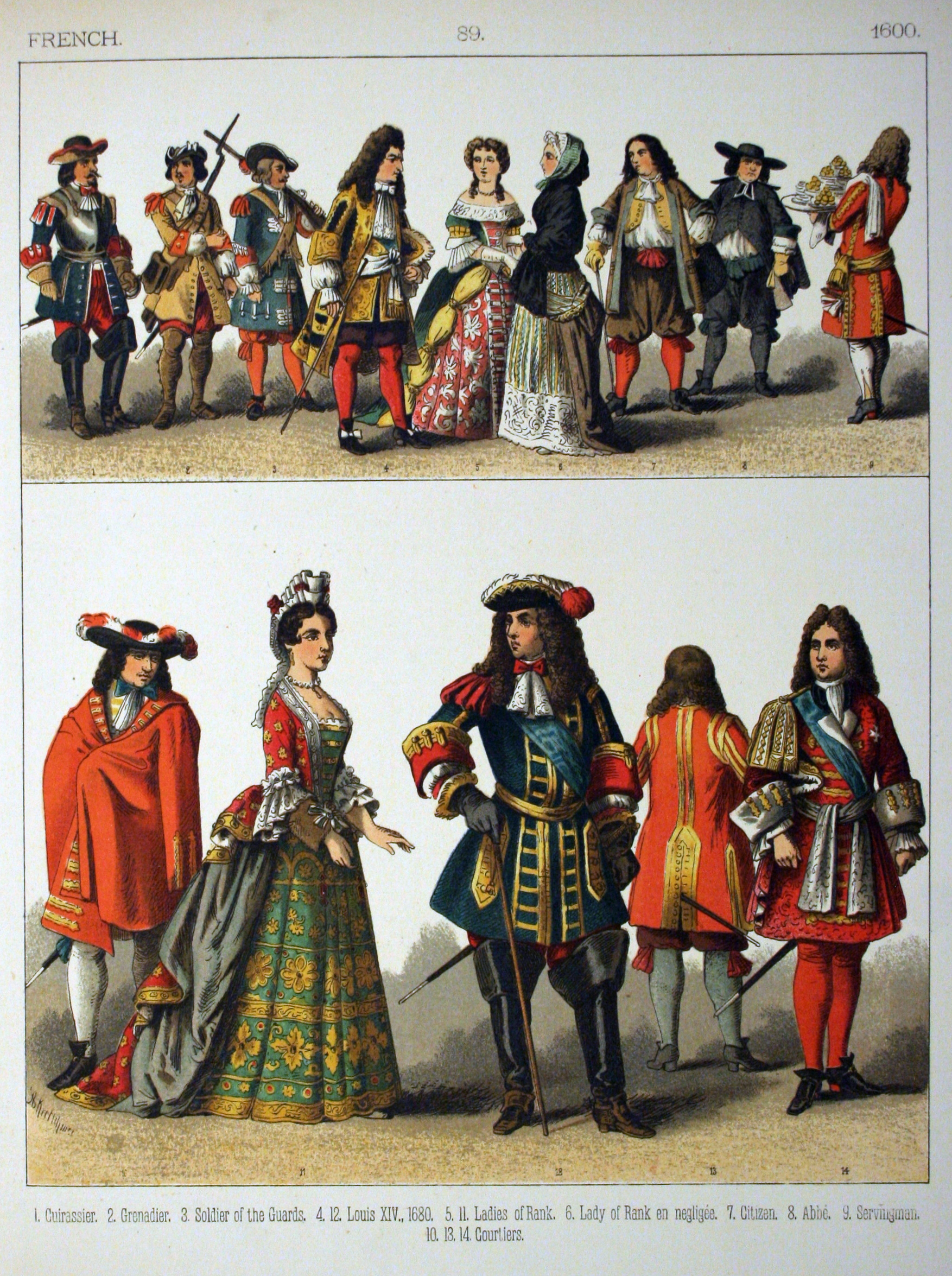
Kostuums, laat 17e eeuw
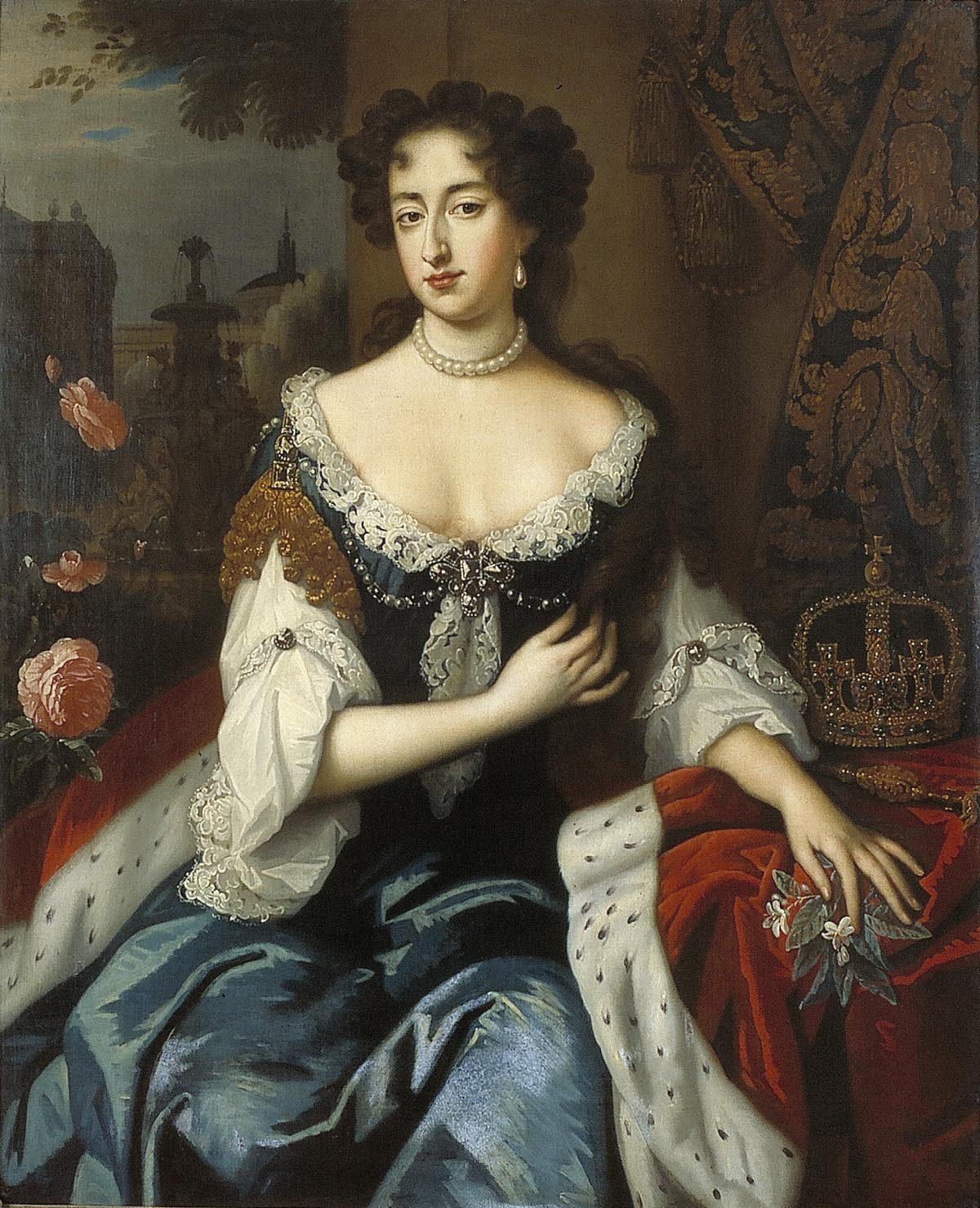
Mary Stuart, 1684
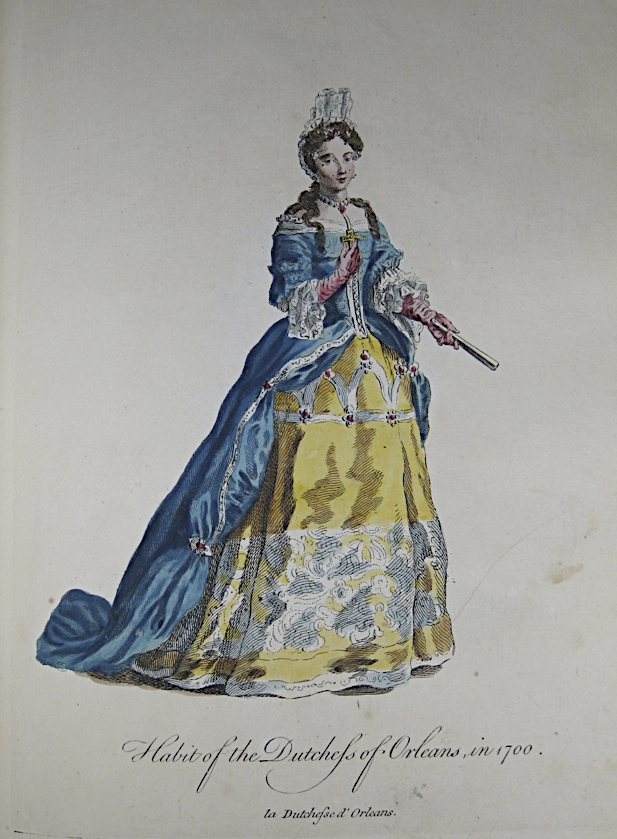
Dame, 1700
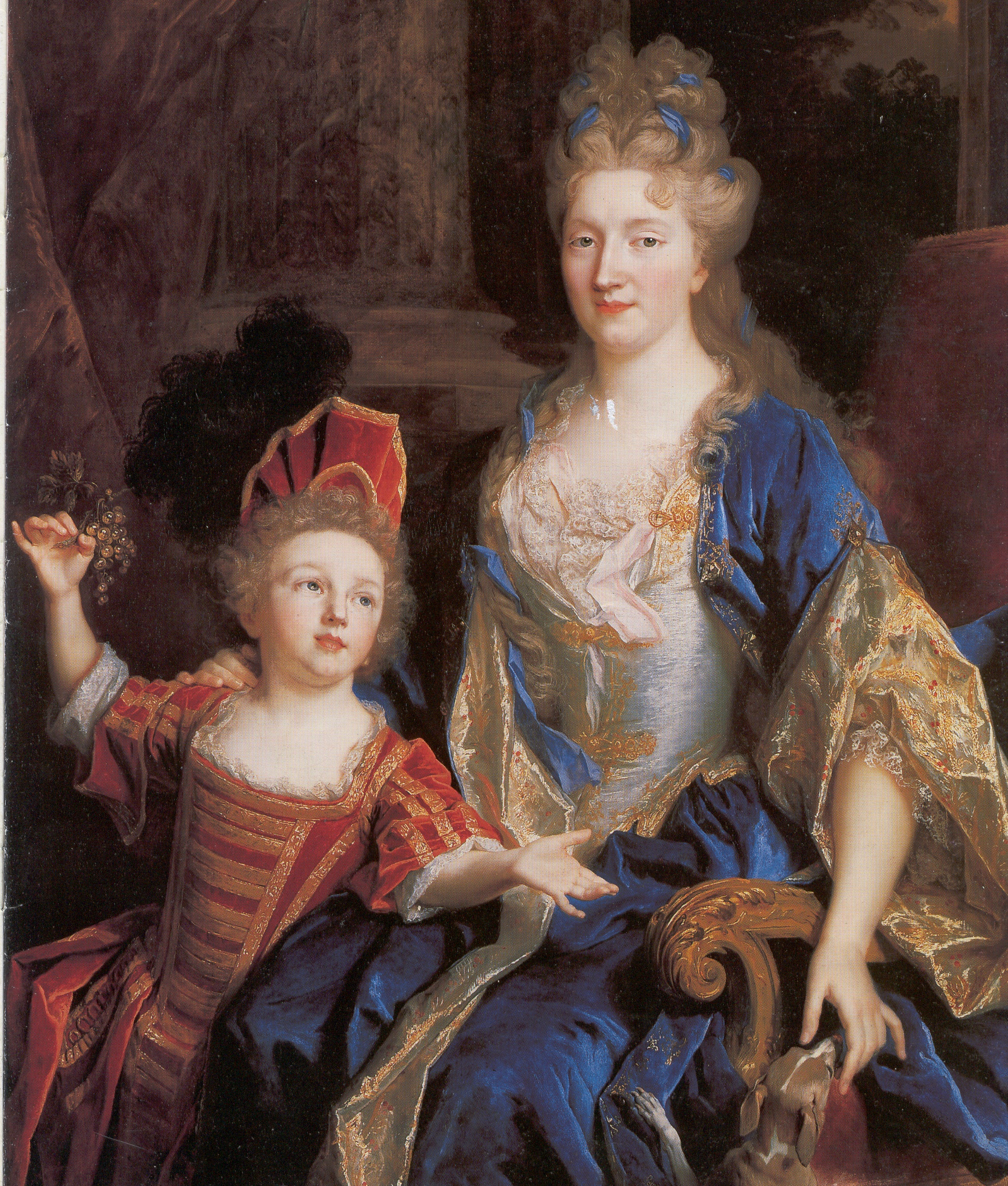
Catherine Coustard met haar zoon Léonor. Circa 1699.
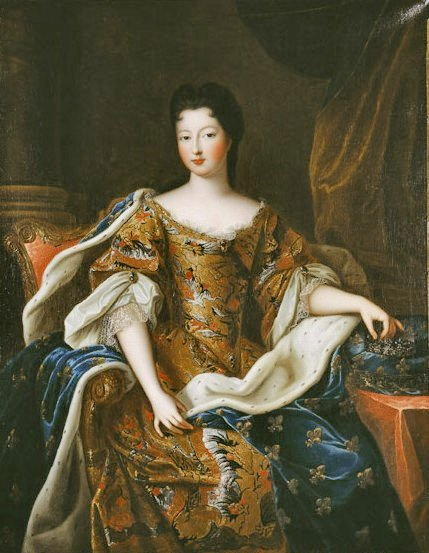
Françoise-Marie de Bourbon, 1700
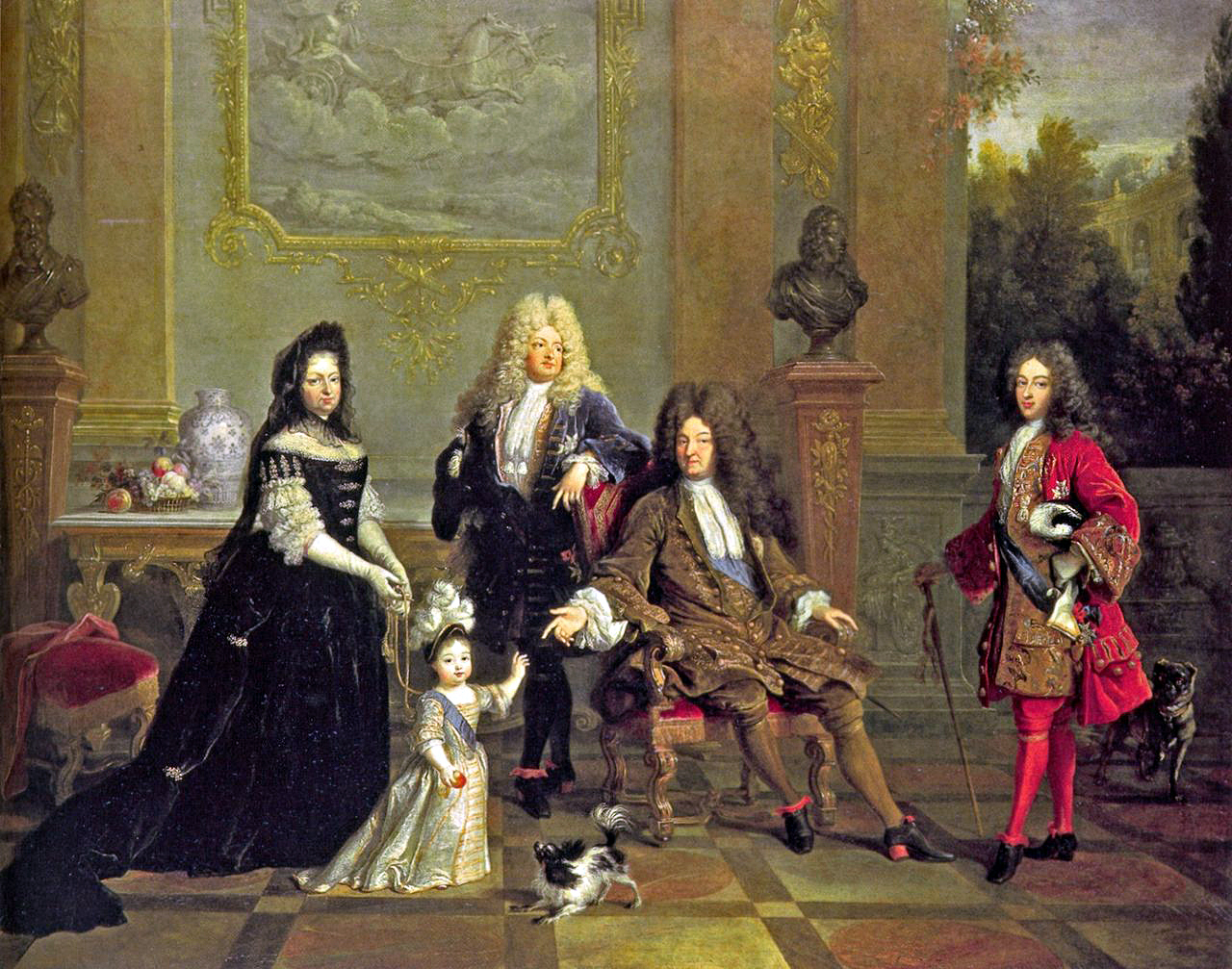
De dynastie der Bourbons in 1711

### Lodewijk XV: régence en rococo (1715-1774)
In 1715 sterft Lodewijk XIV; hij wordt opgevolgd door zijn vijfjarige achterkleinzoon Lodewijk XV. De hertog van Orléans is regent en deze periode wordt régence genoemd. In de architectuur en beeldende kunst komt rond 1730 de laatbarok ofwel rococo, met zijn kenmerkende lieflijkheid en élégance. De kleding heeft lichte pasteltinten, en ruches en accessoires komen terug. Lodewijk interesseert zich niet voor staatszaken of het arme volk. Zijn maîtresse, Madame de Pompadour, beïnvloedt de mode: deze is vrouwelijk, speels en luchtig. Rond 1740 breekt het tijdperk aan van de Verlichting aan, die wordt gekenmerkt door een informele kledingstijl met accessoires en motieven uit de natuur. Er wordt beschaafd geconverseerd en men leest veel.
Rond 1715 komt voor vrouwen de Robe Volante in de mode: een vrij vormeloze jurk met onderrokken en hierover een jurk met een brede dubbele (Watteau) plooi op de schouders. Het decolleté is meestal vierkant. De haren worden naar achter gebonden en licht versierd. Rond 1720 komt de Robe à la Franҫaise in de mode. Deze heeft een strak, V-vormige lijfje met strikjes en decolleté, en mouwen met manchetten. De rok of panier wordt steeds breder en pompeuzer en heeft rond 1765 soms wel een doorsnede van 5 meter, waardoor vrouwen zijwaarts door een deur moeten. Vrouwen bepoederen hun eigen haar met krijt of meel. Ze dragen het kort, met krulletjes om het hoofd, of opgestoken en bedekt met een plat mutsje met afhangende linten of een boeketje. Er wordt veel poeder en rouge gebruikt.
Tijdens de rococo wordt de herenkleding minder fors. De getailleerde jas heeft een wijd uitlopend rugpand; de ruches van het hemd komen eronderuit. De kousen krijgen een lichtere kleur en de man draagt zwarte lage schoenen met een zilveren gesp. Nieuw is de Engelse redingote, een dichtgeknoopte lange kamerjas. De pruiken worden minder fors en wit bepoederd.

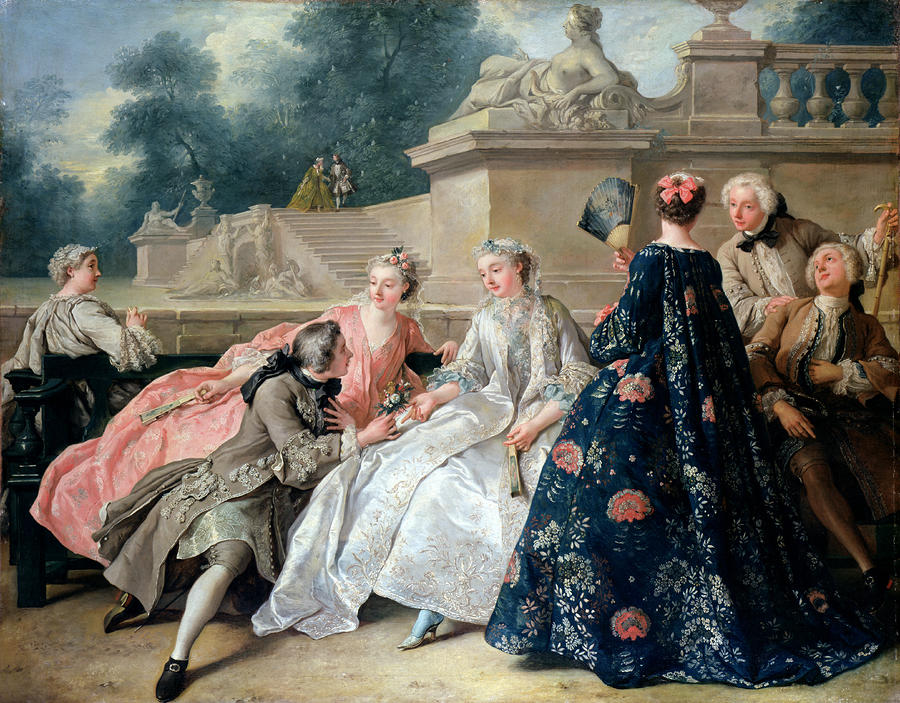
1731
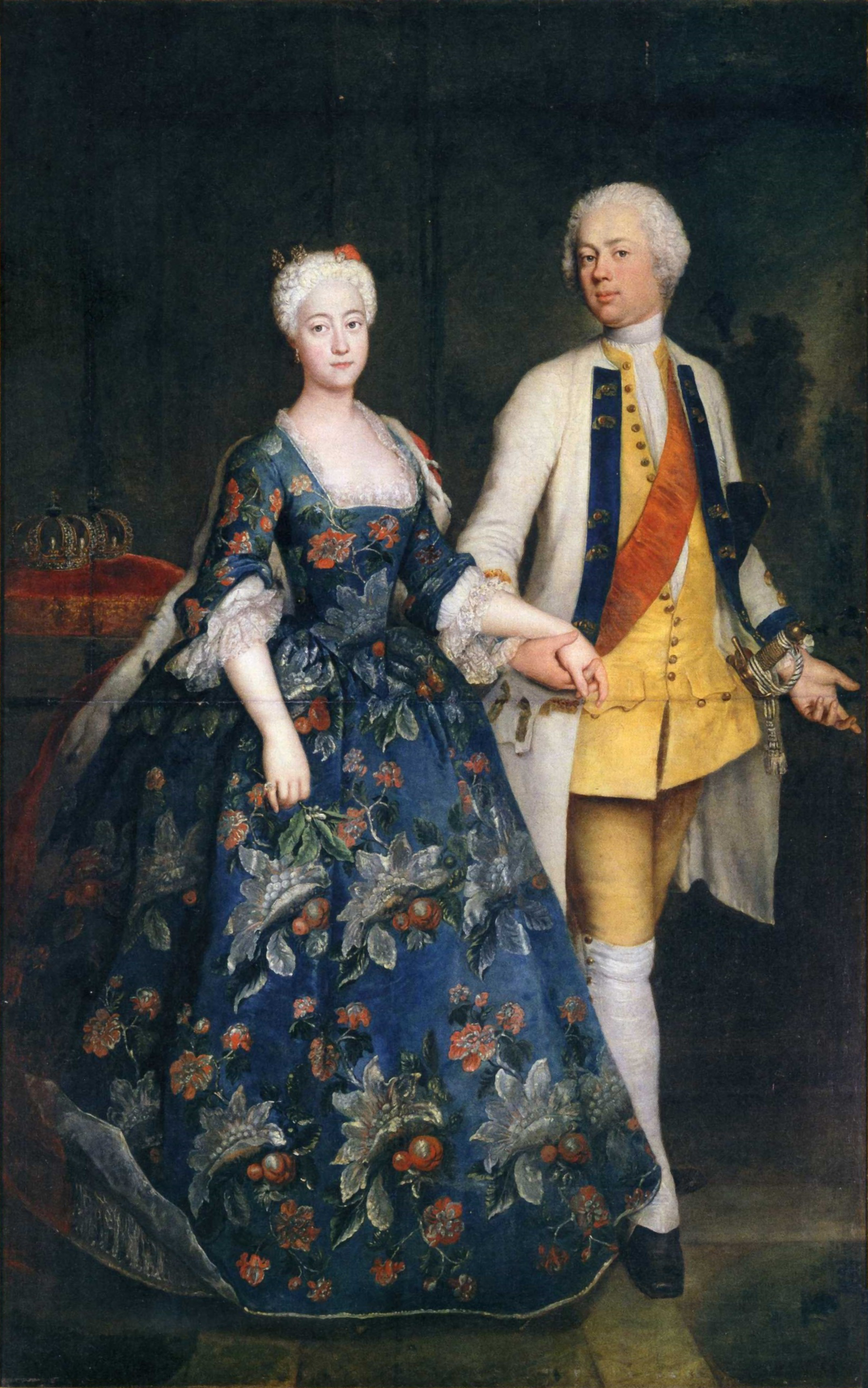
Echtpaar, 1734
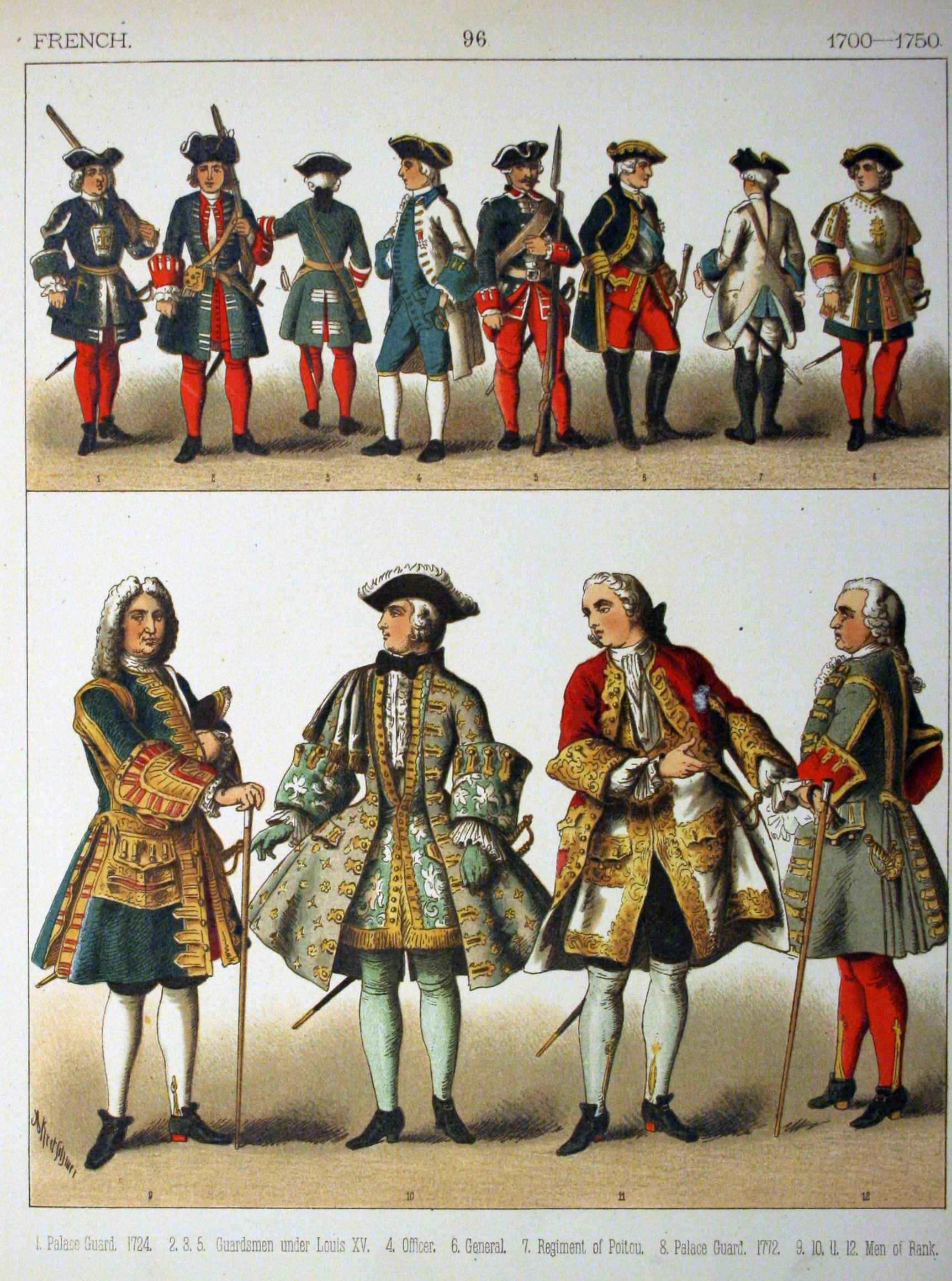
Mannenkleding, 1700-50
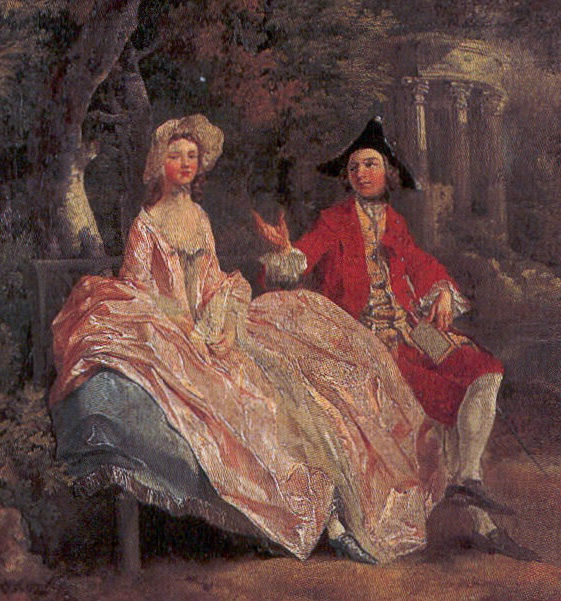
Engelse mode, 1746
Madame Henriette, ca. 1750 (japon met panier)
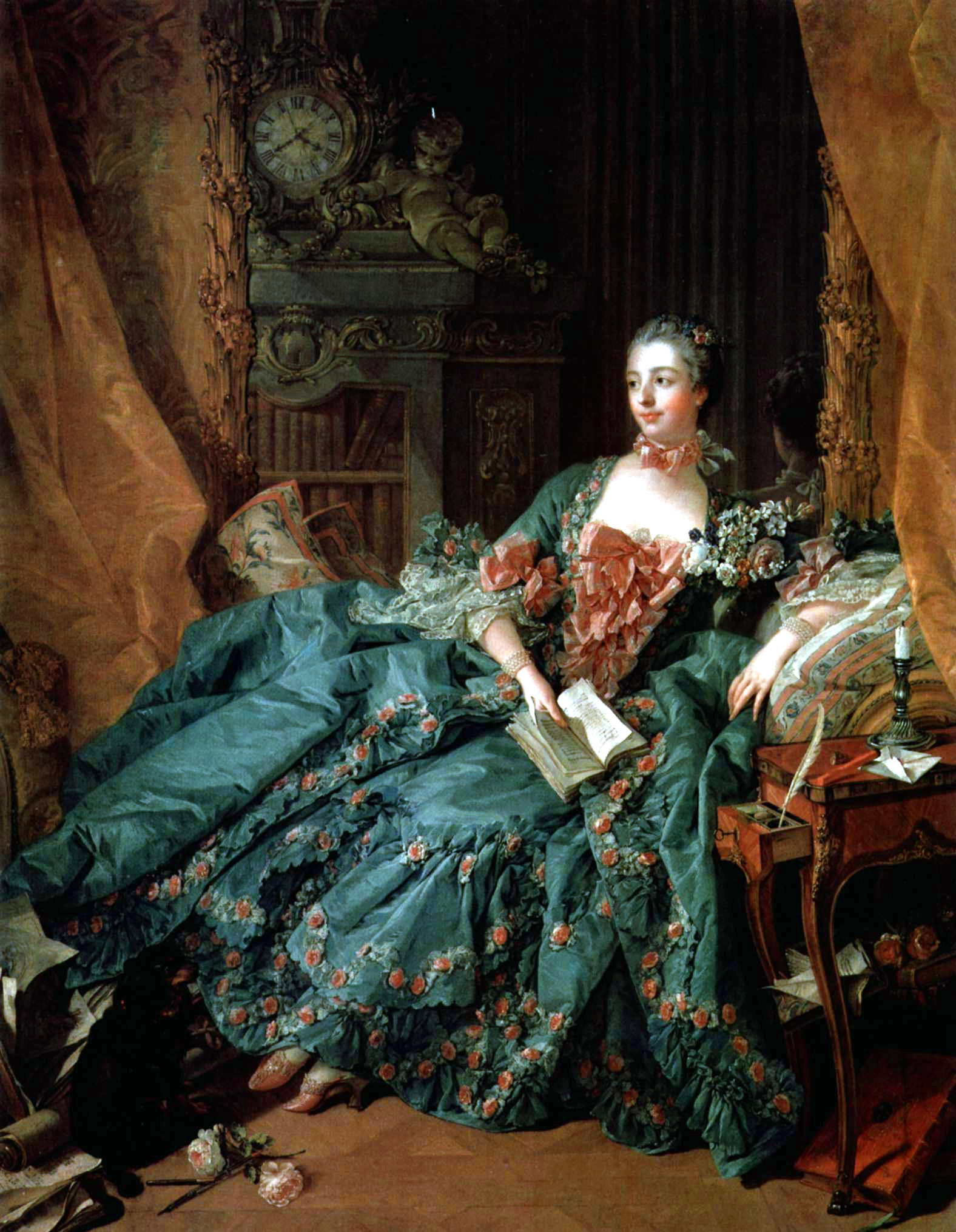
Madame de Pompadour
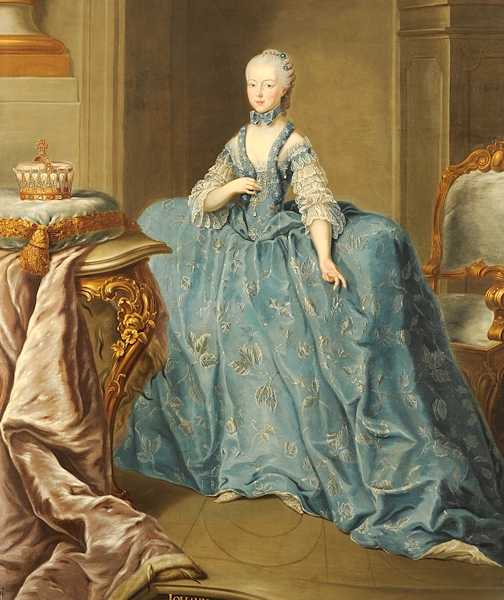
Dame, 1760

### Lodewijk XVI (1774-1789)
In 1774 volgt Lodewijk XVI zijn grootvader op. Hij trouwt met Marie Antoinette van Oostenrijk. Frankrijk heeft veel problemen, maar Marie Antoinette en de adel gaan door met geld verkwisten. Er ontstaat een verlangen naar eenvoud en de natuur dat moeilijk te rijmen viel met de ingewikkelde kostuums en kapsels. Vanaf 1780 ontwikkelt zich een Britse landelijke stijl à l'anglaise; de kleding wordt praktischer en eenvoudiger. Door de stoommachine in spinnerijen en weverijen komt een ruime aanvoer van katoen naar het vasteland van Europa.
Rond 1770 wordt de robe à la polonaise mode, een jurk met een opgeschorte rok. Het bepoederde haar wordt torenhoog opgemaakt: echt haar wordt gecombineerd met paardenhaar in een constructie van metaal of kussens. De kapsels worden uitbundig versierd met parels, juwelen, pluimen en stukken stof. Er worden hele taferelen in het haar verwerkten, zoals een schip of een boerderij. Een dergelijk kostbaar bouwsel blijft maandenlang zitten en zit vol ongedierte; vandaar dat vrouwen krabbertjes droegen. Kenmerkend is ook de grote productie van kant, dat een luxeobject bij uitstek wordt. Rose Bertin, de modiste van Marie-Antoinette, zet de trend van de robe chemise of batiste: comfortabele japonnen zonder hoepels en baleinen.
Na 1780 verandert het silhouet volledig; er komt een Engelse, landelijke en natuurlijke stijl à l’anglaise. De vrouw draagt een japon over een cul de Paris of queue (kussentje onderaan de rug), met strakke mouwen en een diep decolleté opgevuld met een witte halsdoek die soms wordt omgeslagen en op de rug dichtgeknoopt. Deze S-lijn wordt versterkt door de grote brede kroeskapsels en de zeer grote hoeden met linten, veren en bloemen. De schoenen zijn fijn, hebben een punt en een hak, en zijn versierd met gespen, borduursel, strik of edelstenen.
Rond 1770 wordt de mannenkleding slanker en rechter. Men draagt een strakke kniebroek, gilet met knopen, en frac: een opengedragen jas met kraag en revers en weggesneden panden. Aan het eind van de 18e eeuw tekent zich een duidelijke Britse stijl af. Er is meer aandacht voor snit en pasvorm. De traditionele bezigheden van de landadel vragen praktische en duurzame kleding: een wollen jas, een vest, en een bruine broek die in de laarzen wordt gestopt. Het haar (of pruik) wordt wit bepoederd en aan de zijkant over de oren gekruld, en van achteren bijeen gebonden in een staartje met een zwarte strik of in een zakje gestopt.

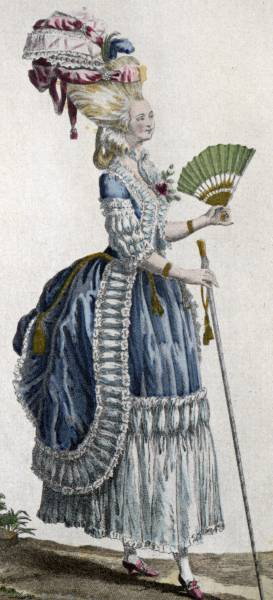
Robe à la polonaise, 1775
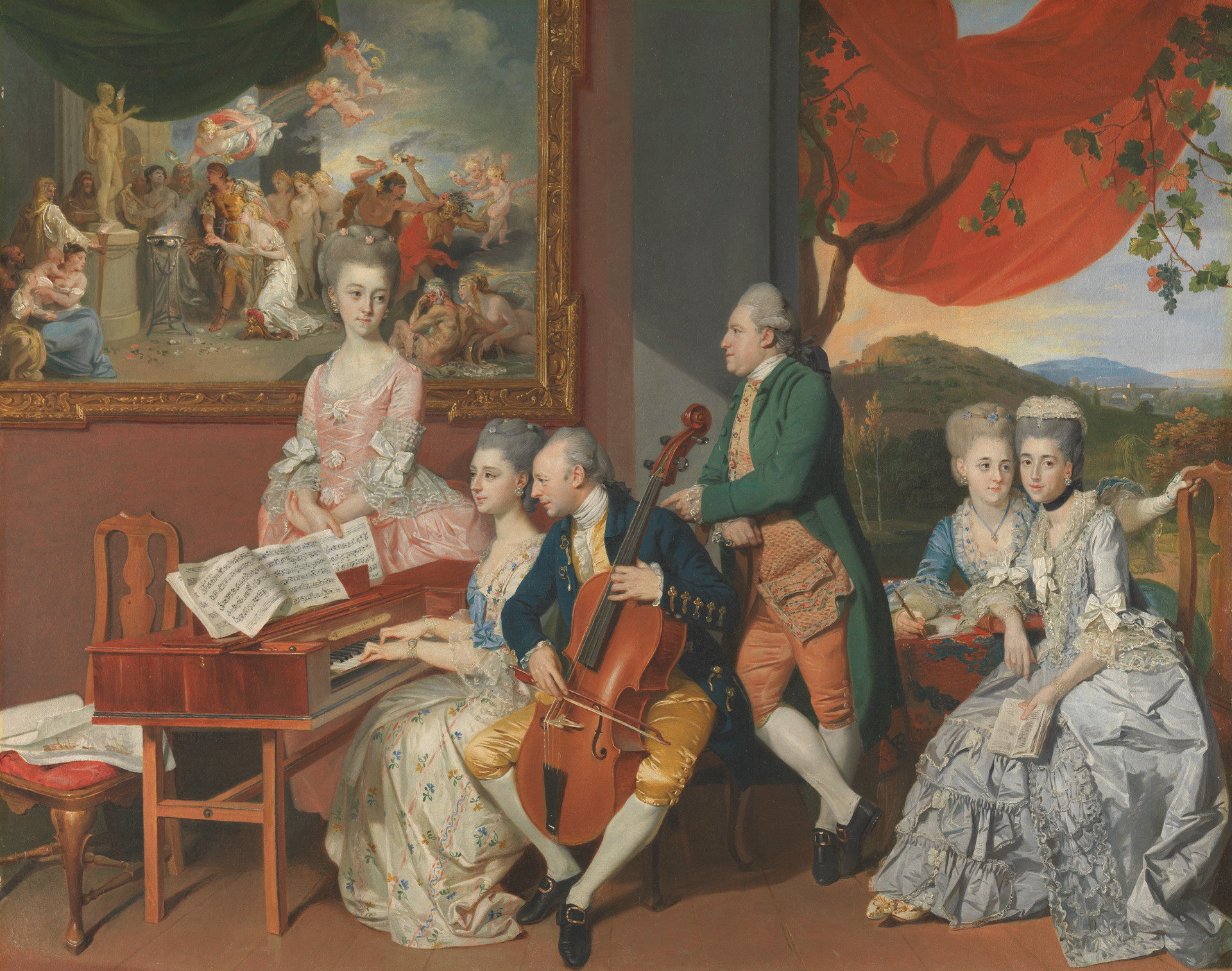
Familie, 1775
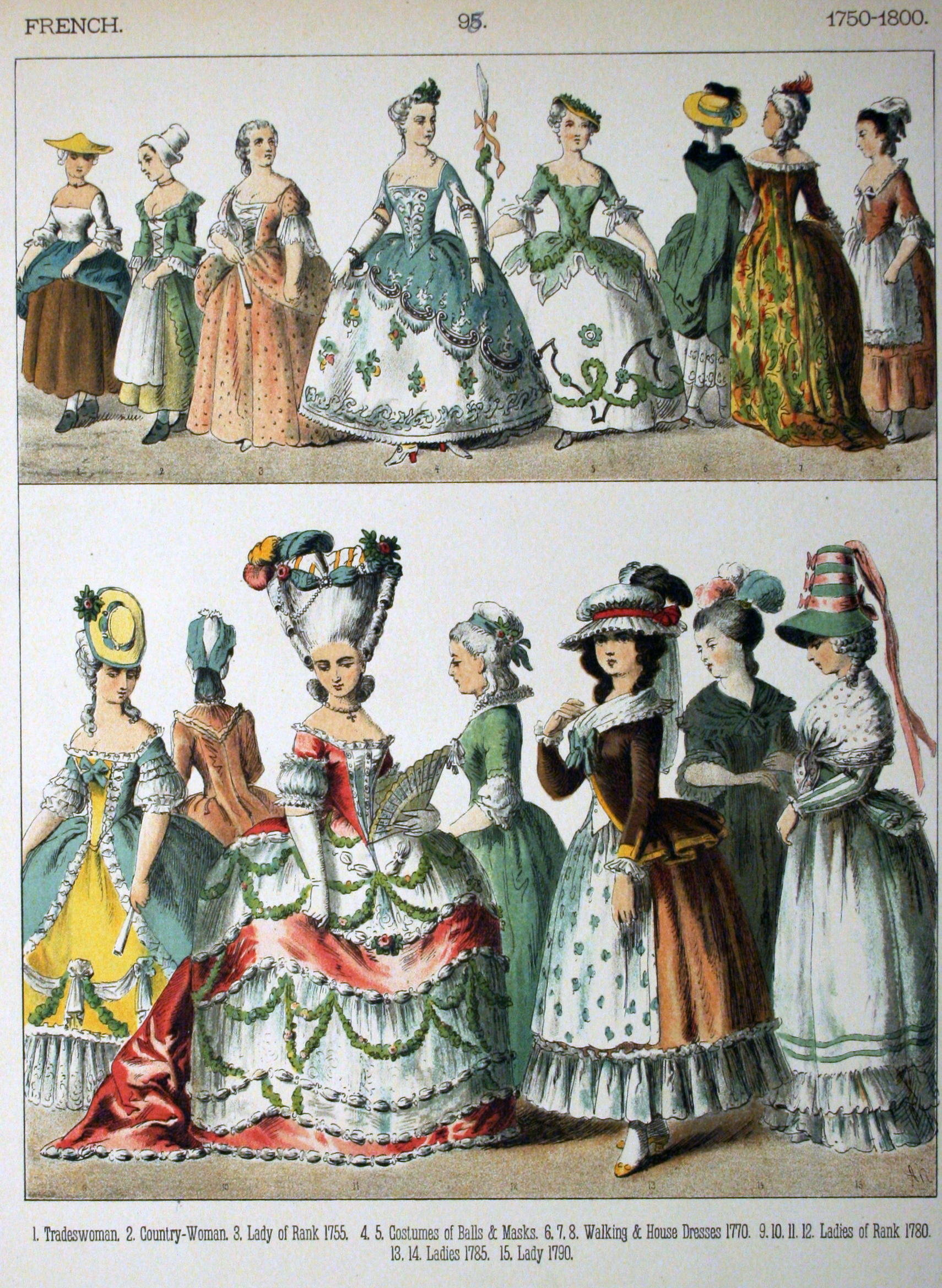
Kleding, 1750-1800
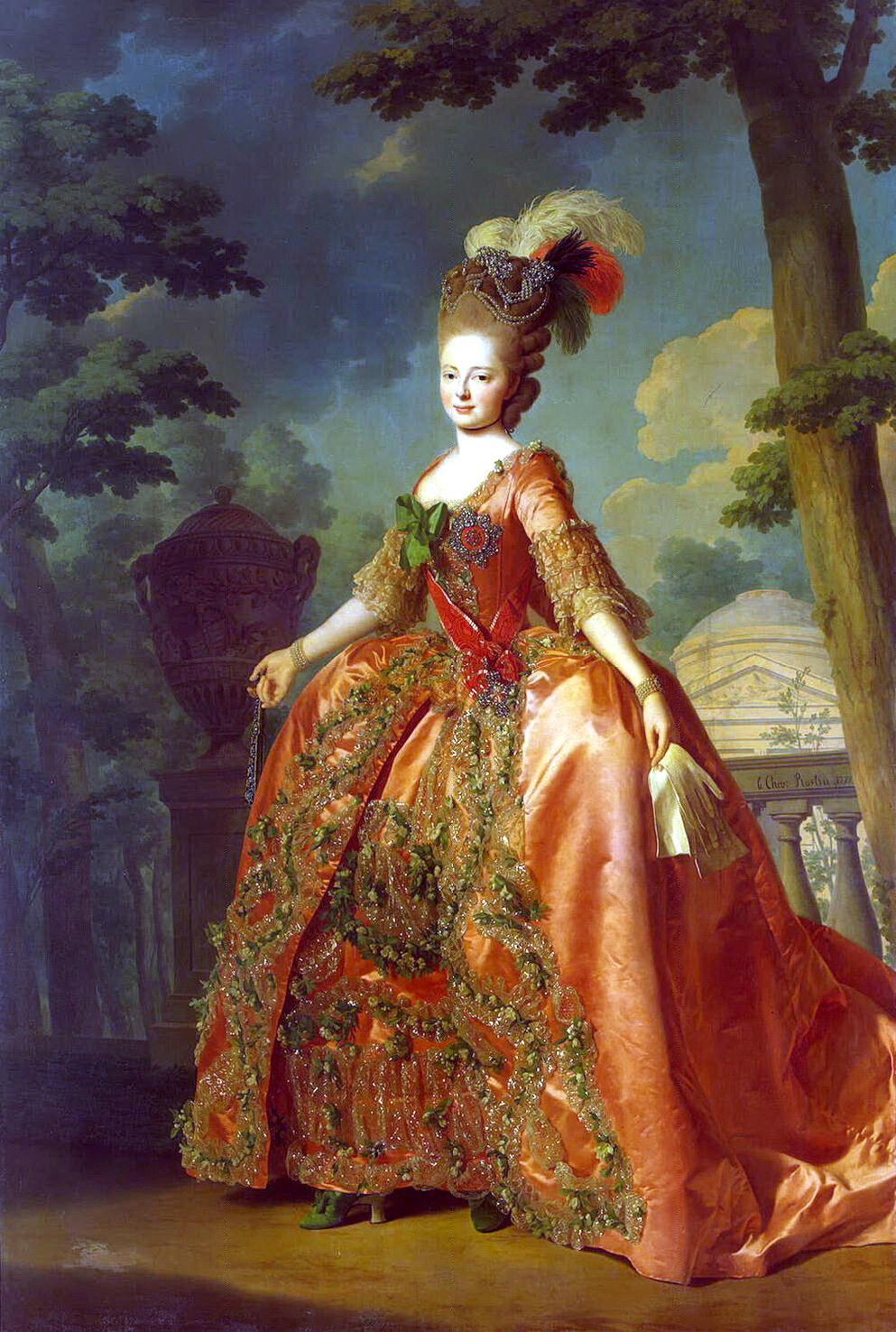
Dame, 1777
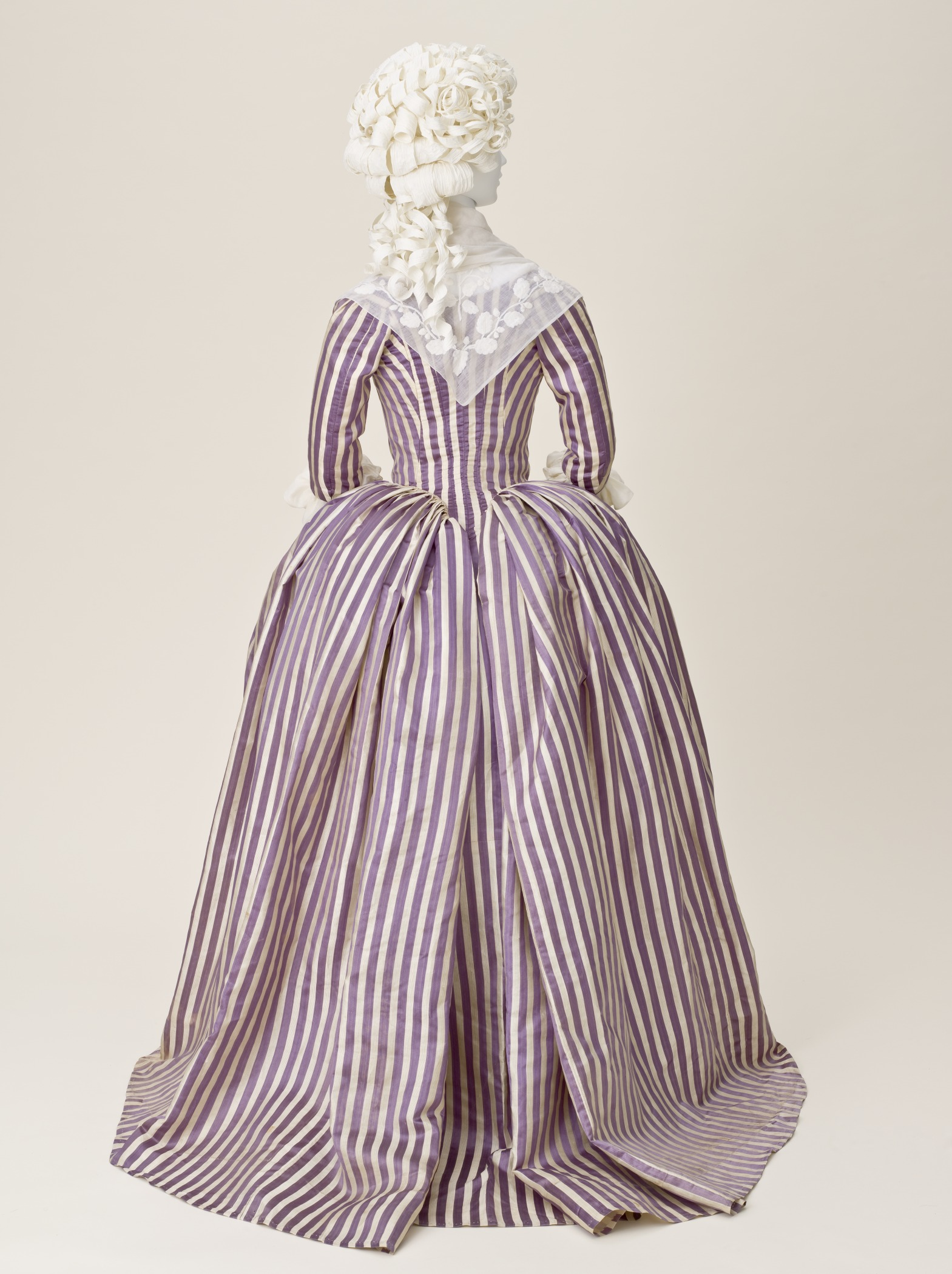
Robe à l'anglaise
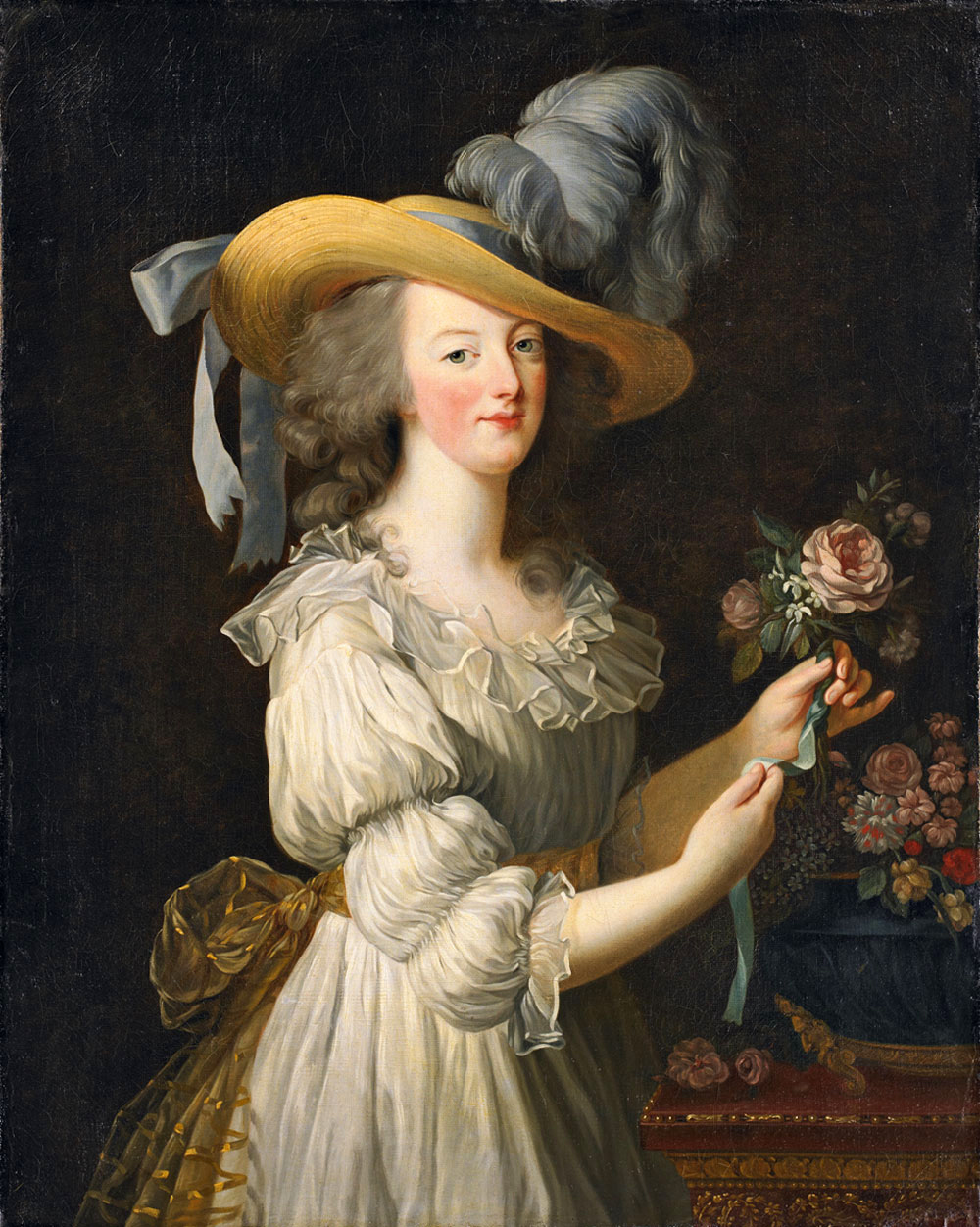
Marie Antoinette met chemise
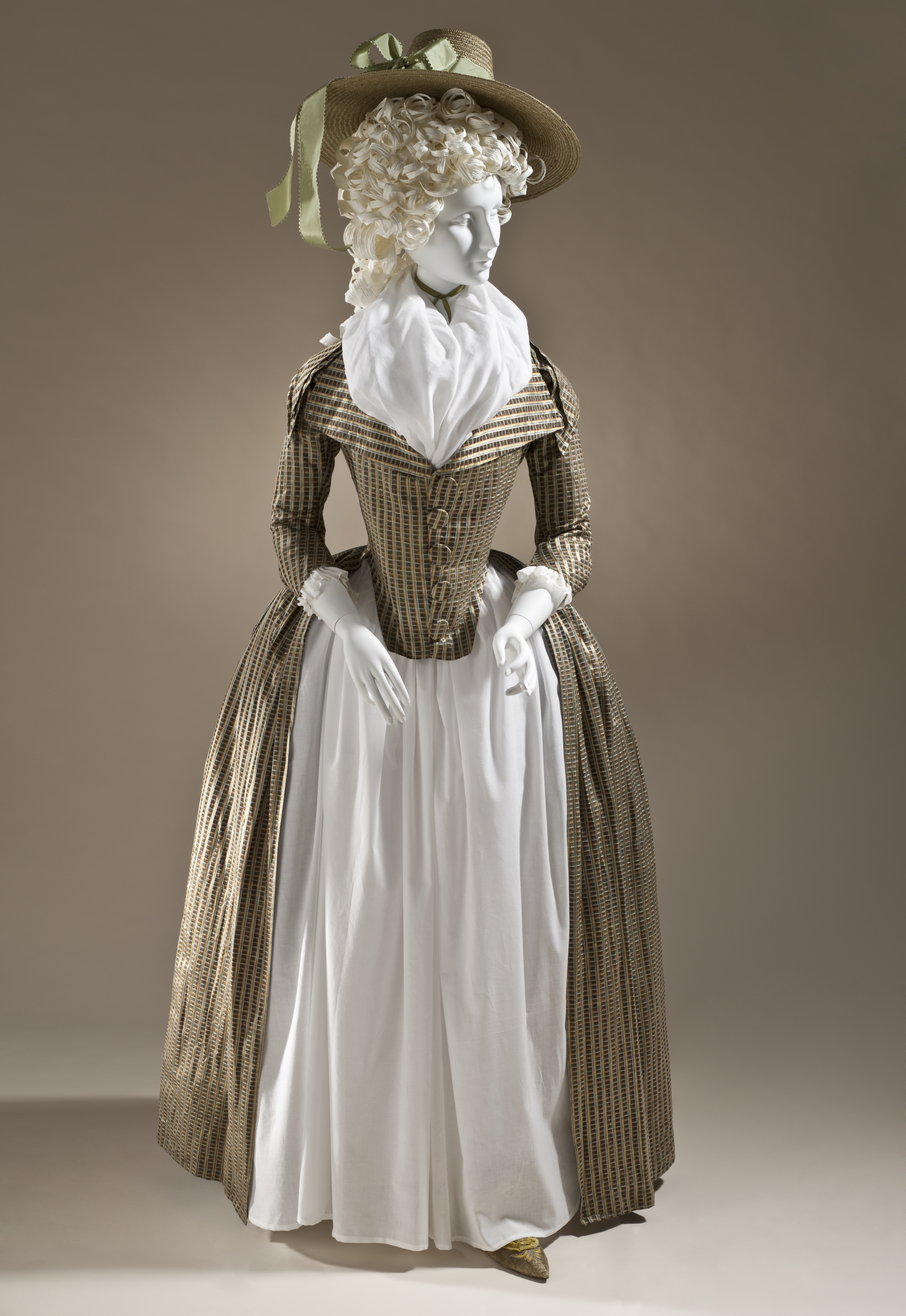
Redingote voor de vrouw
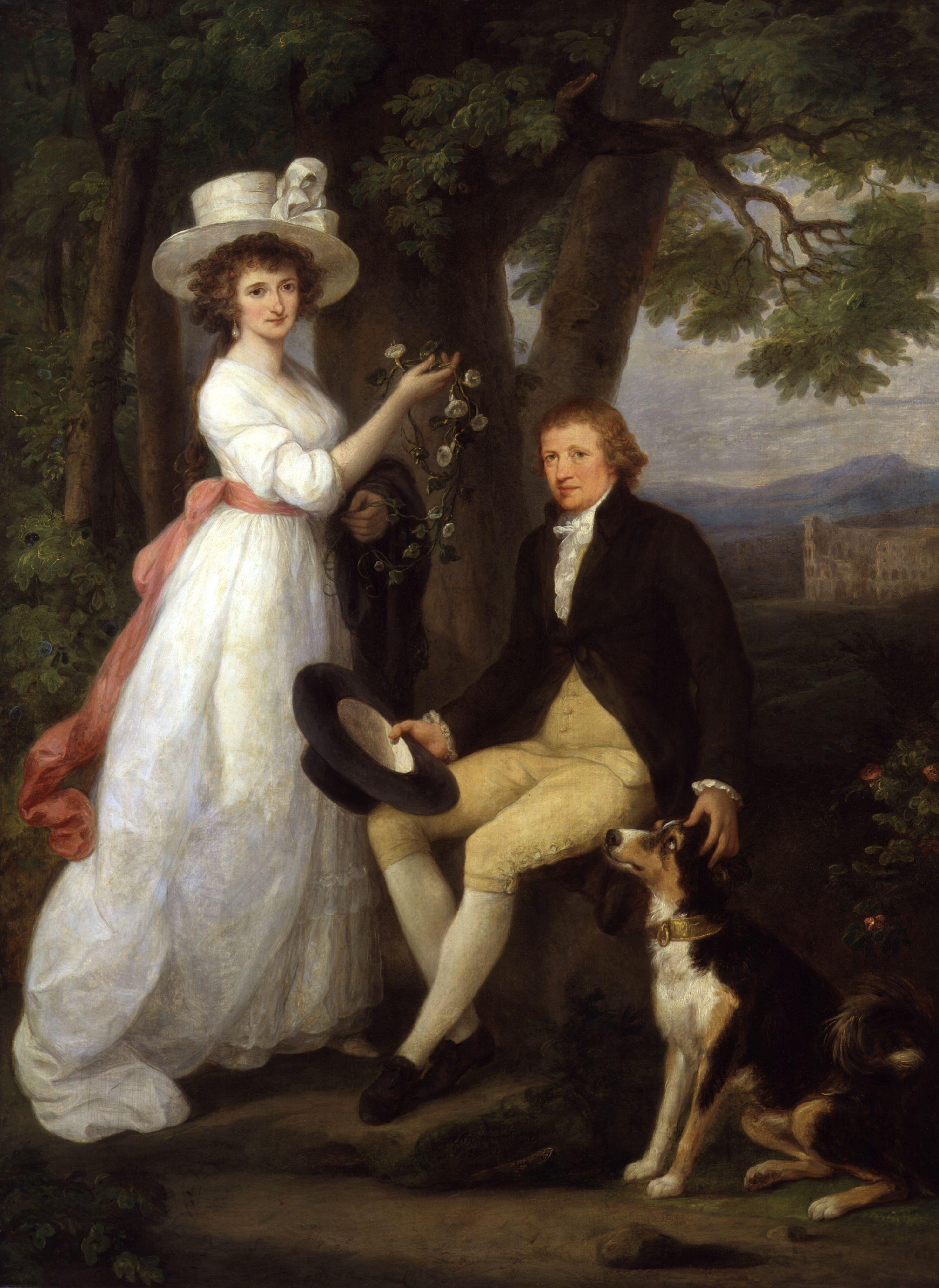
Engelse landelijke stijl

## Franse Revolutie, Empire en restauratie (1789-1837)

### Franse Revolutie en Empire (1789-1815)
Eind 18e eeuw ontstaat veel weerstand tegen de verkwisting van het Franse hof en de adel. De Franse Revolutie begint in 1789, waarbij de standenmaatschappij – en dus ook onderscheidende kleding – wordt afgeschaft onder de leus ‘vrijheid, gelijkheid en broederschap’. De mode wordt eenvoudig en algemeen: men wil niet opvallen. Tijdens het Directoire (1796 – 1799) ontwikkelt zich een Directoire-stijl die is geïnspireerd op de klassieke oudheid. In 1804 wordt Napoleon Bonaparte keizer en ontstaat er een Frans hof met luxe en verfijning; de zogenaamde empirestijl. Vooral keizerin Joséphine de Beauharnais geeft de toon aan. Langzaam wordt de oude adel hersteld en is er plaats voor eenvoudige pracht. Er zijn echter veel Engelse invloeden, vooral op het mannenkostuum. Door de eenvoudige kleding en de technische ontwikkelingen ontstaat confectiekleding.
Het patriottenkostuum van de vrouw bestaat uit een rechte lange japon met strakke mouwen in de kleuren rood-wit-blauw, soms met strepen. Na 1795 draagt de vrouw soepele lange hemdjurken in een lichte kleur, met een hoge taillelijn, lange mouwen, of pofmouwen met lange witte handschoenen, en een halsdoek in het decolleté. Op het hoofd een hoed met grote veren. In het begin van de 19e eeuw proberen vrouwen er uit te zien als klassieke beelden en de stoffen worden dunner en het decolleté lager. De empirejurk wordt gedragen met weinig of met vleeskleurig ondergoed. De mouwen hebben verschillende vormen: soms kort en gepoft of lang en aansluitend. Op het empirekleed wordt een shawl, bolero of spencer in fluweel gedragen meestal in een contrasterende kleur van het kleed. De handtas doet zijn intrede, en aan de voeten worden platte schoentjes gedragen. Het haar wordt klassiek gedragen, opgestoken in een wrong, soms met krulletjes om het gezicht, met een kleinere hoed of een grote luifelhoed.
De revolutionaire mannen dragen eenvoudige kleding, met een lange rechte broek, de pantalon. Zij worden dan ook sansculottes ('zonder kniebroeken') genoemd. Na de revolutie dragen mannen het eenvoudige kostuum van de Engelse landedelman met kleurrijk geruit of gestreept vest, een strakke kniebroek (later de lange broek of pantalon), een wit hemd, en een jas. Er zijn verschillende jastypen: de kortere redingote, de habit met rond weggesneden voorpanden, en de frac met recht afgesneden voorkant. De rechte broek wordt later smaller aan de onderkant, met bandjes onder de voeten. Onder de van achteren hoog opstaande kraag wordt een geknoopte witte das gedragen, die steeds complexer wordt. Het stijve boord geeft de man een onverstoorbaar en hooghartig uiterlijk. De man moest de perfecte gentleman zijn, met een zuiver wit hemd (zonder kant). De bekende Engelse dandy Beau Brummell biedt een nieuwe visie op mannelijkheid: brede schouders, een slanke romp en lange benen.

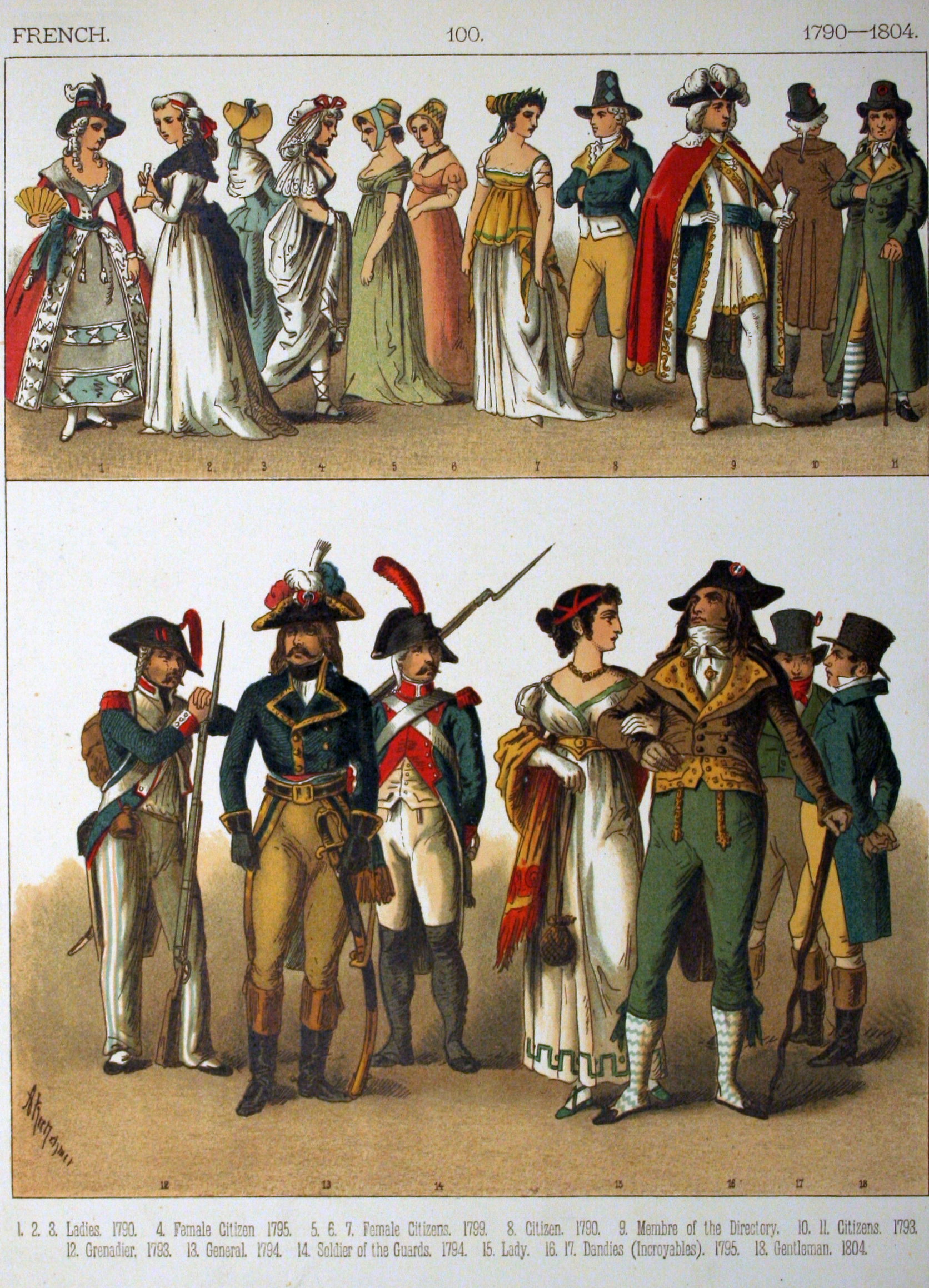
Kleding, 1790-1804
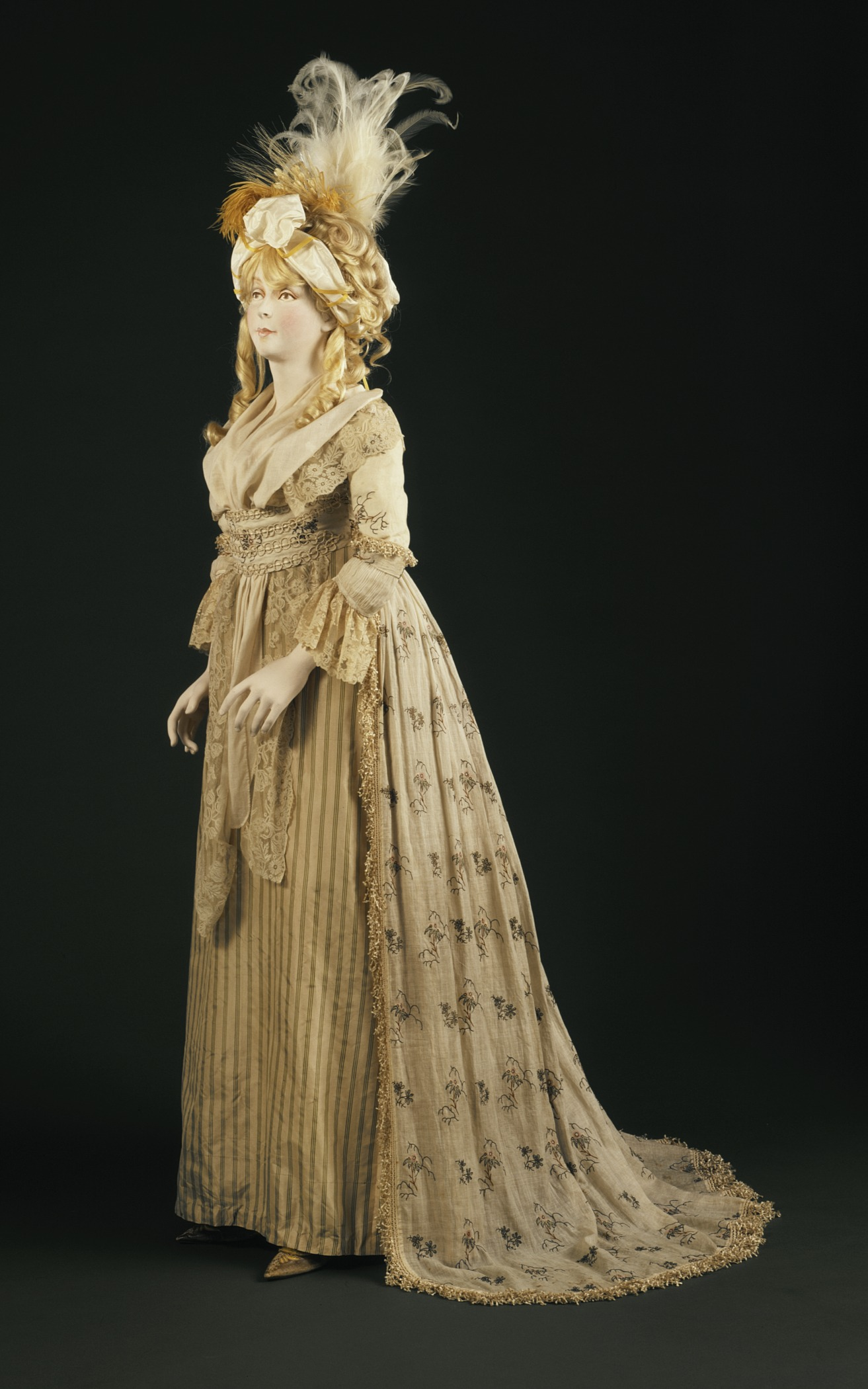
Vrouwenkostuum, 1795
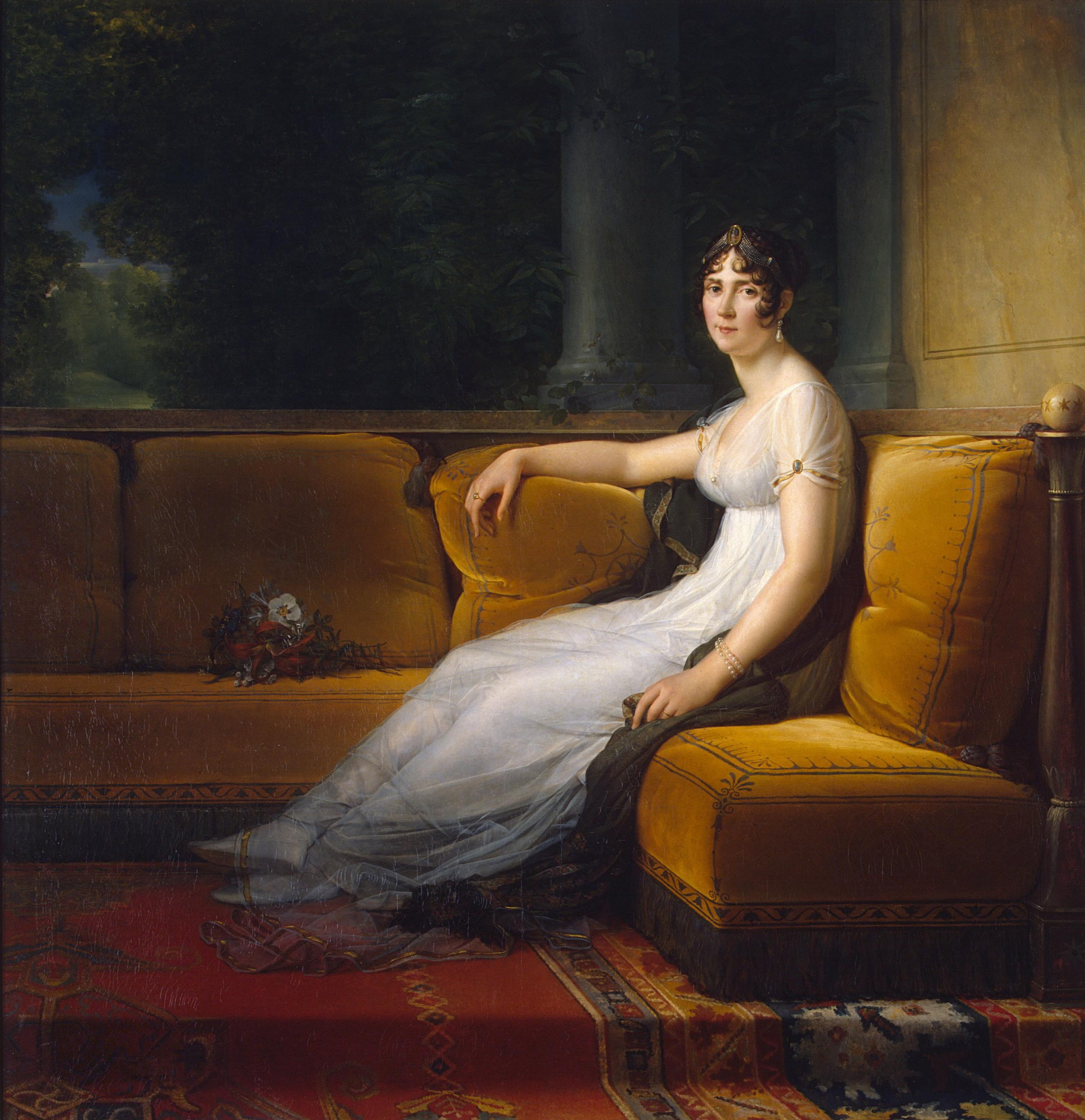
Madame Bonaparte, rond 1801
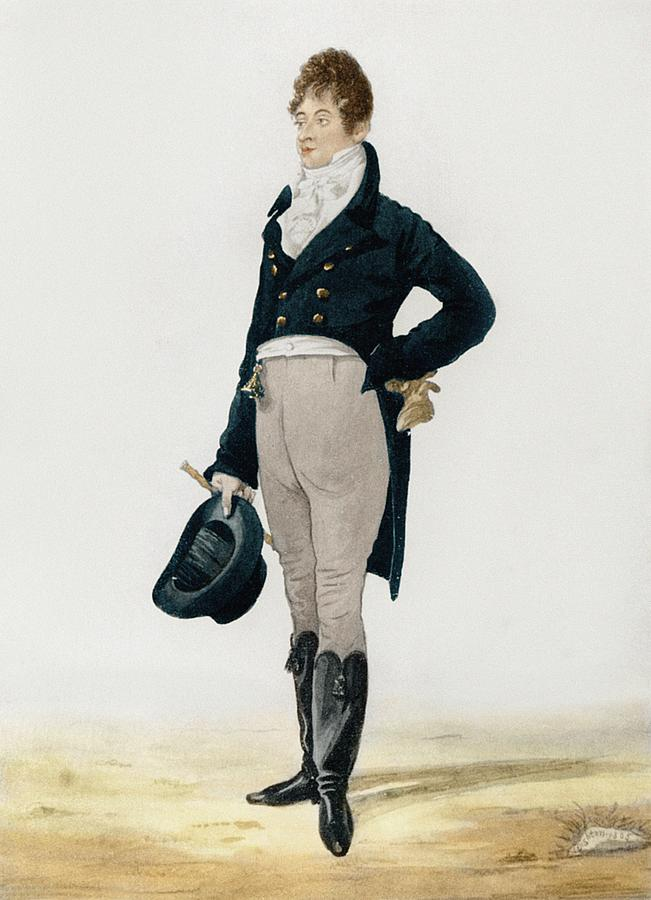
George "Beau" Brummell, 1805
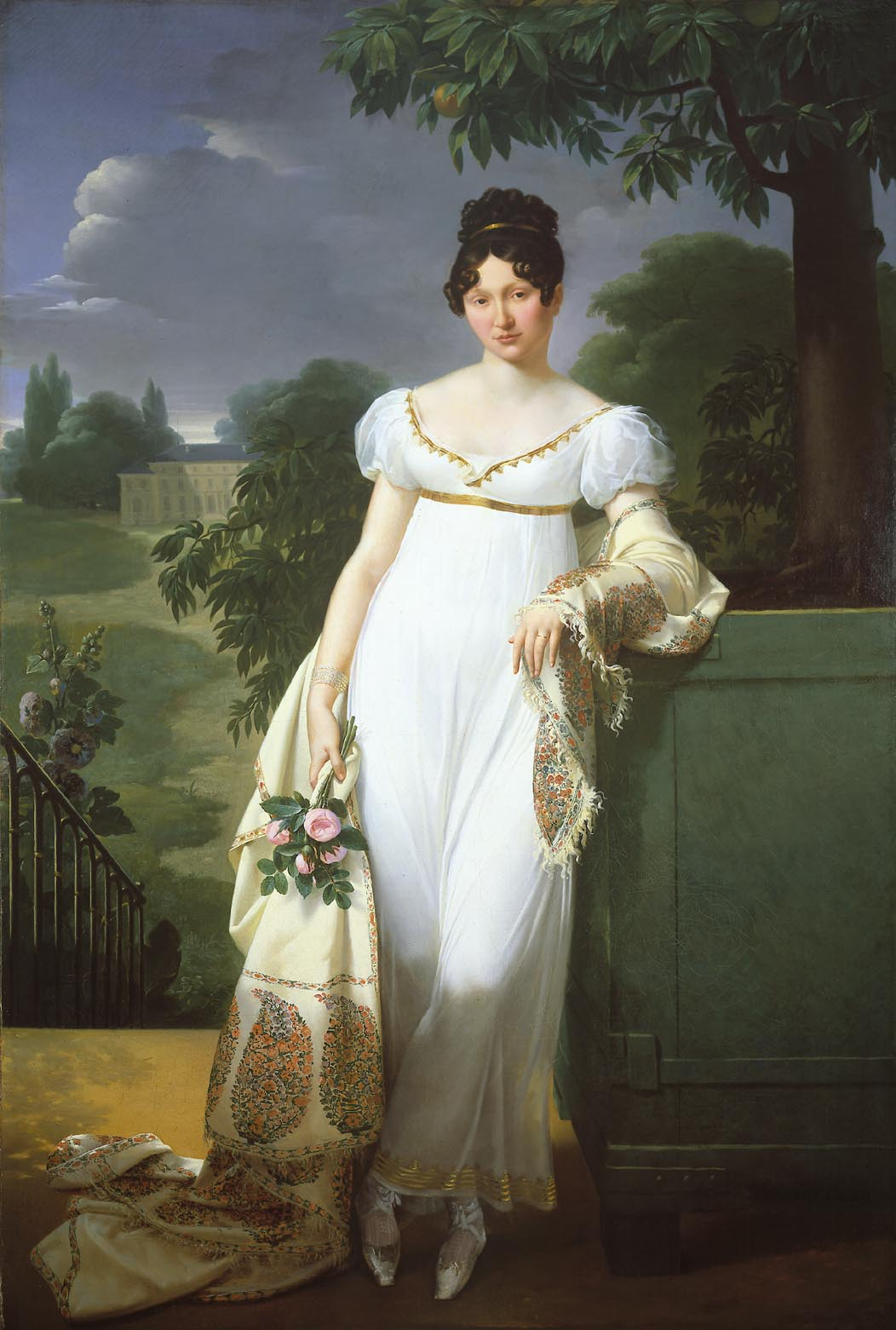
Dame, 1808

### Restauratie (1815-1837)
Na de val van Napoleon in 1815 is het tijd voor herstel (restauratie) waarin burgers de toon aangeven. Er is zoveel nieuws, dat men heimwee krijgt naar het verleden. Er ontstaan neostijlen en dat is ook terug te zien in de kleding. Daar wordt de huiselijkheid en deugdzaamheid in weerspiegeld van deze periode, die ook wel Romantiek wordt genoemd (in het Duits Biedermeier). De mannenkleding krijgt ongeveer de vorm die tot op heden gangbaar is.
Tijdens de restauratie wordt de mode minder luchtig en de kleuren donkerder. De taille van de vrouwenjapon zak en wordt ingesnoerd met een korset; de japon is hooggesloten met kraag, en de rok en 'ballonmouwen' worden steeds wijder zodat een zandlopermodel ontstaat. De japonnen worden versierd met ruches, stoken en strikjes. Omdat de rokken tijdelijk iets korter worden krijgen de schoenen meer aandacht; deze zijn puntig met linten rond het been of – voor het eerst – enkelhoge veterlaarsjes. Tijdens de Romantiek gaan de schouders van de japon afhangen en worden de mouwen enorm. De kleuren groen en bruin zijn populair. Vrouwen dragen pijpekrullen rond het hoofd en een knot; later wordt dit een versierd torentje van hoge lussen of vlechten, gedragen met een bonnet of luifelhoed. Het dragen van kant herstelt zich langzaam.
Rond 1820 wordt het mannelijke silhouet vrouwelijker: men draagt een korset en opvulling om een smalle taille en brede borst te krijgen. Omstreek 1830 draagt de man een lange en wijde jas met wijde capevormige kraag (de garrick of pardessus). De man draagt lage schoenen, of laarzen met omslag (broek in de laars). Het haar is lang en in een staartje; in Frankrijk (en later overal) kort en warrig of gekruld, en met bakkebaarden. Op het hoofd wordt een platte hoed, tweesteek, of bolhoed gedragen; later vooral de hoge (kachelpijp)hoed.

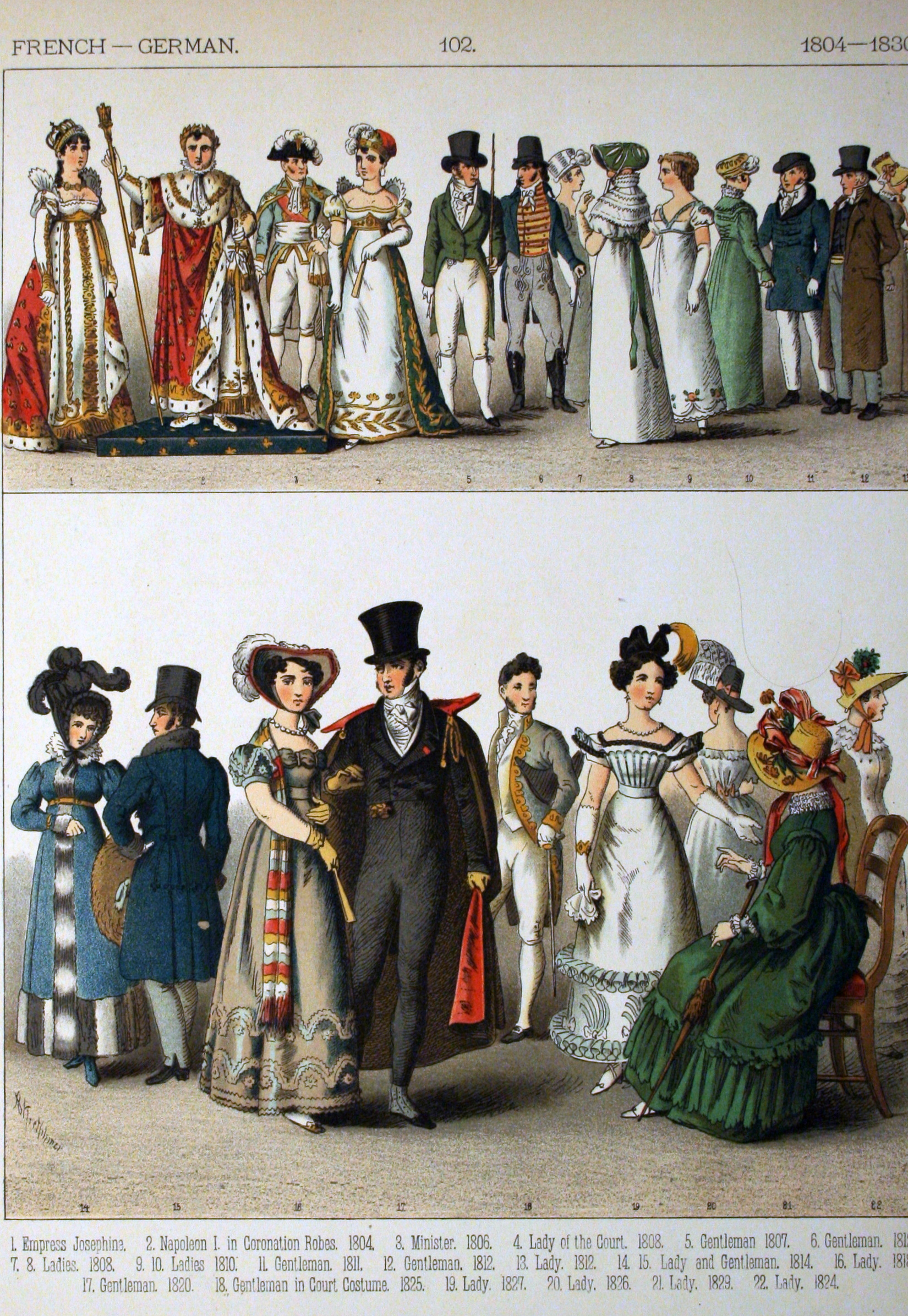
Kleding, 1804-1830
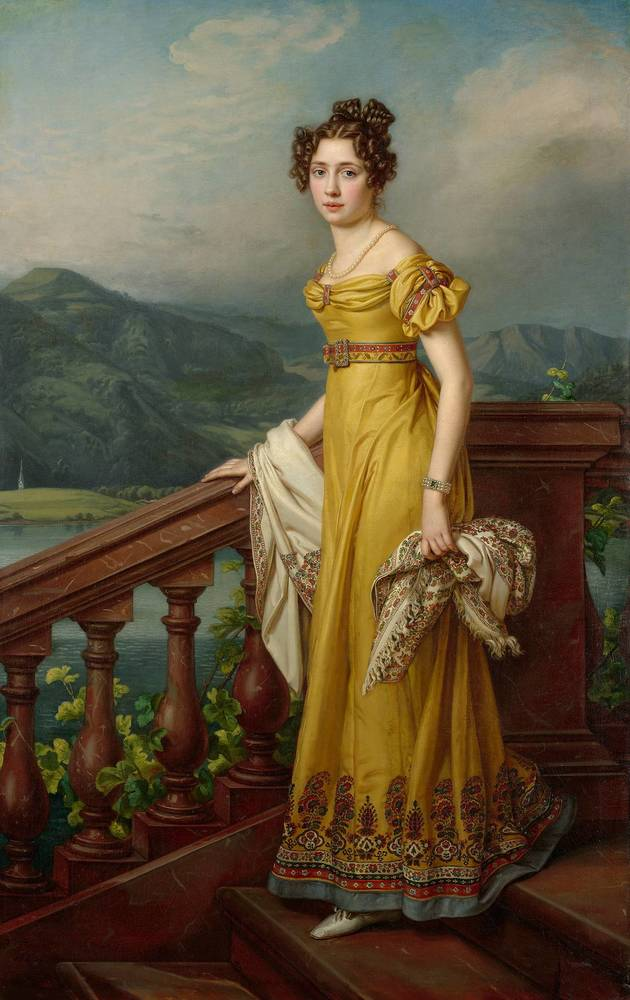
Amalie-auguste, 1823
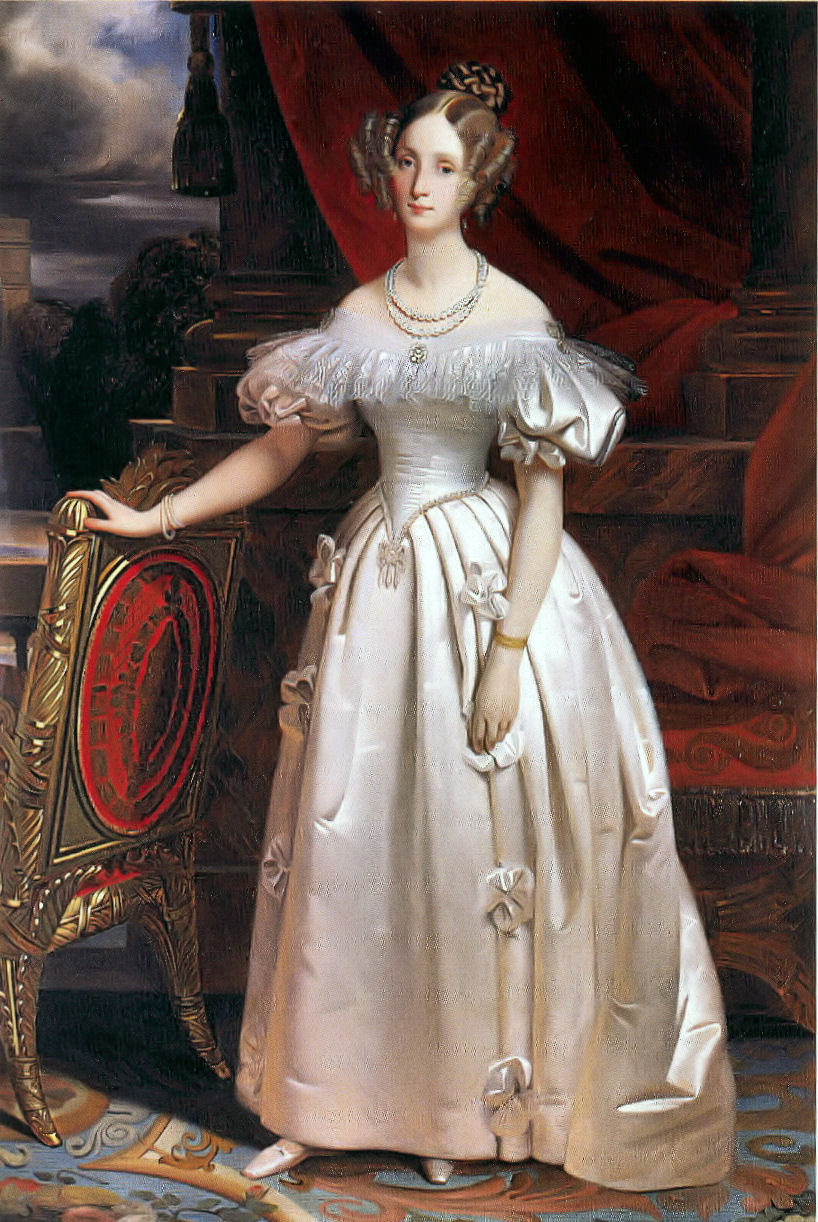
Koningin Louise-Marie
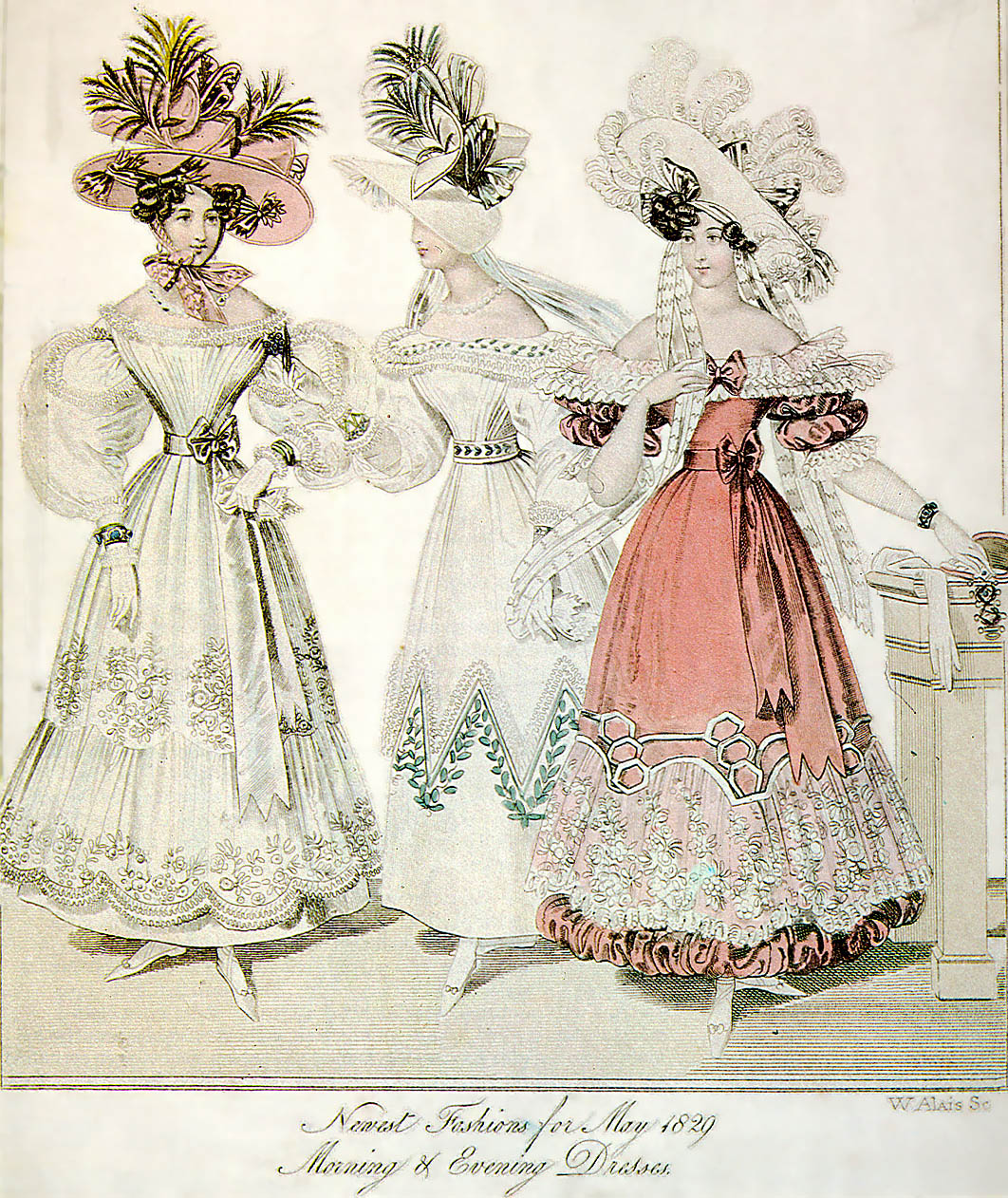
Mode, 1829
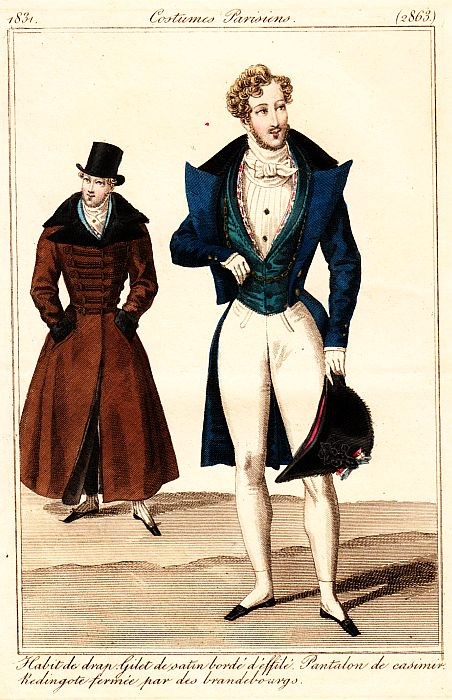
Dandy's, 1831
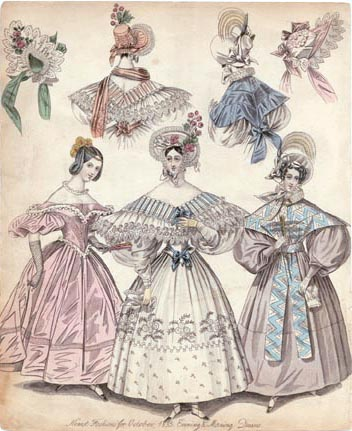
Mode, 1833
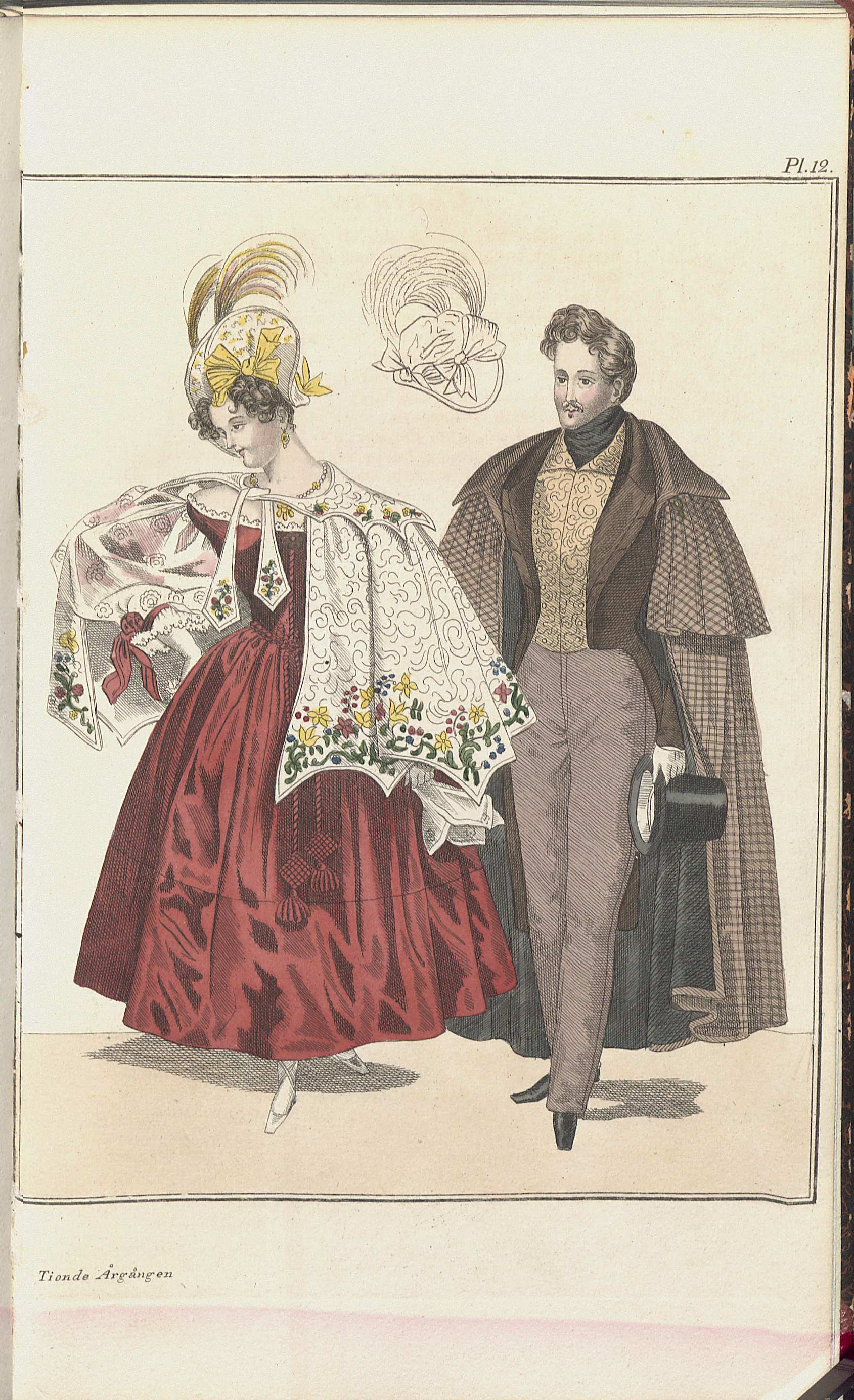
Mode 1833, man met garrick

## Victoriaans tijdperk (1837-1890)
Tijdens de gehele Victoriaanse periode wordt de kledingstijl van vrouwen gekenmerkt door een nauw passende bovenkant (blouse of bovenlijf van een japon), een smalle taille gecreëerd met behulp van een corset en wijde rokken. De rokken waren zonder uitzondering lang (tot op de enkels), maar de breedte en omvang van de rokken veranderden aanzienlijk tussen 1837 en 1890. In het begin van de Victoriaanse tijd droegen vrouwen (meerdere) onderrokken onder de overrok; later in deze modeperiode deden de crinoline en crinolette hun intrede om de wijde rokken te ondersteunen. Onderkleding bestond voor de Victoriaanse vrouw uit een 'chemise' (onderblouse) waaroverheen een corset werd gedragen. Daarnaast droegen zij diverse petticoats, sokken die werd opgehouden door jarretels en steeds vaker een onderbroek als onderkleding. Deze onderbroek bestond rond 1840 uit slechts twee losse pijpen die rond het middel werden vastgebonden; in het (nieuwe) kledingstuk zat op dat moment geen kruis. Het stuk tussen de benen van de 'drawers' of 'knickers' was open. Een onderbroek was indertijd voornamelijk bedoeld om onbedoeld zicht op de (boven)benen te ontnemen na een onverwachte windvlaag of bij een onhandige zit-pose op een stoel of bank. Over al deze onderkleding werd vervolgens een blouse en overrok gedragen; geheel werd lange tijd gecompleteerd door een muts waaronder de opgestoken lange haren werden bijeengehouden. Vrouwen in de Victoriaanse tijd droegen bijna nooit make-up: soms werd de huid wit gepoederd, werd wat roze lippommade gebruikt of een lichtroze blos op de wangen gecreëerd met behulp van plantaardige verfkleuren.

### Biedermeier en crinoline (1837-1860)
Rond 1840 draagt de vrouw een japon met lage strakke taille, een driehoekig lijfje en een lange rok. De wijde mouwen van het bovenlijf worden steeds smaller. Vanaf 1845 ontstaat het tweedelig kostuum, met rok en jasje. De buitenste onderrok, de crin-au-lin, werd vaak gemaakt door paardenhaar in de stof te verwerken. Hierdoor ontstond ene sterke, stijve stoflaag die gemakkelijk het gewicht van de soms tientallen meters stof van de overrok kon dragen zonder al te veel in elkaar te zakken of te kreuken. Rond 1856 worden de onderrokken vervangen door de crinoline, een hoepelrok met flexibele metalen hoepels.
De rok worden steeds wijder en met stroken en ruches versierd. De crinoline vergt meters stof. Door het sterke contrast komt ook de extreem ingesnoerde taille veel beter uit. De mouwen krijgen een pagode-vorm. Door de grote omslagdoek lijkt het silhouet op een omgekeerde driehoek. De kapsels zijn eenvoudige, met middenscheiding, pijpenkrullen of tot 1850 opgerolde vlechten opzij van het gezicht, en een platte knot tegen het achterhoofd. De luifelhoeden worden steeds kleiner en worden met een rand om het hoofd onder de kin vastgestrikt.
De kleding van de man ontwikkelt zich langzaam; de kleur is gedekt en de pasvorm wordt iets losser. Het kostuum bestaat uit nauwe broek, opvallend vest, en jacquet of colbertjasje met kortere panden. De broek is een andere kleur dan de jas. Typerend voor deze periode van huiselijkheid is de kamerjas. Het populaire wandelkostuum bestaat uit een lang soort colbert, een bijpassend vest en broek. Als mantel wordt nog steeds de pardessus gedragen, of een korte cape met splitten.

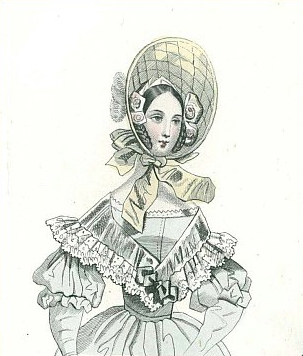
Dame, 1837
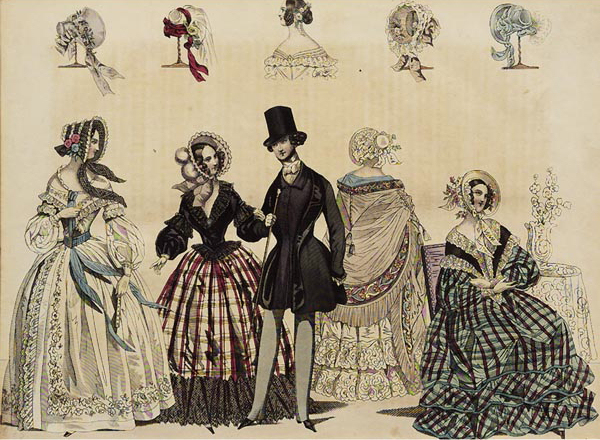
Mode, 1839
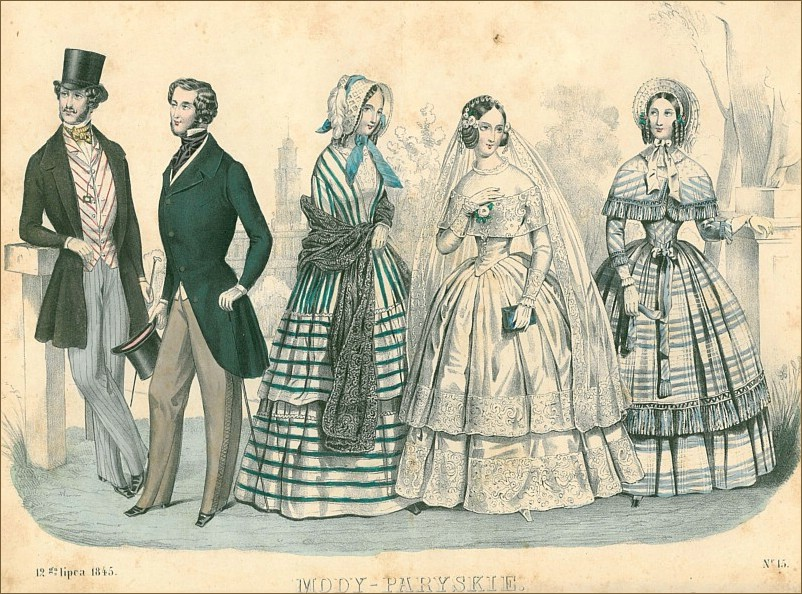
Mode, 1845
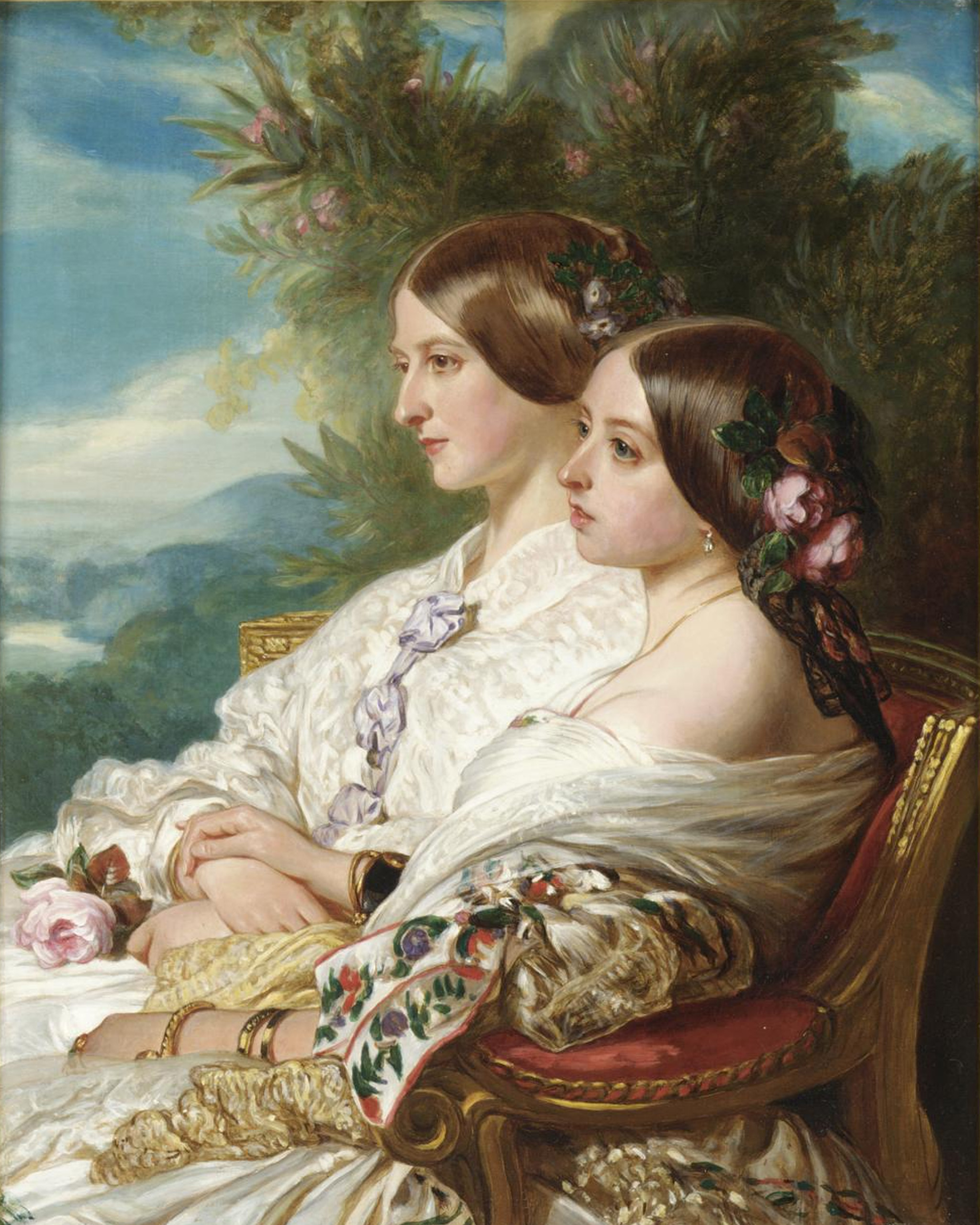
Victoria (rechts) en haar nicht, 1852
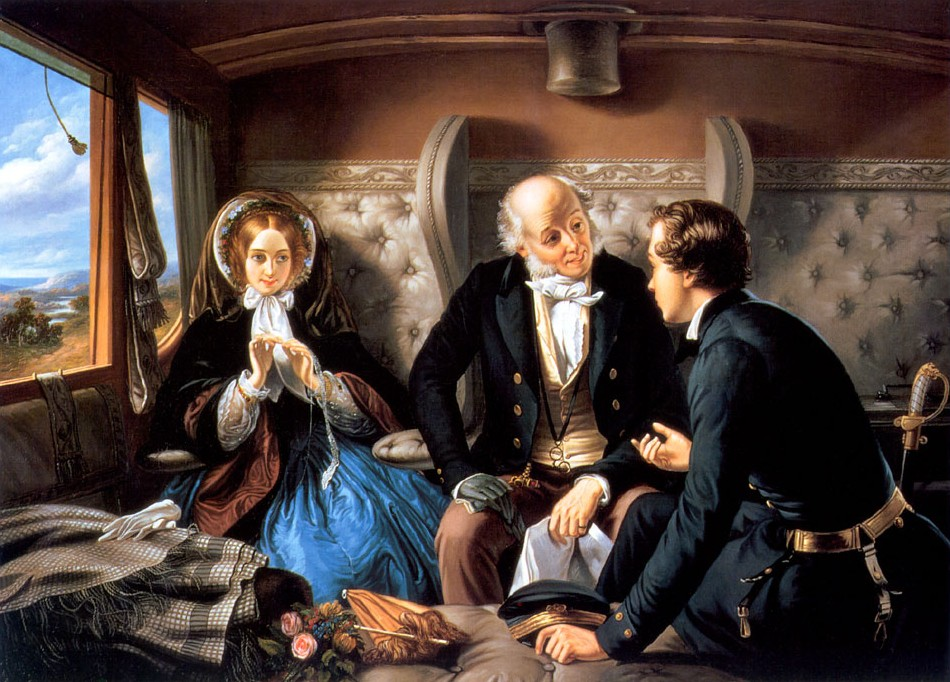
1855
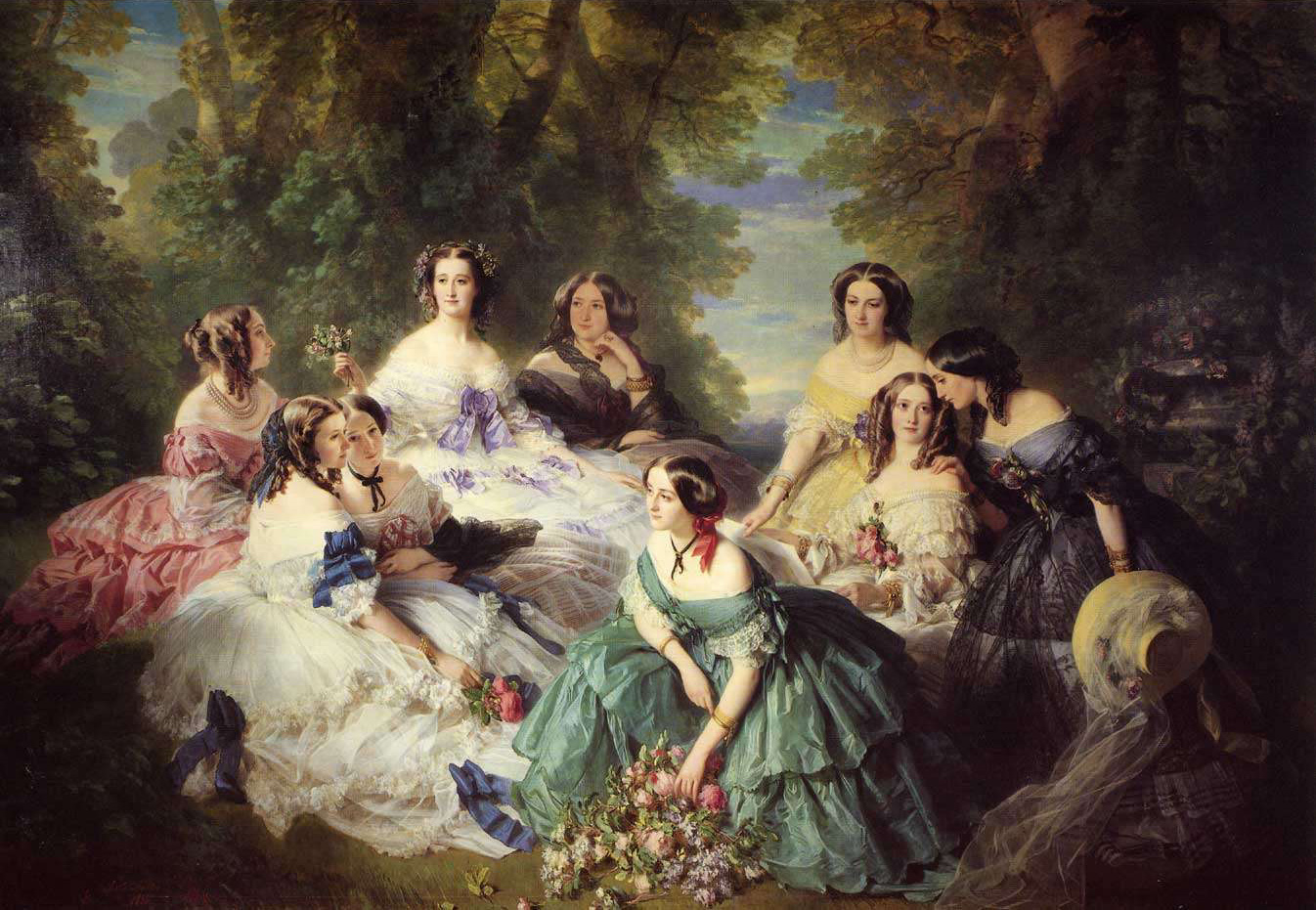
Keizerin Eugénie en gezelschap, 1855
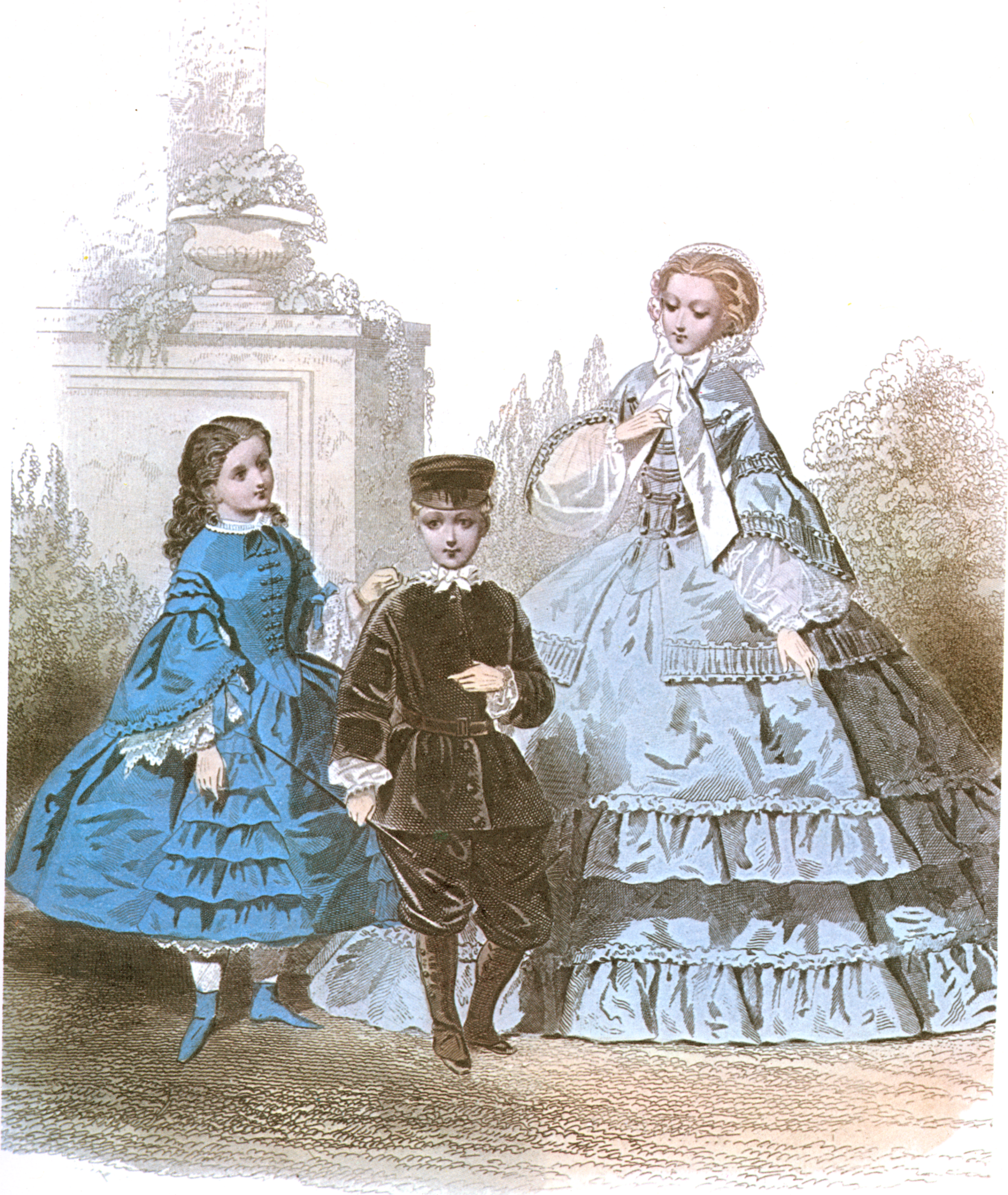
Crinoline, 1858

### Haute couture en impressionisme (1860-1878)
Na 1860 wordt modieuze kleding toegankelijker voor meer mensen: er ontstaan warenhuizen, waar men confectiekleding kan kopen, of men maakt het zelf met een naaimachine en een patroon. Elite-vrouwen gaan naar een haute-couturehuis. De modeontwerper Charles Frederick Worth maakt van het kleermakersvak een internationale industrie. Vanaf 1874 ontstaat het impressionisme. De vrouwenkleding uit deze tijd staat vaak afgebeeld op schilderijen van impressionistische schilders, zoals Monet en Renoir. De kleding is mooi om te zien, maar van slechte kwaliteit na de Frans-Duitse Oorlog van 1870-'71.
Rond 1865 wordt de rok van de vrouw aan de voorkant platter; de ruimte wordt naar achteren verplaatst en eindigt in een sleep. De japon heeft strakke mouwen en is hooggesloten, en is uit één stuk (prinsessenlijn) of uit twee delen, de deux-pièces. De stof van de rok wordt steeds meer op de heupen geplooid en over rollen of kussentjes gedragen, zodat rond 1870 de queue de Paris of tournure ontstaat. De middagjapon heeft halflange mouwen met kanten lubben en een vierkante hals met ruches. Na 1875 verdwijnt de tournure: de ruimte van de stof zit lager en de rok krijgt een sleepje. Het haar wordt losjes opgestoken, soms met pijpenkrullen of vlechten, en een klein hoedje op het voorhoofd.
Vanaf 1860 bestaat het mannenkostuum uit een hooggesloten jas, recht vest en broek, meestal van dezelfde stof. Het jasje is recht van model, of iets langer en getailleerd met rond weggesneden panden, een zogeheten jacquet. De broekspijpen zijn wijder. Het witte overhemd, symbool van de man die niet met zijn handen werkt, heeft een opstaande boord en omgeknikte punten. De schoenen zijn plat en tot de enkels, met veters. Het haar is kort, en de man heeft vaak een snor, punt- of ringbaardje, en bakkebaarden. Naast de hoge hoed ofwel cilinderhoed komen de bolhoed (Homburg) en de strohoed steeds meer in zwang.

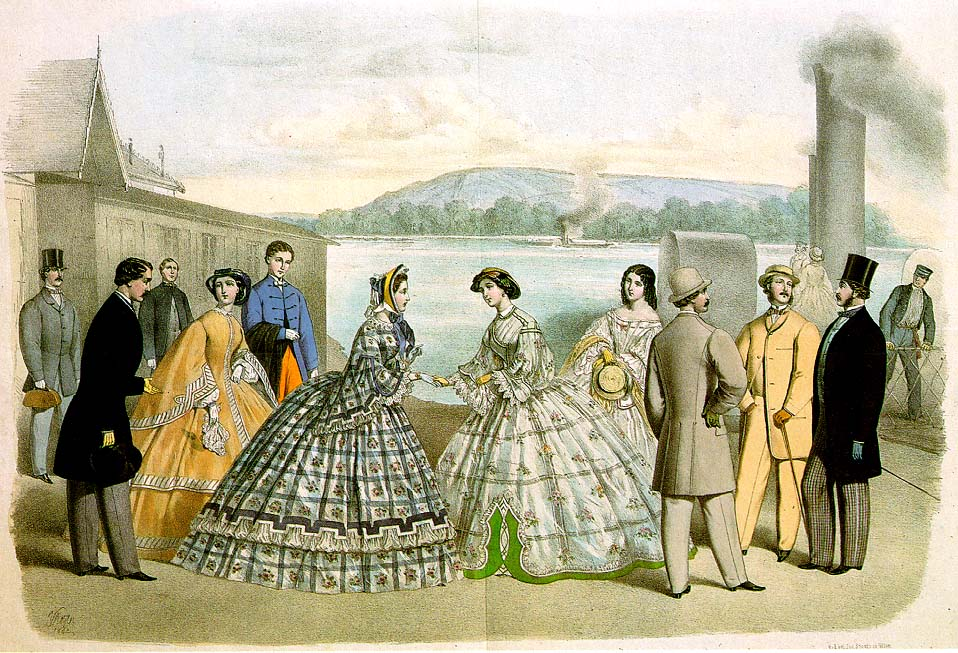
Mode, 1862
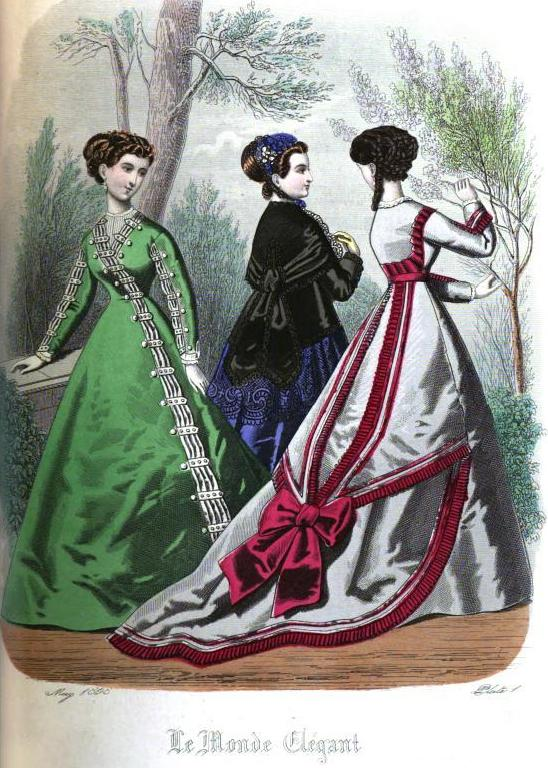
Damesmode, 1868
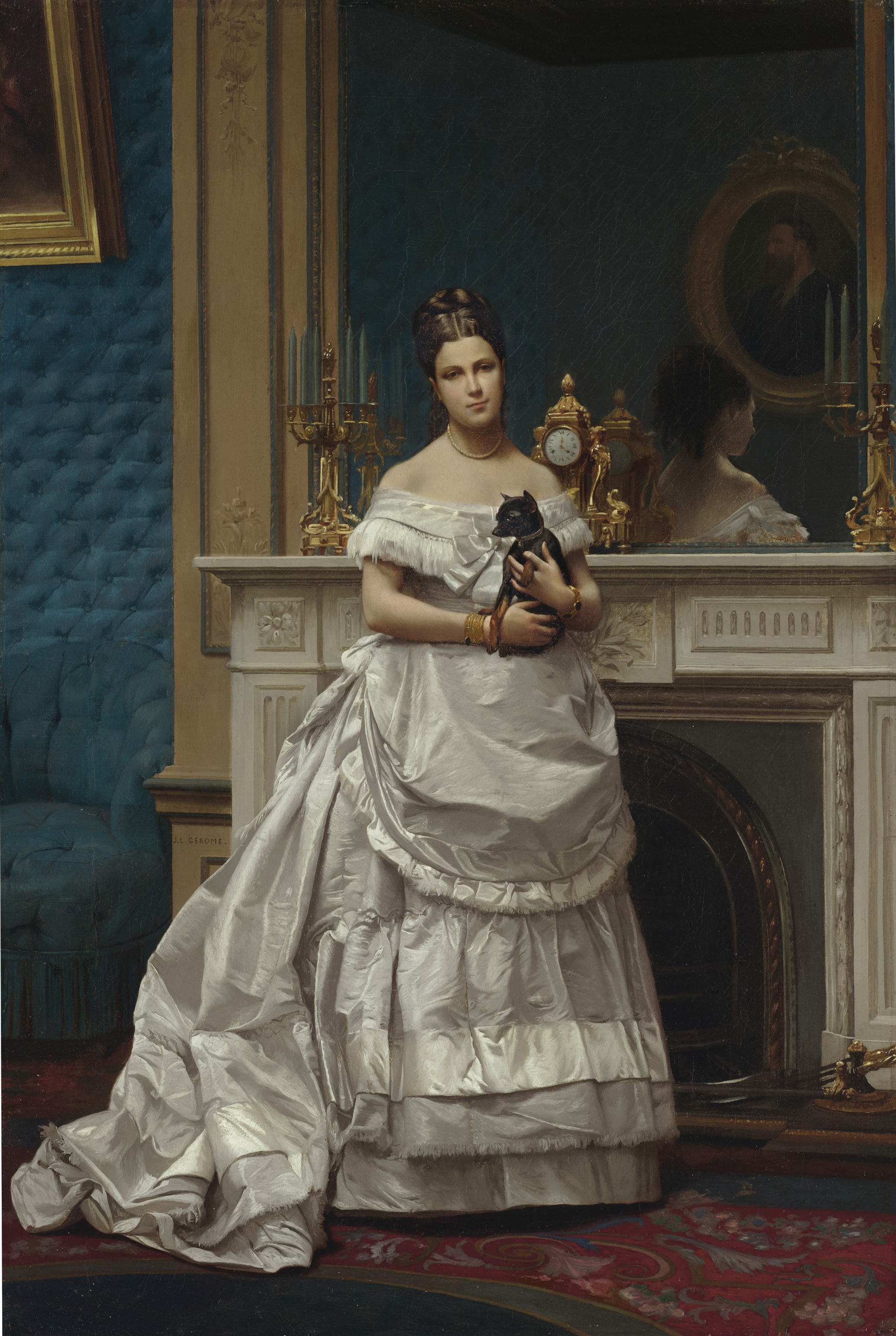
Dame, ca. 1869
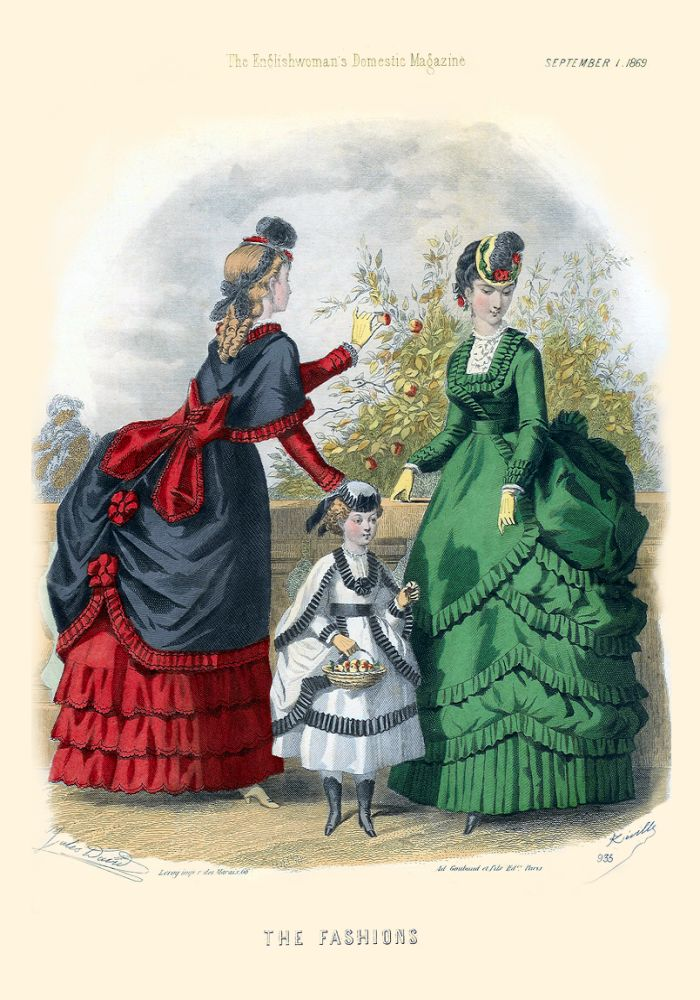
Mode, 1869
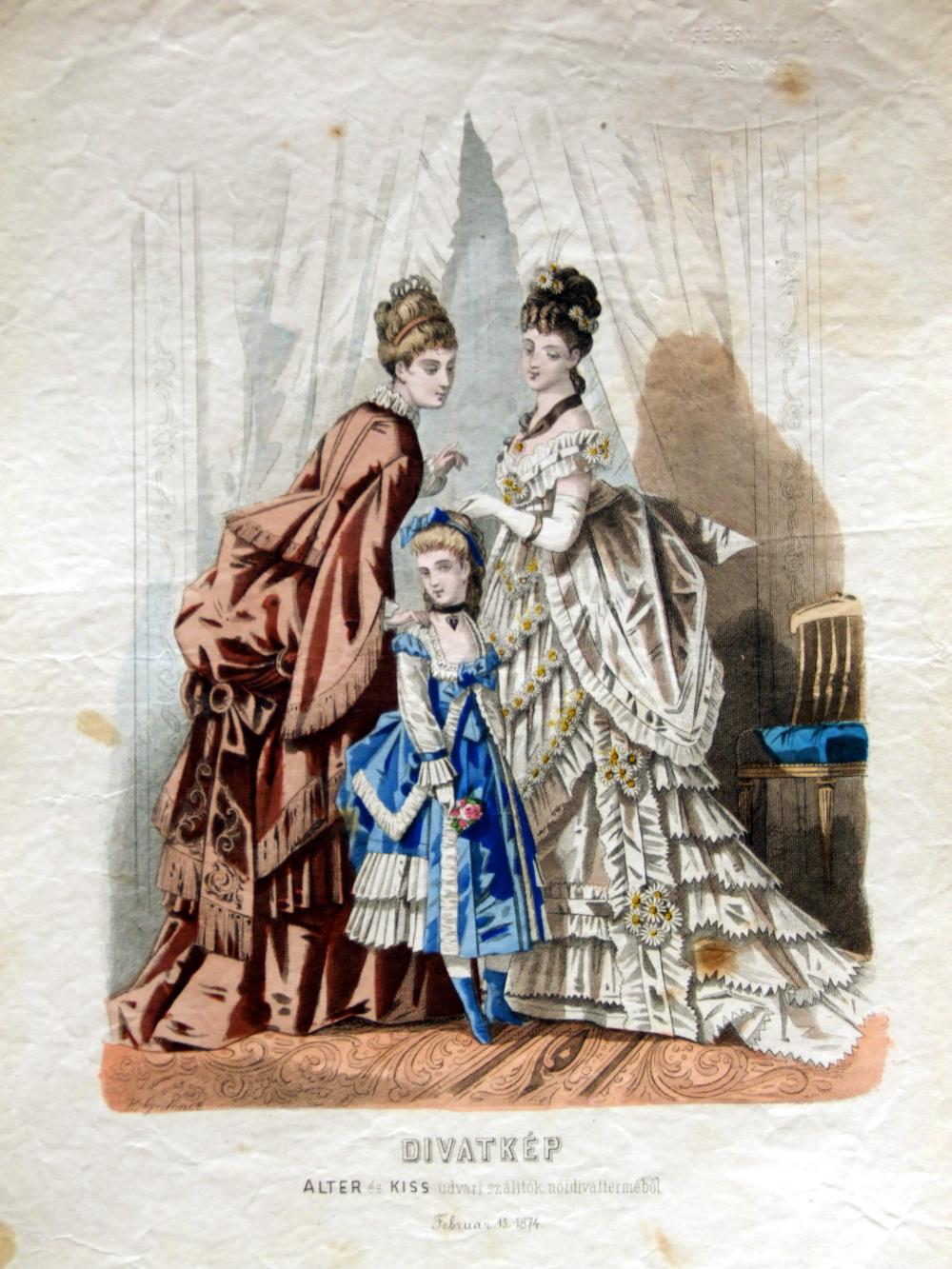
Dames, 1874
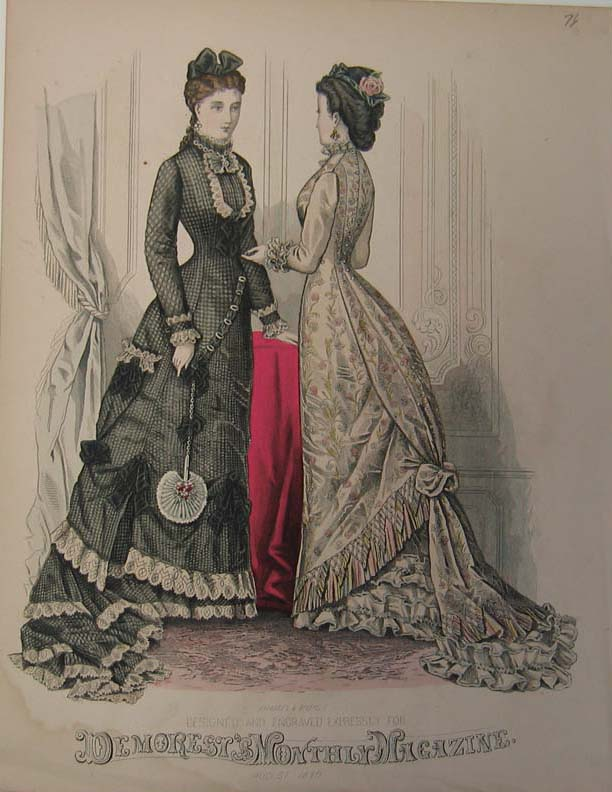
Mode 1876

### Rijgcorset en tweede tournure (1878-1890)
Rond 1880 is al iets te bespeuren van vrouwenemancipatie; echter de vrouw is enorm in haar bewegingsvrijheid beperkt. Het strenge en strakke kostuum geeft de vrouw iets onaantastbaars. Tussen 1880 en 1890 heerst er een zware economische druk waardoor men goedkopere stoffen gaat gebruiken. In Engeland ontstaat eind 19e eeuw de arts-and-craftsbeweging als reactie op massaproducten: aanhangers dragen loszittende en vormeloze kleding. De beweging wordt bespot, maar later worden aspecten ervan overgenomen.
Na 1878 wordt de hooggesloten vrouwenjapon erg smal en strak; de avondjaponnen zijn wel laag uitgesneden. Het zeer strakke korset duwt de boezem omhoog en de onderste ribben naar binnen. Rond 1883 ontstaat de 2e tournure: een metalen constructie dat horizontaal uitsteekt vanaf de taille. Vaak is de (nu iets kortere) rok gedrapeerd. Het haar wordt uit het gezicht weggekamd en opgestoken, met een korte of gekrulde pony. Verder een kleine hoed met banden onder de kin; later worden de hoeden groter en hoger gedragen. De vrouw draagt schoenen en knoop- of rijglaarsjes.
De man draagt bij diners het zwarte smokingjasje (tuxedo in de VS) met een gestreepte broek, wit vest en zwarte das. Bij officiële gelegenheden draagt men ’s avonds nog een rokkostuum, maar kortere colbertjasjes worden steeds populairder. Ook draagt men rechte jassen. De man draagt schoenen met hakken en veters. Het haar is kort, met bakkebaarden en snor met omgekrulde punten. Naast de hoge hoed draagt de man ook de bolhoed, strohoed, grijze vilthoed en pet voor sportieve doeleinden. In deze tijd worden namelijk allerlei nieuwe sporten populair, met bijbehorende kleding zoals het tweed Norfolk jasje met ruime kniebroek voor de jacht, het cricketkostuum, gekleurde en gestreepte blazers om te zeilen, wandelen en fietsen (uitvinding vélocipède), en een overhemd met opgerolde mouwen voor zeilen en vissen.
Nieuwe stoffen en kleuren:
In de Victoriaanse tijd ontwikkelt de textielindustrie de eerste machinale weefgetouwen voor simpele weefsels, waardoor een groot scala aan stoffen ontstaat. Nieuw zijn tweed en Jersey. Het meandermotief is populair en koningin Victoria’s voorliefde voor Schotland brengt een mode van kleurige ruiten op gang. Door de ontwikkeling van de anilineverven (1856) komen er nieuwe kleuren op de markt, zoals paars, magenta, lyonsblauw en methylgroen (1872), en sterk rood in 1878.

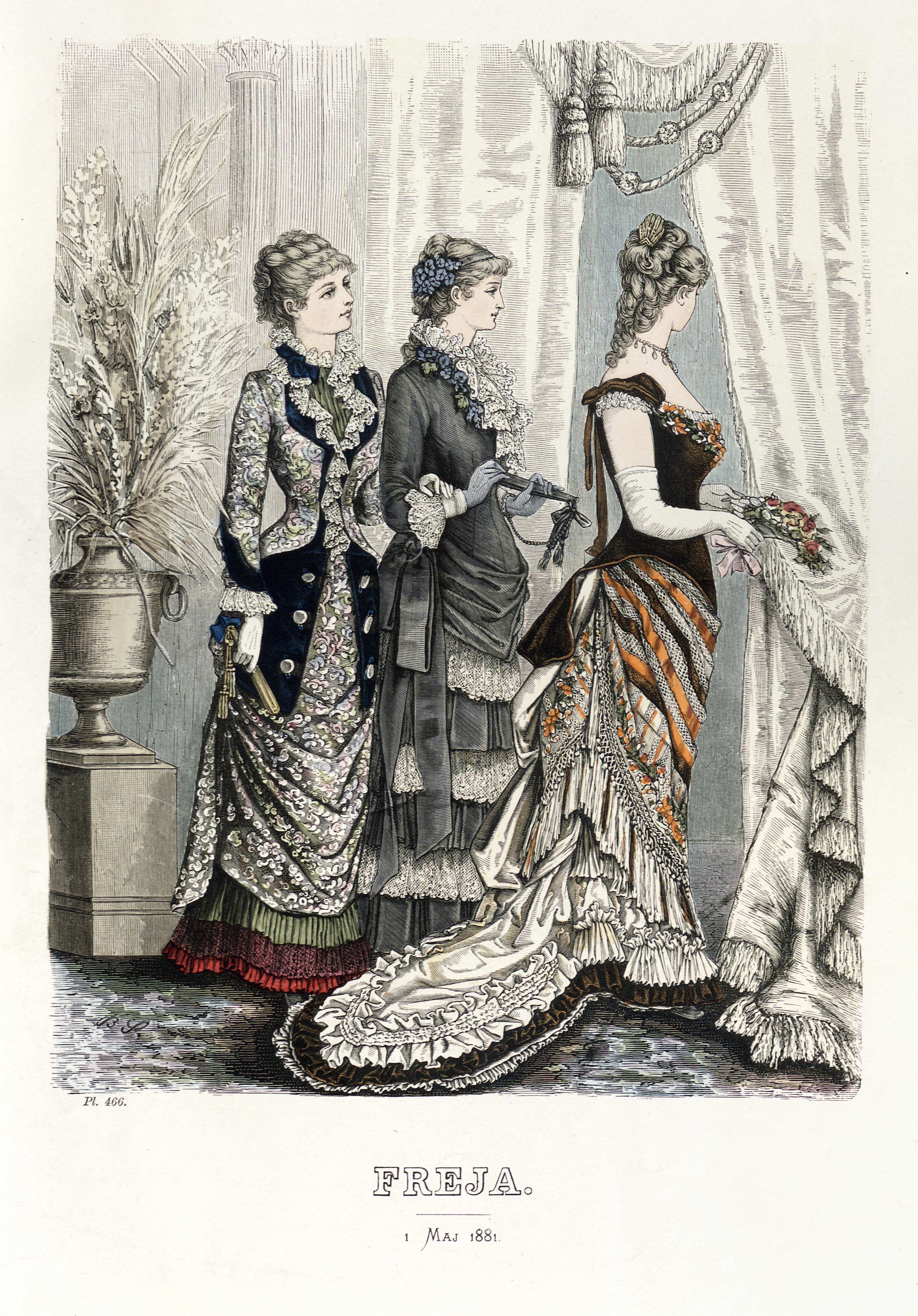
Mode, 1881
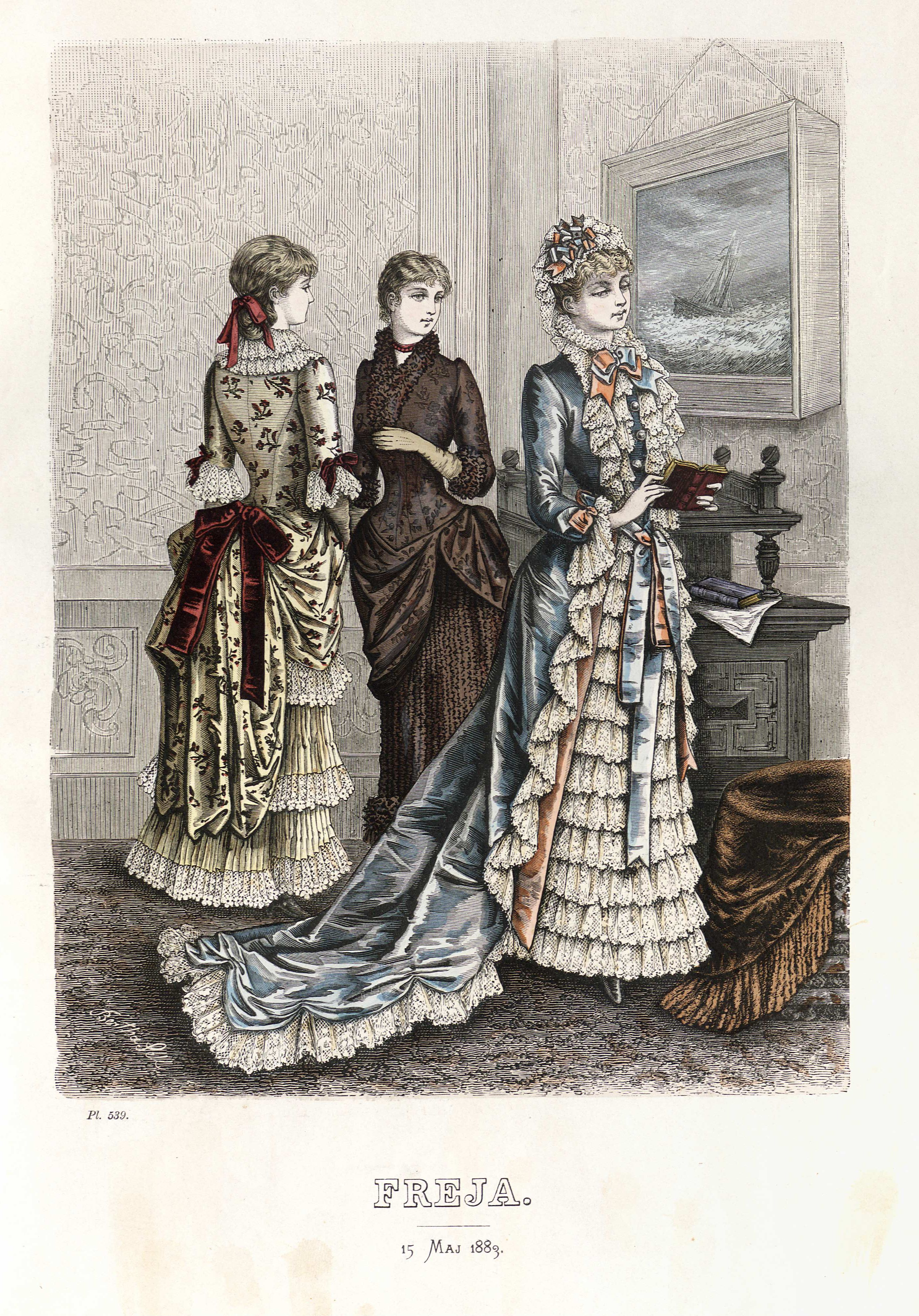
1883
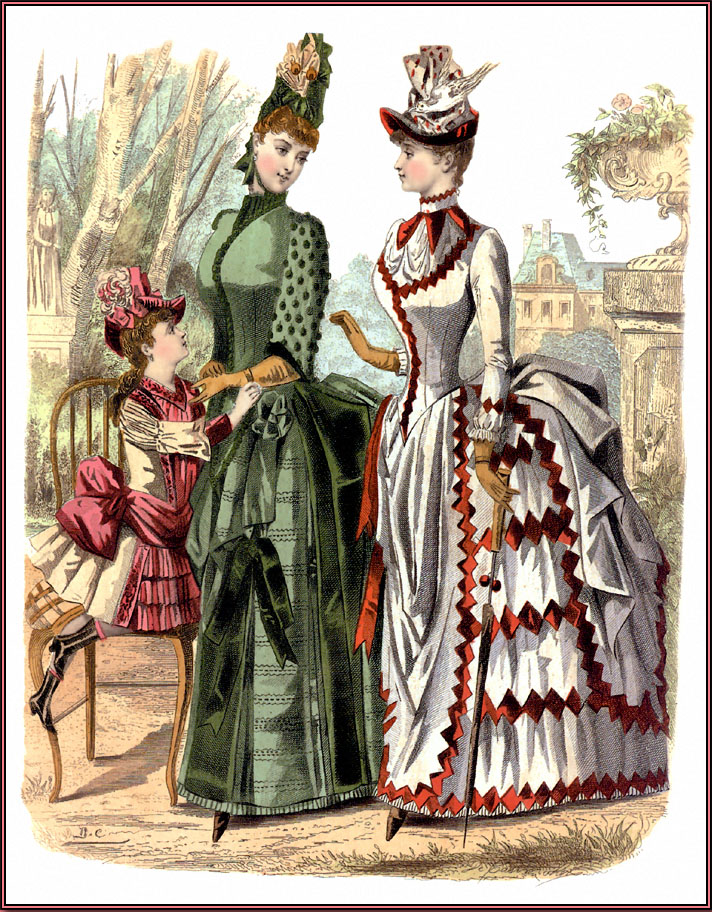
Tweede tournure, 1885
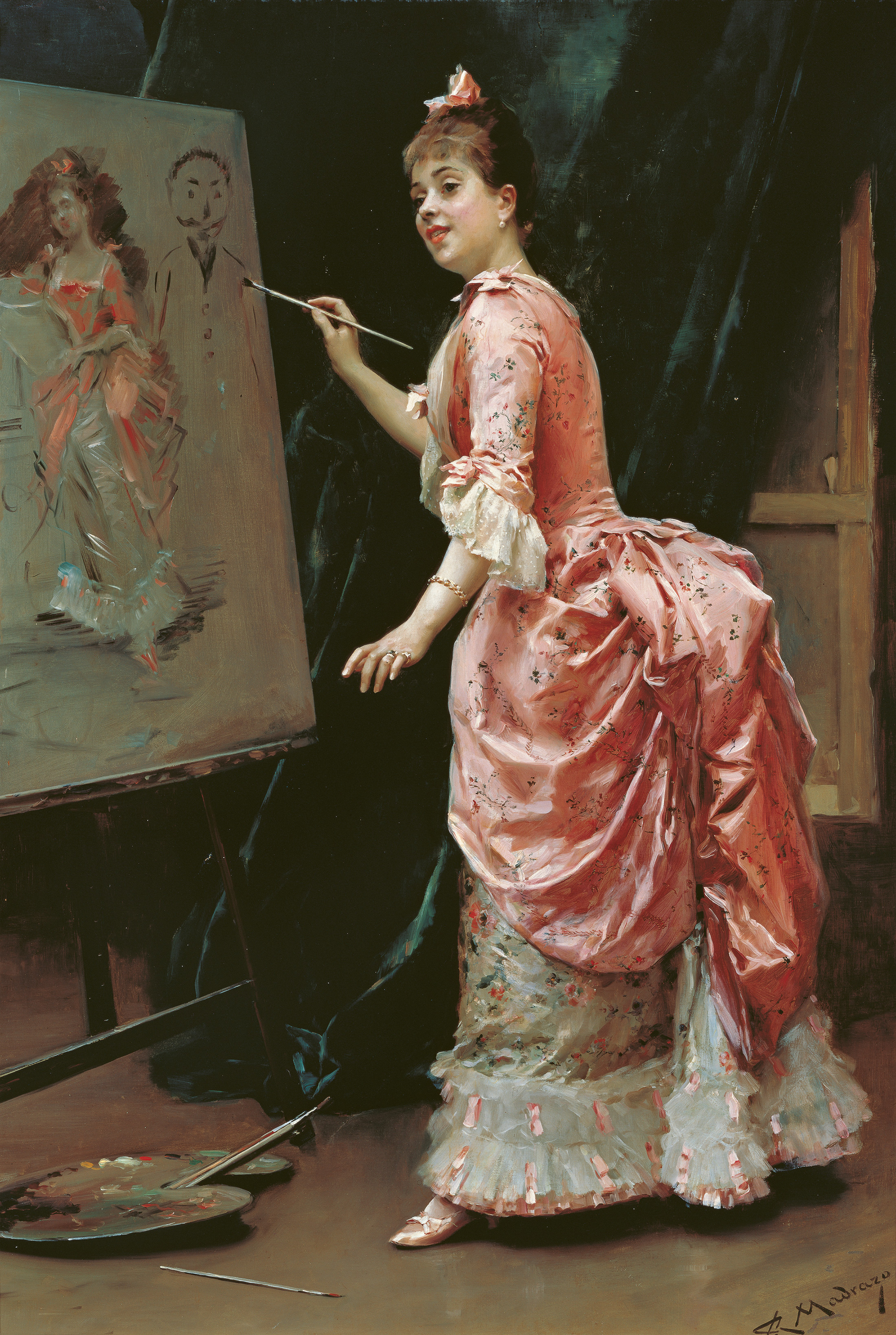
1885
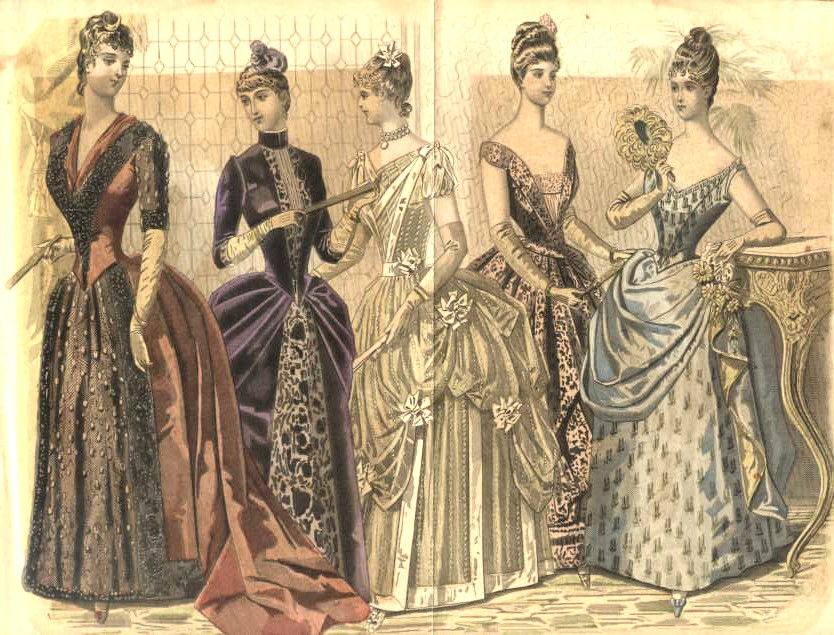
Damesmode, 1888

## Oorlog en Vrede (1890-1947)

### Belle époque (1890-1914)
Europa beleeft jaren van overdaad (1890-1914); deze wordt la belle époque (het mooie tijdperk) genoemd. Het is de tijd van de beau monde. Het zijn onbezorgde jaren en er heerst een zonnig optimisme, weelde en decadentie. Rijke mensen verdienen zeer veel in korte tijd door de industriële revolutie en trekken zich terug op het platteland voor weelderige feesten en exclusieve diners. Een societydame wordt geacht zich meerdere malen per dag te verkleden, van sobere rijkledij of wandeljurk tot indrukwekkende avondkledij. In deze tijd worden vele modehuizen in Parijs gesticht. Het Britse hof puilt uit van de weelde dankzij de Indiase kolonie. Na de laatste jaren (fin de siècle) van het stijve Victoriaanse tijdperk (tot 1901) verschuiven de waarden en zijn er nieuwe ontwikkelingen, zoals goedkopere (confectie) kleding. De tendens waarbij overdaad wordt afgewezen uit zich in de arts-and-craftsbeweging, art nouveau en jugendstil, met vloeiende lijnen en organische vormen. Vrouwen gaan winkelen, sporten, fietsen en autorijden, studeren en werken, en dat alles vereist praktische en comfortabele kleding. De jonge Parijse couturier Paul Poiret bevrijdt vrouwen van knellende korsetten. Er wordt veel gedanst, vooral de tango is populair.
In 1890 wordt de taille van de vrouw stijf ingesnoerd met een kort korset en ontstaat er een zandlopermodel. De rok is klokvormige en de ballonvormige mouwen zijn hoog ingezet. In 1895 verschijnt een losse rok met hooggesloten blouse of jasje met kopmouwtjes. Vanaf 1900 dragen vrouwen een lang ‘gezondheidskorset’, dat zorgt voor een S-Lijn. De ribben worden niet meer geplet, maar het skelet wordt wel vervormd. Sommige vrouwen dragen reformkleding: vormeloze ‘hobbezakjurken’ zonder korset. Begin 20e eeuw is – door de emancipatie van de vrouw – behoefte aan praktische kleding en kapsels. Het mantelpakje ontstaat, met lange rechte rok, jasje en overhemdblouse. Vrouwen gaan sporten en dragen hierbij een broekrok (bloomers) om te fietsen, een rok en blouse bij tennis, en een stofjas bij het autorijden. In 1908 verandert de mode door de ontwerper Poiret. Hij ontwerpt comfortabele japonnen met een hoge taille (zonder korset), een V-hals, en met een smalle 'strompel'rok net boven de enkels. Het bezoek van het Russische ballet aan Parijs in 1910 veroorzaakt een rage van oriëntaalse stijlen: soepelere jurken, tulbanden, en de harembroek. Kleding krijgt intense kleuren en weelderige vormen. Omstreeks 1912 wordt over de rok een tweede rok gedragen (een soort tuniek) even onder de knie. In deze periode worden platte schoenen, pumps, knooplaarzen of stevige schoenen gedragen. Het haar wordt opgestoken in een knot, soms met pony, en de hoeden zijn versierd met strikken, bloemen of veren.
De kleding van de man bestaat nog steeds uit hemd, jas, broek en vest. Bij officiële gelegenheden wordt nog een smoking of (rok)kostuum gedragen. Maar steeds vaker gaat de man gekleed in gemakkelijke informele kleding, zoals het colbertkostuum. De broeken zijn van boven wijd en van onderen smal, met vanaf 1911 een plooi. Het boord is hoog en de man draagt een strikje of das. Het haar is kort met een grote snor. Op het hoofd een hoge hoed, de homburg (bolhoed), of gleufhoed. Aan de voeten voornamelijk veterschoenen. Ook voor mannen komt sportieve kleding in de mode: gestreepte blazers, hemden, kniebroeken en kniekousen, en platte strohoeden. Voor autorijden een dikke jas met stofbril en pet.

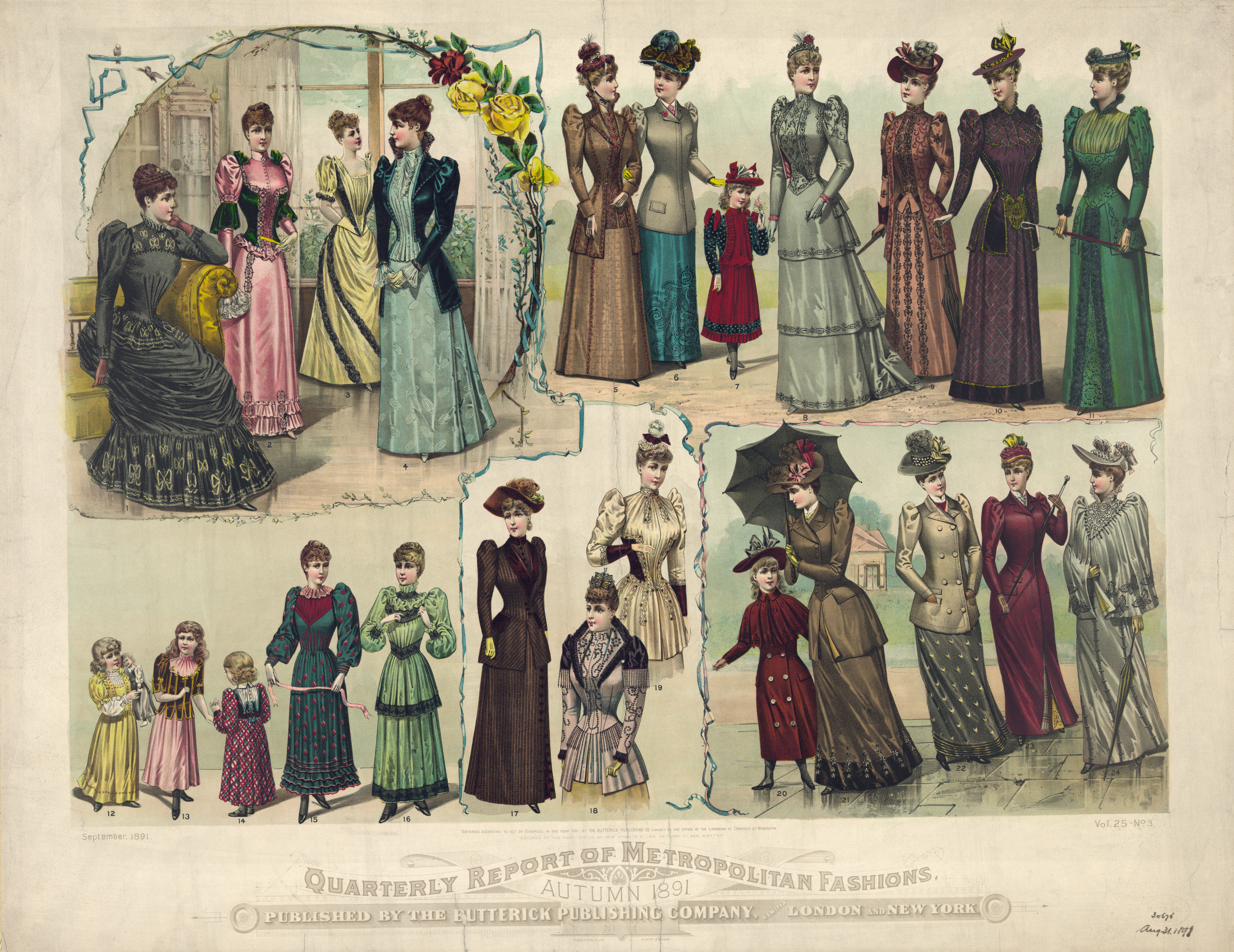
Mode, 1891
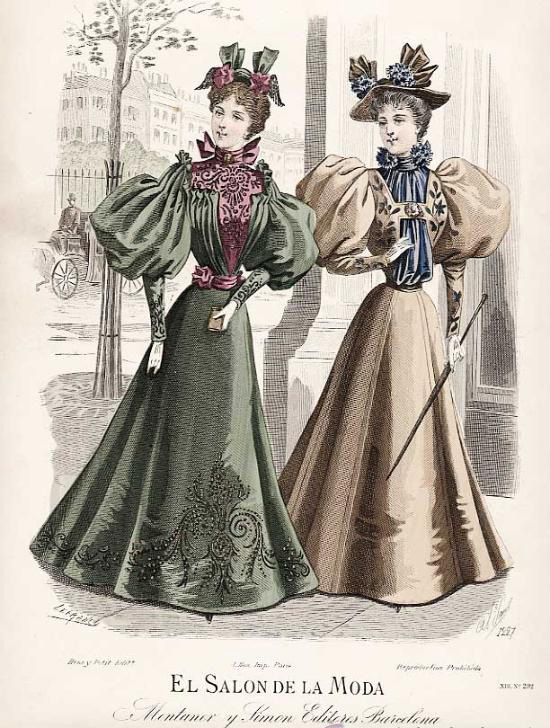
Dames, ca. 1895
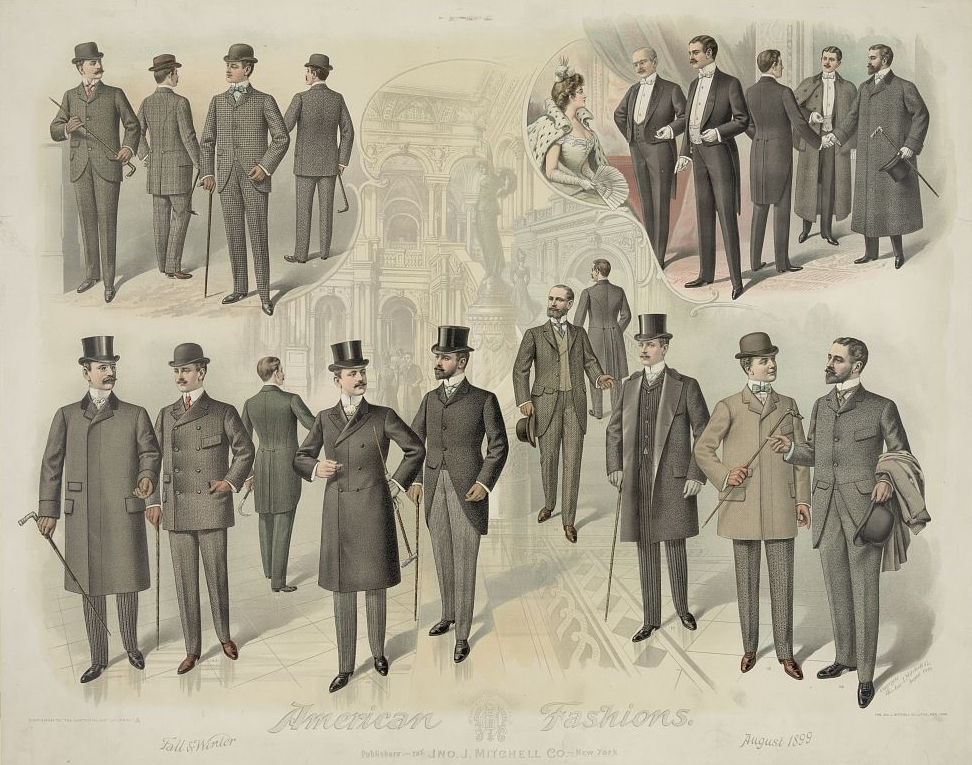
Amerikaanse mannenmode, 1899
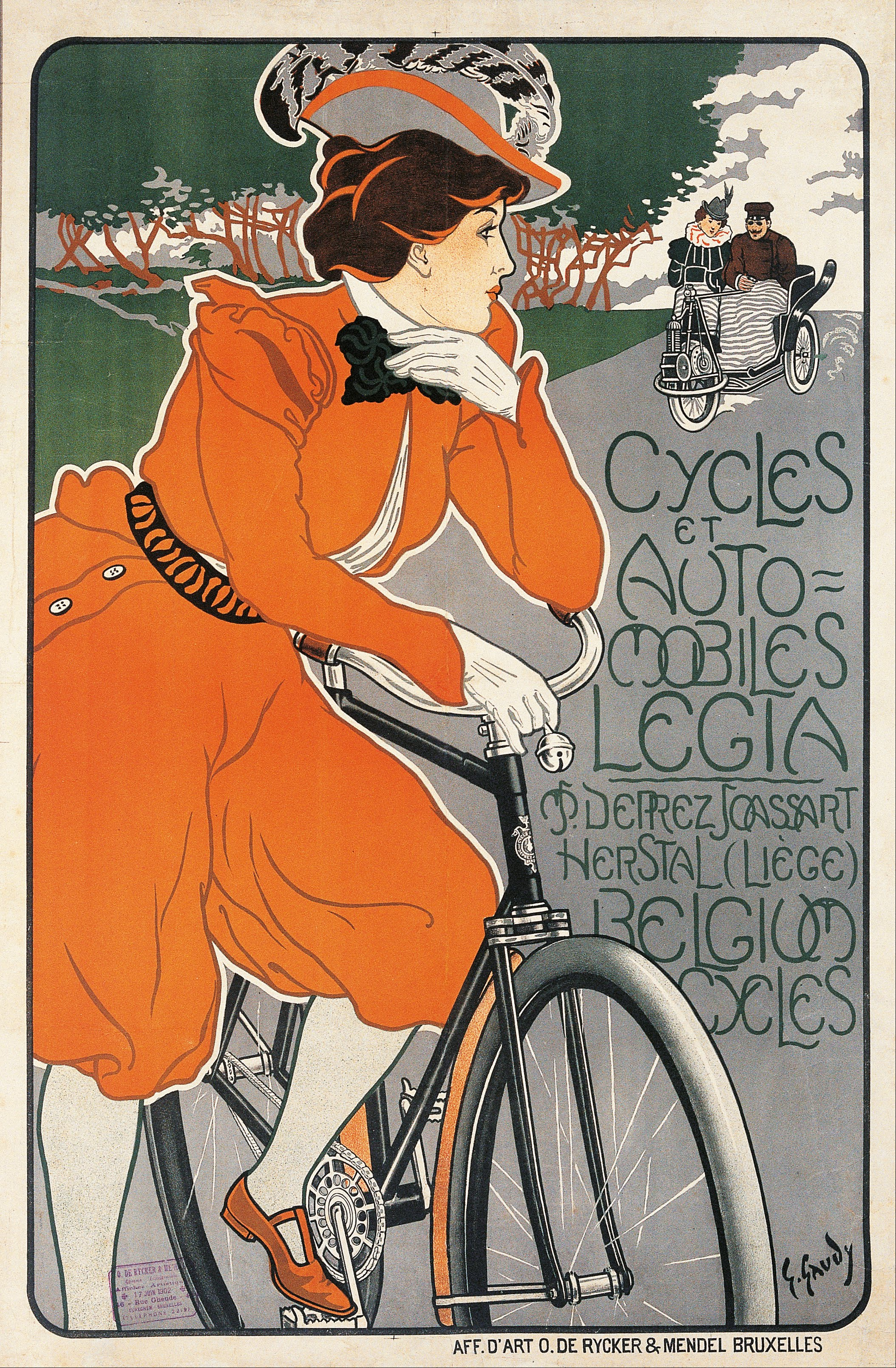
Bloomers, fietskostuum
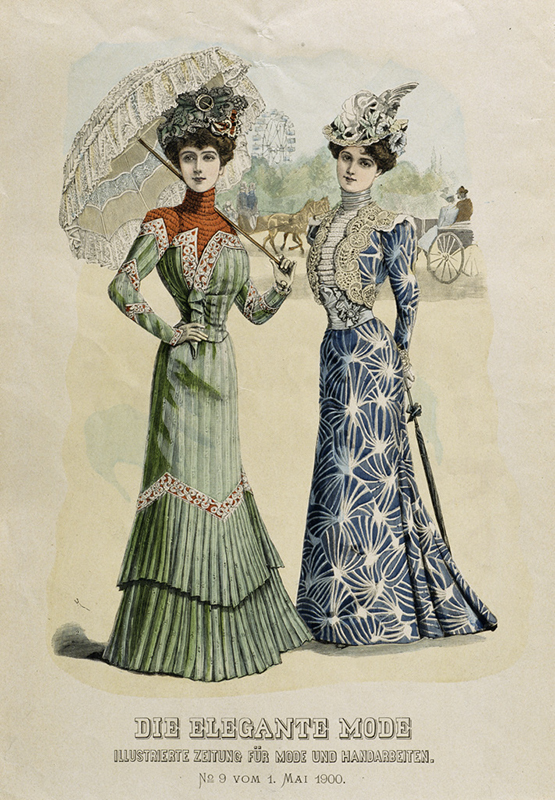
S-lijn, 1900
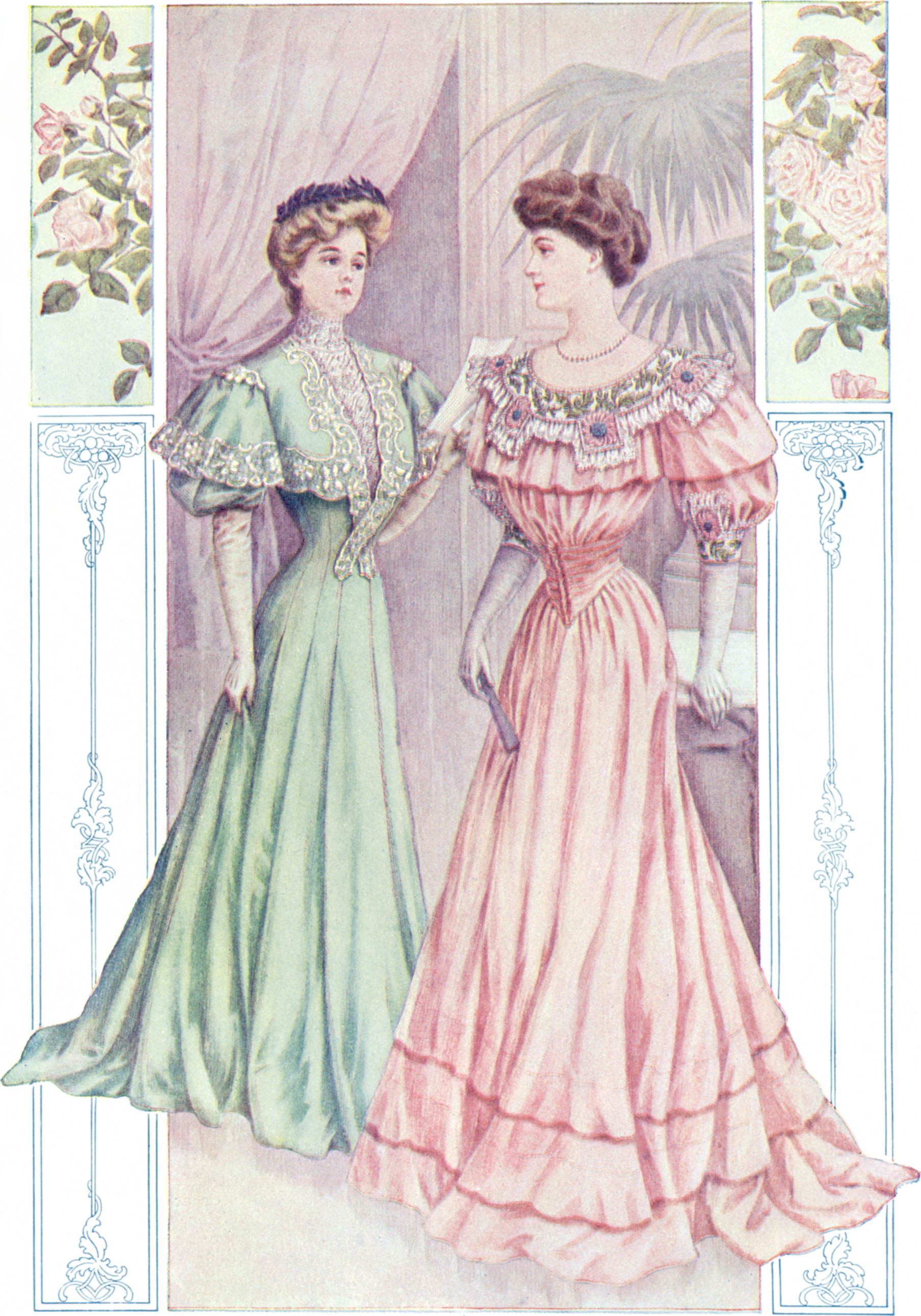
Dames, 1905
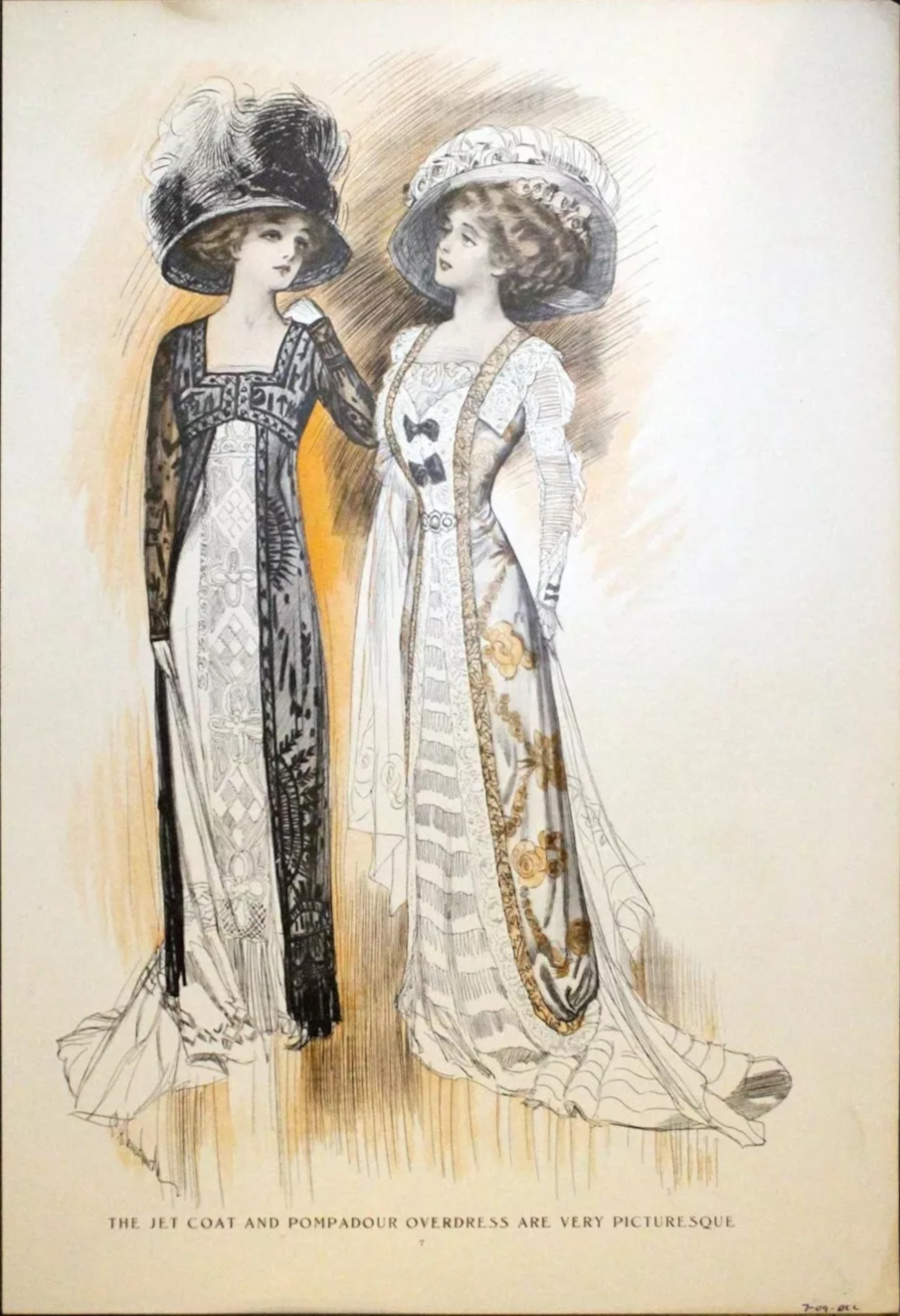
Mode, 1909
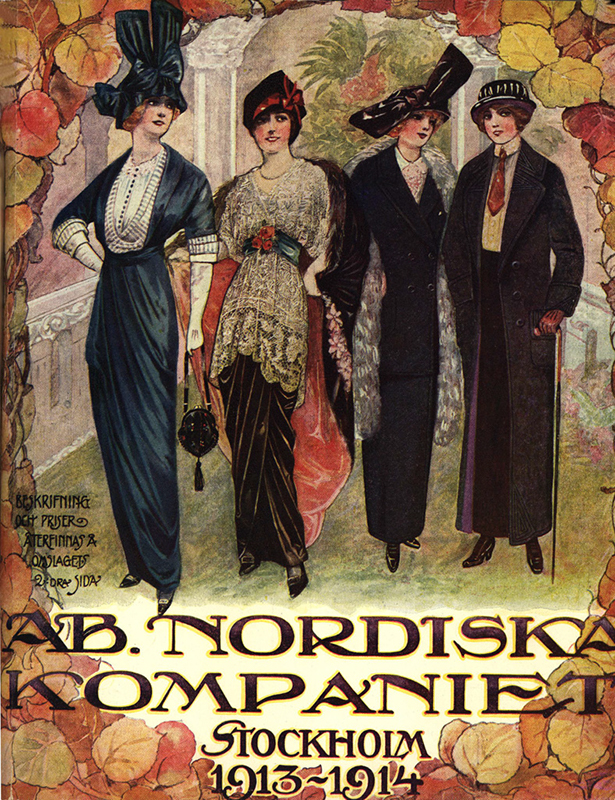
Damesmode, 1913-14

### WOI en jaren 20 (1914-1929)
Tijdens de Eerste Wereldoorlog (1914-1918) ligt de mode-ontwikkeling bijna stil. Veel mannen zitten in het leger, en vrouwen gaan werken en worden zelfstandiger. Dit vereist praktische vrouwenkleding, zoals het mantelpakje. Na de oorlog wordt de mode eenvoudig en doelmatig. De vrouwenemancipatie heeft grote invloed op de mode: het silhouet wordt recht, met smalle heupen en een kleine boezem en lange benen. De jaren '20 kenmerken zich door levensvreugde: sport en gezondheid worden steeds belangrijker, en het amusement komt op. Men bezoekt de bioscoop, theaters en bars in de laatste mode. Jazz waait over uit de VS en vanaf 1925 danst iedereen de tango en de charleston. De vrouwenmode wordt steeds jongensachtiger (á la garçonne), met korte rokken en kapsels. De confectie-industrie (seriematige fabricage van kleding) breekt definitief door. Fabrikanten ontdekken het grote publiek: Er worden herenkostuums in verschillende prijsklassen gemaakt, zodat iedere man een modieus pak kan kopen. De Franse ontwerpster Coco Chanel maakt furore met haar sobere, maar elegante mode, zoals haar zwarte jurkje, het trois-piècespakje (vest, rok en truitje), en lange namaak-parelkettingen. Naast tricot jersey, tweed, katoen, wol en crêpe wordt voor het eerst rayon (viscose) als synthetisch alternatief voor zijde gebruikt.
De vrouw draagt tijdens de Eerste Wereldoorlog praktische kleding, bestaande uit een kuitlange, wijdere rok en een blouse of jasje tot de heup met shawlkraag en ceintuur. De invloed van militaire kleding is te zien in de brede schouders en de revers. Hoeden en kapsels zijn eenvoudig. Na de oorlog wordt de mode recht en sluik, verkregen door een plat corselet of lijfje. Vrouwen dragen een eenvoudige hemdjurk, een trois-piècespakje, of een lange blouse over een rechte of geplooide rok. Gebreide jumpers zijn erg populair. De rok wordt steeds korter, tot net boven de knie in 1927, en hierna weer iets langer. De taille gaat omlaag tot op de heupen en wordt versierd met een ceintuur of sjerp. Typische voor deze periode is de V-hals van voren en van achteren, en de in punten vallende rok van de japon. Er is veel aandacht voor de benen: men draagt vleeskleurige zijden kousen en pumps met een bandje. Het haar omstreeks 1925 is kort en wordt soms gekruld. Hierop worden grote, platte hoeden gedragen, en vanaf 1923 de pothoed die over het voorhoofd wordt getrokken (cloche). Jongedames dragen wapperende franjejurken en hoofdbanden met veren of een rozet rond het voorhoofd. Er worden lange zwierige kettingen, en veren boa's en stola's gedragen. Make-up komt in de mode. De trend van blote armen, benen en rug laat een zongebruinde huid zien die staat voor gezondheid en sportiviteit. Nieuw zijn elastiek en de ritssluiting, waardoor (onder)kleding comfortabeler wordt.
De kleding van de man krijgt in de oorlogsperiode weinig aandacht. De man draagt een legeruniform, of een lange broek met een grijs, zwart of gestreept jasje, en veterschoenen. Na de oorlog draagt de man soms een smoking of jacquet. Meestal wordt echter een minder formeel colbertkostuum gedragen. Het vest wordt minder belangrijk en daardoor worden er meer jasjes gedragen met een dubbele knoopsluiting. In plaats van een vest wordt een slipover of pullover met V-hals gedragen. Na 1924 wordt het jasje korter en getailleerd. De broeken hebben pijpen met vouw en omslagen, en zijn tamelijk kort. Tussen 1924 en 1929 dragen modieuze mannen broeken met zeer wijde broekspijpen (Oxford Bags), een blazer en strohoed. Sportieve mannenkleding bestaat uit een wijde plusfour met een bijpassend jasje en geruite of gekleurde kniekousen. Verder dragen mannen gestreepte en kleurige dassen, (tweekleurige) schoenen met ronde neuzen, en een bolhoed, gleufhoed, strohoed of (geruite) pet. Het haar is kort en glad, met een midden- of zijscheiding, en soms een smalle snor.

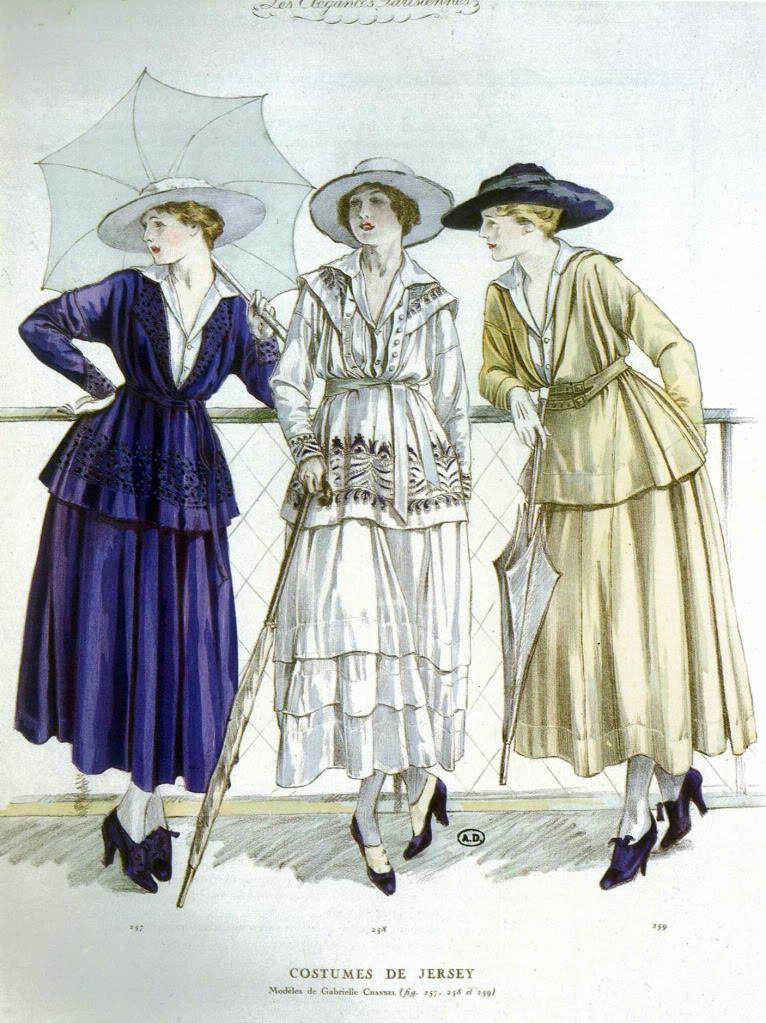
Mode 1917
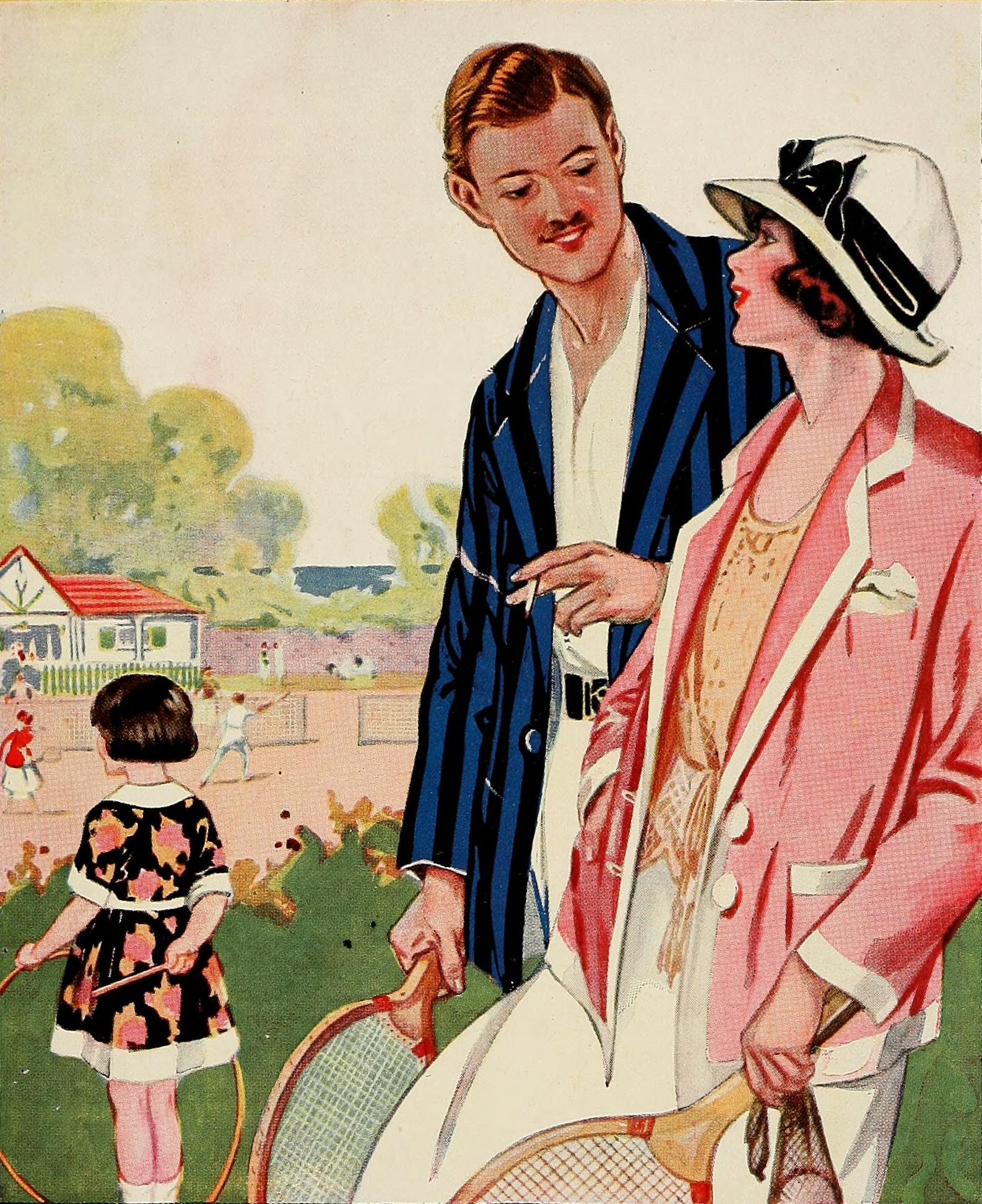
Sportief stel, 1923
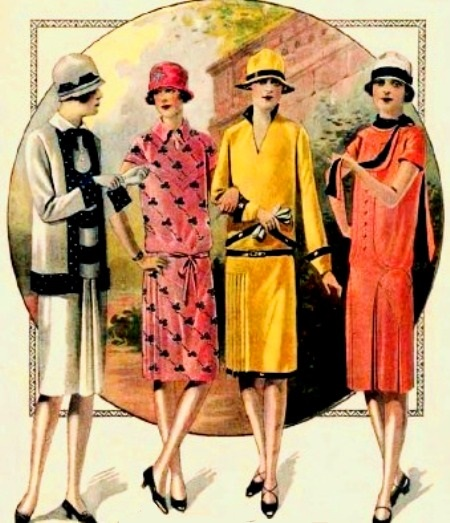
Vrouwenmode, 1924
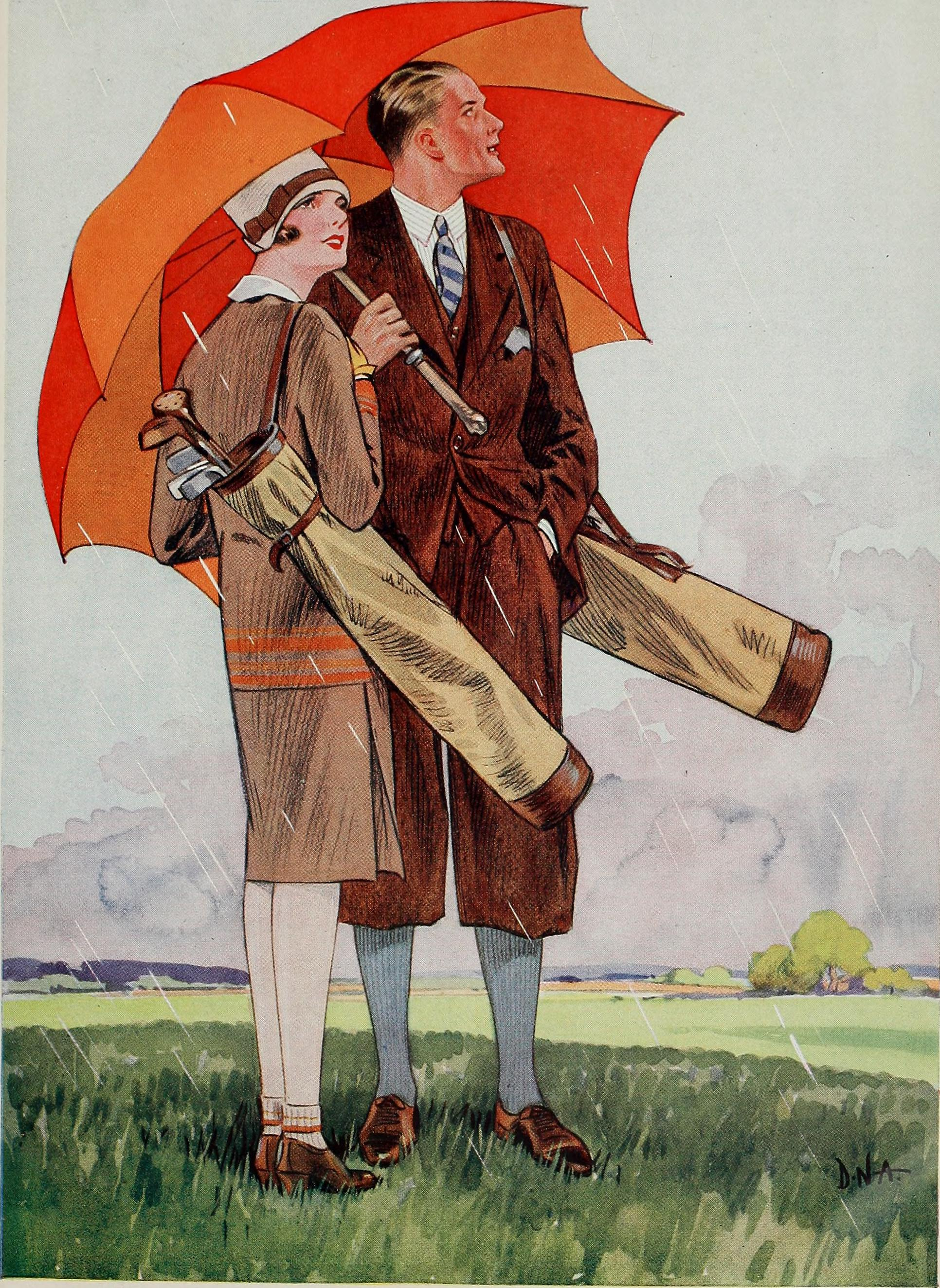
Sportief stel, 1928 (man in plusfours)
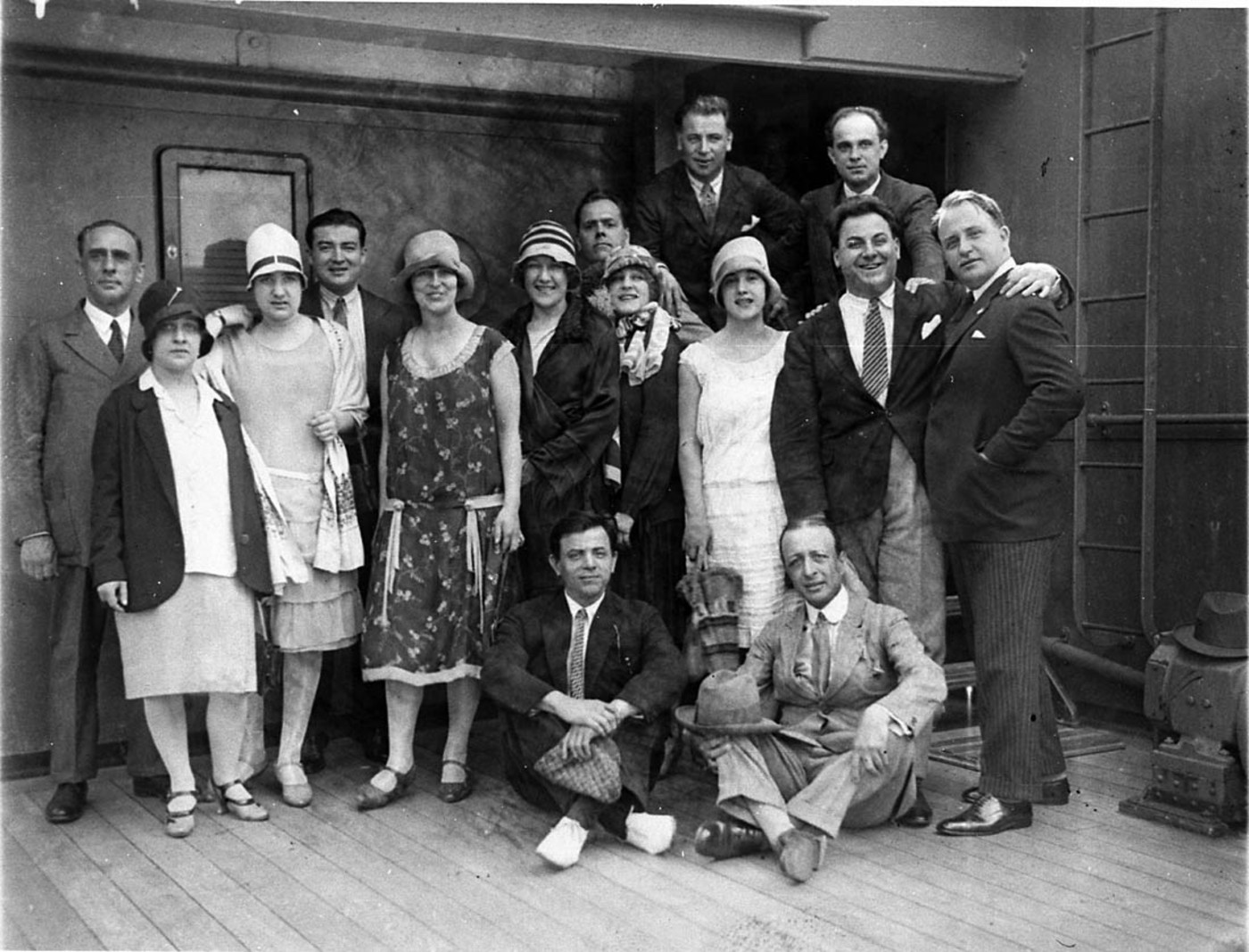
Opera gezelschap, 1928

### Crisis en WOII (1929-1947)
Na de ineenstorting van Wall Street in 1929 en de daaropvolgende economische depressie, komt er een terugkeer naar traditionele waarden. De natuurlijke lichaamsvormen worden weer geaccentueerd en de vrouwelijke lijn is netjes, elegant, lang en relatief ingewikkeld. Als alternatief voor de dure haute couture ontstaat prêt-à-porter (klaar om te dragen): confectiekleding naar een model van een couturier. Men gaat massaal naar de bioscoop, en de kleding van filmsterren uit Hollywood beïnvloedt de mode. Zo baart Marlene Dietrich opzien met een broek(pak), en belichamen Gary Cooper en Clark Gable de mannelijke glamour. Eind jaren dertig krijgt de kleding een militair uiterlijk en wordt de mode strak, recht, en praktisch.
De Tweede Wereldoorlog breekt uit in 1939: materialen worden schaars en kleding gaat op de bon. Wie zich behoorlijk wil kleden moet vindingrijk zijn: het is improviseren, repareren, en zuinig zijn. Op kleding komen beperkingen qua ontwerp, stofgebruik en productie. In Engeland ontstaat eenheidskleding (utility). Na de bevrijding verandert er niet veel; de mode blijft beperkt tot smalle, strenge, wat hoekige jurken en kostuums waarbij de schouders worden benadrukt.
In de jaren dertig heeft het vrouwelijke silhouet een smalle taille, brede schouders, en een nauwe rok die naar onder klokvormig uitloopt tot op de kuiten. Vrouwen dragen jurken en mantelpakjes, en pumps met hakken. Het haar wordt langer, en glad gekapt met krulletjes in de nek. In 1933 komt blond gebleekt haar in de mode, en in 1936 golven en krullen door middel van permanent. De vrouw draagt een baret of klein hoedje schuin op het voorhoofd, of een grotere (heren)hoed. Door het zonnebaden worden de zonnejurk met bolero, de zonnebril en het badpak populair. De avondjurken zijn lang, met een lage rug, smalle schouderbandjes of halterdecolletés, en een capeje. In 1938 verschijnt de eerste strapless avondjurk. Eind jaren dertig en tijdens de oorlog is de rok korter en het jasje strakker en met vierkante schouders. De lange broek is praktisch en populair bij werkende vrouwen. Er zijn weinig knopen of versieringen, en de kleuren zijn somber. De kleding wordt opgefleurd met hoofddoekjes, sieraden en make-up. Het haar is belangrijk: vrouwen hebben schouderlang haar, dat op verschillende manieren wordt opgemaakt. Hoeden verschijnen in allerlei modellen en worden gemaakt van wat maar beschikbaar is. De schoenen zijn stevig, met sokken of bruin geverfde blote benen en soms een zelfgetekende achternaad.
De kleding van de man in de jaren dertig is eenvoudig en vlot. Het geklede pak met vest heeft een getailleerd jasje. Sportieve colberts zijn rechter van model en worden gecombineerd met een sjaaltje. Het overhemd heeft een vast boord en worden gedragen met een kleurige das of vlinderdas. Verder dragen mannen tweed jasjes, blazers, V-halstruien, plusfour, en krijtstreepbroeken met wijde pijpen. Lichtgrijze pakken zijn in de mode, evenals sportjasjes met flanellen broeken. Het haar is kort, zonder scheiding of met een zijscheiding, glad gekamd met brillantine. Soms een smalle snor à la Clark Gable. Mannen dragen een pet of (gleuf)hoed. Tijdens en na de Tweede Wereldoorlog dragen mannen praktische kleding, of een (vermaakt) legeruniform.

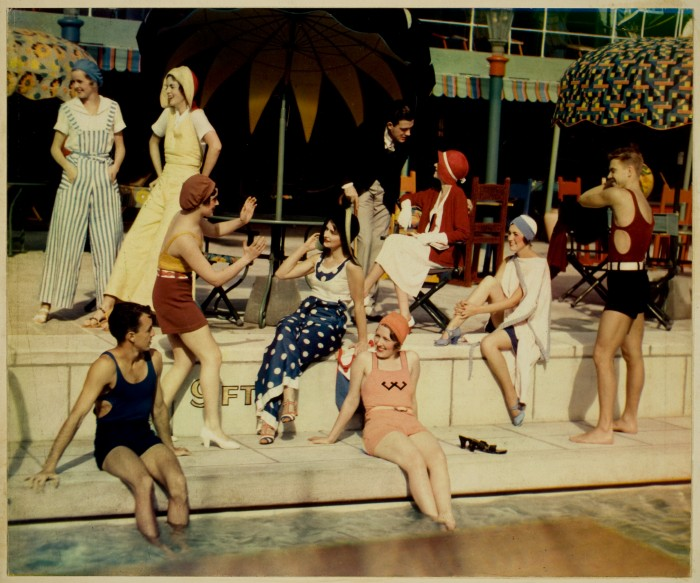
Strand- en badkleding 1932
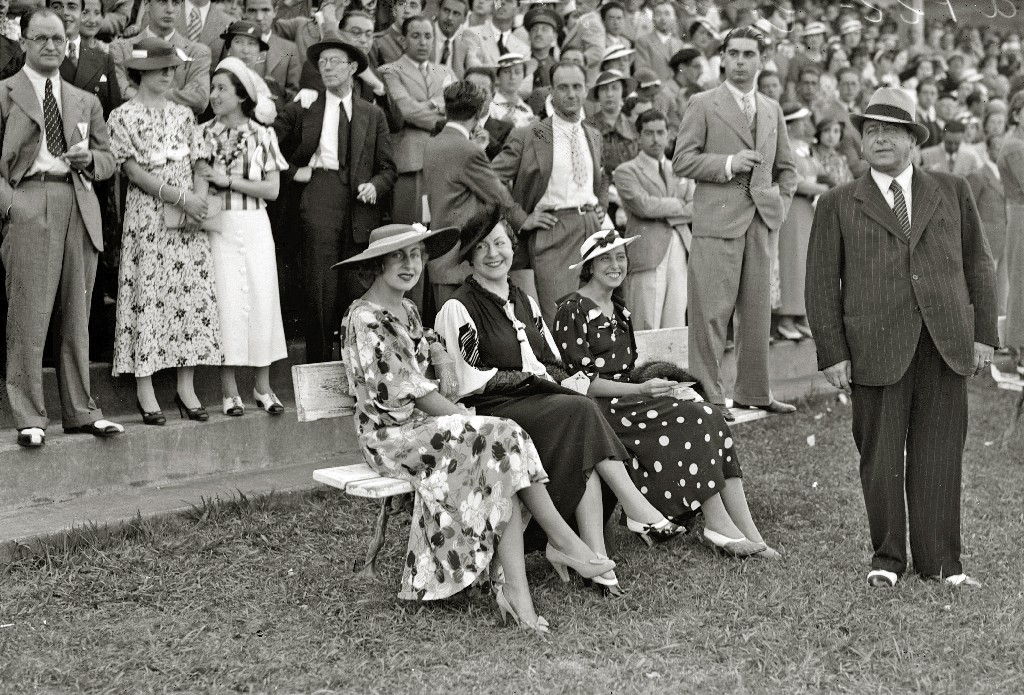
Publiek bij paardenrennen, 1935
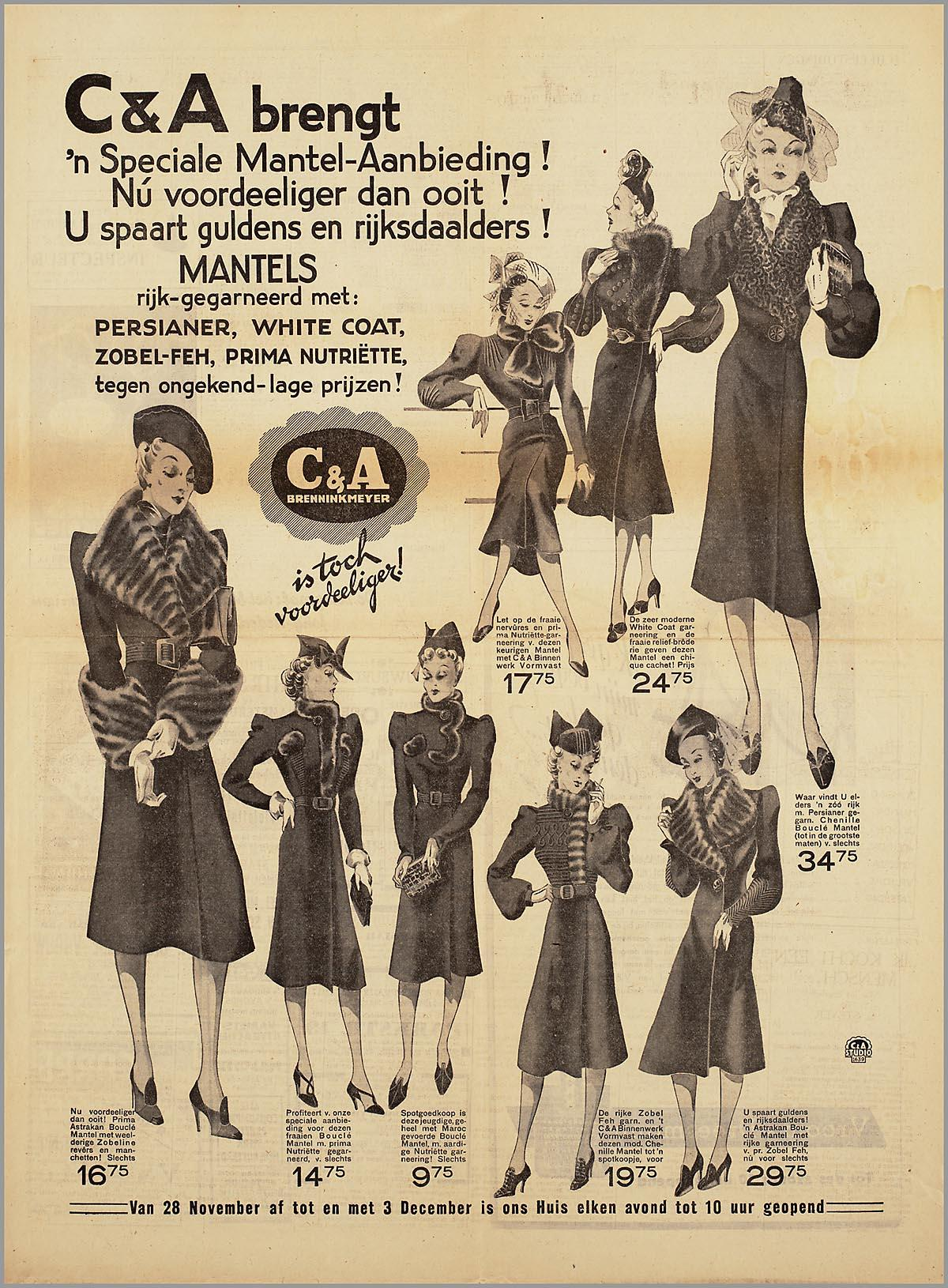
C&A, 1938
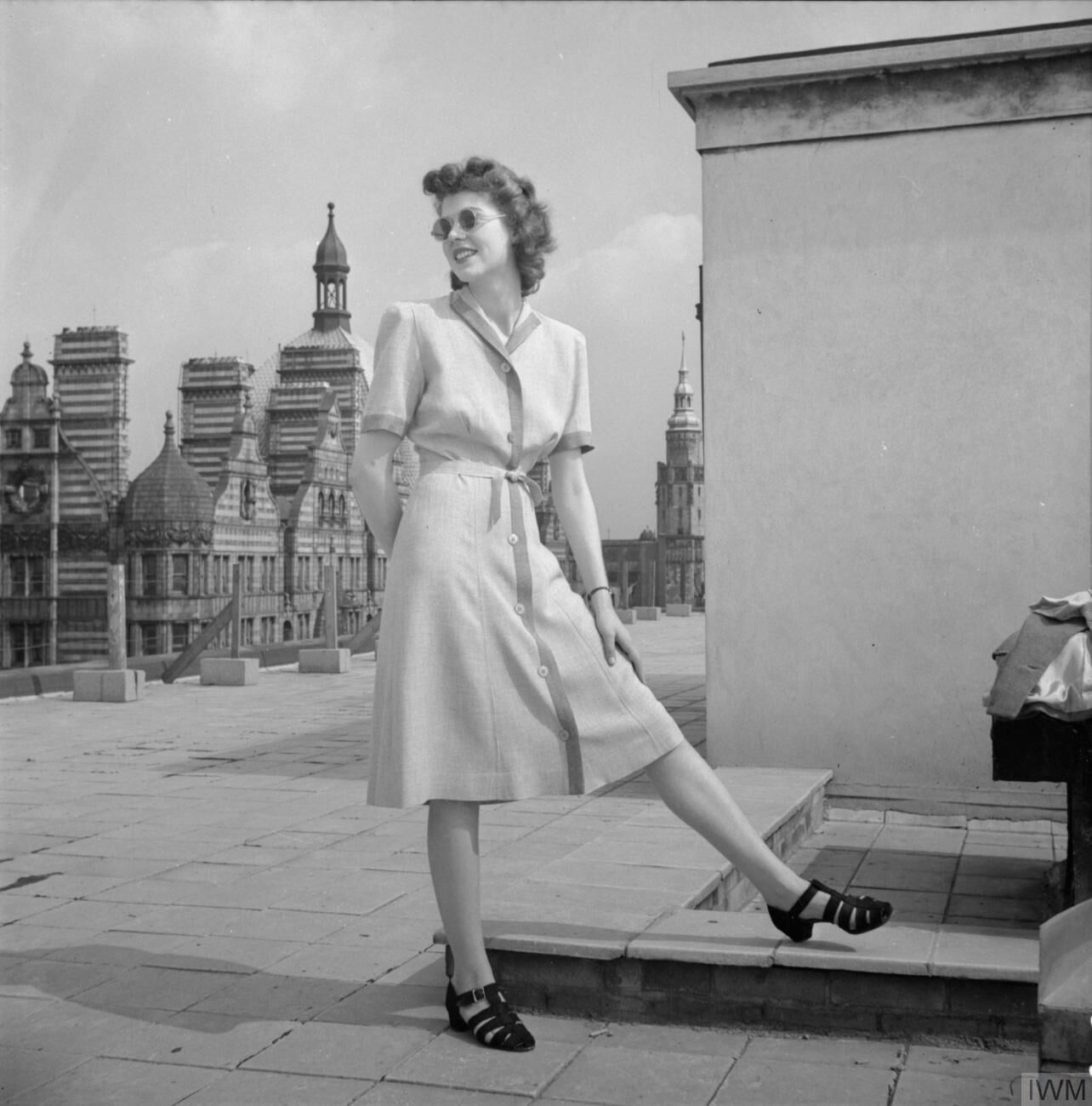
Utility kleding, 1943
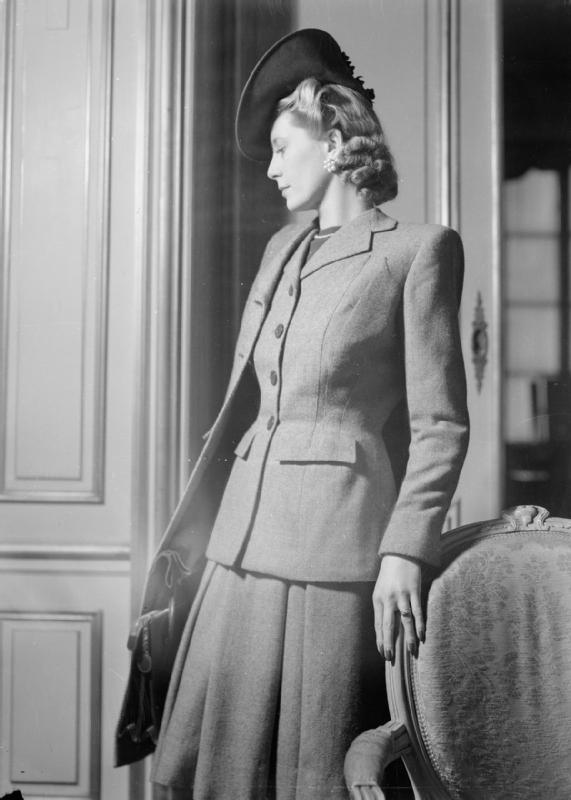
Mantelpakje, 1945

## Nieuwe Tijd (1947-1999)

### New Look en rock-'n-roll (1947-1963)
Na de Tweede Wereldoorlog is er als reactie op alle ellende een behoefte aan luxe. De haute couture begint in Parijs: Christian Dior lanceert in 1947 met groot succes zijn New Look. De mode is vrouwelijk, elegant en getuigt van optimisme, maar er is ook kritiek op het vele materiaalgebruik. In de jaren vijftig neemt de welvaart toe en wordt de maatschappij materialistisch en traditioneel: mannen werken en vrouwen behoren de perfecte huisvrouw te zijn, met het bijbehorende uiterlijk. De avondgarderobe wordt weer belangrijk en dit is het ideale terrein voor de couturier. Italiaanse ontwerpers zijn populair met hun mondaine vakantiekleding. In de jaren vijftig ontstaat er een tweedeling: Enerzijds de haute couture met veel verschillende lijnen, gedragen door onder anderen Jackie Kennedy en Audrey Hepburn. Anderzijds zijn er de tieners en twintigers, die zich keren tegen het welvaarts- en fatsoensdenken en zich laten inspireren door film, televisie en rock-'n-roll uit de VS. Vooral James Dean, Brigitte Bardot, Marilyn Monroe en Elvis Presley beïnvloeden de jeugd. De meisjes dragen petticoats met strakke truitjes en de jongens T-shirts met jeans.
Het silhouet van de vrouw na 1947 heeft een zandlopermodel: afgeronde schouders, een ingesnoerde taille, het accent op borsten en heupen, en een wijde kuitlange rok. Veel gedragen in de jaren vijftig zijn combinaties van blouse (en vestje) met rok of kuitbroek. Verder draagt de vrouw een pullover, sweater, strak gebreid truitje, overhemdjurk, kokerrok en het mantelpakje. De mouwen zijn vaak driekwart lang. Uit de VS komen de strapless avondjurk en de cocktailjurk overwaaien. Accessoires zoals handschoenen en tassen zijn populair. Vanuit Hollywood komt het ideaal van een hoge, puntige boezem met borsten die uit elkaar staan, verkregen door een voorgevormde beha, de puntbeha of bullet bra. Er worden veel verschillende lijnen in de mode geïntroduceerd, zoals de A-, H-, en Y-lijn, waardoor het vrouwelijke silhouet telkens verandert. Aan de voeten worden pumps, ballerina's, of schoenen met naaldhakken gedragen. Het haar is kort of halflang en wordt gekruld, of opgestoken in een knot. Er worden minder hoeden gedragen; soms wel een grote hoed of een dophoedje. Jeugdige ‘rebelse’ vrouwen dragen een spijkerbroek of een wijde rok over een aantal stijve onderrokken (petticoat) en strakke truitjes. Het haar heeft een pony met paardenstaart of wordt hoog getoupeerd met veel haarlak. Verder wordt er veel oogmake-up gebruikt. In de jaren vijftig wordt de kledingstijl bloter; de bikini verschijnt. Aan het eind van de jaren vijftig worden de rokken smaller en krijgen ze soms een hogere taille.
Direct na de Tweede Wereldoorlog blijft de mannenmode onveranderd. De man draagt overdag een driedelig pak, of een combinatie van jasje met brede revers, een effen broek met nauwe pijpen, een wit overhemd, een smalle das, en soms een kleurig vest. De avondkleding bestaat uit een smoking of een donker kostuum. In de jaren vijftig wordt het wandelkostuum van grijs flanel met witte krijtstreepjes populair. Uit de VS komt het comfortabele drape suit: breed in de schouders, smal bij de taille en heupen, met grote zakken en brede revers met ver naar boven getrokken punten. Het haar is kort, achterover gekamd of met een zijscheiding. Soms heeft de man een snor of draagt hij een deukhoed. Onder invloed van de Italiaanse stijl krijgt de herenkleding na 1955 een smaller silhouet en meer kleur, en worden de schoenen smal en spits. Kostuums, combinaties en blazers worden nog steeds veel gedragen, en gekleurde overhemden worden populair. Als strandmode dagen mannen een Bermuda (short) en een kleurig hemd. Jongens dragen een strakke (spijker)broek met een T-shirt, gekleurde of leren jasjes, een geruit overhemd, korte bomberjacks met rits, en overhemden met puntkragen. De gekleurde schoenen hebben een dikke rubberen zool. Het haar is behoorlijk lang, met een vetkuif, of met ‘vleugeltjes’ achter de slapen, die samenkomen in een punt in de nek.

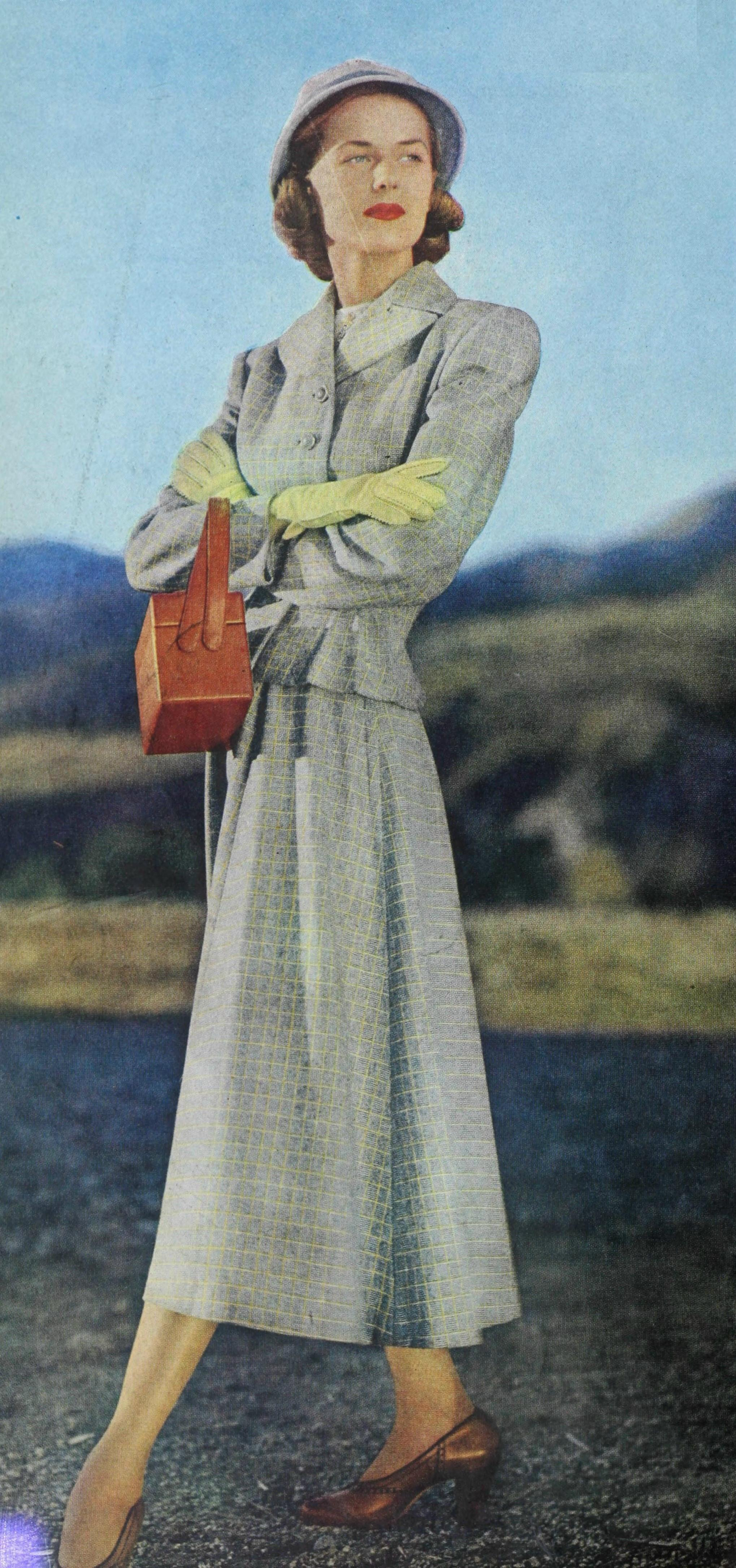
Damesmode, 1948
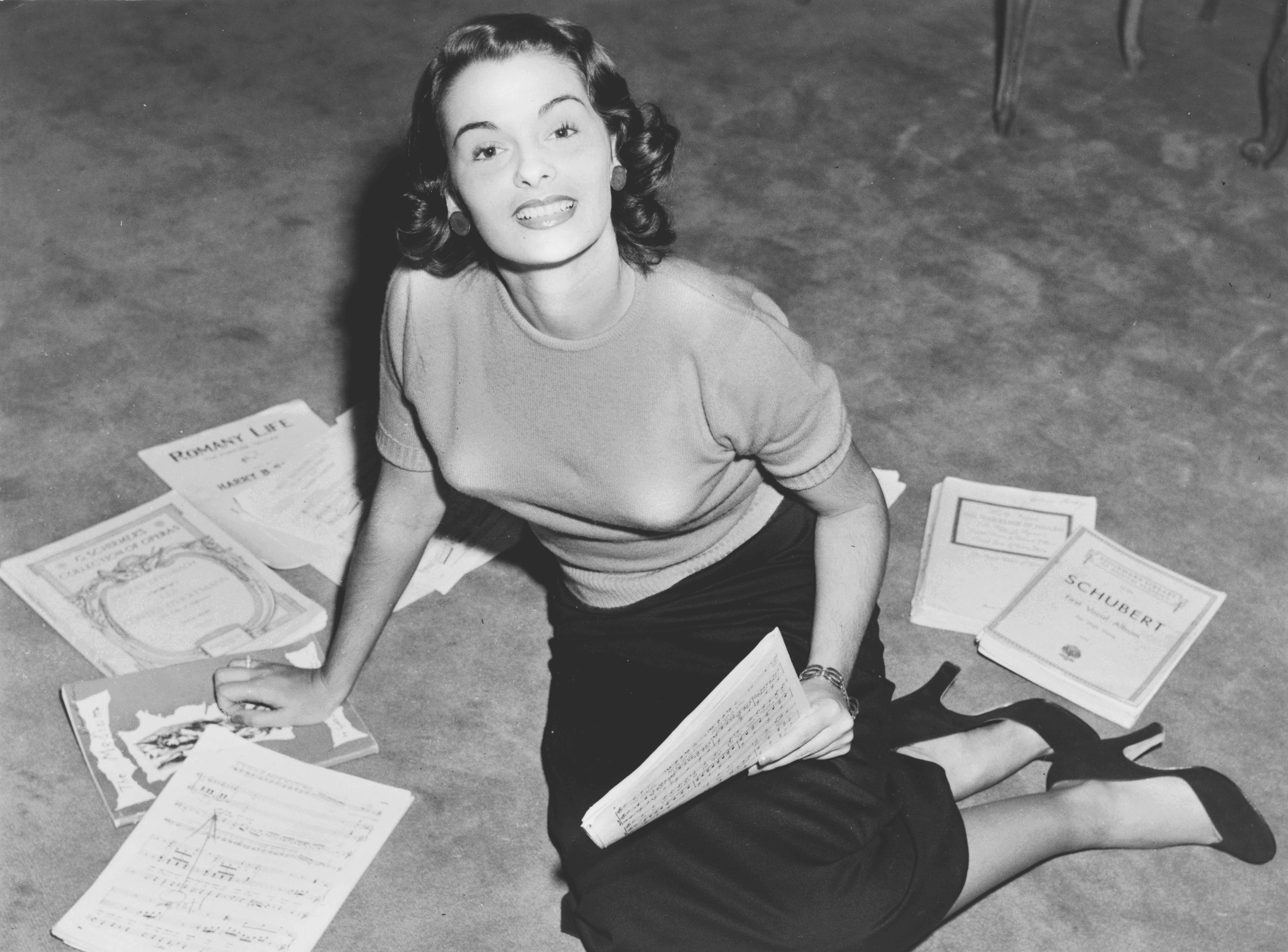
Vrouw met ‘bullet bra’, 1950
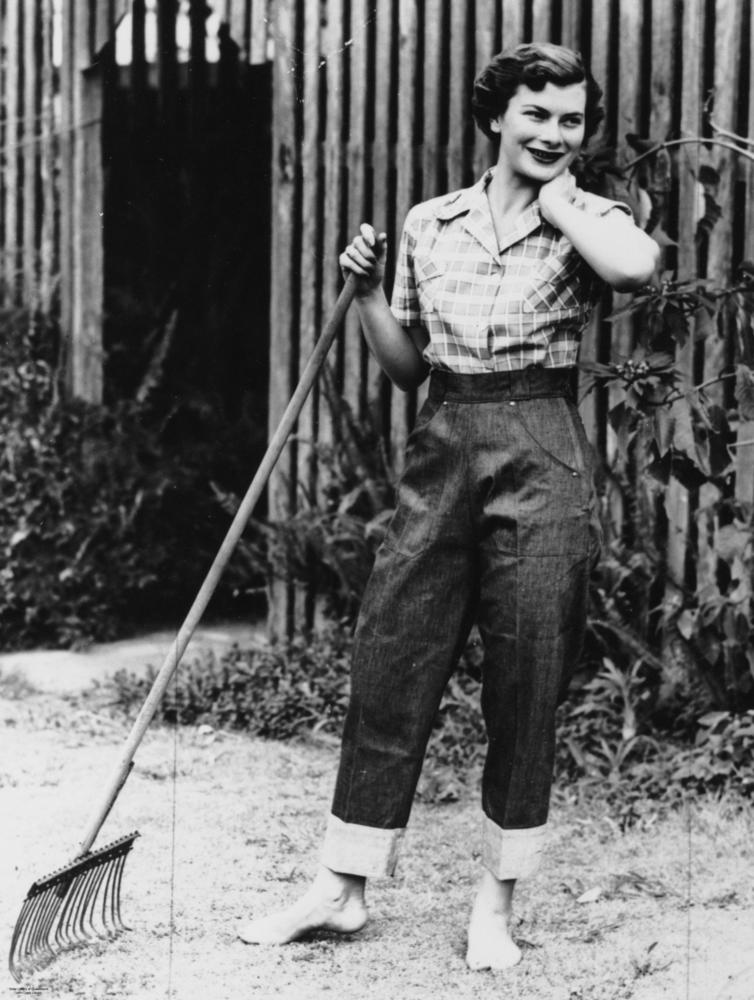
Vrouw in spijkerbroek, 1952
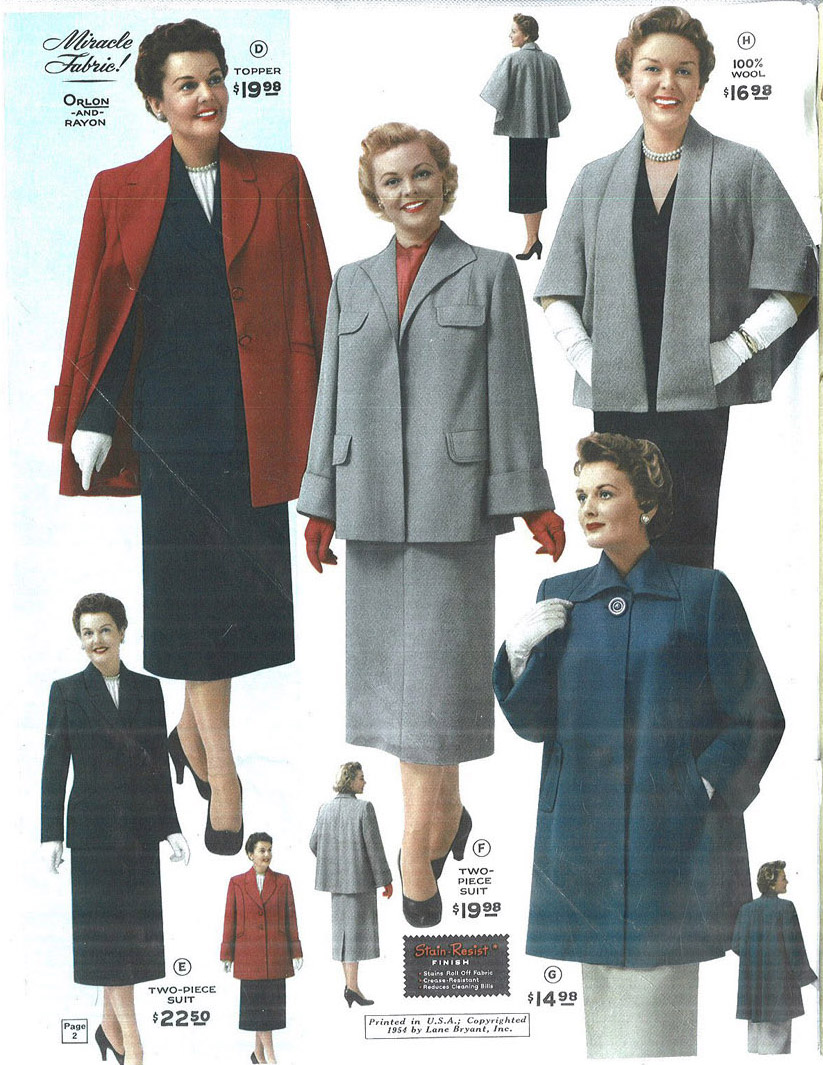
Damesmode, 1954
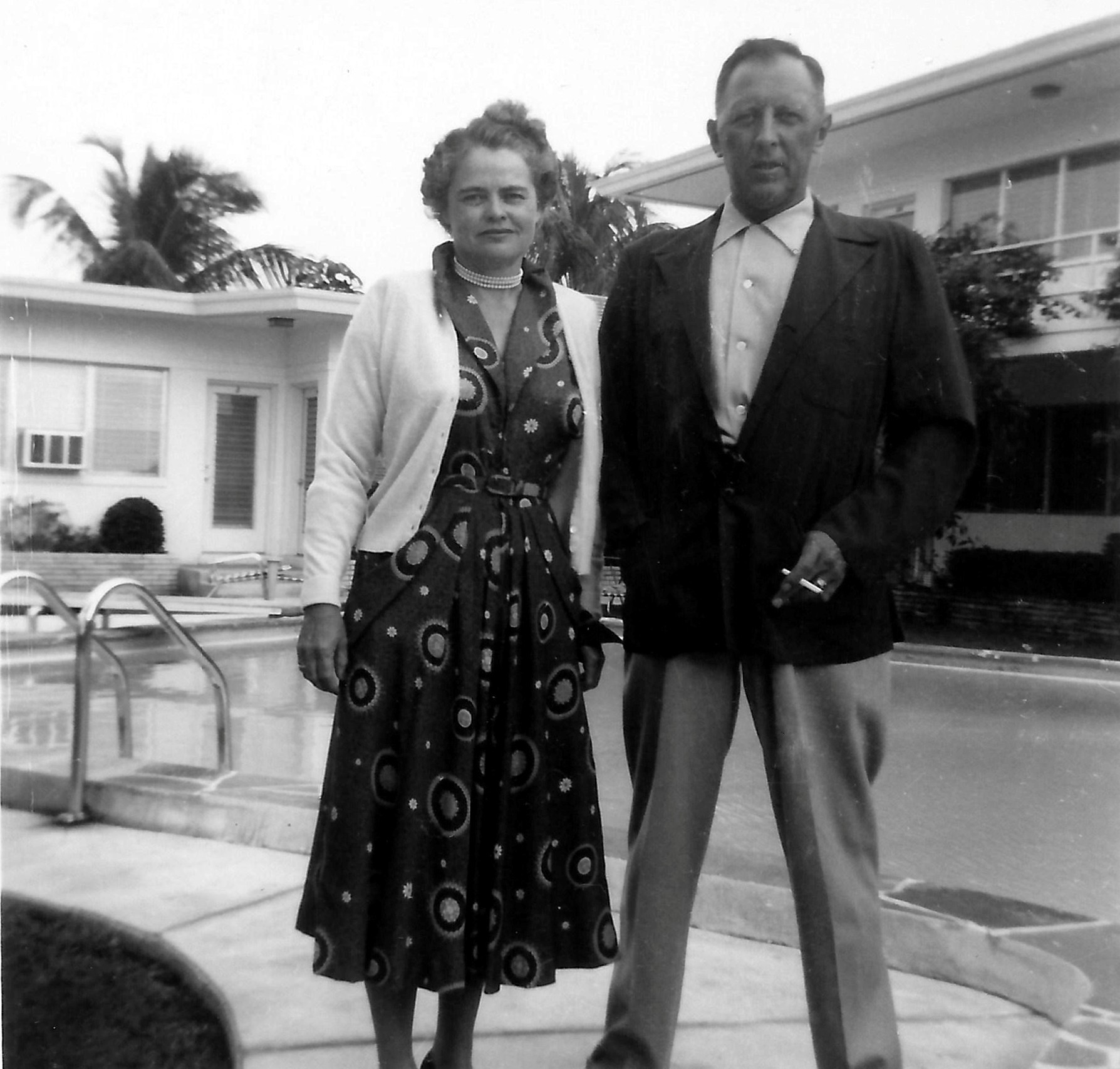
Echtpaar, 1954
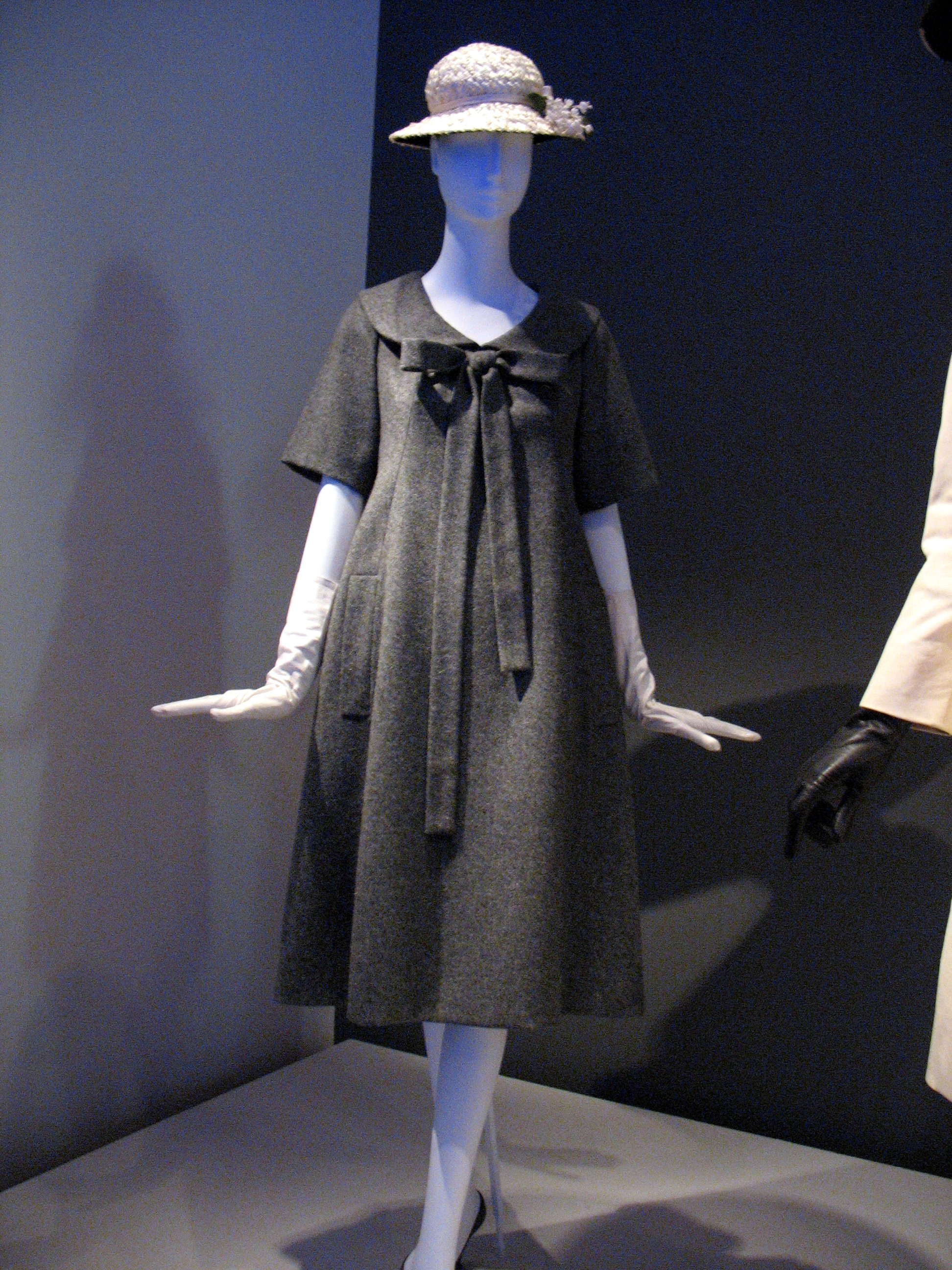
Trapeziumlijn, 1958
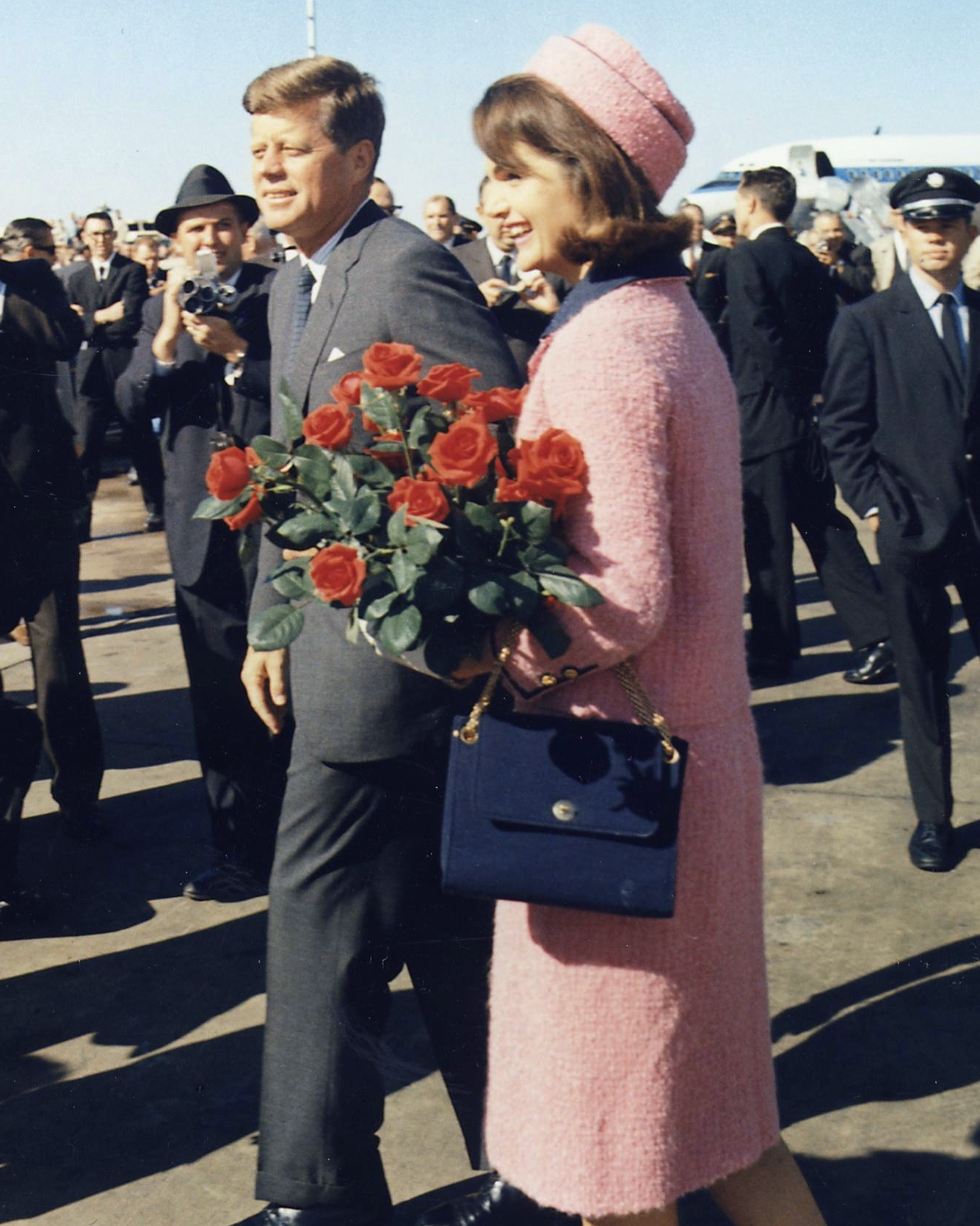
John F Kennedy en zijn vrouw Jackie (met dophoedje), 1963

### Minirok en flowerpower (1963-1980)
In de jaren zestig groeit de eerste naoorlogse generatie op. De jeugd heeft meer te besteden en behoefte aan verandering. Men wil vooral jong, dun, opwindend en provocerend zijn. Hippe Londense boetieks gaan de mode bepalen en de trends volgen elkaar snel op, zoals ruimtevaartkleding, transparante mode en kleding met grafische patronen. Mary Quant heeft veel succes met haar draagbare en kleurrijke kleding; zij introduceert in 1965 de minirok. Het verschil tussen mannen en vrouwen wordt kleiner: mannen dragen smalle, kleurrijke kleding en hebben lang haar zoals dat van de The Beatles. Volwassenen vinden dat alles maar niks en blijven nette, traditionelere kleding dragen. Eind jaren zestig ontstaat de hippiecultuur of flowerpowerbeweging, die zich verzet tegen de verharding van de maatschappij. Hippies dragen een bonte mengeling van stijlen: nostalgische, romantische, kleurrijk, landelijk, en oosters. Het is met de hand gemaakt van natuurlijke vezels. Tweedehands kleding is hip, evenals gebreide kleding en patchwork. Typische kleuren voor de jaren zeventig zijn groen, bruin en oranje. In 1976 verschijnt punk op straat; punkers choqueren met hun kleding en haarstijl. Halverwege de jaren zeventig ontstaat glamrock, met theatrale en excentrieke kleding. Rond dezelfde tijd wordt disco populair onder andere door de film Saturday Night Fever uit 1978.
In de jaren zestig en zeventig draagt de volwassen vrouw sobere en stijve kleding: jurken, mantelpakjes, blouse en rok, en broekpakken. Jonge vrouwen dragen een lange (spijker)broek met blouse of shirt, of een rechte mouwloze jurk. Halverwege de jaren zestig is futuristische en zilverkleurige kleding een trend, evenals kleding met grafische patronen. In 1965 verschijnt de minirok, gedragen met een naadloze panty of kleurige gedessineerde maillot, en platte schoenen of lange laarzen. Het haar is glad en kort, of halflang en naar buiten gegolfd. Op het hoofd wordt soms een scheve wollen muts of een grote pet gedragen. Begin jaren zeventig verschijnt de midi-, en maximode, overgooier, tuinbroeken, en gebreide kleding. Broeken hebben vaak wijde pijpen. Het is hip meerdere kledingstukken te combineren, zoals het tuniekpak (pantalon en mini-jurk) of hotpants samen met een lange rok of jas. De vrouw draagt een kleurige maillot en schoenen of (kreukellakleren) lange laarzen met blokhakken en plateauzolen. Het haar is loshangend en (half)lang; rond 1973 zijn afro-kapsels en vlechtjes populair. De hippiemode van de jaren zeventig bestaat uit lange rokken, romantische bloemetjesjurken, kanten blouses met ruches, jeans met wijde pijpen, en kledingstukken uit andere landen zoals de poncho en het Indiahemd. Kleding wordt versierd met bonte borduursels, kralen en franje. Verder dragen vrouwen lange sjaals, opvallende sieraden, omslagdoeken, grote of gekleurde brillen, en gehaakte schoudertassen. Naast schoenen, sandalen en laarzen loopt men op blote voeten. Het haar is lang en los en wordt versierd met een haarband, sjaal, bloemen, of muts.
De man draagt tot halverwege de jaren zestig een eenvoudig pak met soms een stropdas, of een strakke (spijker)broek met een T-shirt of trui. Sportjasjes, legerjasjes, pilotenjacks, en de trenchcoat worden veel gedragen. Eind jaren zestig en begin jaren zeventig zijn de kostuum smal, getailleerd en kleurig. Het jasje heeft een opstaand boordje en een rits. Kleding wordt veel gemaakt van fluweel of corduroy. Populair zijn mouwloze slip-overs, coltruien, T-shirts, spijkerpakken, gekleurde hemden met ruches, suède jacks, bontkragen, en legerkleding. De broeken hebben smalle heupen en wijd uitlopende pijpen. De gebloemde of gestreepte overhemden zijn smal met grote puntkragen. Verder draagt de man instapschoenen, of schoenen en laarzen met plateauzolen. Het haar is halflang en onverzorgd, met grote bakkebaarden. Hippies dragen gebleekte en gerafelde spijkerbroeken, lange bedrukte hemden, lang haar en soms een lange baard, en sandalen, laarzen of blote voeten. Na 1977 wordt het haar korter en zijn er meer korte baarden. De broekspijpen worden smal en in laarzen gestopt. Het pak heeft een dubbele knopenrij met ruiten en brede revers. Hoofddeksels zijn zo goed als verdwenen.
Punkkleding wordt eind jaren zeventig gedragen door een kleine groep jongeren, en bestaat uit strakke zwartleren kleding met veel ritsen en gaten, versleten jeans en T-shirts, en lompe schoenen. Dit alles opgesierd met spijkers, kettingen, en veiligheidsspelden (ook gedragen in oren en neus). Punkers dragen donkere make-up en (gekleurd) piekerig haar of een hanenkam. Glamrock kleding bestaat uit nauwsluitende, gedessineerde pakken uit één stuk, lovertjes, veren en boa's, laarzen met plateauzolen, geverfd haar en huid, en grote krullende kapsels of haar in een matje (van voren kort, van achteren lang). Discokleding voor de man bestaat uit (glimmende) pakken en overhemden met een puntkraag; de vrouw draagt een haltertopje en een strakke broek, of een bodystocking (panty en truitje aaneen).

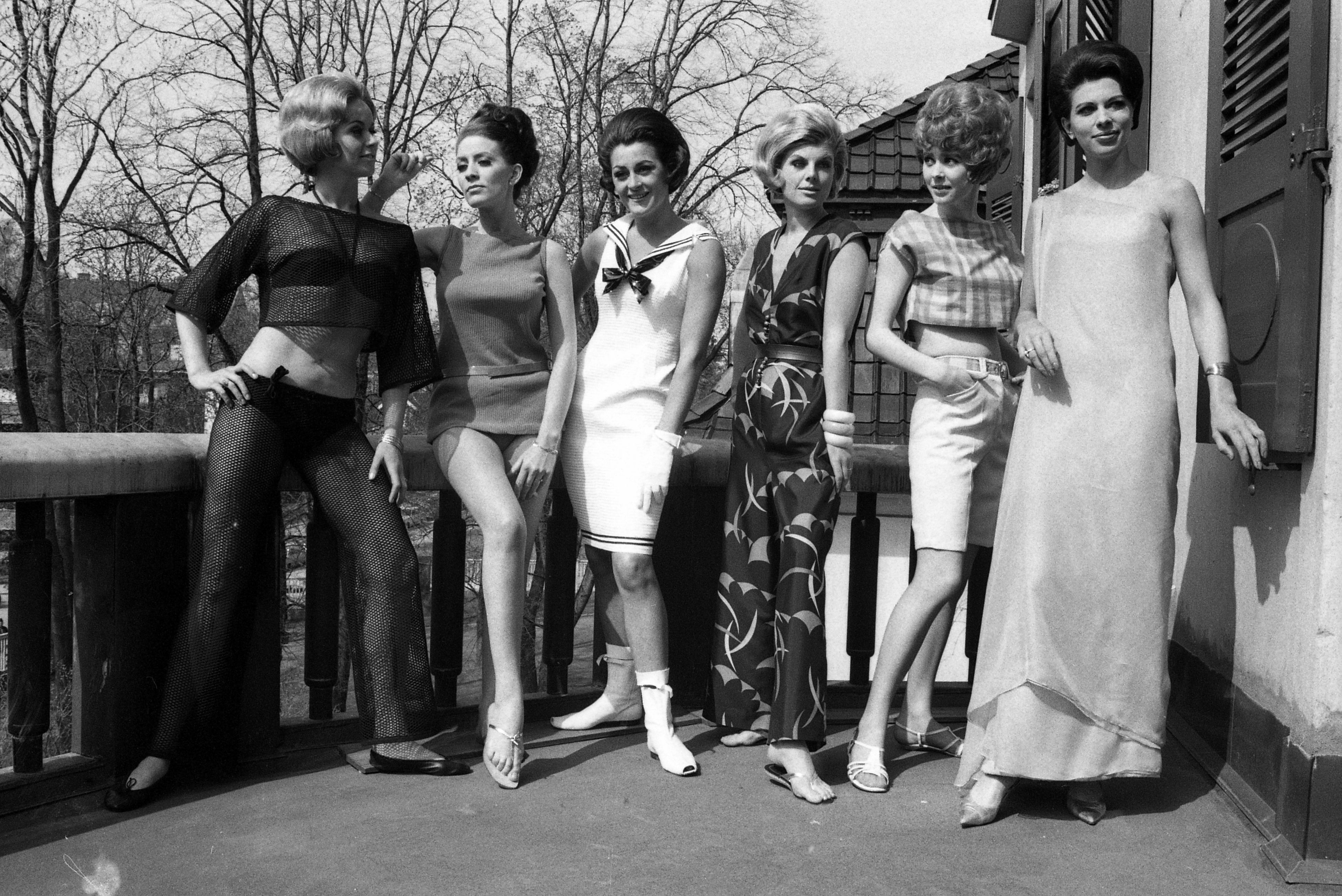
Damesmode, 1965
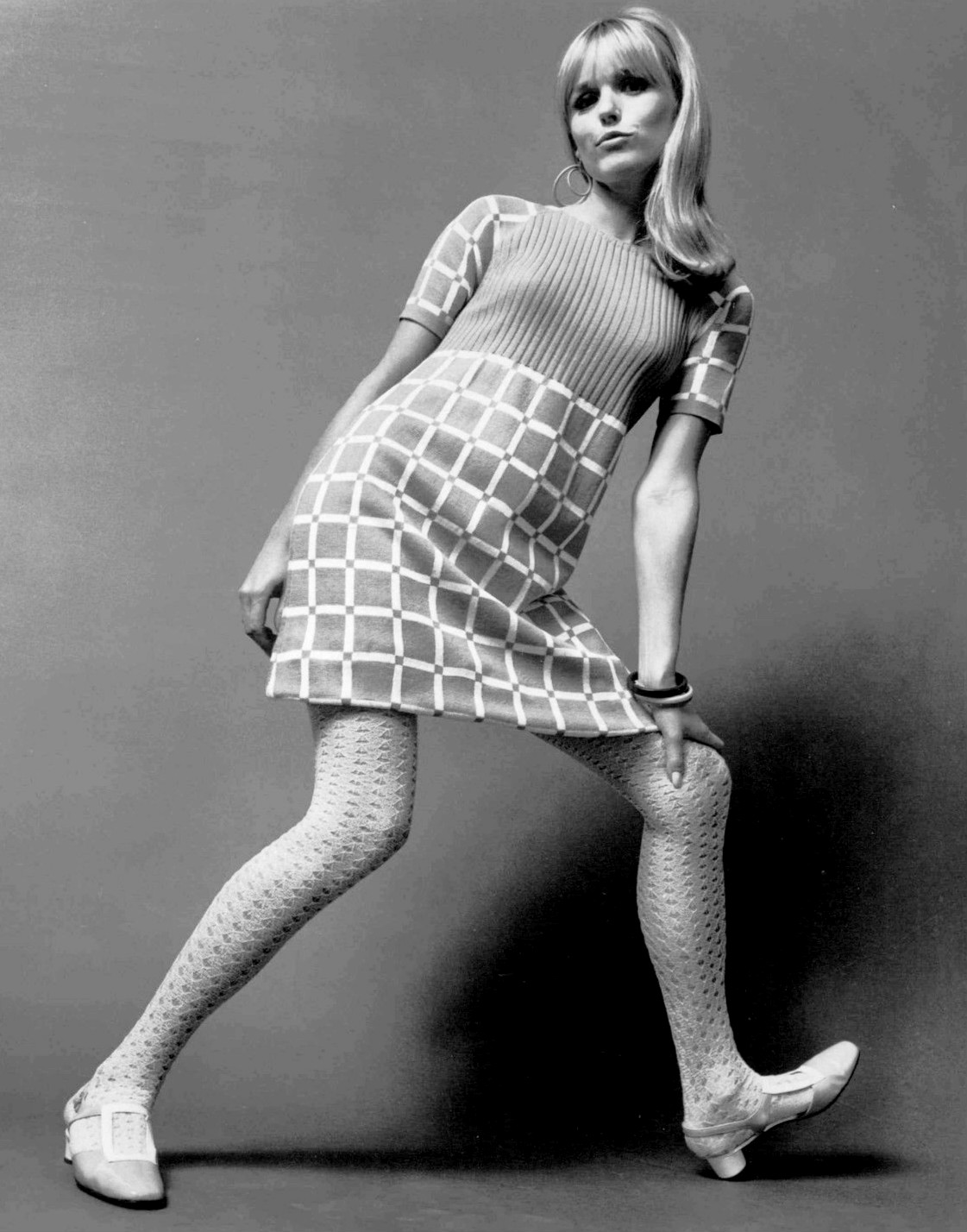
Gebreide jurk en maillot, 1967
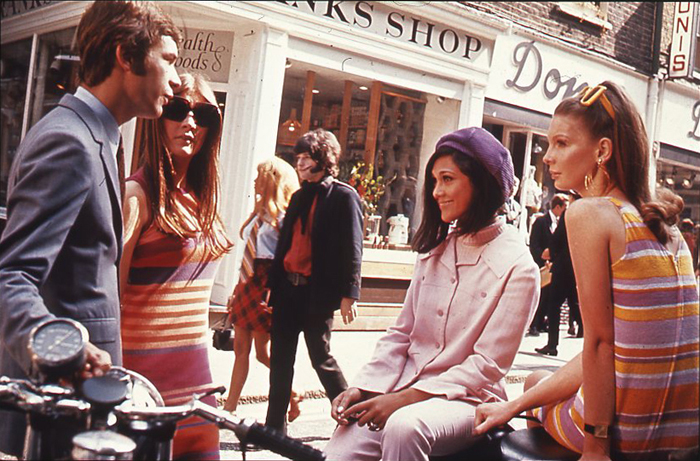
Londen, 1969
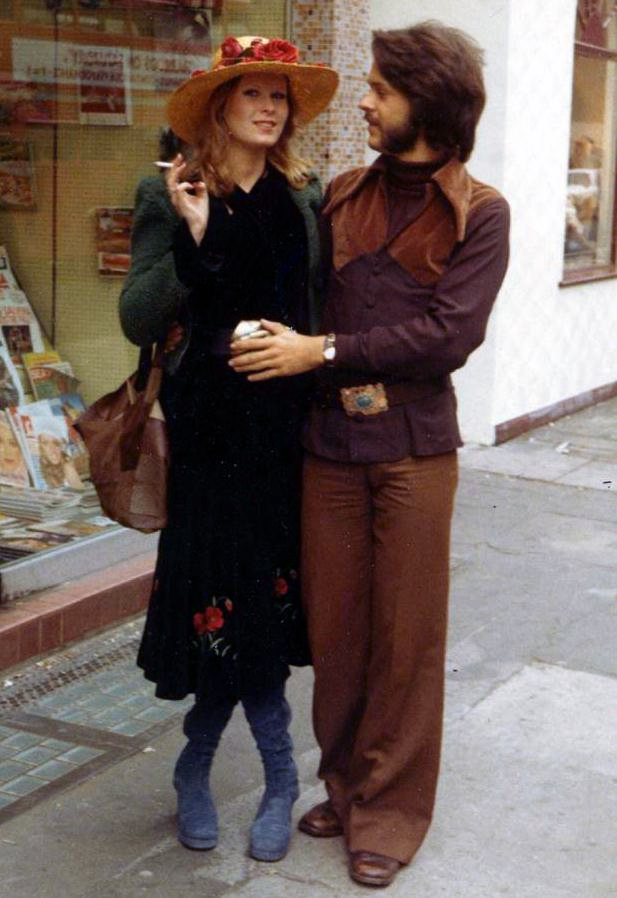
Efva Attling & Lars Jacob, 1971
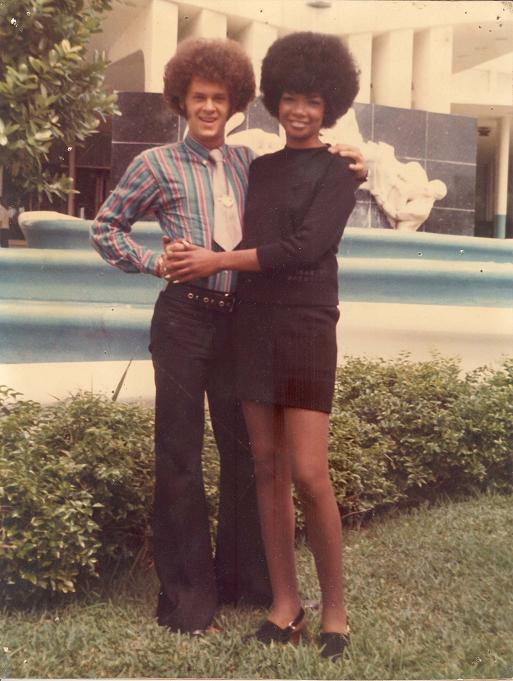
Man en vrouw met afro-kapsels, 1972
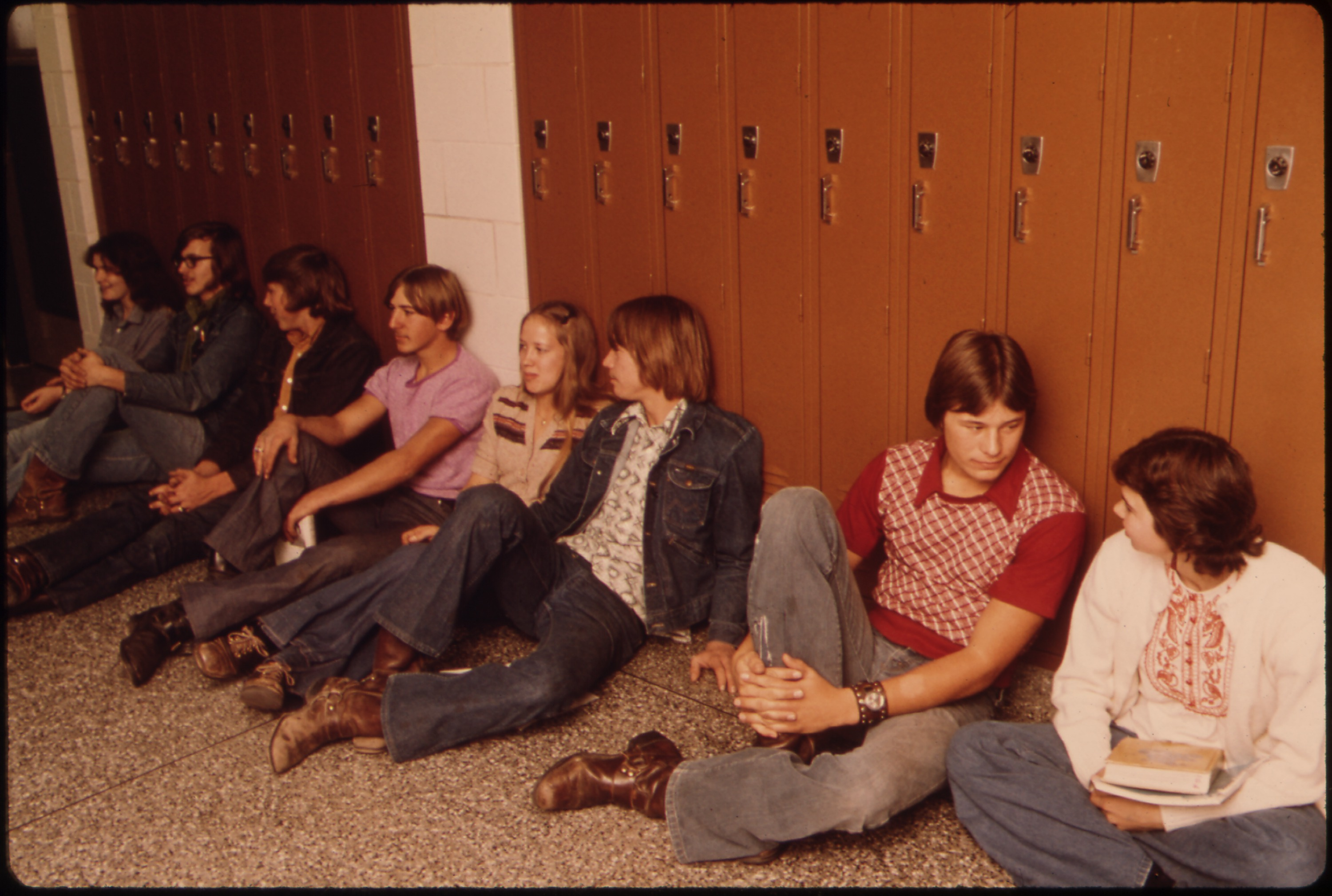
Studenten, 1974
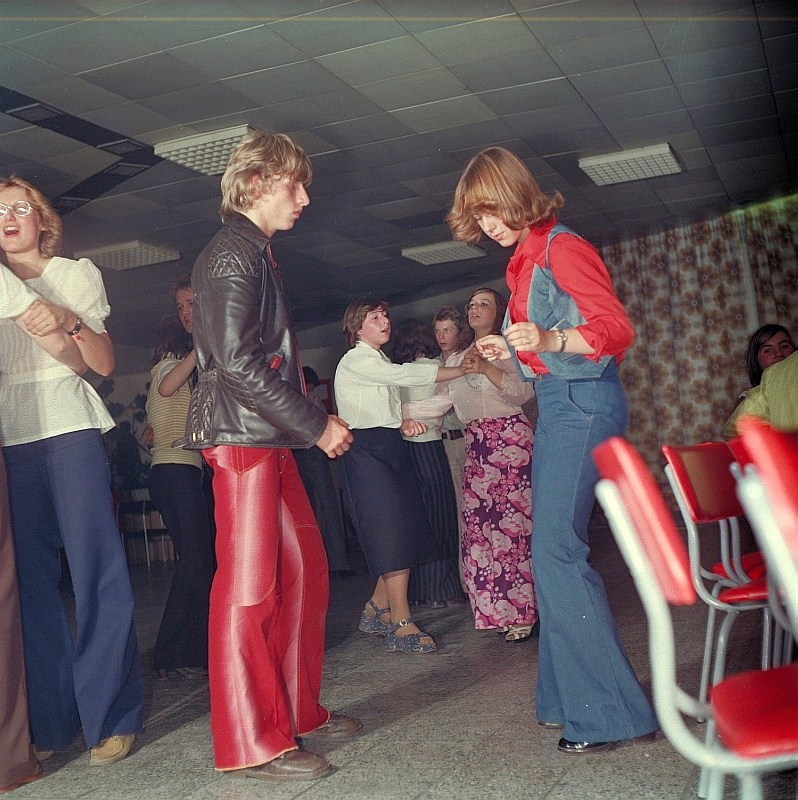
Discotheek, 1977

### De jaren tachtig en negentig (1980-1999)
In de jaren tachtig is kleding een massa- en consumptieproduct geworden. Merkkleding is een rage, mede dankzij reclame. Het credo is: je kunt alles worden wat je wilt. Er zijn veel modestijlen, zoals glamour, zakelijke kleding gedragen door de ambitieuze professional yup, en sportkleding die geïntegreerd is in de dagelijkse kleding. De mannelijke lijn is vrouwelijk, met glimmende pakken en flamboyante kleding. Trends zijn oversized kleding, primaire kleuren, slogans en prints, gebleekte en versleten spijkerbroeken, trainingspakken, blingbling uit de hiphopcultuur, ruimzittende kleding van breakdancers, en zwarte kleding van punk en gothic. In de jaren 90 wordt kleding homogener door televisie en internet. Er zijn minder kledingvoorschriften: wat je mooi vindt, trek je aan. Er is een grote verscheidenheid aan populaire stijlen, zoals sportief, retrostijlen zoals de jaren zeventig, grunge, skaters, hiphop, de techno-look en de girlie-look. Begin jaren negentig zijn de kleuren fel en fluorescerend, daarna somberder. Glamour is uit en bescheidenheid is in. Piercings en tatoeages zijn hip.
In de jaren tachtig draagt de werkende vrouw een strak mantelpakje met knielange rok of enkellange bandplooibroek, met blouse, brede ceintuur en schoudervullingen in het jasje. De avondkleding is extravagant en decadent. De sportieve vrouwenkleding is strak en gebaseerd op fitness en aerobicskleding: elastische jurken en pakjes, leggings, beenwarmers, haarbanden en korte broekjes van glanzende stoffen en in zoete kleuren. Verder dragen vrouwen oversized kleding met grote prints in opvallende kleuren, jurken met riem, sweat- en T-shirts, en een rok of strakke spijkerbroek met hoge taille. Er worden sandalen, pumps, laarzen, en veel merksportschoenen gedragen. De kapsels zijn eerst nog sluik of halflang in een bob; later piekerig en volumineus met een hoge pony, of in een paardenstaart met elastiekje. Hip zijn gekleurde schoenen en ceintuurs, en plastic sieraden. Eind jaren tachtig verdwijnen de schoudervullingen. In de jaren negentig dragen vrouwen beschaafde broek- of mantelpakjes. De retro-stijl uit de jaren zeventig zorgt voor een herleving van korte en strakke kleding. De vrouw draagt een jurk, blouse, korte rok, jeans (strak of met wijde pijpen), T-shirt, gebreide- en fleecetrui, haltertop, jurk met legging, en cardigan. Populaire printes zijn ruiten, dierenprintes, en camouflagepatronen. Een trend in 1994 is de girlie-look, met een kort rokje of jurkje, oversized sweater, kniekousen, naveltruitje met piercing, heupbroek, en schoenen met plateauzolen. In de late jaren negentig worden zakkige jeans, sweatshirts, hoodies, tanktops, trainers, en cargobroeken populair. Voor jonge kinderen zijn er Disney figuren op T-shirts. Vrouwenkapsels zijn eerst nog groot en krullend, maar later korter en in laagjes, zoals van Rachel in Friends, en de bob zoals van Victoria Beckham.
De zakelijke man in de jaren tachtig draagt een pak in een neutrale kleur van soepeler stof en met zachte lijnen. De broek heeft rechte pijpen en bandplooien, en de mooie dassen en overhemden hebben kleine boorden die zijn vastgezet met een knoopje. Een trend uit de VS zijn glimmende zijden pakken in pastelkleuren met een T-shirt. Mannelijke popsterren tonen een vrouwelijke stijl met flamboyante kleding zoals de piraten-look, ruches, make-up, en geverfd haar. De man draagt een verkleurde of versleten spijkerbroek, T-shirt, poloshirt, sweater met V-hals, oversized kleding met prints, gebreide trui met patronen, leren- of spijkerjasje, lange jas met ceintuur, en sportkleding zoals ski-jack, trainingspak, en joggingbroek. Merksportschoenen zoals de Nike Air Jordan zijn enorm populair, maar Gucci-instappers, veterschoenen en cowboylaarzen worden ook gedragen. Baarden zijn uit en een stoppelbaard is in. Het haar is niet te kort, geföhnd, gepermanent of coupe soleil, of piekerig en vaak lang van achteren. In de jaren negentig draagt de man een (spijker)broek, polo-, sweat-, of T-shirt, leren of spijkerjasje, korte broekjes, joggingbroeken, en baseball jasjes. Populaire stijlen zijn hip-hop met zakkerige broeken, hoodies, trainingspakken, petjes, en bomberjacks, grunge met flanellen shirts, versleten jeans en truien, en de jaren zeventig retro-stijl met fluwelen blazers, shirts met prints en jassen met nepbont. Pastelkleuren en grote patronen vervangen zwart. Eind jaren negentig wordt de mode stijlvoller en krijgt meer kleur. Accessoires zoals digitale horloges en mobiele telefoons worden steeds belangrijker. De mannenkapsels zijn eerst nog lang, maar worden steeds korter.

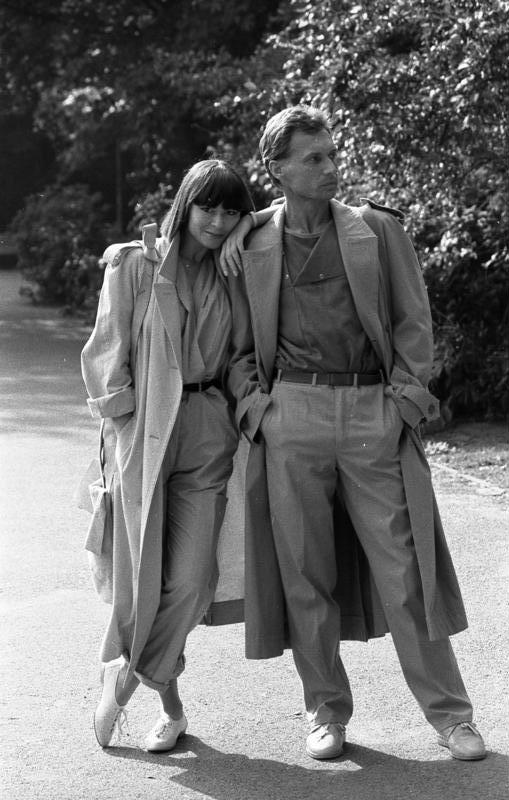
Mode, 1984
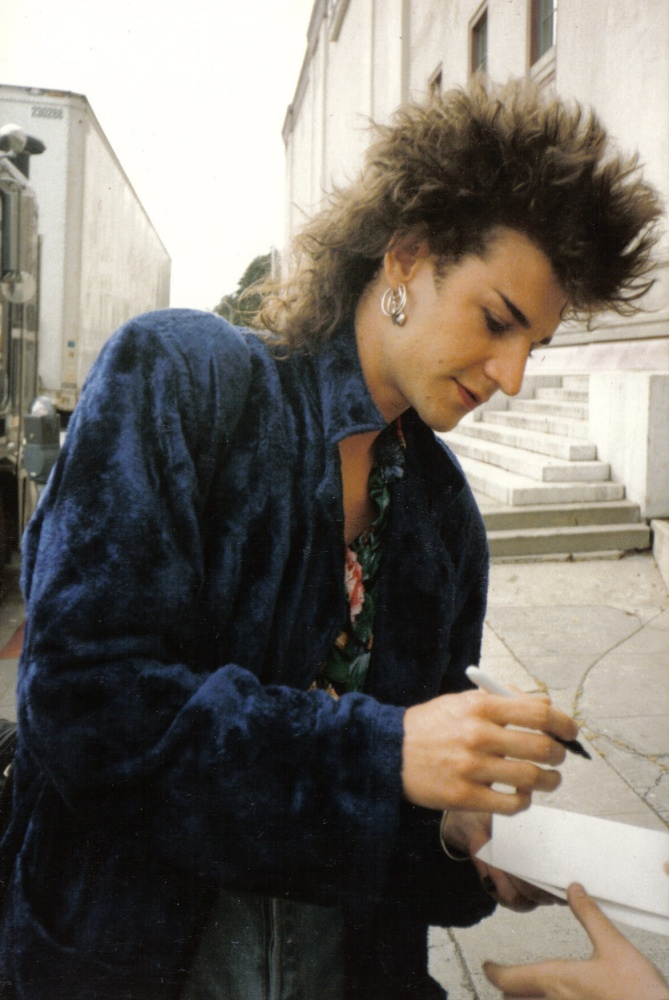
Man, 1986
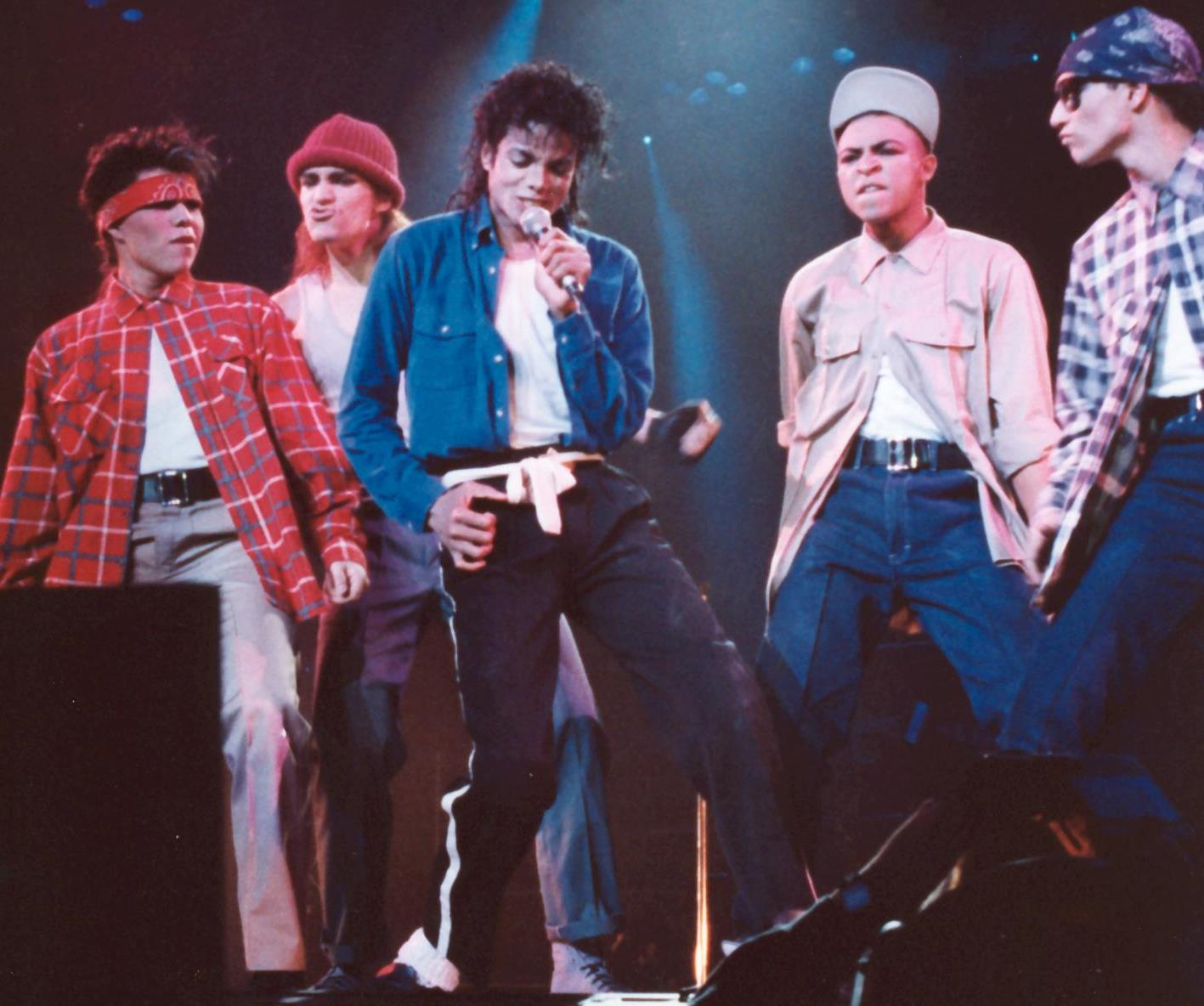
Michael Jackson met dansers,1988
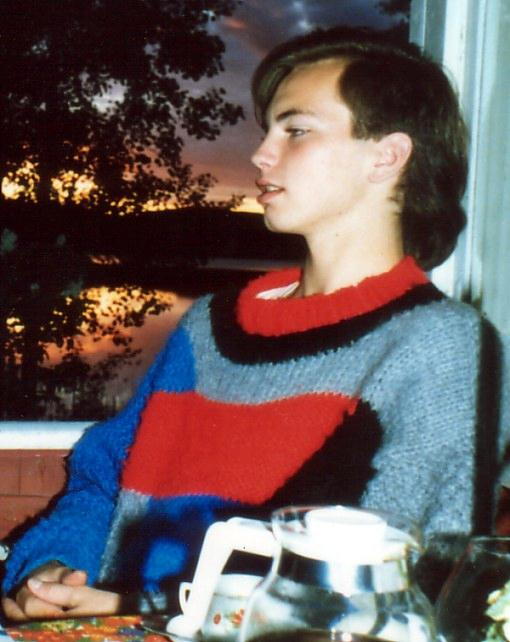
Jongeman in gebreide trui, 1991
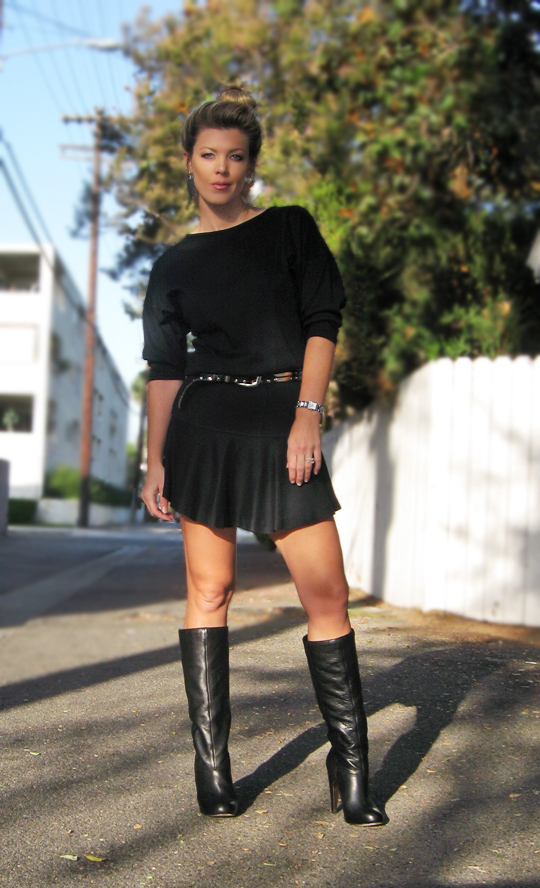
Zwart jurkje met laarzen
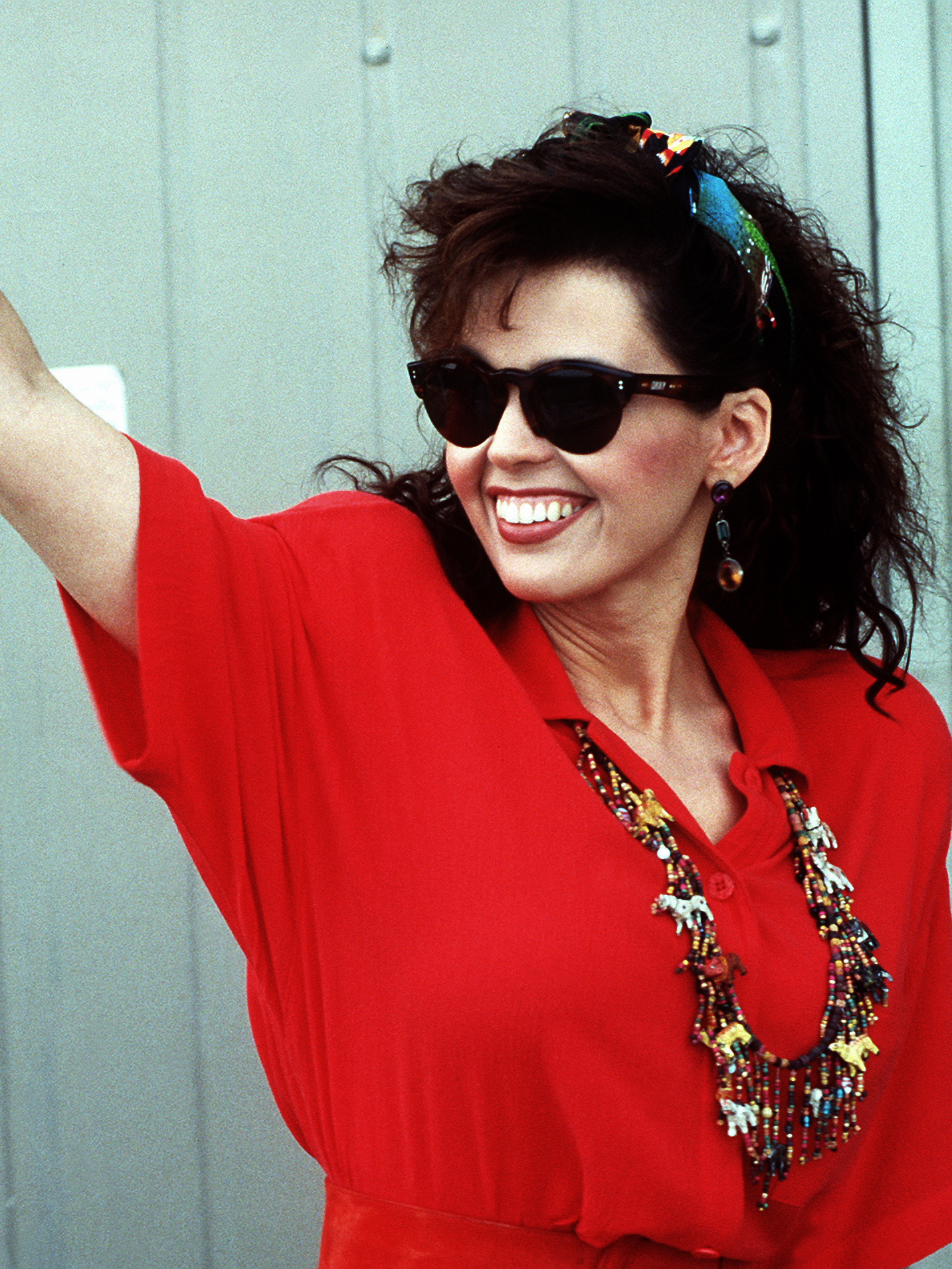
Vrouw, 1992
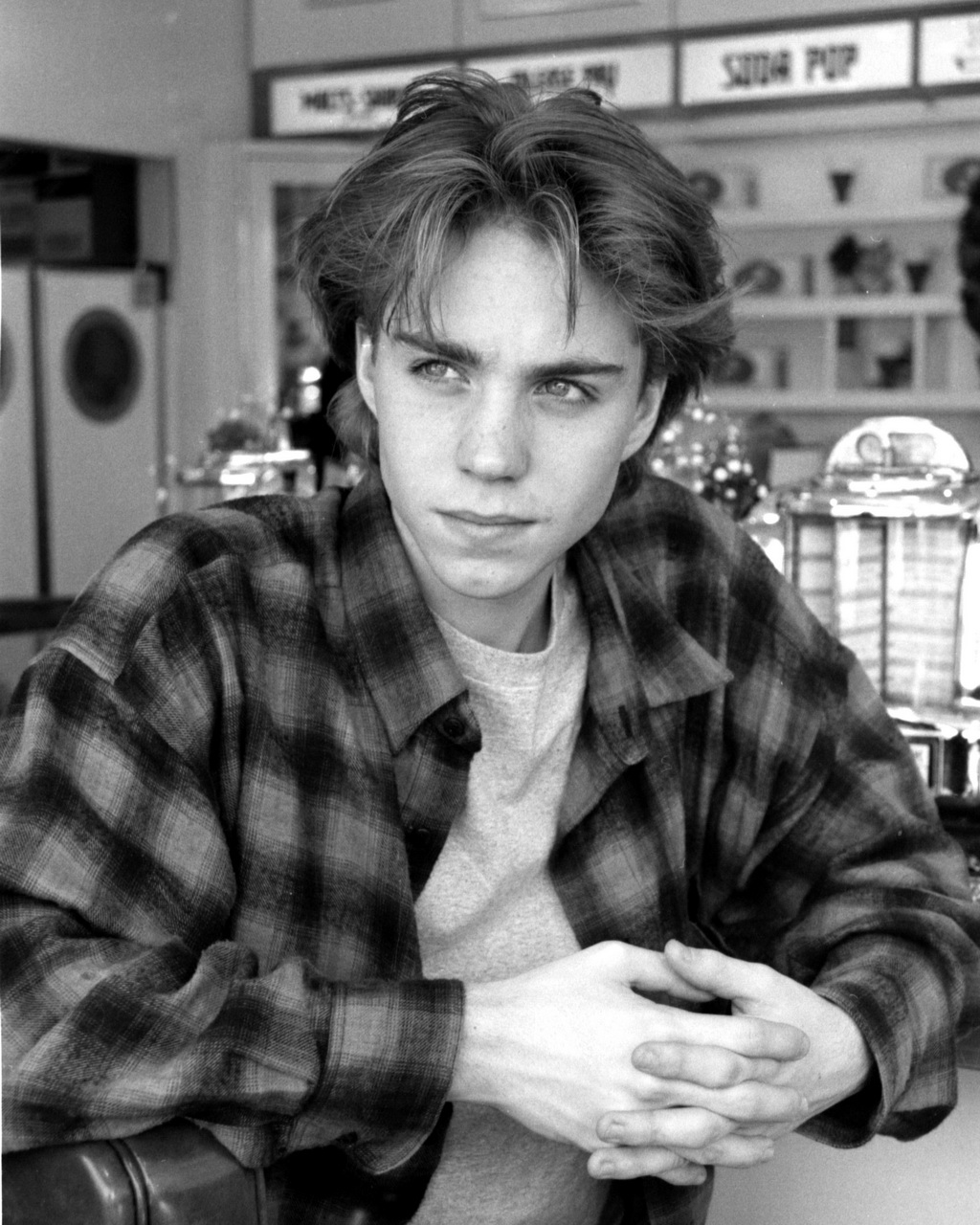
Grunge-stijl, 1993
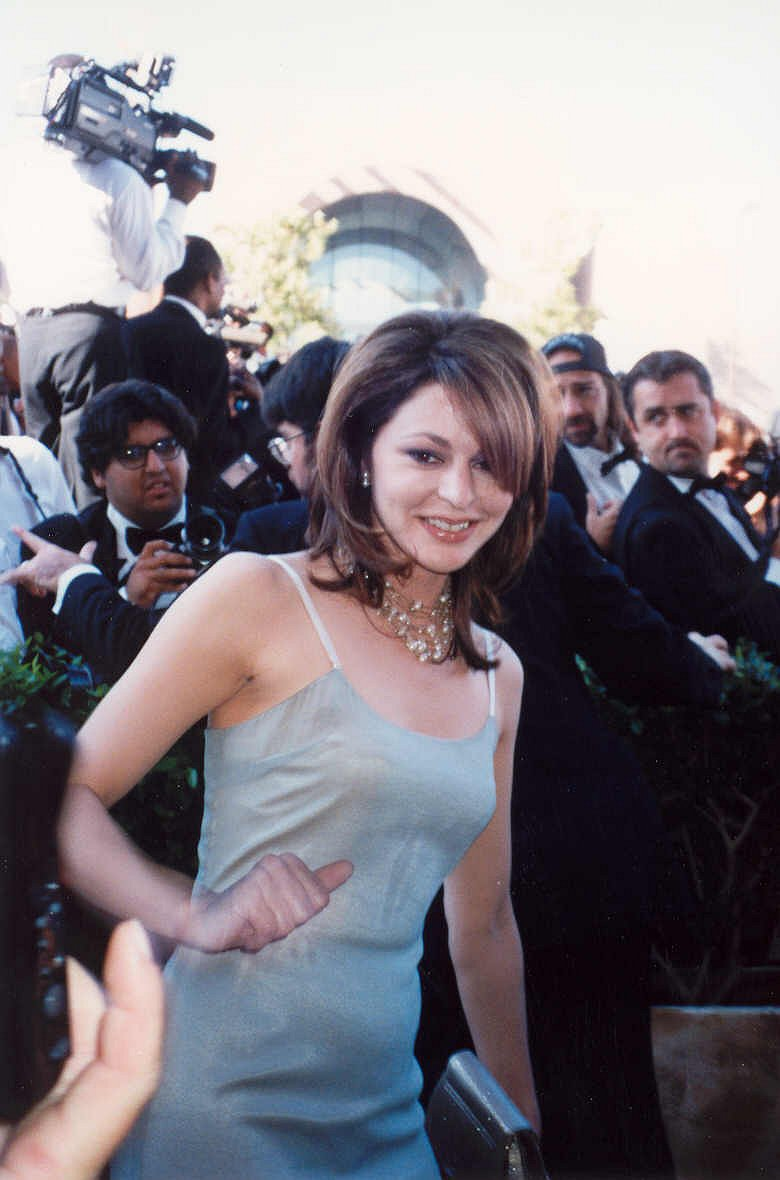
Dame, 1995

## Musea en collecties
- Modemuseum Hasselt
- Modemuseum Antwerpen
- Museum voor kant en geschiedenis
- Victoria and Albert Museum, Londen - The Dress Collection
- Nederlands en Vlaams samenwerkingsverband Modemuze